# Personaggi de La Ruota del Tempo
Elenco alfabetico, ordinato per nome e cognome, di tutti i personaggi della saga de La Ruota del Tempo di Robert Jordan.

## A

### Abelle Pendar
Lord Abelle: sfuggente capo della Casata Pendar, aveva appoggiato Morgase nella sua ascesa al trono; si oppone all'occupazione di Andor da parte di Rand al'Thor pur riconoscendolo come Drago Rinato; è tra i sei grandi Lord che incontrano Egwene al'Vere e le Aes Sedai ribelli in Murandy; Lord Abelle è inizialmente riluttante ad appoggiare Elayne, in seguito però viene convinto dal comportamento corretto assunto da Elayne in Andor, e si proclama per lei, assicurandole il trono.

### Adeleas Namelle
Adeleas Namelle Aes Sedai dell'Ajah Marrone e gemella di Vandene Namelle. Molto anziana (con più di 250 anni), è amica di Moiraine, che nel secondo libro va a trovarla nel suo ritiro nell'Arafel, per chiederle consiglio sulle Profezie del Drago; Adeleas inoltre ha una sorella gemella che vive con lei: Vandene, dell'Ajah Verde. In seguito le due gemelle aderiscono alla ribellione di Salidar ed accompagnano Elayne Trakand e Nynaeve al'Meara ad Ebou Dar, per la ricerca della Coppa dei Venti; sulla via del ritorno le due gemelle prendono in custodia la nera Ispan e la interrogano, ma poco prima di arrivare a Caemlyn, Adeleas e la prigioniera vengono assassinate, da qualcuno appartenente sicuramente all'Ajah Nera.

### Adelorna Bastine
Adelorna Bastine: Aes Sedai e Primo Capitano dell'Ajah Verde. È una Saldeana, bassa e magra, ma dal portamento maestoso; ha certamente più di cento anni e manteneva ben tre Gaidin. È uno dei principali personaggi di contorno, con anche alcuni capitoli che vengono narrati o descritti dal suo punto di vista. Dopo che la deposizione dell'Amyrlin Siuan Sanche e la sua sostituzione con Elaida, hanno provocato un grave scisma tra le Aes Sedai, con oltre trecento sorelle che si ribellano e si rifugiano a Salidar, Adelorna rimane a ricoprire il suo ruolo di capo dell'Ajah Verde, nella Torre Bianca; subito dopo, visto che l'Adunante Faiselle ha aderito alla ribellione, e la sua prima sostituta, Joline, è stata poco tempo dopo rimossa ed esiliata da Elaida, Adelorna, venendo meno alle procedure, sceglie personalmente Rina Hafden come nuova Adunante, sebbene Rina non avesse al momento i requisiti di un'età adeguata, il che perciò suscita dei sospetti in Siuan, quando viene a scoprirlo. In seguito, a causa dei ricatti di Alviarin, Elaida viene costretta a far punire severamente proprio Adelorna, perché ha trattenuto con sé un angreal, premiando ed elogiando al contrario alcune sorelle di altre Ajah, come se queste avessero fatto la spia su Adelorna: tutto ciò provoca l'insorgere di un forte astio tra la Verde e le altre Ajah e segna l'inizio di continue divisioni all'interno della Torre, sempre provocate da Alviarin ricattando Elaida. Adelorna successivamente si mostra molto favorevole ai colloqui di pace con le ribelli ed ordina all'Adunante Rubinde di appoggiarli di fronte ad Elaida; quando Egwene viene catturata dalle fedeli di Elaida e ridotta nuovamente al rango di Novizia, Adelorna, nel Libro XI, decide di farle lezione per conoscerla meglio, ma nonostante l'incontro risulti piuttosto burrascoso ed Egwene venga punita severamente, alla fine Adelorna ne rimane favorevolmente impressionata, commentando che le sarebbe piaciuto vedere un confronto tra Egwene e Cadsuane. Nel Libro XII, durante l'attacco Seanchan contro la Torre, Adelorna cerca di respingere gli invasori con alcune altre sorelle Verdi, ma viene facilmente sconfitta dalle Damane, una Verde muore ed un'altra viene catturata con l'a'dam davanti ai suoi occhi. Inoltre Adelorna sente morire uno dei suoi tre Gaidin, mentre un altro rimane gravemente ferito; come se non bastasse, dopo un angosciante inseguimento, anche lei viene catturata con un a'dam; per sua fortuna però, viene immediatamente liberata da Egwene, quindi Adelorna aiuta quest'ultima nel contrattacco, spiegando l'uso dei ter'angreal ed angreal presenti nei sotterranei della Torre. Sempre nel corso del Libro XII si viene a scoprire che i capi delle Ajah che si sono divise (ad eccezione quindi della Rossa e dell'Azzurra), dopo essere rimaste sorprese dalla deposizione di Siuan, dall'elezione di Elaida e poi dallo scoppio della ribellione, hanno deciso di intervenire a proprio favore, elaborando un piano per cercare di riunificare e controllare la Torre Bianca; questo piano viene attuato attraverso l'elezione di Adunanti sostitutive troppo giovani e controllabili ed inviando alcune delle Adunanti anziane tra le ribelli, per cercare di riappacificarle e ricondurle alla Torre; alla fine del libro però, in un incontro con gli altri capi, una volta preso atto del fallimento dei loro piani, Adelorna è la prima a proporre l'idea di far rieleggere Egwene come nuova Amyrlin Seat della Torre riunificata. Nel corso del Libro XIV Adelorna accompagna Egwene ai combattimenti nell'Arafel, sottolineando che tutta l'Ajah Verde l'appoggia e facendole anche capire implicitamente di essere la Capitana Generale dell'Ajah.

### Aeldene Stonebridge
Aeldene Stonebridge: Aes Sedai dell'Ajah Azzurra, è l'attuale capo degli occhi-e-orecchie dell'Ajah Azzurra, nominata dopo l'elezione di Siuan ad Amyrlin; Aeldene raggiunge Salidar in ritardo e lì trova che Siuan ha già svelato la sua identità e sta usando gli agenti a favore delle ribelli; in seguito Aeldene si scontra più volte sempre con Siuan a proposito del controllo degli occhi-e-orecchie dell'Amyrlin Seat.

### Aeldra Najaf
Aeldra Najaf: Aes Sedai dell'Ajah Azzurra, venne descritta in Nuova Primavera ed era molto anziana, infatti aveva già i capelli completamente bianchi; venne scelta dall'Amyrlin Tamra Ospenya come sua nuova Custode degli Annali quando Gitara morì.

### Aemlyn
Lady Aemlyn: potente capo della Casata Carand, è tra i sei grandi Lord che avevano incontrato Egwene al'Vere e le Aes Sedai ribelli in Murandy; dopo la battaglia alle porte di Caemlyn ed un incontro chiarificatore con Elayne, Lady Aemlyn decide infine di appoggiarla su insistenza di Dyelin.

### Agelmar Jagad

La bandiera personale di Agelmar

Agelmar Jagad: è uno dei Cinque Grandi Capitani e guida gli eserciti dello Shienar. Agelmar Jagad è il Lord di Fal Dara nello Shienar. Nel primo libro accoglie con tutti gli onori i protagonisti diretti all'Occhio del Mondo, mentre lui stesso si prepara a scendere in una battaglia disperata contro una vasta orda di Progenie dell'Ombra, che sta per calare dal Passo Tarwin. Nel libro seguente ospita nuovamente i protagonisti vittoriosi ed accoglie con tutti gli onori l'Amyrlin Seat, Siuan Sanche, ma durante questi eventi il Corno di Valere viene rubato, e proprio nella sua stessa fortezza. Su ordine dell'Amyrlin organizza perciò la spedizione di soldati Shienaresi che dovranno recuperare il prezioso oggetto. Successivamente si accompagna al suo re, che assieme agli altri sovrani delle Terre di Confine, si muove verso sud con un poderoso esercito, alla ricerca del Drago Rinato. Nel corso del Libro XIV Lord Agelmar viene posto alla guida degli eserciti coalizzati che combattono nel teatro del Passo Tarwin e dello Shienar. Gli eserciti coalizzati non riescono però a resistere alla pressione del nemico, soprattutto quando si aggiungono i Signori del Terrore guidati da M'Hael. Si ritirano perciò progressivamente, lasciando terra bruciata alle loro spalle. Le manovre di ritiro, subiscono però una serie di strani rovesci, finché si scopre che proprio Lord Agelmar è stato indotto ad attirare in trappola le sue armate, attraverso la compulsione di Hessalam. Ciò che resta degli eserciti viene salvato giusto in tempo ed evacuato attraverso dei portali.

### Aginor
Aginor: è uno dei Reietti. Nell'Epoca Leggendaria Ishar Morrad Chuain, questo il nome originale di Aginor, era un Aes Sedai biologo di grande fama, che però decise di volgersi all'Ombra per la sua sete di gloria e di fasto. Egli fu il responsabile della nascita dell'aberrazione dei Trolloc, generati combinando materiale genetico umano con quello di animali. Egli fu inoltre responsabile della nascita di quasi tutto il resto della cosiddetta mostruosa Progenie dell'Ombra. Al termine della Guerra dell'Ombra, Aginor restò imprigionato a Shayol Ghul assieme agli altri Reietti e dormì un sonno inquieto per tremila anni. Aginor è tra i primi Reietti a risvegliarsi, si trova già alla fine del primo volume della saga, comparendo assieme a Balthamel all'Occhio del Mondo. Essendo rimasto in stasi, per tremila anni, molto vicino ai sigilli di imprigionamento, il tempo in qualche modo era comunque riuscito a toccarlo e perciò il suo corpo si è ridotto a quello di un orribile vecchio decadente, ridotto quasi ad uno scheletro con la pelle cascante. Durante l'episodio Aginor ha presto ragione di Moiraine e degli altri compagni, quindi inizia ad assorbire il saidin puro, contenuto nell'Occhio del Mondo e con questo processo inizia progressivamente a ringiovanire il suo corpo. Preso però dalla vertigine e dalla rapacità del potere, assorbe più saidin di quanto potrebbe sopportarne e perciò si autodistrugge, permettendo a Rand al'Thor di salvarsi e di intervenire in aiuto degli Shienaresi al passo Tarwin. All'inizio del libro sesto si scopre che il Tenebroso lo ha reincarnato in Osan'gar, in un corpo piuttosto comune (la qual cosa dispiace al Reietto) e al termine dello stesso libro ha assunto l'identità dell'Asha'man Dashiva.

### Ailil Riatin
Lady Ailil Riatin, sorella di Toram, diventa il capo della casata dopo la morte del fratello e alla fine decide di appoggiare le pretese al trono di Elayne, ricevendo in cambio delle terre in Andor. È una nobildonna di incerta fedeltà e perciò viene tenuta sotto stretto controllo dal Drago e le sue truppe mandate a combattere contro i Seanchan in Altara. In seguito ha un relazione clandestina con la Cercavento Shalon din Togara e rimane involontariamente coinvolta nell'attentato di alcuni Asha'man rinnegati contro il Drago, perciò viene "presa in custodia" per un certo periodo da Cadsuane che la vuole interrogare.

### Aisha Raveneos
Aisha Raveneos: Aes Sedai dell'Ajah Grigia, compare brevemente nel prequel Nuova Primavera dove è una rispettata e potente sorella; nel corso del libro Siuan le porta un messaggio da parte dell'Amyrlin Tamra Ospenya, dalla quale Aisha viene segretamente incaricata di ritrovare il piccolo Drago Rinato; però, durante la sua ricerca, Aisha viene eliminata dall'Ajah Nera assieme al suo custode, anche se la loro morte viene presentata come accidentale.

### Aisling Noon
Aisling Noon: Aes Sedai dell'Ajah Verde, ambasciatrice nello Shienar e poi catturata alla Torre Nera. È una delle poche Aes Sedai nate tra i Calderai, che divenne Ammessa lo stesso anno di Moiraine e Siuan, dopo aver studiato cinque anni come Novizia; in seguito, dopo aver ottenuto anche lo scialle, fu la consigliera personale di Re Easar Togita dello Shienar. Aisling però se ne andò da Fal Moran senza dare spiegazioni, quando arrivarono le prime notizie a proposito dello scisma tra Aes Sedai della Torre Bianca e ribelli. In seguito è entrata a far parte del gruppo delle cinquanta sorelle al seguito di Toveine Gazal, mandate da Elaida contro la Torre Nera, e perciò Aisling venne legata come Custode dall'Asha'man Arel Malevin. I due poi, al seguito di Logain, hanno raggiunto il Drago Rinato a Tear ed hanno partecipato alla battaglia contro le orde Trolloc alla tenuta di Lord Algarin Pendaloan.

### Alanna Mosvani
Alanna Mosvani: Aes Sedai dell'Ajah Verde, ha legato il Drago come Gaidin. Proviene dall'Arafel, ha circa 45 anni ed è considerata molto bella ma dal carattere ostinato e troppo passionale. Nei primi libri della saga Alanna mantiene al suo servizio due Gaidin: Ihvon e Owein. Alanna è un'Aes Sedai che si trova nella fascia medio-alta della gerarchia, con una potenza in Saidar sufficiente ad aprire Portali per Viaggiare. È uno dei principali personaggi di contorno, con anche alcuni capitoli che vengono narrati o descritti dal suo punto di vista. Alanna compare per la prima volta nel secondo libro, quando fa parte del seguito dell'Amyrlin Siuan Sanche che si reca a Fal Dara; durante il ritorno a Tar Valon le sorelle portano con loro Egwene e Nynaeve alle quali Alanna presta alcune prime lezioni; nei libri seguenti Alanna assiste al test di Egwene per diventare un'Ammessa e si ritiene responsabile per ciò che capita di sbagliato durante la prova, anche se in realtà i guai vengono provocati dal ter'angreal dei sogni, che Egwene teneva nascosto tra i suoi vestiti. Alanna successivamente si reca nei Fiumi Gemelli con Verin, dove i Manti Bianchi le uccidono Owein, uno dei suoi Custodi, procurandole così un grosso trauma; sempre laggiù, assieme a Verin aiuta Perrin Aybara a difendere Emond's Field dai Trolloc e infine, sempre assieme a Verin, raccoglie un cospicuo gruppo di giovani e forti incanalatrici da portare a studiare alla Torre come Novizie. A Caemlyn Alanna e Verin si incontrano con il Drago Rinato, venuto a visitare loro e le ragazze dei Fiumi Gemelli, che si trovano in una locanda; Alanna a sorpresa (forse sotto l'influenza di Verin o di quella da ta'veren di Rand), lo lega come Custode, ma contro la sua volontà, provocando perciò una sua furiosa reazione. Poco tempo dopo, quando in città arriva la delegazione guidata da Merana Ambrey e poi arrivano anche Bera e Kiruna, Alanna e Verin si aggregano a questo gruppo di Aes Sedai, portando così il loro numero pericolosamente a 13 elementi (che è quanto necessario per sottomettere un incanalatore come Rand); il Drago perciò, allarmato dal loro numero e per la loro reazione ad un attentato subito da parte di falsi Aiel, fugge dalla città, per cadere vittima della trappola preparatagli a Cairhien; in seguito la maggior parte di queste sorelle seguono il Drago fino a Cairhien, proprio sotto la guida di Alanna, che lo può ritrovare grazie al loro legame; perciò Alanna percepisce quando lui viene rapito e poi picchiato dalle sorelle fedeli ad Elaida. Alanna dunque partecipa alla liberazione del Drago durante la Battaglia dei Pozzi di Dumai e quindi assieme alle altre sorelle gli giura fedeltà, subito dopo averlo guarito dalle ferite. A Cairhien, a causa del suo legame con Rand, viene trattata inizialmente con un certo riguardo dalle Sapienti Aiel, e Alanna con il suo caratteraccio ne approfitta, finché Cadsuane rivela alle Sapienti che se la puniranno per il suo comportamento, Rand non subirà comunque alcun danno. Dopo essere svenuta quando Elayne, Min ed Aviendha legano Rand a loro volta, Alanna raggiunge il Drago a Far Madding, assieme a Cadsuane ed a un folto gruppo di altre persone; in città lei e Rand si confrontano di nuovo e quindi, dopo essersi chiariti, Alanna accetta di servirlo, facendo per lui da mediatrice con i ribelli di Tear; la sua mediazione, assieme a quella di altre sorelle, ha successo e Rand la ritrova brevemente nel Libro XI dentro alla Pietra di Tear. Nel Libro XIII si scopre che Alanna è fuggita frettolosamente ed in segreto dalla Pietra di Tear, destando allarme in Cadsuane. Rand dice di non preoccuparsene e di averla percepita verso nord, probabilmente nel suo paese d'origine, l'Arafel. Nel corso del Libro XIV si scopre invece che Alanna è stata catturata con qualche inganno da Moridin e portata a Shayol Ghul, dove, durante Tarmon Gai'don viene pugnalata a morte, per provocare un grave danno a Rand, attraverso il legame da Custode. Nynaeve cerca inutilmente di soccorrerla, ma almeno Alanna fa in tempo a rilasciare il legame con Rand, prima di spirare.

### Aledrin
Aledrin: adunante dell'Ajah Bianca, è una Tarabonese e pur essendo una Bianca ha un carattere eccitabile, è molto paffuta e tutt'altro che bella, ha gli occhi castani e tiene raccolti i suoi capelli dorati in una retina, anziché acconciarli nella tipica maniera tarabonese a treccine; viene eletta Adunante a Salidar, ed è la più giovane delle Adunanti dopo Kwamesa, quindi non ha i requisiti dell'età; entra poi a far parte della delegazione inviata alla Torre Nera per legare alcuni Asha'man; effettivamente nel corso del Libro XIV, dopo che la Torre Nera è stata liberata dall'Ombra, Aledrin lega almeno un incanalatore come suo Custode.

### Algarin Pendaloan
Algarin Pendaloan: è un anziano Lord Tairenese minore, con la potenzialità di diventare un Asha'man che si reca alla Torre Nera. È il fratello di Emarin Pendaloan, che fu un incanalatore con la scintilla innata, il quale venne trovato da Cadsuane e portato da lei alla Torre Bianca per essere domato, dopo la domatura egli riuscì a sopravvivere per altri dieci anni, grazie alle cure che Cadsuane stessa gli dedicò; Lord Algarin nei Libri X e XI ospita nella sua tenuta nell'est di Tear Rand al'Thor, Cadsuane, Nynaeve e molti altri, giunti da lui per riposarsi dopo la pulitura di Saidin; egli lo fa proprio perché si sente in debito con Cadsuane per aver fatto sopravvivere suo fratello ancora per molti anni; inoltre si viene a sapere che in seguito, poiché Algarin ha mostrato il potenziale per imparare ad incanalare, chiede a Rand di andare alla Torre Nera, cosa che gli viene concessa. Alla Torre Nera prende il nome di suo fratello Emarin, mostra un buon potenziale e diventa amico di Androl, tessendo anche gli elogi di Rand; come gli altri del gruppo, si preoccupa molto della brutta situazione che si sta venendo a creare e collabora con Androl per cercare di porvi rimedio. Nel Prologo del Libro XIV Emarin ed Androl discutono della possibilità di fuga o di scatenare piuttosto una ribellione contro Taim. Androl dice ad Emarin di avere capito che lui è in realtà Lord Algarin, inoltre sempre Androl confida a Pevara che Emarin sta diventando molto potente in Saidin, probabilmente il secondo più potente dei suoi amici dopo Nalaam; poco dopo Emarin aiuta Androl e Pevara ad estorcere ad uno sgherro di Taim la posizione dove viene tenuto imprigionato Logain; assieme cercano di liberarlo, ma vengono catturati ed Emarin resiste ad un primo tentativo di conversione forzata all'ombra; poco dopo però, grazie ad Androl e Canler, viene salvato; dopo essere riusciti a liberare anche il resto della Torre Nera, Emarin segue le sorti di Androl e Pevara, in tutti gli eventi successivi; Pevara afferma che Emarin preferisce la compagnia degli uomini a quella delle donne.

### Alise Tenjile
Alise Tenjile: è un membro dirigente della Famiglia. Viene descritta come di almeno duecento anni più giovane di Sumeko, ciò significa che ha un'età di circa 160 anni, ma sembra più anziana di lei ed ha già alcuni capelli grigi; infatti è così debole nell'Unico Potere da essere stata presto scartata ed allontanata dalla Torre Bianca, perché non avrebbe mai potuto diventare non solo un'Aes Sedai, ma neppure un'Ammessa. Alise è una donna molto pratica come ha mostrato nel gestire esemplarmente la Fattoria della Famiglia, nella campagna vicino ad Ebou Dar; non è così deferente nei confronti delle Aes Sedai come le altre Donne della Famiglia, che lei continua a gestire con pugno di ferro, da quando si sono trasferite nel palazzo reale di Caemlyn. Nynaeve ed Elayne riconoscono che è una donna molto valida e anche le altre Aes Sedai presenti a palazzo la trattano con un certo rispetto. Dopo la morte di Reanne, Alise ha conteso a Sumeko la leadership della Famiglia. Pur essendo così debole, Alise, legandosi in cerchio con altre tre donne della Famiglia deboli quanto lei, ha mostrato di essere comunque capace di aprire un portale sufficiente per poter viaggiare. Nel corso del Libro XIII, mentre Sumeko ribadisce il suo proposito di voler tornare alla Torre Bianca, per tentare di nuovo il test per lo scialle, Alise prende una serie di accordi con Elayne, per far rimanere in Andor tutte quelle della Famiglia, che invece la pensano come lei: Caemlyn perciò diverrà la nuova sede di quelle che sceglieranno questa opzione, visto che Ebou Dar è ormai saldamente in mano ai Seanchan; queste Donne avranno la protezione e l'aiuto della regina ed accoglieranno tra di loro le Aes Sedai che si ritireranno per anzianità; in cambio le donne della Famiglia apriranno portali per viaggiare per il commercio, ricevendo anche un guadagno dal trasporto delle merci, mentre invece presteranno la guarigione gratuitamente, verso tutti i feriti ed i malati. Successivamente Alise ed alcune altre Donne della Famiglia, fanno da scorta ad Elayne, quando la regina si reca a Cairhien per prendere possesso del Trono del Sole, ed usano alcune tessiture di protezione per salvaguardarla dagli attentati.

### Alivia
Alivia è un'ex damane Seanchan e attualmente è anche la più potente incanalatrice vivente conosciuta. Viene fatta prigioniera dagli Asha'man in Altara, durante la guerra di Rand al'Thor per fermare l'avanzata Seanchan verso Illian; subito dopo viene consegnata da Mazrim Taim ad Elayne Trakand a Caemlyn. Le Donne della Famiglia, dopo un certo periodo, riescono a convincerla a farsi togliere il collare del suo a'dam, che le era stato messo quando aveva circa quattordici anni; Alivia è rimasta damane per circa quattrocento anni, ed è quindi una delle più anziane incanalatrici viventi; ma pur essendo così anziana, ha però, almeno in parte, la personalità di una ragazzina, probabilmente per il fatto che le venne posto l'a'dam quando era così giovane; inoltre Alivia è anche una delle più potenti incanalatrici esistenti, molto più forte di Nynaeve, forse al livello di Lanfear. Alivia conosce tutti i modi possibili per usare l'Unico Potere come arma, ma ben poco d'altro, perciò successivamente si prodiga ad osservare di nascosto prima Nynaeve, e poi Cadsuane o altre Aes Sedai, mentre esse incanalano, così da imparare nuove tessiture (data la sua grande potenza, Alivia ha il talento di imparare nuove tessiture, osservandole anche solo una volta). Quando Nynaeve al'Meara lascia Caemlyn (assieme a Rand al'Thor, Min Farshaw e Lan Mandragoran) per andare a Far Madding, porta con sé Alivia. Min predice che la donna "aiuterà Rand a morire" ma non si sa bene che cosa questo possa comportare, perché "aiutare a morire" non significa "uccidere"; comunque Alivia viene presa sotto l'ala protettiva da Rand che la incoraggia ad istruirsi e lei in cambio prende in simpatia tutto il gruppo e lo segue fedelmente nelle sue vicende. Dopo Far Madding Alivia partecipa alla battaglia durante la pulitura di Saidin, indossando il set di gioielli angreal/ter'angreal di Nynaeve; si imbatte perciò in Cyndane e dopo un terribile duello con l'Unico Potere, riesce a scacciarla, ma resta seriamente ferita alle gambe e ad un braccio. Dopo essere stata guarita, Alivia continua a seguire fedelmente le vicende del gruppo capeggiato da Rand. Nel corso del Libro XIV Alivia è nel gruppo di incanalatori guidati da Cadsuane, che lottano attorno a Shayol Ghul per proteggere il Drago Rinato. Dopo l'Ultima Battaglia Alivia aiuta Rand a fuggire di nascosto, dopo che lui ha scambiato il suo corpo morente con quello di Moridin: in questo modo conferma la profezia di Min, aiutando Rand a far credere alla maggior parte delle persone di essere morto veramente.

### Alliandre Maritha Kigarin
Alliandre Maritha Kigarin: è la regina di Ghealdan.

### Aludra
Illuminatrice (fuochi d'artificio), la si trova per la prima volta a Cahirien nel secondo libro, quando Rand e Loial per sfuggire a Trolloc e Amici delle Tenebre si nascondono nella casa capitolare degli Illuminatori, provocando un incendio.

### Alviarin Freidhen
Alviarin Freidhen: Aes Sedai dell'Ajah Bianca, ex Custode degli Annali per Elaida, rivelata come Capo dell'Ajah Nera. Alta, magra e dal collo da cigno, è uno dei principali antagonisti dei protagonisti, con anche alcuni capitoli che vengono narrati o descritti dal suo punto di vista.
Alviarin compare già nel secondo libro, quando accompagna l'Amyrlin Seat Siuan Sanche a Fal Dara, ma inizia ad assumere una certa rilevanza solo a partire dal quarto libro, quando, trascinando la sua Ajah Bianca, appoggia in maniera determinante la deposizione di Siuan Sanche in favore di Elaida; perciò quest'ultima, dopo essere stata eletta Amyrlin Seat, come ringraziamento, sceglie proprio Alviarin quale propria Custode degli Annali. In seguito si viene però a sapere che Alviarin è in realtà a capo del Consiglio Supremo dell'Ajah Nera e che perciò Elaida è stata inconsapevolmente complice delle sorelle Nere ed ha ottenuto la sua carica anche e soprattutto con il loro appoggio. Dopo una serie di gravi errori da parte di Elaida, Alviarin ha il potere di ricattare l'Amyrlin, che quindi viene trattata da lei come un fantoccio e spesso costretta a subire severe punizioni corporali da parte della Maestra delle Novizie. Da questa sua posizione di controllo, Alviarin fa emettere ad Elaida degli ordini che aizzano le Ajah le une contro le altre e che fomentano un clima di forte odio ed ostilità all'interno della Torre Bianca. Inoltre fa emettere un proclama che proibisce a chiunque di avvicinarsi al Drago Rinato se non tramite l'Amyrlin, il che non può provocare altro che un ulteriore allontanamento di Rand ed altre divisioni. Inoltre Alviarin ha spedito personalmente a Rand una sua lettera segreta, in cui affermava di volerlo appoggiare di nascosto, il che ha destato non poche perplessità in Egwene e Moiraine. Tutta l'Ajah Nera dovrebbe essere al servizio del Tenebroso e di tutti i Reietti, ma in seguito si scopre che dentro la Torre Bianca si è installata segretamente la Reietta Mesaana ed è proprio quest'ultima, attraverso Alviarin, ad indirizzare la politica della Torre. È infatti stata proprio Mesaana a dare l'ordine alla Custode Alviarin di costringere Elaida a portare le Ajah fin sul punto di rottura, tanto che l'inimicizia tra le varie sorelle scatena delle vere e proprie aggressioni reciproche. Alviarin serve fedelmente Mesaana, ma al contempo inizia anche a tramare contro di lei, anzitutto per scoprire sotto quale identità la donna si nasconda, e poi per assicurarsi di non rimanere travolta dalla rivalità tra i Reietti. Comunque, obbedendo agli ordini di Mesaana, Alviarin si allontana troppo a lungo dalla Torre e al suo ritorno trova Tar Valon sotto assedio da parte delle ribelli ed Elaida che in qualche modo ha ripreso il controllo della situazione. Inoltre Elaida ha fatto rimuovere Alviarin quale Custode degli Annali (sostituendola con Tarna Feir) ed ora la costringe a sottoporsi essa stessa a delle punizioni, in attesa di imprigionarla come traditrice. Come se non bastasse Elaida ha incaricano l'Adunante Seaine di indagare sui traditori che la minacciano, il che porta indirettamente alla caccia dell'Ajah Nera. Allarmata da questi eventi, Alviarin convoca Mesaana, che però non la giustifica e sta anzi per iniziare a torturarla come punizione per il suo fallimento; ma la Reietta viene fermata ed a sua volta punita da Shaidar Haran, il super Myrddraal, per non essersi presentata alla Battaglia per la Pulitura di Saidin. Ma prima Shaidar Haran marchia Alviarin sulla fronte, come una fedele seguace del Tenebroso e le ordina di proteggere l'Ajah Nera da chi la minaccia. Perciò lei ordina alle Nere di tenere sotto stretta osservazione le Adunanti Doesine e Yukiri, che hanno suscitato i suoi sospetti. Nel libro undicesimo Alviarin è sempre costretta da Elaida a farsi punire da Silviana, la severa Maestra delle Novizie, dove incontra spesso anche Egwene, presa prigioniera e ridotta di nuovo a fare la novizia. In un'occasione inoltre Alviarin propone la fuga ad Egwene, ma la ragazza non si fida di lei e perciò rifiuta ogni aiuto da parte sua. Nel corso del libro XII viene resa pubblica la sua reale affiliazione, ma Alviarin, assieme a molte altre Nere, riesce a fuggire in tempo dalla Torre Bianca, prima di venire arrestata. Durante il Libro XIII Alviarin spia Egwene in Tel'Aran'Rhiod e una volta scoperta, cerca di ucciderla, eliminando però al suo posto un'altra Nera. Successivamente Alviarin, assieme ad altre 18 Nere, guidate da Mesaana, si scontra in Tel'Aran'Rhiod con Egwene, Nynaeve, Siuan, Leane, Amys, Melaine e Bair. Durante la lotta un colpo di Alviarin con il Fuoco Malefico viene fermato da Perrin e subito dopo Alviarin viene ferita da Egwene, ma non muore. Alla fine dello scontro Mesaana, convinta di aver vinto con la cattura di Egwene, ordina ad Alviarin di ritirarsi assieme alle altre che sono sopravvissute, promettendo anche feroci punizioni per la loro incompetenza. Nel corso del Libro XIV Alviarin ed altri Signori del Terrore, da lei comandati, partecipano a Merrilor all'Ultima Battaglia; il loro compito principale è di distruggere i dragons di Aludra, ma grazie ad un trucco escogitato da Androl e Pevara, essi vengono attirati ed imprigionati dentro ad uno Stedding.

### Amathera
Amathera: è l'ex Panarca di Tarabon ed amante e poi moglie di Juilin Sandar

### Amico Nagoyin
Amico Nagoyin: Aes Sedai dell'Ajah Gialla, rivelata come appartenente all'Ajah Nera nel gruppo di Liandrin. Era la più giovane nel gruppo di Liandrin. Descritta come un'Aes Sedai ancora priva dell'aspetto senza età, di una quindicina d'anni più vecchia di Elayne, sottile e carina, di carnagione pallida con occhi neri e un lungo collo. Amico era responsabile della guardia alla cella dove Egwene, Elayne e Nynaeve erano tenute nella Pietra di Tear. È rimasta quietata poco prima di venire catturata e mentre viene interrogata più volte, rivela che il prossimo obiettivo di Liandrin è Tanchico; infine viene uccisa dall'Assassino (Lord Luc/Isam) durante l'attacco Trolloc alla Pietra, per il suo tradimento.

### Amira Moselle
Amira Moselle: Aes Sedai ed ex Adunante dell'Ajah Rossa, era una sorella tarchiata e che portava i suoi capelli in lunghe treccine alla moda Tarabonese; Amira venne nominata Maestra delle Novizie dall'Amyrlin Sierin Vayu, che pur provenendo dall'Ajah Grigia, scelse due sorelle rosse quali più strette collaboratrici. In seguito Amira venne eletta Adunante ma si ritirò da questo ruolo per l'intervento dell'Altissima Galina; il suo posto nel Consiglio della Torre venne occupato da Elaida. Amira successivamente partecipò alla spedizione che tentò di rapire il Drago Rinato ma fu una delle sorelle che persero la vita nel corso della Battaglia dei Pozzi di Dumai

### Amys
Amys: è una Sapiente Aiel della setta delle Nove Valli degli Aiel Taardad, dei quali ha sposato il Capoclan, Rhuarc (Lian è la sua sorella-moglie), in gioventù era stata anche una Fanciulla della Lancia, prima di venire istruita come Sapiente. Viene descritta come una donna all'apparenza di quaranta anni, con i capelli così chiari da sembrare quasi bianchi. È uno dei principali personaggi di contorno, con anche alcuni capitoli che vengono narrati o descritti dal suo punto di vista.
Amys compare a partire dal libro quarto, L'ascesa dell'Ombra, ha una notevole forza nell'incanalare Saidin ed è anche un'esperta Camminatrice dei Sogni, perciò assieme a Melanie e Bair accetta di istruire Egwene sul Mondo dei Sogni. Infatti Amys incontra Egwene per caso, mentre la ragazza vaga in Tel’aran’rhiod e perciò la Sapiente la avverte dei pericoli di quel mondo e la invita caldamente a raggiungerla, affinché possa essere da lei istruita. Egwene perciò si accoda al gruppo di Rand che deve recarsi nel Rhuidean. Preavvertite da sogni profetici, Amys, Bair e Melaine, accolgono dunque sul Chaendaer il Drago Rinato e gli altri, inviando Rand, Moiraine, Aviendha e Mat nel Rhuidean. Dopo quegli eventi, assieme a Rhuarc e alle altre Sapienti, guida poi tutto il gruppo alla fortezza di Rocce Fredde e quindi ad Alcair Dale, dove Rand viene riconosciuto come Car'a'carn dai Capoclan. Al seguito del Drago Rinato, Amys giunge quindi nelle Terre Bagnate per scacciare gli Shaido che assaltano Cairhien. Nel frattempo, assieme alle altre Sapienti, impone ad Aviendha di stare sempre al fianco di Rand, perché impari gli usi e costumi Aiel e si interessi del suo popolo. A Cairhien Amys termina infine la sua istruzione ad Egwene; quando quest'ultima viene convocata a Salidar, Amys assieme alle altre Sapienti, accetta il suo toh, per aver raccontato di essere già una vera Aes Sedai. Dopo che Rand viene rapito dalle sorelle al seguito di Galina, Sorilea ed Amys, in qualità di Sapienti più autorevoli, si mettono alla guida di un gruppo di Aiel e di Sapienti e si avviano decise al suo salvataggio, partecipando infine alla battaglia dei pozzi di Dumai. Nel prologo del Libro IX Amys appare nel corso della cerimonia di sorellanza Aiel tra Aviendha ed Elayne, durante la quale si presta quale loro madre. Nel Libro XII, mentre si trovano in Arad Doman, Amys, assieme a Bair e Melaine, assilla Aviendha con continue domande e compiti, per poi punirla in maniera apparentemente ingiustificata, finché la giovane donna non accetta più di subire, dichiarando finalmente di essere anche lei una Sapiente. Perciò le tre Sapienti la inviano nel Rhuidean fra le colonne di vetro per completare la sua prova. Nel corso del Libro XIII Amys, Bair e Melaine si incontrano una prima volta con Egwene in Tel’aran’rhiod accordandosi su alcune misure da prendere, a proposito dell'intenzione di Rand di rompere gli ultimi tre, dei Sette sigilli di cuendillar. In un secondo incontro nel Mondo dei Sogni, le tre Sapienti si impegnano con Egwene e le Cercavento per scambiarsi reciprocamente alcune giovani incanalatrici, affinché vengano ad istruirsi tra i vari gruppi. Subito dopo le tre Sapienti aiutano Egwene e le sue amiche a sbaragliare Mesaana e le sorelle Nere che hanno attaccato la Torre in Tel’aran’rhiod.

### Anaiya
Anaiya: è un'Aes Sedai dell'Ajah Azzurra, una dei capi delle ribelli di Salidar, probabile Capo dell'intera Ajah Azzurra. Ha un'età compresa tra i 115 e 120 anni; era molto amica di Moiraine, di Kairen Stang e Cabriana Mecandes, ma tra lei e Siuan c'è sempre stata una spiccata antipatia; viene spesso descritta come simile ad una brava ed affabile donna di casa, dal sorriso radioso e dal comportamento materno. Il suo Custode è Setagana, un giovane uomo, dalla carnagione scura, descritto come molto bello. Anaiya fa cronologicamente la sua comparsa nel prequel Nuova Primavera dove appare in un ruolo di rilievo tra le Azzurre, quando accoglie Moiraine e Siuan che hanno appena ottenuto lo scialle. Nella saga vera e propria Anaiya compare per la prima volta nel II Libro, nell'entourage dell'Amyrlin Seat Siuan, che si è recata a Fal Dara per incontrarsi con Moiraine e, in segreto, con il giovane Drago Rinato. Già da questi episodi si può notare che Anaiya si trova molto in alto nella gerarchia e tra le Azzurre sembra che occupi anche un ruolo dirigente. Al ritorno verso Tar Valon si presta quindi a dare alcune lezioni ad Egwene e Nynaeve ed in particolare prende a cuore l'ipotesi che Egwene possa essere una sognatrice. A partire dal Libro VI Anaiya è tra le sei Aes Sedai che prendono la guida delle sorelle che si sono ribellate all'elezione di Elaida ad Amyrlin, dopo la deposizione di Siuan; queste sei leader organizzano una Torre Bianca in esilio a Salidar e tra le ribelli sono proprio le Azzurre ad avere il ruolo più rilevante, in quanto l'intera Ajah si è rifugiata laggiù; nel villaggio di Salidar, Anaiya accoglie, assieme alle sue cinque colleghe, prima Siuan, Leane, Min e Logain, che sono riusciti a sfuggire ad Elaida, ed in seguito accoglie Nynaeve ed Elayne con i loro amici, sfuggiti a Moghedien e all'Ajah Nera, che tutti assieme portano novità e nuovi talenti; nel frattempo, durante la bolla di male che colpisce Salidar, è Anaiya a guidare il cerchio a cui si legano Nynaeve ed Elayne per affrontare la minaccia. Gli arrivi di queste persone comportano inoltre un nuovo slancio per le ribelli, finché Anaiya e le altre cinque leader, a causa dei maneggi di Siuan, ordinano ad Egwene, attraverso il Tel'Aran'Rhiod, di presentarsi al più presto da loro. Inaspettatamente Egwene, dopo essere stata da loro accolta a Salidar, viene fatta eleggere dalle sei leader ribelli come nuova Amyrlin Seat. Le sei leader intanto si organizzano a formare un consiglio personale permanente per guidare la giovane Amyrlin. Poco tempo dopo però, Egwene dimostra di non essere affatto un fantoccio nelle loro mani ed Anaiya è addirittura costretta a giurare fedeltà alla giovane Amyrlin, perché assieme alle altre cinque, ha spedito alcune sorelle a seminare dissenso dentro la Torre Bianca, ma all'insaputa del Consiglio. Un voto simile, a causa del potere della Verga dei Giuramenti, la costringe perciò ad obbedire sempre a qualsiasi richiesta di Egwene. Di conseguenza Anaiya deve piegarsi ad appoggiare incondizionatamente le mosse di Egwene, aiutandola più o meno volentieri in più di un'occasione (ad esempio recandosi personalmente a preparare l'incontro con la nobiltà Andorana, al confine con il Murandy). Nel corso del Libro X Anaiya ed il suo Custode Setagana, vengono infine assassinati da Aran'gar/Halima attraverso un atroce soffocamento, perché molto probabilmente Anaya si era interessata troppo della morte di Cabriana Mecandes, una sorella azzurra a lei molto cara e che era stata rapita e torturata dall'Ombra, mentre Halima aveva detto che era morta per un incidente.

### Andaya Forae
Andaya Forae: Aes Sedai che diviene Adunante dell'Ajah Grigia nella Torre, dopo lo scisma con le ribelli; mantiene la posizione di Adunante anche dopo la riunificazione di tutte le Aes Sedai. È una sorella Tarabonese, piccola e sottile, solo apparentemente fragile e timida, ha capelli lunghi, fluenti e molto lucidi, di colore marrone chiaro. Andaya viene considerata una delle migliori mediatrici dell'Ajah Grigia, perciò Yukiri e la maggior parte delle altre Grigie, si aspettavano che venisse eletta come Adunante nel giro di quaranta o cinquanta anni, grazie alla sua forza e alle sue capacità. Però la carriera di Andaya ha una forte accelerazione a causa dello scisma che divide la Torre. Infatti Andaya, assieme ad altre sorelle, appoggia il colpo di Stato e poi partecipa alla presa in custodia di Siuan Sanche dopo la sua deposizione; in questo modo Andaya entra nell'entourage della nuova Amyrlin Elaida, che le assegna alcuni compiti. Inoltre, sempre a causa della spaccatura della Torre, il capo dell'Ajah, Serancha, sceglie personalmente Andaya come sostituta di Varilin, l'Adunante che ha aderito alla ribellione, rifugiandosi a Salidar; e Serancha fa questo non rispettando la normale procedura di elezione tra le Grigie e nonostante Andaya non abbia neppure i requisiti di un'età adeguata a quel ruolo, cioè aver indossato lo scialle per almeno una settantina di anni. Quando però le ribelli arrivano ad assediare Tar Valon, Andaya dimostra la sua indipendenza e si scontra con Elaida, per ottenere di iniziare i colloqui di pace a Darein e così evitare che le Aes Sedai arrivino a combattersi direttamente tra di loro. Inoltre Andaya si propone di voler guidare lei stessa i negoziati, cosa che effettivamente ottiene. Alla fine del libro XII Andaya si presenta assieme ad altre Adunanti ad Egwene ed essendo l'Adunante più giovane, secondo le procedure è lei ad invitarla a tornare a Tar Valon per essere eletta come Amyrlin Seat della Torre Bianca riunificata; di conseguenza Andaya si trova anche nel gruppo di Adunanti che rielegge Egwene. Nel Libro XIII, tra le Adunanti considerate troppo giovani (e che sono presenti in quasi tutte le Ajah), Andaya è l'unica che riesce ad essere riconfermata nel proprio seggio nel Consiglio della Torre riunificata. In questo ruolo vota a favore delle riforme sulla convocazione del Consiglio, ma si oppone inutilmente al voto per concedere ad Egwene il potere di trattare direttamente con i sovrani.

### Androl Genhald
Androl Genhald: è un Dedicato e poi un pieno Asha'man della fazione di Logain Ablar. Proviene da Tarabon e viene descritto come un tipo dalla corporatura robusta e squadrata, con folte sopracciglia. Pur comparendo solo a partire dal Libro XIII, Androl è un personaggio con diversi capitoli narrati dal suo punto di vista, in special modo nel Libro XIV. Androl viene descritto come piuttosto debole in saidin ma con un talento incredibile nell'aprire le Tessiture per Viaggiare per questa sua capacità ottiene l'appoggio di Logain per essere eletto come Dedicato, nonostante l'opposizione di Mazrim Taim. Androl viene nominato per la prima volta nel gruppo di amici di Logain durante il Prologo del Libro X e poi di nuovo, brevemente, durante il Libro XII, quando Damer Flinn elogia il suo talento con i portali. Nel corso del Libro XIII è alla Torre Nera, mentre si incontra con alcuni amici, viene schernito dai seguaci di Taim e si mostra sempre più preoccupato per la situazione che si sta venendo a creare. Successivamente si mostra allarmato per il fatto di non riuscire più ad aprire i portali (a causa di una Dreamspike) ed inoltre per ciò che deve essere capitato a Mezar Kurin, la cui personalità è stata totalmente stravolta; infine quando non ha più il permesso di uscire dal perimetro delle mura, controllate dagli uomini di Taim, Androl decide di andare a parlare con Pevara Sedai per cercare un'alleanza. Durante questi incontri viene rivelato che Androl ha viaggiato molto nella sua vita, facendo esperienze diverse in numerosi paesi e che lui, pur così debole, viene considerato il leader naturale da parte dei suoi amici. Nel Prologo del Libro XIV Androl si incontra con Pevara Sedai, con Emarin e con altri, pianificando una fuga da tentare nel corso della prossima tempesta. Conversando con Pevara, viene svelato che l'Aes Sedai è molto incuriosita da lui, inoltre che gli ha rivelato la maniera in cui i loro amici possono essere stati convertiti forzatamente all'Ombra, attraverso cerchi misti di 13 incanalatori e 13 Fade. Pevara inoltre offre di insegnare come legarsi in circolo con lei e le altre Aes Sedai, così da avere un'arma in più contro i seguaci di Taim. Infine svela che probabilmente i Portali per Viaggiare non funzionano a causa di un qualche ter'angreal sconosciuto (difatti si tratta di un Chiodo Onirico) che bisogna localizzare e disattivare. Subito dopo, conversando con Emarin, Androl svela di non essere affatto convinto del tentativo di fuga, perché lui non vuole abbandonare così tanti amici e le loro famiglie, nelle mani degli sgherri di Taim. Lui vorrebbe piuttosto tentare una rivolta, nonostante all'apparenza i numeri dei nemici siano soverchianti. Perciò spiega all'amico di una rivolta a cui aveva partecipato nel Murandy, che aveva avuto successo nonostante inizialmente i numeri fossero a sfavore dei rivoltosi. Inoltre Androl gli rivela di aver capito che lui in realtà è Lord Algarin Pendaloan e che ha preso il nome di suo fratello Emarin. Nel secondo capitolo del libro Androl e Pevara approfondiscono la loro conoscenza e poi l'Aes Sedai si lega in circolo con lui. Sopraffatta però dal terrore di non riuscire più ad avere il controllo, subito dopo il rilascio del circolo, Pevara lo lega come un Gaidin, ma senza il suo consenso. Androl reagisce inaspettatamente, legandola a sua volta. Questo comporta che il legame creato sia così forte, da risultare quasi telepatico, con uno scambio continuo di pensieri da mente a mente ed in certi casi con una difficoltà nel mantenere la propria individualità. Subito dopo Evin arriva ad annunciare che anche Welyn e probabilmente anche Jenare Sedai, sono stati convertiti forzatamente all'ombra e che presto Logain tornerà, ma probabilmente subirà la stessa sorte. Perciò Androl intuisce che Logain deve essere tenuto prigioniero da Taim nella Torre Nera e sta per essere convertito forzatamente all'Ombra. Pevara perciò lo aiuta a catturare alcuni seguaci del M'hael, così da scoprire dove Logain viene custodito; una volta scoperta la prigione, tentano di liberare Logain, ma il tentativo fallisce ed entrambi vengono catturati, assieme ad altri amici. Androl però non si arrende e riesce a liberarsi, approfittando anche dell'intervento di Perrin Aybara, che chiude il Chiodo Onirico sulla Torre. In questi drammatici frangenti Androl mostra il suo incredibile talento nel creare le Tessiture per Viaggiare. Subito dopo la liberazione della Torre Nera, alle altre Aes Sedai appare ormai evidente che il legame tra Pevara ed Androl è diventato ormai di tipo sentimentale. Poco tempo dopo la liberazione della Torre Nera, Logain, Androl e numerosi Asha'man intervengono in aiuto della regina Elayne, le cui truppe stanno per essere travolte nei pressi di Cairhien. Ancora una volta il talento di Androl dell'aprire portali si rivela fondamentale: formando un cerchio misto di oltre trenta incanalatori, egli riesce ad aprire un portale enorme, direttamente dentro alla caldera del vulcano di Montedrago, rovesciando un fiume di lava contro gli eserciti nemici. Durante l'Ultima Battaglia a Merrilor, Pevara, Androl, Emarin, Jonneth e Theodrin Sedai, formano un affiatato ed efficace gruppo di combattimento. In particolare dapprima si infiltrano nell'accampamento Sharano per scoprire la posizione di Taim, poi si occupano con successo di recuperare i Sigilli trafugati dallo stesso Taim, grazie ad un camuffamento e al coraggio proprio di Androl. Poi di mettere fuori combattimento un gruppo di Signori del Terrore, che minacciano di distruggere i Dragons di Aludra, attirandoli con uno stratagemma dentro ad uno Stedding. Infine si occupano di difendere un gruppo di profughi di Caemlyn, che vengono assaltati dai Trolloc.
Androl viene descritto come un uomo dal volto aperto e sincero e come una persona molto leale, risoluta e difficile da innervosire, questo lo aiuta ad essere un leader capace e popolare fra gli altri Asha'man seguaci di Logain. Lord Algarin Pendaloan, Asha'man conosciuto alla Torre Nera come Emarin, afferma che per la sua intelligenza e perspicacia Androl sarebbe bravissimo nel Daes Dae'mar. Nonostante le iniziali diffidenze verso Pevara, dovute anche alla sua Ajah di appartenenza, stringe con lei un forte legame. Nel corso dei libri XIII e XIV viene rivelato parte del suo vasto e variegato passato: figlio di un ricercatore di giacimenti minerari, che si uccise per non mettere in pericolo la sua famiglia dopo aver scoperto che il suo talento nel lavoro dipendeva dalla sua capacità di incanalare, Androl nella vita ha praticato e appreso i più svariati lavori (tra cui il conciatore, il pescatore di lucci, il medico e l'esploratore), si è gettato da diverse scogliere molto alte come fanno gli Atha'an Miere per dimostrare coraggio, ha partecipato a numerose rivolte (tra cui una molto famosa a Knoks nel Murandy contro un signore locale di nome Desartin) ed ha navigato per due mari, sempre spinto da un'insaziabile curiosità che lo ha infine portato a diventare un Asha'man. Afferma di essere sempre stato consapevole di poter incanalare ma di esserne diventato capace di farlo solo dopo essersi recato alla Torre Nera. Durante l'Ultima Battaglia Androl dimostra inoltre di essere un esperto di tattiche militari. Androl risulta essere piuttosto debole nel Potere (Elayne nel Libro XIV afferma che per la sua scarsa forza, se fosse stato una donna non sarebbe stato ammesso al test per diventare un'Ammessa), ma nonostante questo egli ha il talento unico degli incanalatori più forti, di riuscire ad aprire dei portali di viaggio molto grandi; Androl inoltre riesce a farlo con un'estrema precisione e senza neppure avere bisogno di studiare od imparare il luogo in cui si trova; in più la sua precisione nell'aprirli gli permette di creare mini-portali: lo si vede mentre ne usa per tagliare con estrema cura ed esattezza dei piccoli oggetti (nel Libro XIII viene mostrato mentre usa un piccolo portale per tagliare un manicotto di cuoio per gli arcieri), oppure nel XIV quando da Merrilor apre un miniportale non più grande di un'unghia, dentro al vaso del miele nella sua casa, per dolcificare il tè che porge a Pevara. Nel corso del Libro XIV Androl mostra ulteriormente il suo talento, usando in modo geniale l'apertura dei portali contro i nemici: li crea in orizzontale sotto ai loro piedi, per farli precipitare da grandi altezze; li crea davanti ai loro colpi, per poi riaprirli alle loro spalle, facendoli così colpire dalle stesse tessiture; li apre in cima a delle montagne, facendo cadere addosso ai nemici delle valanghe di neve; ecc.

### Annoura Larisen
Annoura Larisen: Aes Sedai dell'Ajah Grigia, consigliera personale della Prima di Mayene Berelain. È un'Aes Sedai Tarabonese, dalla faccia grande, la bocca larga ed un naso a becco; come è di moda nel suo paese d'origine, porta i suoi capelli acconciati in treccine con delle perline. Non ha un Gaidin al suo servizio ed è la consigliera personale di Berelain, la Prima di Mayene. Ha un discreto talento con le Tessiture di Guarigione. È uno dei principali personaggi di supporto ai protagonisti, con anche alcuni paragrafi che vengono narrati o descritti dal suo punto di vista.
Annoura compare a partire dal settimo libro della saga, quando si scopre che essa ha seguito in incognito Berelain, dapprima a Tear e poi a Cairhien, presso il Drago Rinato, per continuare a consigliarla ed aiutarla in segreto. Proprio laggiù, in seguito alla breve ascesa al trono di Colavaere Saighan, come regina di Cairhien, avvenuta durante il rapimento del Drago Rinato, Annoura (assieme a Berelain) apparentemente fa finta di sostenere la nuova sovrana, ma poi invece contribuisce a fornire le prove del tradimento di Colavaere. Poco tempo dopo viene interrogata in modo molto approfondito da Cadsuane a proposito del Drago e di tutte le sorelle presenti nel Palazzo del Sole di Cairhien e che gli hanno giurato fedeltà. Successivamente Annoura segue Berelain nel sud del continente, al seguito di Perrin Aybara. Berelain ed Annoura vengono quindi inviate da Perrin dalla regina Alliandre di Ghealdan, per sondarne le intenzioni; dopo che Alliandre si presenta a Perrin e si proclama sua vassalla, vinta dal suo essere ta'veren, Annoura aiuta Faile a legare ancor di più Alliandre a Perrin, con mezzi politici. Dopo il rapimento di Faile da parte degli Shaido, Annoura guarisce Perrin nella tenda di Berelain, visto che il ta'veren è svenuto nella neve, in attesa di ricevere notizie e rischia l'assideramento; il fatto però che lui si sia fermato a dormire nella tenda di Berelain, fa nascere parecchi pettegolezzi nel campo ed Annoura fa la figura della complice della Prima. Rispetto alle altre Aes Sedai nel campo di Perrin, le quali hanno giurato fedeltà a Rand, Annoura non è tenuta a fare da apprendista alle Sapienti Aiel, ma queste ultime si comportano nei suoi confronti quasi come se lo fosse lo stesso ed in certe occasioni sembra quasi che Annoura alla fine si adegui alla situazione. In seguito Annoura e Masuri Sedai fanno segretamente visita a Masema, un comportamento che risulta sospetto anche a Berelain (che non ne è stata informata), ma Perrin non ci bada troppo, perché è convinto che le due Sorelle lo abbiano fatto con l'appoggio e l'approvazione delle Sapienti. Ad ogni modo il suo rapporto con Berelain si raffredda molto dopo questo episodio, mettendo apparentemente fine alla loro amicizia. In seguito Annoura, con Perrin ed alcune Sapienti, ispeziona da lontano il campo degli Shaido a Malden, calcolando in circa cinquecento le incanalatrici presenti, quindi, subito dopo, rimane sotto shock percependo l'immenso potere usato durante la pulitura di Saidin, ma Perrin le proibisce di andare ad investigare il fenomeno. A So Habor, lei e Berelain, accompagnano Perrin, per aiutarlo a contrattare l'acquisto delle provviste; successivamente Annoura dà il suo contributo alla liberazione di Faile nella Battaglia di Malden, usando il potere contro gli Shaido. Nel Libro XIII Annoura rimane ferita per la Bolla di Male che colpisce il campo di Perrin, ma guarisce in fretta; inoltre si presta spesso a legarsi in cerchio con gli altri incanalatori, per aprire portali di viaggio più larghi. Nel corso del Libro XIV Annoura, a rischio della propria vita, si reca sul campo di battaglia e riesce a recuperare il corpo di Galad Damodred, ormai morente, dopo il duello con Demandred; Annoura riesce a salvarlo appena in tempo ed a riportarlo a Berelain; nello sforzo però Annoura brucia la sua capacità di incanalare. Berelain riaccoglie commossa l'amica, sia per il suo eroico comportamento, che per l'enorme sacrificio che ha compiuto per lei.

### Antail
Antail è un Asha'man pratico nelle Tessiture di Guarigione che nel corso della Battaglia di Maradon cura Ituralde e Dheepe che sono stati feriti più o meno gravemente; in seguito, mentre gli altri Asha'man vengono impiegati fino all'ultimo sforzo, per mantenere bloccata la breccia aperta nelle mura, Antail viene lasciato da parte, tra i malati, così da assicurarsi almeno un Asha'man ancora forte abbastanza per aprire un Portale di Viaggio e dunque assicurarsi la ritirata.

### Aram
Aram: giovane uomo Calderai di carnagione ed occhi scuri, molto bello, compare già nel primo volume quando Perrin ed Egwene trovano rifugio nel suo accampamento. Tra Aram ed Egwene nasce una certa simpatia, ma alla fine egli non riesce a convincere la ragazza a rimanere tra i Calderai e a seguire la Via della Foglia. Aram ricompare quindi nel quarto libro, quando il suo accampamento viene attaccato dalla Progenie dell'Ombra ed i sopravvissuti trovano rifugio ad Emond's Field, posta sotto assedio dai Trolloc. Sconvolto da quanto successo, Aram abbandona la Via della Foglia ed impugna una spada per combattere: inizia così la sua discesa nell'ombra. Viene cacciato dai suoi parenti ed inizia a seguire costantemente Perrin in tutte le sue imprese, diventando uno spadaccino tanto abile, quanto spietato. Alla fine però i suoi contatti con il profeta Masema lo portano alla follia: nell'undicesimo volume, durante la Battaglia di Malden, Aram cerca di uccidere Perrin alle spalle, ma un momento prima viene colpito da una freccia che lo abbatte. Nel corso del Libro XIII Perrin ripensa all'ex Calderaio e capisce che la sua indecisione nel voler prendere la guida di chi gli si affida, ha provocato, tra le altre cose, la perdita di un amico come Aram.

### Aran'gar
Aran'gar: è una dei nuovi Reietti. È uno dei principali antagonisti dei protagonisti, con anche alcuni capitoli che vengono narrati o descritti dal suo punto di vista.
Balthamel, dopo essere stato ucciso dal Nym all'Occhio del Mondo, al termine del primo libro, venne reincarnato come Aran'gar dall'Oscuro Signore, utilizzando il corpo di una bellissima e sensuale donna delle Lande di Confine (vicende narrate nel prologo del sesto libro), una donna dagli occhi verdi, dai capelli neri e dai seni prorompenti: in questo il suo collega Osan'gar vide uno scherzo dell'Oscuro Signore, in quanto nell'epoca precedente Balthamel era stato celebre per il suo indulgere nei piaceri carnali, nelle perversioni con donne belle e seducenti e per gli stupri perpetrati. Pur essendo stato reincarnato in una donna il nuovo Reietto continua ad incanalare saidin come un incanalatore maschio. Il nome di Aran'gar, nella Lingua antica, significa lama della mano destra, cioè una delle lame usate negli antichi duelli sha'je.
In un capitolo successivo dello stesso sesto libro, Aran'gar si presenta a Delana Mosalaine, un'Aes Sedai dell'Ajah Nera, che si trova tra le ribelli di Salidar come Adunante per le Grigie. Laggiù Aran'gar assume l'identità fittizia di Halima Saranov e si fa passare (senza troppo successo) come nuova segretaria di Delana; inoltre proclama anche di essere un'intima amica dell'Azzurra Cabriana Mecandes, che dice essere ormai deceduta, a causa di un incidente (in realtà, alcuni capitoli prima, si era venuto a sapere che Cabriana era stata catturata e poi torturata da Semirhage, per carpirle informazioni). A Salidar Halima si spende per accentuare la divisione tra le Aes Sedai, ma soprattutto si guadagna la fiducia della giovane Amyrlin Egwene al'Vere: prima le provoca di nascosto dei lancinanti mal di testa, per impedirle di entrare in Tel’aran’rhiod, poi si propone di curarla con dei massaggi solo in apparenza efficaci. Inoltre assassina due delle cameriere personali di Egwene, che evidentemente intralciano i suoi piani. Halima, se da un lato può incanalare a piacimento saidin di nascosto, cioè senza il timore di poter essere percepita dalle incanalatrici, dall'altro è comunque costretta a prendere delle misure per tutelarsi: cerca perciò di far domare od uccidere Logain, dopo che è stato guarito da Nynaeve al'Meara, perché l'uomo potrebbe percepire il suo incanalare; poi uccide Anaiya e Kairen Stang, poiché si interessano troppo della morte della loro amica Cabriana. Successivamente Aran'gar partecipa alla battaglia per la pulitura di saidin uccidendo Eben Hopwil, ma come tutti gli altri Reietti, non riesce ad impedire l'opera del Drago Rinato. Intanto le indagini sugli assassinii delle due Aes Sedai Azzurre portano infine alla scoperta della vera identità del colpevole: infatti se inizialmente viene sospettato un uomo capace di incanalare, successivamente i sospetti cadono su Halima, quando Jahar Narishma giunto tra le ribelli, percepisce che qualcuno tra le donne lì attorno sta incanalando saidin e soprattutto dopo che racconta della battaglia della pulitura e di come sia morto Eben (ucciso da una donna che incanalava saidin come un maschio); di conseguenza Romanda intuisce finalmente chi si possa nascondere dietro ai delitti ed ordina l'arresto della sospettata e dei suoi complici. Ma Halima e Delana, assieme alla cameriera personale di quest'ultima, riescono a fuggire un momento prima di venire catturate.
Nel prologo del Libro XIII si scopre che Aran'gar e Delana si sono rifugiate nel nascondiglio di Graendal (la fortezza di Natrin's Barrow, sui monti dell'Arad Doman), infatti in precedenza la Reietta aveva stretto una sorta di infida alleanza proprio con Graendal. Però nel frattempo, grazie all'aiuto di Nynaeve, Rand al'Thor ha scoperto quel nascondiglio e con uno stratagemma cerca di assicurarsi che Graendal sia presente nella fortezza; Graendal però, temendo una trappola, usa proprio le capacità di Delana e di Aran'gar con la compulsione per cercare di sviarlo. Quando il Drago distrugge la fortezza e tutti i suoi abitanti con il Fuoco Malefico, Graendal riesce a fuggire appena in tempo, ma prima scherma e lega Aran'gar e Delana, che così vengono cancellate dal Disegno.

### Arathelle
Lady Arathelle: autorevole e potente capo della Casata Renshar, aveva appoggiato Morgase nella sua ascesa al trono; è tra i sei grandi Lord che incontrano Egwene al'Vere e le Aes Sedai ribelli in Murandy; dopo la scomparsa di Morgase è inizialmente riluttante ad appoggiare Elayne, perciò cerca inutilmente di convincere Dyelin a prendere il trono; nel libro XI viene infine convinta da Dyelin ad appoggiare l'erede Trakand.

### Aravine Carnel
Aravine Carnel: è una nobildonna dell'Amadicia che Faile conosce durante la sua prigionia come gai'shain degli Shaido e che si rivela essere molto pratica ed efficiente nell'aiutarla e che le giura fedeltà; Faile perciò, dopo la loro liberazione, la assume e la nomina come supervisore del suo campo; in seguito però Aravine tradisce Faile cercando di sottrarle il Corno di Valere che dovrebbe essere consegnato a Mat.

### Arel Malevin
Arel Malevin: è un Asha'man Cairhienese molto basso, un fedele alla fazione di Logain, che lega come Custode la Verde Aisling Noon. Nel Libro X è assieme a Logain quando questi raggiunge il Drago alla Tenuta Pendaloan e perciò partecipa alla battaglia che si scatena laggiù poco tempo dopo, infatti assieme alla sua Aes Sedai distrugge con il fuoco i corpi dei Trolloc morti in quell'evento; Arel fortunatamente era assente quando Logain torna alla Torre Nera, quindi sfugge alla cattura e alla conversione forzata all'Ombra; lo si ritrova perciò a Merrilor, al fianco di Logain, durante l'ultima battaglia

### Arilyn Dhulaine
Lady Arilyn Dhulaine, è una nobildonna di una casata minore e quasi certamente un'agente dell'Ajah Grigia. Arilyn non compare mai di persona, ma le sue tenute ed il suo palazzo vengono nominati molto spesso nei libri. L'Aes Sedai consigliera di re Galldrian, la grigia Niande Moorwyn, viene notata mentre si reca molto spesso presso Lady Arilyn. Nel Libro VI l'Ambasciata di Aes Sedai della Torre fedeli ad Elaida, prede residenza nel suo palazzo ed è lì dove il Drago Rinato viene tenuto brevemente in custodia, dopo essere stato rapito. Sempre nel suo palazzo prende in seguito residenza Cadsuane Sedai quando giunge a Cairhien. Nel palazzo Cadsuane tiene in "custodia" Caraline Damodred e Darlin Sisnera dopo che l'hanno aiutata a salvare il Drago da una Bolla di Male. In seguito all'attentato che quest'ultimo ha subito da parte di Asha'man rinnegati, Cadsuane tiene di nuovo in "custodia" nel palazzo Ailil Riatin e Shalon din Togara, convinta che anche loro siano rimaste coinvolte.

### Arlen Nalaam
Arlen Nalaam: è un Dedicato Asha'man di origine Domanese, ha la carnagione bronzea e porta dei grandi baffi, egli ama bonariamente vantarsi; lo si incontra la prima volta nel Libro VII quando, durante la campagna del Drago in Altara, porta a Rand al'Thor una sul'dam catturata e poi torna a combattere. Nel Libero XIII Androl lo incontra mentre si sta allenando con Emarin e Jonneth; Nalaam si arrabbia e vorrebbe venire alle mani con i seguaci di Taim che prendono in giro Androl, ma quest'ultimo lo calma, per evitare il peggio; Androl afferma nel Libro XIV che Nalaam è il più potente tra i suoi amici rimasti nella Torre Nera; nel Libro XIV partecipa al tentativo di liberare Logain, assieme ad Androl, Pevara, Emarin e Jonneth, ma viene ucciso dai nemici.

### Artur Hawkwing
Artur Hawkwing: personaggio storico, grande imperatore e ta'veren.

### Arymilla Marne

Bandiera della Casa Marne

Arymilla Marne: è una grande nobildonna di Andor che vuole conquistare il trono a discapito della legittima erede Elayne. Arymilla è una delle più potenti nobili del regno di Andor; viene descritta come una donna di più di quaranta anni, di bell'aspetto, paffuta, con occhi marroni. È uno dei principali antagonisti dei protagonisti, in particolare di Elayne, con alcuni capitoli che vengono narrati o descritti dal suo punto di vista.
Durante la precedente guerra di successione Arymilla ed altri nobili si opposero all'ascesa al trono di Morgase Trakand; perciò, nei successivi vent'anni, lei e gli altri non furono bene accolti alla corte della regina Morgase. Quando Rahvin, assunta l'identità di Lord Gaebril prende il potere in Andor, ponendo Morgase sotto Coercizione, questi nobili (Lady Arymilla, Lord Jarid, Lady Elenia, Lord Nasin, Lady Naean, Lord Lir, Lady Karind) vengono invitati di nuovo molto spesso a palazzo e alla sua corte (Libro V). Quando Rahvin viene sconfitto e ucciso da Rand che prende il potere a nella capitale Caemlyn, lo stesso gruppo di nobili inizia ad adularlo per guadagnare influenza e potere. Ed in particolare Arymilla sviene quando Mazrim Taim si presenta al Drago. Inoltre Arymilla e gli altri sono presenti quando Rand riceve a corte gli altri grandi nobili, un tempo amici e sostenitori di Morgase, come Lord Pelivar, Lady Ellorien, Lord Luan e Lady Dyelin Taravin (Libro VI). In seguito Dyelin fa arrestare Lady Naean e Lady Elenia e le pone sotto custodia ad Aringill, perché si stanno muovendo per conquistare il trono, a discapito della legittima erede, Elayne Trakand. Intimorita da questa mossa, Arymilla fugge da Caemlyn, per evitare di essere a sua volta arrestata. Dyelin commenta che Arymilla vorrebbe anche lei conquistare il trono, ma per il momento ha ancora troppo scarso appoggio da parte delle altre grandi Casate. Poco tempo dopo Arymilla però guadagna l'appoggio di suo zio, Lord Nasin, per la propria ascesa al trono. Quindi, mentre Elayne fa trasferire Lady Naean e Lady Elenia da Aringill a Caemlyn, Arymilla le fa liberare; però poi le tiene sotto stretta custodia, obbligandole infine a sottoscrivere una dichiarazione in cui si impegnano ad appoggiarla per la corsa al trono (Libro VIII). Con gli eserciti di quattro grandi casate al suo seguito, Arymilla pone dunque sotto assedio la capitale Caemlyn, dentro la quale Elayne appresta le difese, assieme a lady Dyelin. Nel frattempo anche Lord Lir e Lady Karind si alleano ad Arymilla, portando a sei, il numero di grandi casate che la appoggiano. Vista l'impossibilità di conquistare la città con la forza o per fame, Arymilla si indebita completamente, per corrompere alcuni capitani mercenari, già al servizio di Elayne, e farsi così aprire una delle porte della città. Mentre Elayne viene rapita da alcune sorelle dell'Ajah Nera, Arymilla attacca con tutte le sue forze la Porta di Far Madding, mentre i mercenari corrotti cercano di prenderne il controllo. Il doppio e rapido intervento di Birgitte, che con le cercavento libera Elayne, e di Dyelin che riprende il controllo della porta con gli eserciti lealisti, rovescia però la situazione. L'esercito di Arimilla viene preso in una tenaglia dalle forze congiunte di Elayne e Dyelin e sconfitto totalmente sotto la porta di Far Madding; Arymilla in persona e gli altri nobili al suo seguito, vengono tutti catturati. Perciò in seguito Lady Arymilla, Lady Naean e Lady Elenia vengono tenute prigioniere a palazzo in attesa che venga pagato un riscatto. Nel Libro XIII le casate delle tre nobildonne risultano rovinate a causa dei debiti contratti e perciò si rifiutano di pagare alcun riscatto; di conseguenza Elayne spoglia completamente Arymilla di tutti i suoi titoli e beni, che vengono trasferiti a nobili cairhienesi, così da assicurarle una più salda ascesa anche al trono di Carihien. Non si sa se Arymilla Marne sia anche un'Amica delle Tenebre, è però accertato che diversi dei suoi alleati o seguaci lo sono; alcuni di essi infatti si incontrano con lady Shiaine, a capo degli Amici delle Tenebre nella capitale, mentre il segretario personale di Arymilla (che ha anche lo spiacevole compito di fare da interrogatore/torturatore dei suoi "ospiti"), viene rivelato come tale nel Libro XIII.

### Asmodean
Asmodean: è uno dei Reietti. È uno dei principali antagonisti dei protagonisti, con anche alcuni capitoli che vengono narrati o descritti dal suo punto di vista.
Joar Addam Nesossin fu un uomo attraente, con capelli ed occhi scuri, che fu un acclamato compositore prima della Guerra dell'Ombra. Nacque in una piccola città portuale chiamata Shorelle e mostrò nella giovinezza un eccezionale talento sia nel comporre che nel suonare con una vasta gamma di strumenti; fin dall'età di 15 anni compose opere che furono suonate in tutto il mondo, in molte grandi città; ma successivamente, negli anni maturi, non raggiunse più la fama che aveva sperato di conseguire in gioventù e non fu mai annoverato tra i grandi compositori della sua epoca. Perciò si legò al Tenebroso, per via della sua promessa di immortalità: avendo ottenuto questo obiettivo, egli credette di poter sicuramente raggiungere, o addirittura superare, le vette a cui aveva sempre aspirato. Asmodean non ebbe mai il comando di un esercito in alcuna battaglia della Guerra dell'Ombra, sebbene vi prese parte in un modo o nell'altro, ma si limitò a governare i territori conquistati: il suo modo di governare era noto per non essere terribile, quanto quello degli altri Reietti, nonostante egli non facesse alcunché per evitare che i ragazzi di Mesaana opprimessero la gente a briglia sciolta, e nonostante collaborasse con Aginor permettendo che migliaia di uomini, donne e bambini divenissero cavie di esperimenti, o cibo per Trolloc. L'unica atrocità per cui divenne noto fu la sua persecuzione di artisti di ogni tipo, pittori, musicisti, danzatori (anche se si concentrò specialmente sui musicisti ed i compositori che erano stati suoi rivali prima della guerra). Lanfear dice inoltre a Rand nel Rhuidean che Asmodean "tagliò da Saidar" (cioè "quietò") la sua stessa madre e lasciò che un Myrddraal la portasse via urlante.
Asmodean non compare fino al quarto volume, L'ascesa dell'Ombra, finché Rand e gli Aiel non lasciano Chaendaer e si dirigono a Rocce Fredde, a casa di Rhuarc. Essi incontrano una carovana di mercanti guidata da Hadnan Kadere, in cui si nascondono Lanfear (camuffata come Keille) e Asmodean (che si presenta come il menestrello Jasin Natael). Asmodean viene visto due volte nel Tel'aran'rhiod, una volta da Nynaeve (che viene messa in guardia da Birgitte) e un'altra da Rand (che lo vede discutere con Lanfear); inoltre appare anche come un'ombra tra i frassini. La sua identità non viene rivelata finché Rand non lo insegue Viaggiando. Il piano di Asmodean era di ottenere una delle due chiavi di accesso per i due Choedan Kal: esse sono i due ter'angreal che avrebbero garantito l'utilizzo dei due potentissimi sa'angreal. Rand riesce a fermarlo usando saidin e recidendo il collegamento tra Asmodean ed il Tenebroso; Lanfear subito dopo poi appare e scherma il Potere dell'altro Reietto, in modo che egli possa utilizzarlo sono in maniera molto limitata, affinché adesso, reso prigioniero, possa insegnare a Rand l'utilizzo di saidin. Ne I fuochi del cielo, Asmodean finge di essere il bardo del lord Drago per avere l'opportunità di stargli vicino ed insegnargli a manipolare l'Unico Potere. Segue Rand al di là della Dorsale del Mondo fino a Cairhien e poi a Caemlyn, dove Rand si è recato per uccidere Rahvin (che Rand riteneva avesse ucciso, sotto le spoglie di lord Gaebril, la regina di Andor, Morgase Trakand, madre di Elayne). Nell'attacco a sorpresa a Caemlyn da parte dei Trolloc, Asmodean è colpito da un fulmine creato da Rahvin ed è ucciso, ma poi viene riportato in vita quando Rand usa il fuoco malefico per uccidere Rahvin. Poco dopo, Asmodean viene ucciso di nuovo nel palazzo reale da un assassino rimasto lungamente ignoto. Ne Il signore del caos, il Tenebroso dice a Demandred che il traditore Asmodean è morto "vittima della propria debolezza". Le modalità dell'uccisione di Asmodean e l'identità del suo assassino sono stati a lungo dibattuti dai lettori della saga. Finalmente, dopo diciotto anni dalla pubblicazione de I fuochi del cielo in cui venne narrata la morte del personaggio, nel Libro XIII è stato svelato che ad uccidere Asmodean è stata Graendal.

### Asne Zeramene
Asne Zeramene: Aes Sedai dell'Ajah Verde rivelata come appartenente all'Ajah Nera nel gruppo di Liandrin. Di origine Saldeana, ha occhi scuri e storti ed un naso pronunciato; formalmente è una sorella dell'Ajah Verde, che mantiene ben quattro Custodi (di cui solo uno è un Amico delle Tenebre); segue le vicende delle altre (Tear, Tanchico, Amadicia) fino a Caemlyn, dove grazie a due ter'angreal (quello per stordire e quello per produrre il fuoco malefico) di cui si è impadronita, guida le altre nella cattura di Elayne e nella fuga dalla città. Viene infine uccisa da un colpo di fulmine delle Cercavento che intervengono per liberare Elayne. Era abbastanza anziana, con un'età di circa 170 anni.

### Atal Mishraile
Atal Mishraile: è un Asha'man della fazione di Mazrim Taim. Asha'man amico delle tenebre e quindi fedele alla fazione capeggiata da Mazrim Taim; nel prologo del Libro X annuncia a Logain che Taim gli ha concesso di andare a compiere nuovi reclutamenti; nell'epilogo dell'XI Taim lo punisce severamente per la sua avventatezza, quando giunge la missione dell'Ajah Rossa, capeggiata da Pevara Sedai e Atal quasi si lascia sfuggire dell'analoga richiesta delle ribelli; nel Libro XIV combatte ovviamente dalla parte dell'Ombra, ma quando capisce che l'Ultima Battaglia sta volgendo in favore della Luce, Mishraile vorrebbe disertare, uccidendo i suoi colleghi, ma viene intrappolato in uno stedding, grazie ad un trucco escogitato da Androl e Pevara.

### Atuan Larisett
Atuan Larisett: Aes Sedai dell'Ajah Gialla senza Custode, rivelata come appartenente all'Ajah Nera. Talene rivela che fa parte del proprio "cuore" perciò le Adunanti Pevara e Yukiri la catturano e la costringono a rivelare i nomi di altre due sorelle nere: Marris Thornhill (formalmente Marrone) e Karale Sanghir (formalmente Grigia), quest'ultima aveva un Custode che era un Amico delle Tenebre e che perciò si uccide quando lei viene scoperta.

### Aviendha
Aviendha: Sapiente Aiel ed in precedenza Fanciulla della Lancia. È una giovane donna della setta delle Nove Valli degli Aiel Taardad; ha circa vent'anni, di statura alta, con gli occhi verdi ed i capelli rossi, inizialmente corti con una piccola coda alla base del capo e successivamente lasciati crescere sulle spalle.
Aviendha fa la sua comparsa nel terzo libro della serie, è una giovane guerriera Aiel venuta nelle Terre Bagnate alla ricerca di Colui che viene con l'alba, il Drago Rinato come è conosciuto presso il suo popolo. Lungo il suo viaggio incontra Nynaeve, Egwene ed Elayne, tre Ammesse della Torre Bianca alla caccia di alcune esponenti dell'Ajah Nera; Aviendha fa amicizia con loro, soprattutto con Egwene ed Elayne. Dopo una serie di eventi le giovani donne si incontreranno nuovamente tutte e quattro alla Pietra di Tear, quando il Drago Rinato viene riconosciuto pubblicamente. Lì Aviendha approfondisce la sua amicizia con le ragazze e promette ad Elayne di tenere d'occhio Rand che viaggerà con lei verso il Rhuidean. Aviendha avrebbe preferito accompagnare le amiche nella loro caccia all'Ajah Nera, ma è stata convocata dalle Sapienti Aiel perché è in grado di incanalare l'Unico Potere e perciò deve essere istruita per diventare una di loro. Nel Rhuidean Aviendha entra nei Tre Cerchi ter'angreal delle Sapienti nel Rhuidean e viene a conoscenza di tutti i suoi possibili destini. Tra questi il fatto che si deve innamorare proprio di Rand, una cosa che la turberà parecchio, vista la promessa fatta ad Elayne e la grande importanza del mantenere il proprio onore presso gli Aiel. Di conseguenza la ragazza cercherà di evitare il suo destino, diventando ostile nei confronti di Rand e rendendosi invisa alle Sapienti che la costringono invece a stare con lui. L'attrazione tra i due è palese ma Aviendha cerca in tutte le maniere di sfuggire alla relazione, finché una sera, sorpresa nuda da Rand e vinta dalla disperazione, la giovane donna apre un portale di viaggio verso la parte opposta del pianeta (l'Impero Seanchan) e fugge nel bel mezzo di una tormenta di neve. Rand la raggiunge e la salva da morte certa e i due fanno l'amore. Ma al ritorno Aviendha riprende il suo atteggiamento ostile verso Rand, atteggiamento che si smusserà poco alla volta quando faranno ritorno nelle Terre Bagnate. In seguito collabora con Rand ed Egwene nella battaglia di Cairhien, contro gli Shaido, e sempre assieme ad Egwene, resta lievemente ferita nello scontro dei Moli contro Lanfear. Aviendha comunque è sempre più turbata dal suo senso di colpa nei confronti di Elayne, perciò quando Rand manda Mat a Salidar proprio alla ricerca di Elayne, Aviendha si unisce a lui per farsi punire dall'amica, secondo le regole Aiel del Ji’ e 'Toh. A Salidar Elayne, dopo una certa sorpresa, anziché punirla, spiega all'amica che sono entrambe destinate a dividersi l'amore di Rand, e tra l'altro con una terza persona, un'altra cara amica di Elayne: Min. Aviendha perciò decide di continuare a stare con Elayne per approfondire l'amicizia. Perciò l'accompagna ad Ebou Dar alla ricerca della “Coppa dei Venti”, un potente ter'angreal. Dopo numerose avventure le due amiche ritornano alla fine in Andor, dove nel palazzo di Caemlyn compiono, assieme alle Sapienti, una cerimonia Aiel e diventano “sorelle prime” con l'intenzione di diventare poi “sorelle mogli” di Rand, sempre secondo gli usi degli Aiel. Nel corso di un breve ritorno di Rand in Andor, le tre giovani donne (Elayne, Aviendha e Min) lo legano con un legame da Custode, in maniera da avere sempre un contatto con lui. In seguito Aviendha aiuta Elayne nella sua corsa verso il trono, ma poco prima che la giovane Aes Sedai riesca a conquistarlo, Aviendha viene richiamata dalla Sapienti Aiel, perché deve completare la propria istruzione. Perciò le due amiche/sorelle sono costrette a separarsi di nuovo e Aviendha si dirige verso l'Arad Doman. Nel corso del Libro XII Aviendha continua la sua istruzione per diventare Sapiente. Pur trovandosi spesso molto vicino a Rand, lei lo evita perché finché non sarà diventata anche lei una Sapiente, si sentirà inadeguata nei suoi confronti e non potrà chiedergli di sposarla. Le Sapienti nel frattempo, nonostante approvino apparentemente tutto ciò che fa, la sottopongono a punizioni sempre più incomprensibili e che umiliano la sua dignità, finché l'intervento di Min fa scattare l'orgoglio in Aviendha, che si oppone ad ogni ulteriore prova. Ma era proprio questa l'ultima prova da superare: affermare di essere anche lei una Sapiente, uguale alle altre, che perciò non si sottomette a loro per ciò che non ritiene sia giusto. Riconosciuta come una di loro da Amis, Bair e Melaine, viene dunque mandata nel Rhuidean per entrare nelle Colonne di Vetro. Nel corso del Libro XIII, Aviendha, lungo la strada per il Rhuidean una notte incontra una misteriosa donna di nome Nakomi che la fa riflettere sul futuro del popolo Aiel. Successivamente, dopo il primo passaggio tradizionale tra le Colonne di Vetro del Rhuidean, Aviendha rimane perplessa e torna indietro, iniziando un secondo irrituale passaggio tra le colonne, dopo averne toccata una e forse aver così riprogrammato il ter'angreal. In questo nuovo passaggio, anziché rivivere le vite delle sue antenate, Aviendha ha modo di vivere le vite delle sue discendenti, avendo così modo di vedere che, se le cose non cambieranno, il futuro che aspetta gli Aiel e tutti gli incanalatori, sarà terribile. Perciò, dopo questa tremenda esperienza, la giovane donna decide che dovrà fare qualcosa, affinché questo futuro possa cambiare.
Aviendha è una delle più potenti incanalatrici in saidar, la parte femminile dell'Unico Potere, si trova infatti allo stesso livello di Egwene ed Elayne ed è superata in potenza unicamente da Nynaeve, dalle Reiette e da pochissime altre donne. Aviendha ha mostrato di essere dotata di alcuni rari talenti nell'uso dell'Unico Potere: è tra le poche a riuscire a “leggere i residui”, è cioè capace di vedere, riconoscere e infine ricostruire una tessitura anche dopo parecchio tempo che essa si è dissolta; inoltre è in grado di intuire spontaneamente con un semplice tocco, a cosa servano moltissimi ter'angreal il cui uso fino ad allora, era risultato sconosciuto; infine le Sapienti Aiel le hanno insegnato a “disfare le tessiture”, proprio per evitare che qualcuno di ostile possa “leggere i residui”.

### Ayako Norsoni
Ayako Norsoni: Aes Sedai dell'Ajah Bianca, è l'unica Aes Sedai dell'Ajah Bianca a partecipare alla spedizione contro la Torre Nera guidata da Toveine; viene presa prigioniera e legata come un Custode dall'Asha'man Donalo Sandomere, del gruppo di Logain; i due sviluppano un buon rapporto ed Ayako lo segue a Tear e poi all'incontro/trappola con la presunta Figlia delle nove lune, dove Donalo resta ferito; Ayako scrive alla sua Ajah e la avvisa della situazione in cui si è venuta a trovare, con gli Asha'man e Logain guarito dalla domatura; nel corso del Libro XIV si scopre che Ayako e Donalo sono stati convertiti forzatamente all'ombra; durante l'Ultima Battaglia, Androl e Pevara intrappolano Ayako e Donalo dentro uno stedding, grazie ad un trucco.

## B

### Bael
Bael: è il Capoclan degli Aiel Goshien, la sua setta è quella dei Jhirad e la sua società guerriera è quella delle Mani del Pugnale. Le sue due mogli sono la sapiente Melaine e Dorindha. Assieme ad altri Capoclan, Bael riconosce subito Rand come Car'a'carn ad Alcair Dale e perciò lo segue a Cairhien contro gli Shaido; inoltre risolve, sotto l'effetto ta'veren di Rand, anche la plurisecolare faida tra i Goshien e gli Shaarad, guidati da Jheran. In seguito Bael guida gli Aiel che accompagnano Rand contro Rahvin a Caemlyn. Nella città Bael contribuisce a ristabilire l'ordine e fa anche amicizia con Davram Bashere. Quando Elayne fa ritorno nella capitale, gli Aiel al seguito di Bael si ritirano in un campo fuori da Caemlyn e alla fine vengono inviati da Rand in Arad Doman, a sedare le ribellioni che sconvolgono quel paese.

### Bain e Chiad
Bain e Chiad: sono due Fanciulle della Lancia Aiel che vengono inviate dalle Sapienti nelle Terre Bagnate alla ricerca di "Colui che viene con l'Alba"; sono amiche di Aviendha ed incontrano Egwene, Nynaeve ed Elayne nel loro viaggio verso Tear; partecipano alla conquista della Pietra di Tear e laggiù diventano amiche molto intime di Faile; perciò la seguono in tutte le sue avventure successive. Chiad e Gaul sono attratti a vicenda tra di loro e lui si spenderà molto per la liberazione, quando Chiad verrà catturata dagli Shaido, assieme a Faile, Bain ed altre.

### Bair
Bair: Sapiente Aiel appartenente alla setta Haido degli Aiel Shaarad. Non può incanalare, ma è un'esperta Camminatrice dei Sogni ed assieme ad Amys e Melaine accetta di istruire Egwene sul Mondo dei Sogni. Dopo che Egwene è ritornata dalle Aes Sedai, Bair è tra le Sapienti che spesso comunicano con lei o con Elayne e Nynaeve, attraverso il Mondo dei Sogni. Nel Libro XIV Bair è tra le Sapienti che si accordano con Egwene per istruire e scambiarsi giovani apprendiste incanalatrici; subito dopo partecipa alla battaglia nel Mondo dei Sogni contro l'Ajah Nera. Nel Libro XIV Bair si fa inviare da Aviendha nel Rhuidean dove ottiene conferma delle cupe visioni sul futuro, viste tra le colonne di vetro.

### Balladare Arandaille
Balladare Arandaille fu la prima Amyrlin Seat proveniente dall'Ajah Marrone eletta dopo l'epoca di Artur Hawkwing, regnò dal 115 al 142 della Nuova Era; fu famosa per la sua saggezza ed Egwene nel XII libro cita una sua frase, espressa dopo l'esperienza delle Guerre Kavarthen, per spiegare dettagliatamente all'opinione pubblica le azioni della Torre Bianca, perché: "L'Amyrlin Seat è il servitore di tutti, anche dei più modesti lavoratori".

### Balthamel
Balthamel: è uno dei Reietti, è cioè uno dei campioni dell'Ombra, nemici del Drago Rinato e degli altri campioni della Luce. Eval Ramman, questo il suo vero nome, nell'Epoca Leggendaria fu un Aes Sedai storico, specializzato nello studio di civiltà scomparse, che lavorava al centro studi del M'Jinn. Sebbene fosse riconosciuto come un valente accademico, non fece mai molta carriera, né mai ottenne di aggiungere il prestigioso terzo nome, a causa della sua condotta: l'uomo amava infatti intrattenersi con i personaggi più sordidi, aveva una natura perversa, un carattere violento ed esplosivo; poiché spesso molestava le donne venne infine condannato all'uso di una verga dei giuramenti, affinché non compisse più violenze, ma Eval Ramman evitò la condanna volgendosi all'Ombra, anche per la promessa di ottenere l'immortalità, diventando così il Reietto Balthamel. Nel corso della Guerra dell'Ombra, Balthamel organizzò un servizio spionistico che rivaleggiava in efficienza con quello di Moghedien ed inoltre si segnalò per la sua crudeltà: organizzò infatti interi campi di prigionieri, raggruppati unicamente per essere usati come cibo per i Trolloc. Quando venne sigillato in un sonno inquieto, per oltre tremila anni, a Shayol Ghul, Balthamel subì un processo simile a quello di Aginor: posto molto vicino ai sigilli, il suo corpo subì un lunghissimo processo di invecchiamento, tanto che al risveglio si era ridotto quasi ad uno scheletro ambulante, ricoperto di pelle incartapecorita, la sua faccia completamente sfigurata e con la lingua consumata (perciò Balthamel si coprì il volto con la maschera di un giovane sghignazzante e ricoprì completamente il corpo di vesti). Balthamel è stato tra i primi Reietti a risvegliarsi, proprio perché, trovandosi così vicino ai sigilli, quando essi si sono indeboliti, ne ha subito di meno gli effetti. Dal punto di vista della trama, Balthamel fa la sua ricomparsa alla fine del primo libro della saga, quando assieme ad Aginor tende una trappola ai protagonisti, fuori dall'Occhio del Mondo. Preso dalla sua brama cerca di prendere con la forza Nynaeve e maltratta Moiraine, colpendo Lan che cerca di difenderle. Perciò viene attaccato ed ucciso dal Nym Someshta che impianta nel suo corpo semi e funghi velenosi dalla crescita rapidissima. Prima di spirare, Balthamel riesce comunque ad uccidere il Nym. Nel prologo del libro sesto della serie, si viene a sapere che Balthamel è stato reincarnato dal Tenebroso nel nuovo Reietto Aran'gar.

### Barasine
Barasine: Aes Sedai dell'Ajah Rossa eletta Adunante dopo la riunificazione della Torre, viene descritta come un'Aes Sedai smilza, alta, dalle lunghe gambe, leggermente meno potente di Katerine Alruddin ma comunque nella fascia più alta della gerarchia. La prima volta che viene nominata è nel Libro VI, quando a Salidar, Logain l'accusa falsamente, su istigazione di Siuan, di essere una di quelle che l'avevano indotto a proclamarsi Falso Drago. Barasine nel prologo del Libro XI è tra le sorelle che catturano Egwene al porto sud di Tar Valon e che la scortano alla Torre; in questa occasione l'Aes Sedai si mostra molto dura e si lascia sfuggire che sicuramente Egwene verrà fatta quietare e giustiziare da Elaida. Nel libro XI e XII è poi tra le sorelle che spesso scortano o fanno da guardia ad Egwene. Nel Libro XIII Barasine, dopo aver evidentemente dimostrato sulla Verga dei Giuramenti di non appartenere all'Ajah Nera, viene eletta come Adunante al posto di Duhara che invece è stata svelata come Nera. In seguito, in qualità proprio di Adunante, assiste paralizzata al colloquio tra Rand ed Egwene nella Torre; partecipa quindi alle discussioni nel Consiglio sulle nuove regole di convocazione ed elezione delle Adunanti; quindi partecipa anche al test affrontato da Nynaeve per ottenere lo scialle e alla fine è una delle tre che votano contro la sua elevazione ad Aes Sedai, rimanendo però in minoranza

### Barthanes Damodred
Lord Barthanes Damodred: è un nobile d'altissimo rango (parente di Moiraine), aspirante al trono di Cairhien; compare nel Libro II quale capo della sua tristemente famosa casata ed aspirante al trono di Cairhien; possedeva un palazzo vastissimo, fuori dalle mura cittadine, dove ospita brevemente Padan Fain e dove si trova una Porta delle Vie Ogier; viene visitato da Rand e dai suoi amici alla ricerca di Fain ed in seguito viene assassinato, o per le macchinazioni di Thom Merrilin o per aver fallito come Amico delle Tenebre; il suo vastissimo palazzo fuori dalla capitale, viene requisito dal Drago e quindi adibito a sede dell'Accademia di Cairhien

### Basel Gill
Basel Gill, fedele suddito di Morgase, è un locandiere di Caemlyn; nel primo libro ospita nella sua locanda (La benedizione della regina) Rand al'Thor ed i suoi amici. Quando Morgase fugge da Rahvin, si mette al servizio della regina e la segue nelle sue avventure.

### Bayle Domon
Bayle Domon: è un capitano di vascello e contrabbandiere Illianese, amico dei protagonisti. Viene descritto come un abile marinaio e collezionista di oggetti rari, dalla corporatura robusta e muscolosa, con i capelli scuri ed una fitta barba che però viene tagliata per lasciare scoperto il labbro superiore, secondo la moda del suo paese d'origine, il Regno di Illian. È uno dei principali personaggi di supporto, con alcuni capitoli che vengono narrati o descritti dal suo punto di vista.
Nel primo libro della serie, Bayle è il capitano della Spray, che commercia sul fiume Arinelle. Dopo la loro fuga precipitosa dalla città maledetta di Shadar Logoth, Rand al'Thor, Matrim Cauthon e Thom Merrilin, inseguiti da un gruppo di Trolloc, trovano rifugio proprio sulla nave di Domon, ormeggiata presso la riva e si fanno trasportare fino a Ponte Bianco. Ripagano una parte del pedaggio di trasporto, intrattenendo l'equipaggio con esercizi da giocolieri e da musici (grazie agli insegnamenti di Thom) e così si guadagnano l'amicizia del capitano e di gran parte dell'equipaggio. Bayle Domon è un navigatore esperto ed un collezionista di oggetti rari, questa sua ultima passione però attira contro di lui l'attenzione di alcuni Amici delle Tenebre e della Progenie dell’Ombra, perché egli nasconde sulla sua nave uno dei sigilli di cuendillar che imprigionano il Tenebroso. Oltre al sigillo Domon possiede un bastone luminoso resto dell'Epoca Leggendaria molto raro che se tenuto in mano manda un bagliore vivido, una statuetta d'avorio scurito dal tempo a forma d'uomo con in pugno la spada che se la si teneva in mano a lungo si sentiva caldo ed il cranio di un gatto grosso quanto un leone e così antico da essersi mutato in pietra. Per via di quel sigillo, una volta rientrato in patria ad Illian, decide di recarsi verso occidente, non fidandosi di un ingaggio molto sospetto verso Tear, ad oriente. Lungo il percorso la sua nave viene però intercettata da una nave da guerra Seanchan, guidata dal capitano Egeanin Sarna, che li costringe ad attraccare a Falme, sulla penisola di Capo Toman. Tutti gli oggetti della sua collezione vengono sequestrati e consegnati all'Alto Signore Turak, un altro collezionista, che incuriosito da Domon, lo invita spesso nella sua dimora a conversare. Nella cittadina Tomana Domon viene anche contattato da Nynaeve ed Elayne, che lo ingaggiano per fuggire, una volta che saranno riuscite a liberare Egwene dalla condizione di Damane. L'intervento di Rand e degli altri ta'veren fa però precipitare la situazione e alla fine Domon, dopo aver indugiato a lungo in attesa delle ragazze, decide di lasciare Falme, mentre i Seanchan sono impegnati nei combattimenti. Alcuni libri dopo il capitano Domon è a Tanchico, dove si è arricchito notevolmente come contrabbandiere, approfittando dei tumulti che sconvolgono la città, preda della guerra civile. Laggiù Domon incontra nuovamente Nynaeve ed Elayne (all'inseguimento di alcune sorelle dell'Ajah Nera), ma anche Egeanin (inviata dai Seanchan a spiare la città ed a recuperare le sul'dam scampate al disastro di Falme). Bayle Domon aiuta validamente le ragazze nei loro piani, ed infine promette di recarsi in alto mare, assieme ad Egeanin, per gettare in fondo all'Oceano Aryth l'a’dam maschile. Successivamente però si scopre che la loro nave è stata bloccata dai Seanchan. Egeanin consegna l'a'dam e perciò viene promossa al Sangue dall'Alta Signora Suroth; al contrario Domon, ed il suo equipaggio, ribellatisi agli ordini, vengono resi schiavi. Egeanin però ama Domon, lo compra all'asta e lo fa suo so'jin. I due quindi sbarcano ad Ebou Dar, cercando un modo per sfuggire ai cercatori della verità, che sono insospettiti dal comportamento di Suroth ed Egeanin stessa. Approfittano perciò dell'occasione, offerta da Mat, di lasciare la città e contribuiscono molto al suo piano di fuga. Restando assieme al gruppo capeggiato da Mat, i due attraversano l'Altara, prima al seguito del circo di Valan Luca e quindi dell'esercito della Mano Rossa, che si apre una via di fuga verso il Murandy. Durante questi eventi Bayle Domon ed Egeanin si sposano. Dopo aver raggiunto Caemlyn assieme a Mat, Domon ed Egeanin proseguono il loro viaggio verso Tar Valon con Teslyn ed altre Aes Sedai. Laggiù sgattaiolano attraverso un Passaggio fino alla Piana di Merrilor dove si fanno portare da Nyaneve che, dopo averli aspramente rimproverati per ciò che hanno fatto con l'a'dam maschile, li porta da Egwene.

### Be'lal
Be'lal: è uno dei Reietti, è cioè uno dei campioni dell'Ombra, nemici del Drago Rinato e degli altri campioni della Luce.
Non si hanno molte notizie riguardo a questo Reietto, il cui vero nome fu Duram Laddel Cham; prima della creazione del Foro, si sa che era uno stimato Aes Sedai, impiegato in una professione legale ed un buon amico di Lews Therin Telamon, con il quale aveva ridato vita all'antica arte della spada, sviluppandola come sport e diventando quindi uno dei più stimati maestri spadaccini; successivamente divenne un generale nella guerra contro l'Ombra. Il suo soprannome significa l'Invidioso perché non solo fu celebre per l'invidia verso Lews Therin, che lo fece infine passare all'Ombra, ma anche nei confronti degli altri Reietti più potenti di lui, come Ishamael e Lanfear. Be'lal era alto ed atletico, con corti capelli bianchi, ed era conosciuto anche con il nome di intessitore di reti, per la sua capacità nel manipolare gli altri e nell'usare la coercizione. Inoltre era conosciuto per la sua pazienza ed abilità tattica, che lo portò ad essere uno dei migliori generali della sua epoca. Dopo essere passato all'Ombra sviluppò un sistema spionistico che probabilmente rivaleggiava in efficienza con quello della sua collega Moghedien. Egli partecipò al tristemente famoso raid contro la Sala dei Servitori, il luogo di riunione degli Aes Sedai. Rimase infine imprigionato per tremila anni a Shayol Ghul assieme ai suoi colleghi, al termine della Guerra.
Dopo essersi risvegliato dal suo sonno millenario, Be'lal si camuffò come Alto Signore di Tear, l'Alto Signore Samon, divenendo in breve tempo il padrone di quella nazione. Aveva scelto quella collocazione perché desiderava impadronirsi del potente sa'angreal Callandor custodito nella fortezza di quella città (la Pietra di Tear), ma che era protetto da potenti tessiture districabili solo dal Drago Rinato; di conseguenza organizzò un piano per attirare nella Pietra Rand al'Thor, in maniera di impadronirsi di Callandor un momento dopo che Rand l'avesse impugnata. Sfortunatamente per lui, venne fermato da Moiraine Sedai, che lo cancellò completamente dal Disegno, colpendolo con una barra di Fuoco Malefico.

### Beldeine Nyram
Beldeine Nyram: giovane Aes Sedai dell'Ajah Verde, nel gruppo di rapitrici del Drago a Cairhien, in seguito gli giura fedeltà e lega come Gaidin l'Asha'man Karldin Manford. È da poco diventata Sorella e quindi le manca l'aspetto senza età, tipico di ogni Aes Sedai, ma comunque si trova piuttosto in alto nella gerarchia ed era stata messa al comando di uno dei gruppi di sorelle che raggiungono in segreto Cairhien, al seguito dell'ambasciata inviata da Elaida; partecipa perciò alla cattura di Rand e viene imprigionata dopo la battaglia dei pozzi di Dumai; a Cairhien, nelle tende delle Sapienti Aiel viene compulsa da Verin ed è tra le prime cinque Aes Sedai prigioniere a giurare fedeltà al Drago Rinato; successivamente, assieme a Cadsuane, Verin ed Alanna, raggiunge il Drago Rinato fino a Far Madding e poi lo segue a Shadar Logoth e nella battaglia per la pulitura di Saidin, dove combatte contro Aran'gar; come predetto da Min Farshaw lega come custode l'Asha'man Karldin Manfor inoltre Min ha anche previsto che Beldeine servirà il Drago Rinato, sebbene alla propria maniera; verso la fine del libro XII viene ripresa da Cadsuane per il suo ingiustificato sarcasmo contro Min; nel Libro XIV Rand percepisce Beldeine e Karldin mentre muoiono durante l'Ultima Battaglia; l'Aes Sedai aveva circa 30-35 anni.

### Beonin Marinye
Beonin Marinye: è un'influente Aes Sedai dell'Ajah Grigia ed una dei capi delle ribelli di Salidar. Ha circa 70 anni, capelli colore del miele scuro ed occhi azzurro-grigi; ha un Gaidin di nome Tervail Dura. Viene descritta come un'Aes Sedai estremamente ambiziosa e come una che è disposta a rischiare molto per salire in alto. Questo è uno dei principali personaggi di contorno, con anche alcuni capitoli che vengono narrati o descritti dal suo punto di vista. Si incontra Beonin per la prima volta nel Libro VI, tra le sei più autorevoli Aes Sedai di Salidar, impegnata con loro ad organizzare ed a guidare le ribelli che si oppongono ad Elaida, anche se Beonin lo fa con molto riluttanza. Nel villaggio di Salidar, Beonin accoglie, assieme alle sue cinque colleghe, prima Siuan, Leane, Min e Logain, che sono riusciti a sfuggire ad Elaida, ed in seguito Nynaeve ed Elayne con i loro amici, sfuggiti a Moghedien a all'Ajah Nera, che tutti assieme portano novità e nuovi talenti. Questi arrivi comportano infatti un nuovo slancio per le ribelli, finché in seguito Beonin e le altre cinque leader, a causa dei maneggi di Siuan, ordinano ad Egwene, attraverso il Tel'Aran'Rhiod, di presentarsi al più presto da loro. Inaspettatamente Egwene, dopo essere stata da loro accolta a Salidar, viene fatta eleggere dalle sei leader ribelli come nuova Amyrlin Seat. Le sei leader intanto si organizzano a formare un consiglio personale permanente per guidare la giovane Amyrlin. Poco tempo dopo però, Egwene dimostra di non essere affatto un fantoccio nelle loro mani, e Beonin è addirittura costretta a giurare fedeltà alla giovane Amyrlin perché assieme alle altre cinque, ha spedito alcune sorelle a seminare dissenso dentro la Torre Bianca, ma all'insaputa del Consiglio. Un voto simile, a causa del potere della Verga dei Giuramenti, la costringe perciò ad obbedire sempre a qualsiasi richiesta di Egwene. Di conseguenza Beonin deve piegarsi ad appoggiare incondizionatamente le mosse di Egwene, aiutandola più o meno volentieri in più di un'occasione (ad esempio recandosi personalmente a preparare l'incontro con la nobiltà Andorana, al confine con il Murandy). Nel decimo libro Beonin viene incaricata da Egwene di guidare i colloqui di pace con le Adunanti rimaste alla Torre, in modo da guadagnare tempo, ma le Adunati delle ribelli in pratica la esautorano; nell'undicesimo libro si scopre che Beonin era in realtà una spia di Elaida, inviata tra le ribelli di Salidar per seminare discordia e per cercare di farle tornare alla Torre; perciò, dopo la cattura di Egwene, Beonin ritiene la ribellione ormai finita, quindi ritorna alla Torre Bianca e rivela ad Elaida quasi tutte le nuove scoperte, come le Tessiture per Viaggiare o per camuffarsi. Però alla fine Beonin stessa si rende conto che il potere di Elaida è in realtà molto traballante; inoltre Egwene, imprigionata dentro la Torre Bianca e ridotta a fare nuovamente la novizia, quando la incontra la costringe a rendersi conto del suo errore ed a tener fede al giuramento che le aveva personalmente prestato (e questo tra l'altro dimostra anche che Beonin non appartiene all'Ajah Nera). Nel Libro XII, quando Siuan scopre che Elaida ha ottenuto le Tessiture per Viaggiare, pensa inizialmente che Egwene o Leane possano essere state costrette a rivelarle, ma poi intuisce che invece deve essere stata Beonin, con il suo tradimento.

### Bera Harkin
Bera Harkin: Aes Sedai dell'Ajah Verde, ambasciatrice delle ribelli presso il Drago Rinato. È andorana e assomiglia ad una contadina robusta ed autorevole, ha tre custodi; è un personaggio particolarmente presente nel Libro VI in coppia con Kiruna Sedai; Bera è una sorella abbastanza forte da risultare nella fascia alta della gerarchia, alla pari con Sheriam; essa aderisce alla ribellione contro Elaida e da Salidar viene mandata, assieme a Kiruna, come ambasciatrice, alla ricerca del Drago Rinato al di là della Dorsale del Mondo, nella Desolazione Aiel; saputo però che il Drago è tornato nelle Terre Bagnate, le due raggiungono l'altra ambasciata ribelle inviata dal Drago a Caemlyn e ne prendono il comando, dopo l'incidente capitato a Demira con alcuni falsi Aiel; perciò in seguito, assieme a Perrin Aybara e su indicazione di Alanna, Bera e Kiruna guidano le sorelle e molti altri, alla liberazione del Drago Rinato catturato dalle fedeli di Elaida; dopo la battaglia dei Pozzi di Dumai Bera è tra le prime nove sorelle a giurargli spontaneamente fedeltà (anche se minacciate dagli Asha'man). Successivamente Bera viene presa come un'apprendista dalle Sapienti Aiel e infine viene mandata a Tear assieme ad Alanna, Merana ed altre sorelle, per cercare di rappacificare gli Alti Signori che si sono ribellati; secondo una visione di Min Farshaw, è una delle cinque Aes Sedai che Rand tiene completamente in pugno e di cui si può fidare ciecamente. Nel corso del Libro XIV Bera è nel gruppo di incanalatori che combattono sulle pendici di Shayol Ghul assieme ad Aviendha, per impedire ai nemici di raggiungere il Drago Rinato, le sue sorti però non vengono descritte, viene solo detto che per un periodo guida uno dei circoli che ispezionano la zona.

### Berelain
Berelain sur Paendrag Tanreal di Casa Paero: è la Prima di Mayene. È una giovane donna, estremamente bella e sensuale, alta, con molto petto, dall'incarnato pallido, dai capelli neri ed occhi scuri; Berelain governa la piccola nazione di Mayene, con il titolo di Prima. È uno dei principali personaggi di supporto, con alcuni capitoli che vengono anche narrati o descritti dal suo punto di vista.
Berelain è la Prima di Mayene, una piccola città-stato situata nel sud-est del continente e posta continuamente sotto la minaccia di venire annessa dalla vicina e ben più potente Tear; inoltre la sua casata, Paeron, è una delle poche case regnanti a poter vantare una discendenza diretta dal grande imperatore Artur Hawkwing. La Prima di Mayene fa la sua prima apparizione al termine del terzo libro, quando viene costretta da Lanfear a portare un messaggio al Drago Rinato, a cui poi chiede anche un incontro in qualità di capo di Stato. In precedenza Berelain si trovava già nella Pietra di Tear, ma tenuta quasi prigioniera; infatti vi si era recata per aiutare la sua città, nel tentativo di giocare i Sommi Signori l'uno contro l'altro, grazie alla sua capacità di seduzione. Dopo l'ascesa del Drago Rinato, Berelain sempre attraverso le sue doti femminili, cerca insistentemente la protezione politica per la sua Mayene, prima attraverso la seduzione di Rand al'Thor e poi di uno dei suoi migliori amici, Perrin Aybara. Nel primo caso viene allontanata da Rand stesso, impegnato con Elayne, nel secondo si scontra con Faile, ma scommette comunque che riuscirà prima o poi a sedurre Perrin. Quando Rand torna dalla Desolazione Aiel e conquista Cairhien, Berelain lo raggiunge laggiù con un piccolo esercito. Rand apprezza le doti politiche della giovane donna e quindi la incarica di essere la sua Reggente nel regno di Cairhien, nei periodi di sua assenza. Berelain si dimostra un'eccellente governatrice, ma così si scontra con le grandi casate, che ambiscono a conquistare il trono ed in particolare con la nobile signora Colavaere Saighan, che aspira a diventare la nuova regina. Quando il Drago Rinato viene rapito dalle Aes Sedai fedeli ad Elaida, Berelain è perciò costretta a rifugiarsi su una nave del Popolo del Mare, per evitare di rimanere assassinata dai sicari di Colavaere. Dopo la liberazione di Rand, Berelain (che ha anche inviato il suo piccolo esercito Mayenese per aiutare a liberarlo), contribuisce alla caduta di Colavaere, che si è proclamata regina, anche grazie al supporto dell'Aes Sedai che le fa da consigliera personale, la Grigia Annoura Larisen; nel frattempo ricomincia i tentativi di seduzione di Perrin, che però nel frattempo, quando si trovava nei Fiumi Gemelli, si è sposato con Faile; inizia così una specie di commedia degli errori che mettono gravemente in imbarazzo il giovane uomo con la moglie. Quando Perrin (accompagnato da Faile e da un composito seguito) viene inviato da Rand nel sud, in missione diplomatica per incontrare il profeta Masema e la regina di Ghealdan, Berelain si unisce alla sua spedizione, aiutando efficacemente la coppia, ma continuando anche a mettere Perrin in imbarazzo con sua moglie. Quando però Faile viene rapita dagli Shaido, Berelain collabora molto validamente con Perrin: smaschera i contatti tra Masema e Suroth, contribuisce alla vittoria nella battaglia di Malden e di conseguenza alla liberazione di Faile e delle altre donne catturate con lei. Nel Libro XIII Berelain collabora con Perrin per uscire dalla situazione di pericolo in cui li sta stringendo Graendal. Durante queste fasi Faile si accorda con Berelain per fugare ogni voce riguardante il presunto tradimento di Perrin con lei. Inoltre in questi eventi Berelain incontra per la prima volta Galad Damodred, il Capitano Comandante dei Figli della Luce e ne resta completamente invaghita, come anche lui di lei. Berelain cerca di razionalizzare questa improvvisa passione, cercando di analizzare i vantaggi politici che deriverebbero dal suo unirsi con Galad. Nel Libro XIV Berelain torna a Mayene, dove accoglie la quasi totalità dell'Ajah Gialla, con le Novizie e le Ammesse. Nella sua città organizza un enorme ospedale per curare i feriti dell'Ultima Battaglia, mettendo a disposizione ogni sua risorsa. Laggiù arriva dapprima Perrin, ferito gravemente nel Mondo dei Sogni. Poi la stessa Amyrlin Seat rimasta sotto shock per la morte di Gawyn. Poco dopo Annoura Larisen le porta anche il corpo gravemente ferito dello stesso Galad, che comunque si salva. Annoura ha bruciato la sua capacità di incanalare con questo gesto eroico e Berelain rimane fortemente commossa per il gesto della sua amica, con la quale recentemente aveva raffreddato i rapporti.

### Berenicia Morsad
Berenicia Morsad: è un'Aes Sedai dell'Ajah Gialla proveniente dallo Shienar e viene descritta come paffuta e dagli occhi grigi; dopo la deposizione di Siuan l'elezione di Elaida e lo scisma che ne segue, Berenicia entra a far parte delle ribelli e si rifugia a Salidar; da lì viene mandata a Caemlyn come membro dell'ambasceria al Drago Rinato, guidata da Merana Ambrey. Min dice di lei che Berenicia è rimasta molto favorevolmente impressionata dal fatto che Rand sia stato ricevuto dal Lord Agelmar Jagad a Fal Dara. Dopo la brusca rottura delle relazioni con il Drago, in seguito all'attentato subito da Demira, Berenicia è tra le quattro sorelle che vengono rimandate indietro, assieme alle ragazze dei Fiumi Gemelli, che erano state radunate in precedenza da Verin ed Alanna.

### Berisha Terakuni
Berisha Terakuni: Aes Sedai dell'Ajah Grigia, è una sorella piuttosto in alto nella gerarchia e che durante lo scisma rimane alla Torre; in seguito partecipa alla cattura di Egwene ai porti, ma è un'Aes Sedai particolarmente ligia al rispetto delle leggi e perciò disapprova apertamente il comportamento scorretto di Katerine Alruddin contro la giovane donna; durante il Libro XIV Berisha dovrebbe aprire un portale di viaggio ai carri di Faile, che trasportano di nascosto il Corno di Valere verso Merrilor, ma viene sorpresa da una Bolla di Male e li spedisce per errore fin dentro alla Grande Macchia; subito dopo Berisha, di nascosto, viene pugnalata a morte da Aravine, così da non rivelare cosa è successo e fare perdere ogni traccia della spedizione.

### Berowin
Berowin: membro della Famiglia, è una Cairhienese apparentemente di mezza età, bassa e grassoccia. Non è molto potente in Saidar ma ha un talento unico: da sola può schermare chiunque desideri, anche l'incanalatore più potente che esista. Ad Ebou Dar Berowin dimostra questa sua capacità quando Reanne le fa schermare contemporaneamente Nynaeve ed Elayne.

### Bertome Saighan
Lord Bertome Saighan è un nobiluomo di incerta fedeltà e perciò viene tenuto sotto stretto controllo dal Drago Rinato e mandato a combattere contro i Seanchan in Altara; cugino di Colavaere, dopo la morte di quest'ultima diventa il capo della sua casata e quindi appoggia in modo ambiguo l'ascesa al trono di Elayne, tanto che probabilmente è stato lui ad aver ordinato di mettere segretamente un ago avvelenato dentro al cuscino sul Trono del Sole dove deve sedersi Elayne.

### Berylla Naron
Berylla Naron: Aes Sedai dell'Ajah Azzurra rivelata come appartenente all'Ajah Nera nel gruppo di Liandrin. Viene descritta come così magra, da apparire quasi scheletrica; di lei Liandrin pensa che sia una manipolatrice ed una complottatrice; dopo i fatti di Tear, di Tanchico e dell'Amadicia, Moghedien le assegna una missione rimasta segreta alle altre, ed osservando mentre vengono impartiti quegli ordini, Liandrin nota che Berylla resta impassibile; in seguito di lei non si sa più nulla.

### Bethamin
Bethamin Zeami è una sul'dam che nel corso della battaglia di Falme, scopre altre due sul'dam, Renna e Seta, con al collo degli a'dam nella stanzetta dove era tenuta Egwene. Terrorizzata da questa scoperta, Bethamin fugge e viene recuperata da Egeanin a Tanchico, ma quest'ultima però scopre il segreto che le sul'dam possono imparare ad incanalare. Bethamin in seguito, ad Ebou Dar, viene accostata da un Cercatore della Verità che sta indagando su Suroth ed Egeanin, perciò la donna si reca da Egeanin per cercare di salvare il suo segreto. Di conseguenza Egeanin la coinvolge nella fuga di Matrim Cauthon dalla città. Bethamin assieme alle altre ex sul'dam, si presta dunque a tener d'occhio le Aes Sedai per conto di Mat, ma alcuni conflitti sono inevitabili, finché Bethamin, in un impeto di rabbia per essere stata legata in flussi d'aria, inizia ad incanalare e le Aes Sedai concordano che devono istruirla come una novizia, perché non sia un pericolo per sé stessa o per altri. Nel corso del Libro XIII le segue perciò fino alla Torre Bianca dove probabilmente si incontrerà di nuovo con Egwene.

### Birgitte Silverbow
Birgitte Silverbow: Eroina del Corno e Gaidin di Elayne. È una donna alta, bella e statuaria, dai capelli biondi raccolti in una tipica e lunga treccia, che solitamente veste in pantaloni, stivali con il tacco e camicie aderenti. È uno dei principali personaggi di supporto, con anche diversi capitoli che vengono narrati o descritti dal suo punto di vista.
Birgitte è una degli eroi legati alla Ruota del Tempo, che vengono reincarnati di epoca in epoca e che, quando non sono reincarnati, trascorrono il tempo in Tel’aran’rhiod. Quando si trovano in Tel’aran’rhiod gli eroi possono però venire richiamati a combattere, dal mitico Corno di Valere, anche se in una forma fantasmatica. Birgitte è un'arciera infallibile, e migliaia di storie e leggende parlano delle sue avventure in tutte le ere: solitamente si reincarna in una donna dal medesimo aspetto, ma dal nome diverso, quasi sempre un'arciera, a volte una soldatessa, che si accompagna con un altro eroe del Corno, un uomo di brutto aspetto, che combatte con due spade, di solito portate sulle spalle; quest'uomo si chiama Gaidal Cain ed è l'amore costante di Birgitte, egli infatti si accompagna con lei anche durante il periodo in cui gli eroi sono in attesa di essere reincarnati e che trascorrono in Tel’aran’rhiod.
Birgitte compare per la prima volta al termine del secondo libro, quando Mat suona il Corno di Valere e richiama gli eroi delle leggende a combattere contro i Seanchan a Falme. In seguito ricompare di tanto in tanto nel mondo parallelo di Tel’aran’rhiod; infatti, pur essendole vietato di mostrarsi ai visitatori, Birgitte non sopporta la presenza dei Reietti nel Mondo dei Sogni, perciò decide di avvisare ed aiutare alcuni dei protagonisti della vicenda (Perrin, Elayne e Nynaeve). Questi suoi interventi provocano alla fine la reazione di Moghedien, che la espelle da Tel’aran’rhiod, pensando di provocare per sempre la sua cancellazione dal Disegno. Birgitte invece si ritrova proiettata in carne ed ossa nel mondo reale, nell'aspetto di una donna ventenne. Le sue condizioni di vita però sono disperate, e poiché le Tessiture di Guarigione non hanno alcune effetto sulle sue condizioni, Elayne decide di provare il legame da Custode, che solitamente permette a questi uomini di superare i traumi più seri. Il tentativo ha successo, Birgitte si ristabilisce e così si ritrova nuovamente a vivere ed inoltre ad essere legata come Custode ad Elayne. Il legame da donna a donna però è molto più accentuato empaticamente rispetto a quello tra due sessi diversi e la cosa spesso provoca problemi tra le due; comunque da quel momento Birgitte segue fedelmente Elayne nelle sue avventure, aiutandola e consigliandola come una sorella maggiore. A Salidar Birgitte contribuisce a tenere in custodia Moghedien che è stata catturata; successivamente ad Ebou Dar ed in Altara, Birgitte accompagna Elayne e Nynaeve nelle loro ricerche sulla Coppa dei Venti, diventando nel frattempo amica di Mat. Quando finalmente Elayne ritorna in Andor per rivendicare il trono quale legittima erede, la principessa nomina Birgitte (e nonostante la sua riluttanza) comandante in capo delle sue armate (ruolo nel quale darà buona prova) ed inoltre la nobilita, assegnandole alcune tenute ed il titolo di Lady Birgitte Trahelion. Nel corso del Libro XI Birgitte organizza e guida validamente le difese della capitale Caemlyn, assediata dalle truppe ribelli di Arymilla. Inoltre contribuisce alla liberazione di Elayne, che è stata rapita da un gruppo di sorelle dell'Ajah Nera, convincendo ad intervenire le Cercavento che sono presenti in città e che hanno stretto accordi con Elayne stessa. Tutti questi eventi portano dunque Elayne finalmente a diventare regina di Andor, sempre con Birgitte al fianco come amica e consigliera. Nel Libro XIII Birgitte si incontra con Mat assieme ad Elayne, quando anche il giovane ta'veren ritorna a Caemlyn. I due amici si scambiano spesso battute, ma Birgitte inoltre racconta a Mat della sua terribile esperienza nella Torre di Ghenjei, avvenuta durante una delle sue vite precedenti e leggendarie, cercando perciò di dissuaderlo dal recarsi laggiù. Nello stesso libro Birgitte fornisce dei consigli ad Elayne su come comportarsi nei confronti dell'assunzione del trono di Cairhien, quindi le salva la vita da un attentato, ordito contro la regina con un ago avvelenato, celato in un cuscino del Trono del Sole.

### Bode Cauthon
Bode Cauthon: Novizia delle Aes Sedai e sorella di Matrim Cauthon.

### Bonwhin Meraighdin
Bonwhin Meraighdin: Aes Sedai dell'Ajah Rossa, fu Amyrlin Seat al tempo del grande imperatore Artur Hawkwing e governò per 53 anni; quando Artur sbaragliò il Falso Drago Guaire Amalasan e lo portò a Tar Valon per essere domato, l'Amyrlin Bonwhin trattò il vincitore in modo scortese, ordinandogli di lasciare la città entro pochi giorni. In seguito quando Artur costruì il suo grande impero, l'Amyrlin Bonwhin cercò di manipolarlo ma alla fine tutto ciò che ottenne fu l'espulsione delle Aes Sedai da tutti i suoi domini ed il ventennale assedio di Tar Valon. Per questi disastrosi fallimenti alla fine venne deposta, quietata e sostituita da un'Azzurra; fu l'ultima Amyrlin proveniente dall'Ajah Rossa prima di Elaida.

### Breane Taborwin
Lady Breane Taborwin è una nobildonna celebre per i suoi numerosi amanti, nel Libro II cerca di sedurre il Drago nel palazzo di Barthanes Damodred; in seguito cade in rovina durante la guerra civile e trova rifugio come profuga a Caemlyn, dove si innamora della guardia del corpo Lamgwyn, i due successivamente seguono tutte le vicende di Morgase fuggita da Andor.

### Brendas
Brendas: Aes Sedai dell'Ajah Bianca dallo sguardo glaciale, la faccia pallida e la voce squillante; in Nuova Primavera, era un'Ammessa più o meno coetanea di Moiraine e Siuan; nel libro III è una delle sorelle che si lega in cerchio per guarire Mat; dopo la deposizione di Siuan, Brendas è una delle Aes Sedai che aderiscono alla ribellione contro Elaida e si rifugia a Salidar, dove mantiene una posizione di rilievo. Nel corso del Libro XIII Brendas viene sorpresa assieme ad altre, da alcune sorelle Nere in un assalto a sorpresa in Tel'Aran'Rhiod, Egwene interviene e la induce ad uscire al più presto dal mondo dei sogni ed a svegliare anche le altre presenti lì con lei.

## C

### Cabriana Mecandes
Cabriana Mecandes: Aes Sedai dell'Ajah Azzurra, era molto amica di Anaiya e di Kairen Stang; dopo il colpo di Stato di Elaida, Cabriana, presumibilmente sulla via per Salidar, viene catturata assieme al suo custode da alcuni Amici delle Tenebre e portata a Shayol Ghul, dove viene torturata da Semirhage; con le informazioni ottenute Aran'gar si presenterà a Salidar sotto le vesti di Halima Saranov; si pensa che Cabriana sia morta per le torture subite, poiché in seguito non si sa più nulla su di lei.

### Cadsuane Melaidhrin
Cadsuane Melaidhrin: Aes Sedai leggendaria dell'Ajah Verde. Uno dei maggiori personaggi della serie, è nata a Far Madding ed ha un'età di circa trecento anni. È una donna imponente, di bell'aspetto, con intelligenti occhi neri ed i capelli color grigio ferro, solitamente raccolti in una crocchia sul capo, tenuta assieme da alcuni caratteristici ter'angreal-ornamenti d'oro. Cadsuane viene considerata una persona formidabile, capace di imporre quasi sempre la propria volontà ed è ritenuta una leggenda vivente da tutte le Aes Sedai.
Essendo molto anziana (avendo toccato i limiti d'età raggiungibili, secondo i normali standard delle Aes Sedai) ed essendosi ritirata da circa venti anni nel Murandy, inizialmente viene ritenuta morta dalla maggior parte delle altre Aes Sedai. Cadsuane nacque nell'anno 705 della Nuova Era a Far Madding e trascorse ben sei anni come novizia e cinque come Ammessa, ma più per colpa del suo carattere arrogante e cocciuto, che per la sua incapacità, venendo quindi innalzata allo scialle all'età di ventisei anni nel 731. Subito dopo aver ottenuto lo scialle, Cadsuane ha conquistato a caro prezzo, da Norla, una selvaggia sulle Colline Nere, i suoi ornamenti per capelli: essi sono tutti utilissimi angreal o ter'angreal che le hanno salvato la vita più volte. Nel corso della sua lunghissima vita ha legato a sé molti Custodi. Ha partecipato più di qualsiasi sorella rossa alla cattura di uomini capaci di incanalare (tra gli altri ha contribuito alla cattura degli ultimi due Falsi Draghi: Logain Ablar e Mazrim Taim) e quelli da lei catturati hanno saputo vivere più a lungo dopo la domatura, rispetto a quelli catturati da altre. Nell'anno 758 Cadsuane arrivò addirittura al punto di rapire l'Amyrlin Myriam Copan, per darle una dura lezione su come essere forte. Un altro episodio si viene a scoprire, che coinvolge Cadsuane e la mitica Amyrlin Seat Sereille Bagand, premettendo che queste due Aes Sedai non si sopportavano a vicenda, essendo entrambe delle donne dotate di una fortissima personalità, di un carattere insofferente e spigoloso e di un'aria imperiosa; ebbene Sareille si ritrovò a dover ringraziare proprio Cadsuane, perché quest'ultima sventò un colpo di Stato organizzato contro l'Amyrlin, portandole in catene le Aes Sedai cospiratrici. Cadsuane ha rifiutato più volte di essere eletta come Adunante o capo dell'Ajah Verde, mentre nell'890, alla morte di Sereille Bagand, Cadsuane ha lasciato la Torre Bianca per dieci anni, quando si è prospettata la possibilità che il Consiglio la convocasse e la eleggessero come Amyrlin Seat. Dal punto di vista cronologico, nella saga della Ruota del Tempo, Cadsuane compare una prima volta, brevemente, al tempo della Guerra Aiel (narrata in Nuova Primavera) dove torchia Moiraine (che la crede addirittura dell'Ajah Nera). Nella saga vera e propria Cadsuane riappare poi di nuovo nel corso del libro settimo, dove guadagna sempre maggior spazio nel corso della narrazione. Già al loro primo incontro, nel Palazzo del Sole di Cairhien, Cadsuane mette immediatamente sotto stress Rand per saggiarne il carattere. Successivamente torchia tutte le Aes Sedai presenti nel palazzo, per avere informazioni sulla situazione. In seguito Cadsuane si ritrova con Rand al'Thor a dover affrontare una bolla di male che colpisce il campo dei nobili ribelli contro il Drago; in questa occasione Cadsuane contribuisce a portare in salvo Rand e gli altri; soprattutto aiuta a salvare proprio il Drago, quando egli viene colpito da Padan Fain con il pugnale contaminato di Shadar Logoth. Nel corso del successivo libro, quando Rand, conquistata Illian, si volge contro i Seanchan, Cadsuane fa un patto d'acqua con Sorilea a proposito del futuro del Drago Rinato e del fatto che non debba perdere la propria umanità. Dopo la guerra contro i Seanchan Rand, convinto da Min, torna da lei e le chiede di diventare sua consigliera personale, ma subito dopo subisce un attentano da parte di Asha'man infedeli ed è perciò costretto a restare nascosto da Cadsuane e dagli altri suoi fedeli. Cadsuane ne approfitta per far legare come Custodi gli Asha'man fedeli al Drago ed organizza quindi un folto gruppo di Aes Sedai e Asha'man come sostenitori del Drago Rinato; quindi raggiunge Rand a Far Madding, lì lo aiuta nuovamente in maniera determinante, quando convince il consiglio cittadino a rilasciarlo, dopo averlo arrestato; subito dopo, lei, Rand, Nynaeve ed un variegato seguito, si recano a Shadar Logoth per tentare la Pulitura di Saidin. Immediatamente Cadsuane organizza validamente le difese contro l'attacco dei Reietti, poi, dopo la Pulitura, porta tutti a riposare alla tenuta Pendaloan, vicino a Tear, dove una sua conoscenza, Lord Algarin, li ospita per sdebitarsi con lei. Cadsuane partecipa perciò alla battaglia contro l'orda di Trolloc che attaccano la tenuta; poco dopo accompagna quindi Rand all'incontro con la Figlia delle Nove Lune, che in realtà è una trappola ordita da Semirhage. Dopo aver contribuito a sventare la trappola, Cadsuane si ripromette di interrogare la Reietta da lei catturata, mentre accompagna Rand fino in Arad Doman. Nel corso del Libro XII Cadsuane riesce infine a trovare una maniera per piegare Semirhage, ma il suo successo ha breve durata; infatti la Reietta viene liberata da Shaidar Haran ed inviata a catturare Rand con la Fascia di Dominazione, che era stata lasciata in custodia proprio a Cadsuane. Rand sfugge anche a questa trappola, ma a grave costo: rischia di uccidere Min ed inoltre sprofonda sempre più nella cupezza; perciò Rand esilia Cadsuane dalla propria vista, proprio perché secondo lui, l'anziana Aes Sedai non ha custodito adeguatamente la Fascia. Mantenendosi nascosta, Cadsuane lo segue comunque da lontano nelle vicende successive, sempre nel tentativo di non fargli perdere la sua umanità, finché non riesce a convincere Nynaeve ad aiutarla: perciò, dopo diversi tentativi, la giovane Sorella gialla riesce infine a convincere Rand a rivelargli la posizione di Perrin. Cadsuane si reca da lui alla ricerca di Tam al'Thor, il padre adottivo del Drago, che quindi viene riportato alla presenza Drago. L'incontro tra Tam e Rand però è quasi un disastro, proprio perché il padre si lascia sfuggire di essere stato condotto lì da Cadsuane e Rand perciò arriva quasi ad ucciderlo. L'evento contribuisce comunque a sbloccare finalmente la situazione psicologica di Rand, che dopo un momento di estrema catarsi, riacquista il senso della propria missione. Nel corso del Libro XIII Rand perdona Cadsuane per aver cercato di manipolarlo, e allo stesso tempo si scusa con lei per come si è comportato, rimettendola perciò al suo posto di consigliera. Quindi la invia sulle Colline Nere alla ricerca di re Alsalam di Arad Doman, perché sospetta che sia stato fatto rapire da Elaida. Cadsuane effettivamente lo trova e lo riporta a Tear, quindi accompagna Rand a Far Madding per incontrare una volta per tutte, i sovrani delle Terre di Confine. Laggiù Cadsuane assiste al test che i sovrani fanno compiere al Drago e quindi osserva compiaciuta mentre anche questi monarchi si arrendono alla sua volontà. Nei primi capitoli del Libro XIV Cadsuane si trova ai Campi di Merrilor ed assiste alla riunione di Rand con i sovrani, per stabilire i termini della Pace del Drago. Successivamente, poco prima della partenza per Shayol Ghul, Cadsuane si complimenta con Rand, per come è stato capace di gestire il tutto e sulla sua capacità di crescere e prepararsi all'Ultima Battaglia, inoltre gli comunica la buona notizia che gli Asha'man sono stati capaci da soli di liberare la Torre Nera dall'Ombra. Accetta però un po' controvoglia il fatto che egli abbia designato Aviendha, anziché lei, a comandare gli incanalatori che lo difenderanno a Shayol Ghul. Comunque sia Cadsuane prende il controllo di uno dei cerchi che combattono sulle pendici della montagna e nella valle di Thakan'dar; successivamente Cadsaune salva proprio Aviendha da un gruppo di Samma N'Sei. Inoltre, dopo le azioni di Hessalam, concorda con Aviendha, Amys e Sorilea di chiamarsi vicendevolmente in aiuto, ogni volta che devono affrontare la Reietta. Dopo la battaglia, mentre si svolgono i funerali di Rand, Cadsuane vede Moridin che fugge, ma osservandolo negli occhi e dopo aver visto il comportamento di Min, Elayne ed Aviendha, capisce in realtà che sia Rand, perciò lo lascia andare via. Subito dopo Cadsuane viene presa in disparte da un gruppo di Adunanti (Saerin, Yukiri, Lyrelle e Rubinde) che la vogliono eleggere come nuova Amyrlin Seat. Brandon Sanderson in un'intervista successiva alla pubblicazione del XIV Libro ha confermato che Cadsuane verrà eletta come nuova Amyrlin Seat.
Nell'arco dell'ultimo millennio Cadsuane (oltre ad avere indubbie capacità nella leadership ed in altri campi), è stata anche l'Aes Sedai più potente nell'uso di saidar e quindi è stata la prima nella gerarchia tra tutte le Aes Sedai che non fossero state elette o nominate a qualche carica. Però dopo che Nynaeve, Egwene ed Elayne hanno ottenuto lo scialle, Cadsuane è stata superata da queste tre giovani Aes Sedai, inoltre ci sono alcune novizie, recentemente iscritte, che già presentano un potenziale pari o superiore al suo. Nonostante la notevole forza in Saidar, Cadsuane non pare possedere un qualche talento particolare legato all'Unico Potere; però il suo set di ter'angreal/ornamenti per capelli è un utilissimo strumento di difesa ed attacco, che la pone in una posizione di grande vantaggio rispetto a tutti gli altri incanalatori, persino quelli che sono molto più potenti di lei, tanto che potrebbe affrontate un Reietto praticamente alla pari o addirittura in una posizione di vantaggio (purché ovviamente anche il Reietto non sia dotato di qualche strumento analogo ai suoi); nella situazione di estremo e costante pericolo in cui si trova da quando ha incontrato Rand, Cadsuane ha affermato di voler tenere il suo set di ornamenti sempre addosso, persino mentre dorme.

### Canler
Canler: è un Asha'man della fazione di Logain Ablar. Era un Dedicato che ha Legato sua moglie: è stato il primo incanalatore maschio a scoprire il modo di Legare qualcuno con saidin; appartiene al gruppo di amici di Logain e nel Libro XIII, mentre si sta allenando, si incontra con Androl e gli altri commentando preoccupato la situazione della Torre Nera; nel Libro XIV Canler interviene giusto in tempo a salvare Androl, Pevara, Logain ed altri, mentre cercano di fuggire da Taim, che li ha imprigionati. Successivamente partecipa alla liberazione della Torre Nera e poi alle varie fasi dell'Ultima Battaglia.

### Caraighan Maconar
Caraighan Maconar: personaggio storico, è un'Aes Sedai leggendaria dell'Ajah Verde. Visse durante i primi due secoli dopo il completamento della costruzione di Tar Valon (per la precisione visse dal 212 al 373 dopo la Frattura); essa viene considerata come l'archetipo delle Aes Sedai dell'Ajah Verde, avendo portato a termine coraggiose imprese, ritenute impossibili dai più.

### Careane Fransi
Careane Fransi: Aes Sedai dell'Ajah Verde, dall'età compresa tra gli 85 ed i 100 anni. Nel VI Libro, assieme a Merilille e Sareitha, viene nominata ambasciatrice ad Ebou Dar, dove accoglie ed aiuta Nynaeve ed Elayne, alla ricerca della Coppa dei Venti (retrospettivamente possono essere notati alcuni comportamenti, atti a sabotare la missione, ma senza grandi risultati); sulla via del ritorno in Andor, segretamente Careane assassina in maniera atroce Adeleas e soprattutto Ispan, perché ritiene che la sua sorella nera abbia svelato segreti dell'Ajah Nera. In seguito, nel palazzo reale di Caemlyn, Careane prosegue in segreto la sua missione omicida, assassinando numerose donne della Famiglia (tra cui Reanne Corly), nel tentativo di spaventarle ed allontanarle da Elayne, così da rendere più facile l'eventuale cattura dell'erede al trono; infine nella casa in via della Luna Piena, Careane si svela come nera e Vandene la pugnala a morte, per vendicare la sua gemella.

### Carlinya
Carlinya: è un'Aes Sedai dell'Ajah Bianca ed una dei capi delle ribelli di Salidar. Ha circa 50 anni ed è stata Novizia ed Ammessa più o meno nello stesso periodo in cui lo sono state Moiraine, Siuan, Sheriam e Myrelle delle quali era abbastanza amica; è una sorella fredda e pallida, dagli occhi scuri e con i capelli neri a boccoli, che ora deve tenere molto corti in seguito ad una disavventura in Tel'Aran'Rhiod; al tempo del noviziato Carlinya, famosa per il suo comportamento impeccabile, commetteva esattamente una piccola infrazione al mese, giusto per non sembrare troppo perfetta. Nei libri della serie Carlinya compare per la prima volta nell'entourage dell'Amyrlin Seat Siuan, che si reca a Fal Dara. Dopo la spaccatura della Torre Bianca, la deposizione dell'Amyrlin Siuan Sanche e l'elezione di Elaida, Carlinya, che è una sorella molto influente, aderisce alla ribellione e si rifugia a Salidar, dove diventa una delle sei Aes Sedai a comandare e ad organizzare inizialmente le ribelli, e probabilmente diventa anche il capo delle Bianche radunate laggiù. Nel villaggio di Salidar, Carlinya accoglie, assieme alle sue cinque colleghe, prima Siuan, Leane, Min e Logain, che sono riusciti a sfuggire ad Elaida, ed in seguito Nynaeve ed Elayne con i loro amici, sfuggiti a Moghedien a all'Ajah Nera, che tutti assieme portano novità e nuovi talenti. Questi arrivi comportano infatti un nuovo slancio per le ribelli, finché in seguito Carlinya e le altre cinque leader, a causa dei maneggi di Siuan, ordinano ad Egwene, attraverso il Tel'Aran'Rhiod, di presentarsi al più presto da loro. Inaspettatamente Egwene, dopo essere stata da loro accolta a Salidar, viene fatta eleggere dalle sei leader ribelli come nuova Amyrlin Seat. Le sei leader intanto si organizzano a formare un consiglio personale permanente per guidare la giovane Amyrlin. Poco tempo dopo però, Egwene dimostra di non essere affatto un fantoccio nelle loro mani e Carlinya è addirittura costretta a giurare fedeltà alla giovane Amyrlin perché assieme alle altre cinque, ha spedito alcune sorelle a seminare dissenso dentro la Torre Bianca ma all'insaputa del Consiglio. Un voto simile, a causa del potere della Verga dei Giuramenti, la costringe perciò ad obbedire sempre a qualsiasi richiesta di Egwene. Quando Delana, con le sue proposte cerca di mettere in crisi il rapporto tra le leader delle Ajah e le rispettive Adunanti, Egwene interviene per porre riparo, facendo tra le altre cose dialogare Carlinya con Saroiya. Dopo la cattura di Egwene da parte di Elaida, Carlinya e le altre del consiglio personale, cercano di trovare una soluzione, magari anche di smarcarsi dai loro obblighi, ma Siuan impone loro di ricordare quanto giurato e di continuare ad obbedire ad Egwene, che comunica con lei attraverso il Mondo dei Sogni. Min Farshaw ha avuto una visione sul futuro, nella quale l'immagine di un corvo nero, forse un tatuaggio, fluttuava sopra la testa di Carlinya. Nel Libro XIII, dopo la riunificazione della Torre, Carlinya appare brevemente in Tel'Aran'Rhiod, quando l'Ajah Nera attacca un gruppo di Aes Sedai, che su ordine di Egwene, si sono riunite per un falso incontro, apparentemente molto importante, così da stanare Mesaana. Durante lo scontro Carlinya è una delle sorelle che rimangono uccise.

### Cetalia Delarme
Cetalia Delarme: Aes Sedai dell'Ajah Azzurra, venne descritta in Nuova Primavera, dove era a capo degli occhi-e-orecchie dell'Ajah Azzurra, quando in pratica costrinse Siuan a rimanere alla Torre al suo servizio, mentre Moiriane se ne andava in incognito a cercare il Drago Rinato.

### Chel Vanin
Chel Vanin: membro delle Braccia Rosse, abilissimo sia come ladro di cavalli, che come esploratore, è un uomo dalla stazza particolarmente robusta; resta sempre e fedelmente al fianco di Mat fino al Libro XIII, quando viene inviato alla Torre Bianca per fare da scorta a Teslyn, Joline ed Edesina; in realtà Mat lo invia laggiù soprattutto per raccogliere delle informazioni più precise su ciò che accade a Tar Valon.

### Chanelle din Seran Squalo Bianco
Chanelle din Seran Squalo Bianco: è una cercavento degli Atha'an Miere. Era una delle Cercavanto recatesi al seguito di Renaile per partecipare all'uso della Coppa dei Venti. Di conseguenza Chanelle si trasferì in Andor, seguendo le vicende di tutte le altre del suo gruppo. Quando Zaida partì per Illian alla notizia della morte di Nesta din Reas, Chanelle rimase alla guida delle nove Cercavento lasciate a Caemlyn per tener fede agli accordi con Elayne. Quando Elayne venne brevemente rapita da alcune esponenti dall'Ajah Nera, Birgitte riuscì a convincere Chanelle ad intervenire in suo favore, per salvare i loro accordi commerciali: legata in circolo con le altre Cercavento, Chanelle aprì dapprima un portale per trasportare le truppe di salvataggio e poi colpì con un fulmine le sorelle dell'Ajah Nera, uccidendo Asne e stordendo le altre.

### Chesmal Emry
Chesmal Emry: Aes Sedai dell'Ajah Gialla rivelata come appartenente all'Ajah Nera nel gruppo di Liandrin. Proviene dal Ghealdan e viene descritta come austera ma di bell'aspetto, con occhi e capelli scuri. Viene considerata tra le più abili guaritrici nelle ultime generazioni di Aes Sedai, ma usa questa sua capacità per essere altrettanto abile come assassina, che non lascia assolutamente traccia sui cadaveri delle sue vittime; si è vantata di essere tra le principali responsabili della morte di due Amyrlin Seat, infatti ha partecipato all'interrogatorio ed uccisione di Tamra Ospenya e poi si è presa spesso il merito di come riuscì a convincere le Rosse ad eliminare Sierin Vayu, che stava indagando su di lei; facendo parte del cosiddetto gruppo di Liandrin, ne segue le vicende principali e viene infine catturata da Elayne in Andor. Nel corso del Libro XIII, mentre viene tenuta nelle prigioni del Palazzo Reale di Caemlyn, Chesmal viene interrogata da Elayne che si traveste da Reietto, rivelandole alcune cose. In seguito però scopre l'inganno e si scontra con lei, mentre le altre Nere vengono liberate da alcuni Amici delle Tenebre; durante i momenti concitati dello scontro, Chesmal viene prima schermata da Elayne, poi liberata da Doilin Mellar e costretta a guarire la ferita di Elayne, infine viene uccisa da quest'ultima con un colpo di Fuoco.

### Corele Hovian
Corele Hovian: Aes Sedai dell'Ajah Gialla, viene considerata tra le migliori guaritrici esistenti ed è una fedele amica di Cadsuane Melaidhrin che afferma di preferire la loquacità a volte irriverente di Corele, all'atteggiamento di altre Aes Sedai, fin troppo piene di sé. A Cairhien Corele contribuisce assieme a Samitsu e Damer Flinn a salvare Rand dalla ferita contaminata di Padan Fain; in seguito ha legato a sé come Custode proprio l'Asha'man Damer Flinn ed ha partecipato assieme a lui alla battaglia per la pulitura di Saidin, combattendo contro Demandred; Corele si dimostra sempre entusiasta delle capacità notevoli di Damer nella guarigione, inoltre cerca sempre di imitare e di adattare a Saidar tutto ciò che lui riesce a realizzare con Saidin; dopo gli eventi accaduti a Cairhien e Shadar Logoth, Corele e Damer restano sempre nel gruppo di Rand e Cadsuane, spostandosi perciò con loro a Tear, poi in Arad Doman e poi di nuovo a Tear.

### Corlan Dashiva
Corlan Dashiva: Asha'man che combatte ai pozzi di Dumai e viene scelto da Rand nella sua scorta personale, è l'unico tra i prescelti ad indossare la spilla di pieno Asha'man; in realtà in seguito si scopre che è il Reietto reincarnato Osan'gar.

### Coteren
Coteren: è un pieno Asha'man che nel Libro XIII segue le esercitazioni di alcuni gruppi di Soldati e di Dedicati; successivamente deride molto pesantemente Androl, per la sua debolezza nel Potere, scatenando quasi una rissa con gli amici del deriso; è un tipo molto prepotente e toglie ad Androl la sua spilla da Dedicato; mentre fa da guardia alla prigione di Logain, Jonneth lo elimina colpendolo con una freccia.

### Couladin
Couladin: è un Aiel Shaido, oppostosi sin dall'inizio all'ingresso di Rand nel Rhuidean, non volendo che questo privilegio venisse concesso ad uno straniero (rifiutandosi di accettare le origini Aiel di Rand) e mosso anche dall'invidia, visto che a lui le sapienti hanno negato l'ingresso per tentare di diventare capoclan, pur avendolo concesso a suo fratello. In seguito all'uscita di Rand sano e salvo dal Rhuidean e al fallimento del fratello, Coulandin si convince che sia stato proprio Rand ad uccidere suo fratello, ritenendo impossibile che uno straniero riuscisse dove il più forte del suo clan aveva fallito. Si rifiuta quindi di riconoscere Rand come Car'a'carn. Si fa tatuare da Asmodean un drago su ogni avambraccio, e con quest'inganno si proclama falsamente capoclan degli Shaido e Car'a'carn, spinto anche dalla moglie Sevanna. Viene ucciso in battaglia da Mat a Cairhien.

### Covarla Baldene
Covarla Baldene: Aes Sedai dell'Ajah Rossa, guida le Aes Seadi rifugiatesi a Dorlan. È una sorella con i capelli pallidi, che ha settantacinque-ottanta anni. Covarla venne mandata a Cairhien nella spedizione guidata da Galina Casban che tentò di rapire il Drago Rinato; fu una delle dodici sorelle che riuscirono a fuggire nel corso della Battaglia dei Pozzi di Dumai. Essendo Covarla la più alta nella gerarchia tra queste fuggitive, fu lei a dover tornare a Tar Valon per riferire in segreto ad Elaida dell'esito disastroso della spedizione. Elaida perciò, per evitare di subire il biasimo del Consiglio, ordinò a Covarla di ritirarsi con discrezione nel villaggio di Dorlan, assieme alle altre sorelle ed ai Cuccioli di Gawyn. Covarla e le altre restarono quindi tagliate fuori dalla Torre Bianca quando Tar Valon venne posta sotto assedio dalle Aes Sedai ribelli. In seguito arrivarono per breve tempo a Dorlan, prima Tarna Feir e poi Katerine Alruddin, le quali a turno presero il comando del posto, per poi riuscire a trovare i mezzi per raggiungere Tar Valon. Quindi Elaida mandò a Dorlan una sorella gialla, Narenwin Barda, con nuove istruzioni: Narewin prese il comando a Covarla e mise in pratica l'ordine di compiere azioni di guerriglia contro l'esercito delle ribelli. Nel corso del Libro XII Katerine è ritornata brevemente a Dorlan su ordine di Elaida e ha insegnato a Covarla e Narewin la Tessiture per Viaggiare per colpire meglio i nemici alle spalle; proprio mentre chiacchierava con Covarla, si è lasciata sfuggire di fronte a loro e a Gawyn la sorte capitata ad Egwene, inducendolo quindi a disertare.

### Cyndane
Cyndane: è una dei nuovi Reietti. È uno dei principali antagonisti dei protagonisti, con anche alcuni capitoli che vengono narrati o descritti dal suo punto di vista. A partire dal libro quinto e per diversi volumi, Lanfear viene ritenuta morta, poiché è stata trascinata da Moiraine dentro una soglia ter'angreal che è esplosa in fiamme e fulmini. In realtà nel nono volume si viene a conoscenza che è stata reincarnata nella nuova Reietta Cyndane. Non si conosce cosa sia accaduto del suo precedente corpo, solo che per un certo lasso di tempo venne tenuta prigioniera nel mondo parallelo degli Aelfinn e Eelfinn. Il Tenebroso l'ha poi reincarnata e, come suo solito, ha usato una certa ironia: come Lanfear era una donna bellissima e autorevole, alta e statuaria, dal corpo perfetto e slanciato, dai capelli neri e dagli occhi scuri, così il corpo di Cyndane è quello di una bella ragazza dal sorriso imbronciato, dai capelli biondo platino e gli occhi azzurri, con un petto pronunciato, ed è inoltre molto minuta, perciò ora deve portare i tacchi alti e cercare di assumere un'aria altezzosa. Inoltre, per ragioni sconosciute, la forza in Saidar di Cyndane, pur essendo ancora notevolissima (ancora superiore a quella di Graendal, che è sempre stata la seconda Reietta più forte), risulta leggermente inferiore a quella un tempo detenuta da Lanfear. Il nome di Cyndane, che le è stato imposto, ha anch'esso una connotazione ironica e di monito: significa infatti “ultima chance”, “ultima possibilità”. Questo in relazione ai tentativi di Lanfear di agire in maniera indipendente, contro le direttive del Tenebroso e per cercare di conquistare il potere per se stessa, alleandosi con Rand al'Thor. Inoltre Cyndane, come Moghedien, risulta completamente in potere del nuovo Reietto Moridin, scelto come Nae'blis e che la comanda attraverso una Trappola Mentale. Cyndane compare solo poche volte nei libri: ad esempio durante alcuni incontri tra i Reietti, dove il suo odio per la reincarnazione di Lews Therin Telamon si dimostra incolmabile, e soprattutto alla battaglia per la pulitura di Saidin, dove cerca di raggiungere Rand per ucciderlo, ma si scontra duramente con Alivia e viene costretta a ritirarsi. Nel Libro XIII si viene a sapere direttamente da Moiraine che anche Lanfear è stata parzialmente prosciugata del suo potere dagli Aelfinn ed Eelfinn; inoltre che qualcuno (probabilmente Moridin) si è recato in quel mondo parallelo a reclamarla, distruggendo nel processo la soglia di Tear. Nell'epilogo dello stesso libro Cyndane riesce ad introdursi nei sogni di Rand, chiedendogli disperatamente di salvarla dai tormenti a cui è sottoposta, perciò Rand rimane piuttosto turbato. Non si sa però se la disperazione mostrata dalla donna e la sua richiesta di aiuto siano genuini, o piuttosto un nuovo astuto piano per prenderlo in trappola. Nel prologo del Libro XIV Moghedien rivela di aver scoperto cosa era successo a Lanfear: mentre gli Aelfinn ed Eelfinn avevano cominciato il processo per prosciugarle il suo potere in saidar, Moridin si è recato nel loro mondo e l'ha uccisa, un modo brutale ma efficace per permettere a Shaitan di recuperare la sua anima e reincarnarla nel nuovo corpo.

## D

### Daerid Ondin
Daerid Ondin: Luogotenente Generale nella Banda della Mano Rossa, era un ufficiale di fanteria Cairhienese che comandava i picchieri durante la battaglia contro gli Shaido; in seguito diventa uno dei comandanti della Banda; Talmanes, quando si separa dal grosso della Banda per raggiungere Mat, gli affida il comando della fanteria lasciata in Murandy e lo dirige verso l'Andor

### Dagdara Finchey
Dagdara Finchey: Aes Sedai dell'Ajah Gialla rivelata come appartenente all'Ajah Nera. Fa parte delle ribelli di Salidar; ha più di 200 anni ed i suoi capelli sono ingrigiti; per un soffio non viene scelta come Adunante, poiché Romanda è già impegnata a far rieleggere se stessa e non può interessarsi anche dell'elezione di Dagdara, a cui viene perciò preferita Salita; è una delle migliori guaritrici esistenti, ma solo utilizzando il metodo tradizionale, e perciò avversa Nynaeve e si mostra sconvolta quando la stessa Nynaeve riesce a guarire dalla quietatura Siuan e Leane; nel libro XII viene scoperta la sua reale appartenenza, ma non si sa se sia riuscita a fuggire o invece sia stata arrestata e giustiziata.

### Daigian Moseneillin
Daigian Moseneillin: Aes Sedai dell'Ajah Bianca, ha legato come Gaidin l'Asha'man Eben Hopwil. Proveniente da Cairhien, viene descritta come paffuta, rotondetta, piccola, pallida, con lunghi capelli neri; appartiene ad una casata nobile minore di Cairhien e difatti solitamente indossa sul capo una Kesiera con una gemma bianca (una pietra di luna) e porta quattro strisce di nobiltà alla moda di Cairhien, sopra i suoi abiti candidi. Daigian fa parte del gruppo di amiche affiliate a Cadsuane Melaidhrin ed è una delle più deboli Aes Sedai viventi, ha infatti speso moltissimi anni di studio prima di riuscire ad ottenere per un soffio sia l'anello che lo scialle, di conseguenza si trova nel gradino più basso della gerarchia e deve perciò essere totalmente deferente nei confronti della maggior parte delle altre sorelle. Daigian però è molto acuta e perspicace e viene apprezzata molto da Cadsuane per queste sue qualità, nonostante la giudichi anche troppo timida ed eccessivamente modesta; nel Libro VIII Daigian ad esempio dimostra con la sua logica impeccabile che, se Shai'tan stava efficacemente soffocando il mondo con un eccesso di calore, ciò che ha provocato il ritorno del freddo e di un inverno molto turbolento, non può essere stato di nuovo Shai'tan, come ipotizzavano altre Aes Sedai, ma deve essere stato per forza un fattore a lui avverso (difatti è opera di Nynaeve ed Elayne che hanno ritrovato ed utilizzato in maniera fin troppo efficace la Coppa dei Venti); per Cadsuane, Daigian si presta inoltre a tenere d'occhio le numerose Aes Sedai presenti nel Palazzo del Sole di Cairhien e che hanno sospettosamente giurato fedeltà al Drago Rinato. Dopo l'attentato contro il Drago al Palazzo del Sole, Daigian lega a sé come Custode il giovanissimo Asha'man Eben Hopwil; nonostante questo atto sia dovuto ai sottili ricatti di Cadsuane sul ragazzo, i due si affezionano molto l'una all'altro, quasi come una sorella con il fratello minore, sviluppando così un ottimo rapporto. In seguito i due si recano poi a Far Madding assieme a Cadsuane; laggiù quindi contribuiscono a liberare il Drago, che è stato imprigionato, facendo una dimostrazione di fronte al Consiglio che governa la città-stato. Poco tempo dopo, durante la battaglia per la pulitura di Saidin Daigian guida uno dei cerchi per proteggere il lavoro del Drago Rinato (oltre che da lei, il suo cerchio è formato anche da Eben, Beldeine e Nesune). Purtroppo, durante il loro pattugliamento, il cerchio viene sorpreso dal Reietto Aran'gar ed Eben si sacrifica eroicamente per salvare le altre, rimanendo ucciso. Nel Libro XII Daigian si mostra molto provata per la morte del suo giovane Custode, ma cela il suo dolore davanti alle altre sorelle. Nynaeve però la sente piangere di nascosto, durante la notte e le offre la Guarigione, che viene rifiutata da Daigian, perché provare dolore per la morte del proprio Custode è un modo di ricordarlo e commemorarlo. Nel frattempo Daigian insegna a Nynaeve tutte le cento tessiture necessarie al test per lo scialle; la potentissima e la debolissima Aes Sedai fanno così in qualche modo amicizia e poiché Daigian inizia a trattarla con un certo rispetto, Nynaeve ne mostra altrettanto in cambio. Poco tempo dopo, mentre Daigian è a guardia di Semirhage, assieme a Nesune e Corele, viene uccisa di nascosto da Shaidar Haran ed Elza, quando questi liberano la Reietta.

### Dain Bornhald
Dain Bornhald: ufficiale dei Figli della Luce, è il figlio del Capitano Geofram Bornhald e lui stesso un giovane ufficiale dei Manti Bianchi. Fa la sua comparsa a Baerlon già nel primo libro, quando Matrim Cauthon lo schizza di fango per scherzo e Dain si scontra quindi con Rand al'Thor. In seguito vorrebbe impedire al gruppo di amici di lasciare la città, ma Moiraine impaurisce Dain ed altri quattro Figli, con una tessitura di Illusione che permette loro di fuggire. Successivamente Dain viene convinto da Jareth Byar che suo padre sia morto per colpa di Perrin Aybara ed inoltre che quest'ultimo sia Progenie dell'Ombra per i suoi occhi dorati. Perciò i due, con altri Manti Bianchi al loro seguito, si recano nei Fiumi Gemelli per cercare di arrestare Perrin; laggiù arrestano invece alcuni dei parenti di Matrim Cauthon e di Perrin, accusati di essere a loro volta degli Amici delle Tenebre. Perrin li libera ed inizia ad organizzare Emond's Field contro i Trolloc invasori. Inoltre promette di lasciarsi fare arrestare, se i Manti Bianchi presteranno il loro aiuto. Poiché questi non rispettano i patti, rimanendo in disparte, Perrin e gli abitanti dei Fiumi Gemelli li cacciano dal loro paese. In seguito Dain, sempre più preda dell'alcol, si fa trascinare da Byar nella sua battaglia di odio personale contro Perrin, finché l'amicizia con Galad Damodred non porta ad una svolta. Infatti Dain e Byar, assieme al Capitano Trom, assistono validamente Galad sia nel far valere le sue ragioni contro Valda, che poi nel suo duello; quindi contribuiscono a farlo eleggere come nuovo Lord Capitano Comandante. Nel Libro XIII, Dain e Byar seguono ed incitano Galad a resistere ad Asunawa e probabilmente contribuiscono ad abbattere quest'ultimo, dopo che ha imprigionato Galad. In seguito, quando i Manti Bianchi si trovano di nuovo sulla strada di Perrin e dei suoi, Byar riporta a Galad tutto ciò che sa su Perrin, descrivendolo con tutto l'odio che lo caratterizza e provocando quasi una battaglia tra i due eserciti. Galad però non si lascia convincere del tutto e poi l'intervento di Morgase permette di far svolgere un regolare processo contro Perrin. Perrin ha così la possibilità di illustrare il proprio punto di vista, contro quello di Byar, facendo venire i primi dubbi a Dain; egli viene comunque ritenuto colpevole, ma non condannato immediatamente alla pena capitale, bensì lasciando la pena al volere di Galad, che decide di prendere altro tempo. Quando infine Perrin salva Galad ed i Manti Bianchi dall'orda Trolloc della trappola inscenata da Graendal e perciò Galad lo condanna a combattere assieme a lui all'Ultima Battaglia, Byar sempre più furioso, cerca di colpire Perrin alle spalle, ma viene a sua volta fermato ed ucciso da Dain, che ormai non crede più alle sue menzogne.

### Damer Flinn
Damer Flinn: uno dei più anziani e rispettati Asha'man, viene descritto come un incanalatore piuttosto anziano, calvo, canuto e claudicante per le ferite ricevute in passato, infatti è un ex soldato delle Guardie della Regina di Andor. Questo Asha'man è segnalato tra i più forti esistenti, sebbene ad un livello leggermente più basso rispetto a Logain, Narishma o Taim. Sin dal Libro VII Damer Flinn ha dimostrato di essere particolarmente dotato nelle Tessiture di Guarigione, tanto da essere diventato uno dei migliori e più efficaci guaritori. Al contrario Damer Flinn ha mostrato di non essere molto abile con le Tessiture per Viaggiare. Damer Flinn è stato tra i primi ad essersi arruolato tra gli Asha'man, presentandosi personalmente a Rand al'Thor; in seguito Damer Flinn ha partecipato alla Battaglia dei Pozzi di Dumai alla fine della quale venne scelto da Rand tra i nove che da quel momento avrebbero costituito la sua scorta personale. Molto fedele al Drago Rinato, Damer scopre di essere molto portato nelle Tessiture di Guarigione e grazie ad alcuni suggerimenti di Corlan Dashiva crea un suo nuovo metodo di cura, molto più efficace di quello tradizionale tra gli Asha'man e che utilizza tutti e cinque i poteri (analogo a quello antico che è stato riscoperto/ricreato da Nynaeve); grazie a questa sua dote nella guarigione Damer contribuisce in maniera determinante a salvare Rand dalla ferita malefica infertagli da Padan Fain. Dopo l'attentato subito dal Drago nel palazzo del Sole di Cairhien, da parte di alcuni Asha'man rinnegati, Damer, manipolato da Cadsuane, accetta di farsi legare come Custode da Corele Sedai dell'Ajah Gialla per farsi proteggere e per evitare di essere accusato ingiustamente come un traditore ed essere giustiziato. Sempre a Cairhien con Corele e Cadsuane, Damer Flinn riesce anche a guarire completamente le tre Aes Sedai rimaste quietate da Rand ai pozzi di Dumai. Nel Libro IX Damer raggiunge Rand a Far Madding e collabora al piano di Cadsuane per liberare il Drago tenuto prigioniero in città. In seguito, legato in circolo con Corele ed altre due Aes Sedai, Damer combatte e respinge validamente il Reietto Demandred durante la battaglia per la Pulitura di Saidin. Nel corso dei libri successivi Damer Flinn viene mostrato quasi sempre nella scorta o nell'entourage del Drago, per il quale compie alcune mansioni: la più importante riguarda le trattative descritte nel Libro XII, per la scelta del luogo d'incontro tra Tuon e Rand, che alla fine risulterà essere Falme, dove Damer fa parte della scorta. Nel Libro XIII Nynaeve elimina dalla testa di Damer ogni residuo di follia che gli è rimasta dopo la pulitura di Saidin. Poco prima Damer aveva accompagnato Rand e Min a Bandar Eban, dove aveva aiutato a ristabilire la situazione. Sempre al seguito di Rand, Damer si reca a Maradon dove contribuisce a salvare la città. Nel Libro XIV Damer fa parte del gruppo di persone che assistono Rand al Campo di Merrilor. In seguito è tra gli incanalatori che combattono l'Ultima Battaglia a Shayol Ghul. Mentre si trova legato in circolo con Aviendha, Damer viene gravemente ferito da Hessalam e perde un braccio. Alla fine del libro Damer si è ristabilito almeno in parte dalle sue ferite e che, assieme a Nynaeve, cerca inutilmente di salvare il corpo ormai morente di Rand.

### Danelle
Danelle è una giovane Aes Sedai dagli occhi sognanti, è determinante nel provocare la caduta dell'Amyrlin Siuan Sanche, introducendo nella biblioteca più di duecento soldati, travestiti da muratori; esce di scena poco dopo e si sospetta che dietro i suoi panni si celi in realtà la Reietta Mesaana.

### Daved Hanlon
Daved Hanlon: è un soldato mercenario, un assassino spietato ed un Amico delle Tenebre. In seguito assume l'identità di Doilin Mellar. Viene descritto di corporatura robusta, con un volto dai lineamenti affilati e con occhi neri impassibili. È uno dei principali antagonisti dei protagonisti, con alcuni capitoli che vengono narrati o descritti dal suo punto di vista.
Daved è uno degli uomini entrati a far parte dei Leoni Bianchi, le truppe composte da Amici delle Tenebre, raccolte da Rahvin quando, sotto l'identità di Lord Gaebril, ha assunto il comando dell'Andor e poi ha invaso Cairhien, durante la reggenza del Drago Rinato. Durante questo periodo Daved ha partecipato al saccheggio di quel regno, inoltre si può presumere che si sia scontrato anche con la Banda della Mano Rossa di Matrim Cauthon, che ha ricacciato e disperso i Leoni Bianchi oltre i confini. Nel Libro VII Daved, assieme ad altri Leoni Bianchi, è al seguito di Toram, al campo dei ribelli contro Rand. Min, osservandolo con il suo potere, vede che è stato un assassino ed uno stupratore e prevede che lo sarà di nuovo in futuro. La Bolla di Male che colpisce il campo fa disperdere queste forze e si scopre in seguito che Moghedien ha ordinato a Daved di tornare in Andor per recarsi a Caemlyn a seguire le istruzioni di Lady Shiaine. Shiaine lo fa assistere all'esecuzione di Jaichim e alla punizione di Falion, quindi gli ordina di cercare di entrare al servizio delle Guardie della Regina. Nelle Guardie Daved assume l'identità di Doilin Mellar, cercando di guadagnare attenzione, finché riesce a far fallire uno strano attentato contro Elayne, eliminando tre assassini. Subodorando qualcosa, Elayne lo nomina perciò Capitano delle Guardie, così da tenerlo maggiormente sott'occhio ed intanto ordina che Doilin venga spiato e seguito attentamente. Doilin, come Capitano si comporta in modo stupido ed arrogante, venendo perciò odiato dalle altre Guardie. Inoltre fa circolare la voce di essere il padre dei bimbi che Elayne porta in grembo, una voce che Elayne stessa asseconda per proteggerli. Ogni volta che si allontana da palazzo, Daved/Doilin riesce comunque ad assassinare tutti quelli che vengono messi alle sue calcagna da Halwin Norry; intanto mentre si reca a fare rapporto da Shiaine, instaura anche una sorta di patto di reciproca alleanza con Falion, per scambiarsi informazioni. Durante il Libro XI finalmente Elayne ed Halwin Norry riescono a trovare un inseguitore che riesce a tenergli testa e così si scopre il covo di Amici delle Tenebre in via della Luna Piena, cioè il palazzo di Lady Shiaine. Immediatamente Elayne dà perciò l'ordine di arrestare Daved. Durante il Libro XIII, Daved viene però liberato da altri Amici delle Tenebre e si scontra con Elayne nelle prigioni. Purtroppo oltre a ferirla, Daved riesce a fuggire rubando anche una copia del Ter'angreal di protezione a forma di testa di volpe. Nel corso del Libro XIV, durante l'Ultima Battaglia a Merrilor, grazie ad un travestimento e all'uso del medaglione rubato, Daved riesce a sorprendere Elayne e ad uccidere Birgitte. Quindi si appresta a stuprare la regina ed a strapparle dal ventre i suoi neonati, quando Birgitte viene richiamata dalla morte dal suono del Corno di Valere, e immediatamente dopo lo elimina.

### Davram Bashere

Bandiera della Casa Bashere

Davram Bashere: è uno dei Cinque Grandi Capitani. È il Maresciallo Generale della Saldea, comandante dell'esercito e zio della regina Tenobia. Sembrerebbe anche essere l'erede al trono, nel caso in cui Tenobia non si sposasse e partorisse dei discendenti legittimi. È inoltre il padre di Faile. Non molto alto, ha i capelli brizzolati, un naso adunco, gli zigomi prominenti, infine ha le gambe arcuate, a causa dei lunghi periodi passati in sella sin da giovane, questi sono tutti tratti tipici di un Saldeano. Inoltre Bashere porta grandi baffi secondo la moda del suo paese. È uno dei principali personaggi di supporto, con anche alcuni capitoli che vengono narrati o descritti dal suo punto di vista.
Faile parla di suo padre con Perrin nel corso del terzo e del quarto libro, nascondendogli però molto sul suo lignaggio. Al termine del quinto libro Davram Bashere fa la sua prima comparsa di persona, arrivando a Caemlyn, all'inseguimento di Mazrim con una squadra di cavalleria leggera saldeana. Laggiù si presenta a Rand, che da poco ha conquistato il palazzo reale e la città; i due stringono amicizia e Lord Bashere contribuisce con i suoi soldati a ristabilire l'ordine nella capitale andorana. In un secondo momento, sempre a Caemlyn, si incontra con Perrin e Faile, appena giunti in città dai Fiumi Gemelli; alla fine, dopo alcune burrascose discussioni in famiglia, Davram Bashere e la sua inseparabile moglie Deira, approvano il matrimonio contratto da Perrin con la loro figlia. Successivamente Lord Bashere presta il suo valido aiuto nell'addestrare le truppe del Drago e nei piani di conquista di Illian. Bashere segue poi fedelmente Rand nella guerra di Altara contro i Seanchan ed interviene anche a calmarlo quando Rand quasi impazzisce abbracciando Callandor per respingere i nemici. In seguito al rientro di Elayne a Caemlyn, Bashere porta i suoi soldati in un campo fuori città, per evitare incidenti; laggiù, durante una sua breve assenza, qualcuno cerca di penetrare nelle sue tende e ferisce sua moglie, come nel caso di Dobraine, probabilmente questi assassini cercavano uno dei sigilli di cuendillar che imprigionano il Tenebroso. Dopo l'attentato di Cairhien e la scomparsa del Drago Rinato, Davram Bashere lo rintraccia utilizzando i Custodi delle Aes Sedai fedeli al Drago e lasciati a Cairhien, ricevendo anche l'appoggio di Logain Ablar per Viaggiare velocemente. Lord Bashere si presta quindi come agente diplomatico nel ricercare una tregua con la Figlia delle Nove Lune. Nel corso del Libro XII Davram Bashere partecipa con i suoi soldati al tentativo del Drago Rinato di ristabilire l'ordine nell'Arad Doman. Nel Libro XIII Bashere, assieme a Rand, giunge a Maradon in soccorso di Ituralde e rimane molto turbato nello scoprire che suo cugino e governatore del regno in vece della regina Tenobia, fosse in realtà un Amico delle Tenebre. Nel Libro XIV Bashere ottiene il comando del fronte dell'Andor, nel corso della prima fase dell'Ultima Battaglia. Dopo aver attirato i Trolloc fuori da Caemlyn, fino al Bosco di Braem, le manovre di Bashere li attirano al di là dell'Alguenya, alle porte di Cairhien. Nel frattempo Perrin, in tel'aran'rhiod, scopre però che Hessalam sta manovrano Bashere attraverso i suoi sogni. Perciò quando è ormai quasi troppo tardi le truppe della luce scoprono di essere state attratte da Bashere in una trappola. Bashere viene destituito da Elayne e solo il provvidenziale intervento di Logain ed Androl, riesce a mutare in favore della luce, le sorti della doppia battaglia che viene combattuta sui colli nei pressi di Cairhien. In seguito Bashere e sua moglie Deira combattono sul Campo di Merrilor, ma vengono travolti ed uccisi assieme ai loro soldati, nel corso della fase finale dell'Ultima Battaglia.

### Deane Aryman
Deane Aryman: Aes Sedai dell'Ajah Azzurra, nata a Salidar, venne eletta come Amyrlin Seat verso la fine dei tempi turbolenti di Artur Hawkwing mentre quest'ultimo aveva posto l'assedio a Tar Valon e la precedente Amyrlin Rossa, Bonwhin, era stata deposta e quietata (a questa data si fa risalire l'inestinguibile inimicizia tra Ajah Rossa ed Ajah Azzurra). Di carattere forte, fu anche molto abile nel risolvere la delicata situazione, riuscendo ad indurre i generali assedianti a ritirarsi dopo la morte dell'imperatore. Morì in uno strano incidente a cavallo, dopo ben novantadue anni di regno, nei quali seppe ristabilire l'autorevolezza della Torre Bianca. Perciò in seguito venne considerata un grande esempio da seguire, specialmente da parte delle appartenenti all'Ajah Azzurra (ma odiata dalle Sorelle Rosse).

### Delana Mosalaine
Delana Mosalaine: Aes Sedai dell'Ajah Grigia proveniente dallo Shienar e Adunante presso le ribelli, accoglie Aran'gar come segretaria e viene rivelata come appartenente all'Ajah Nera. Viene descritta di corporatura pingue, ma nonostante questo abbastanza graziosa, con occhi chiari ed acquosi e capelli così pallidi da sembrare quasi bianchi, anche se in realtà ha solo circa 50 anni. Questo personaggio è uno degli antagonisti dei protagonisti, con anche alcuni capitoli che vengono narrati o descritti dal suo punto di vista. Delana fa la sua comparsa nella saga a partire dal Libro VI: dopo la deposizione di Siuan da Amyrlin Seat e l'elezione di Elaida al suo posto, Delana aderisce alla ribellione e viene eletta Adunante per le Grigie a Salidar, pur mancandole il requisito di un'età appropriata. Poiché Delana nel passato era stata apparentemente molto amica di Siuan Sanche, quest'ultima la induce ad intervenire in proprio favore nell'incontro con le Sapienti Aiel in Tel'Aran'Rhiod che comporta la convocazione di Egwene al'Vere a Salidar. Quindi, in qualità di Adunante, Delana partecipa all'elezione proprio di Egwene come Amyrlin Seat delle ribelli. Delana in seguito prende come “segretaria” il Reietto Aran'gar, che assume la falsa identità di Halima Saranov. Ciò quindi la rivela ai lettori come appartenente all'Ajah Nera. Durante i Libri VII, VIII, IX, e X Aran'gar costringe Delana ad assumere spesso delle posizioni strane nel Consiglio (come la richiesta di dichiarare Elaida appartenente all'Ajah Nera o di Domare di nuovo Logain) e contraddittorie (come l'appoggio di volta in volta a tutte le fazioni), oppure a prendere delle iniziative arrischiate (come quando cerca di provocare una spaccatura tra i capi delle Ajah e le Adunanti anziane, che si prodigano per i colloqui di pace); queste azioni perciò le fanno perdere molta della sua credibilità. Nel corso dell'undicesimo libro l'Adunante Romanda riesce a smascherare Halima/Aran'gar, ma la Reietta, Delana e la sua cameriera riescono a fuggire poco prima di venire arrestate. Nel prologo del Libro XIII si scopre quindi che Aran'gar e Delana si sono rifugiate nel nascondiglio di Graendal (la fortezza di Natrin's Barrow, sui monti dell'Arad Doman); infatti, in precedenza, Aran'gar aveva stretto una sorta di infida alleanza proprio con Graendal. In particolare, durante questo episodio, si vede che Delana è costretta a soddisfare le voglie sessuali di Aran'gar. Nel frattempo, grazie all'aiuto di Nynaeve, Rand al'Thor scopre il nascondiglio di Natrin's Barrow e con uno stratagemma cerca di assicurarsi che Graendal sia presente nella fortezza; Graendal però, temendo una trappola, usa proprio le capacità di Delana con la compulsione per cercare di sviarlo a sua volta. Quando il Drago distrugge la fortezza e tutti i suoi abitanti, usando un devastante colpo di Fuoco Malefico, Graendal riesce a fuggire appena in tempo, ma prima scherma e lega Aran'gar e Delana, che così vengono cancellate dal Disegno.

### Demandred
Demandred: è uno dei Reietti. È uno dei principali antagonisti dei protagonisti, con anche alcuni capitoli che vengono narrati o descritti dal suo punto di vista. Nell'Epoca Leggendaria Barid Bel Medar', questo il suo nome originale, venne caratterizzato, come sottolineato dalla Guida, dall'arrivare sempre quasi ad eguagliare Lews Therin Telamon: nato un giorno dopo di lui, quindi quasi della stessa età (il che nella gerarchia Aes Sedai ha una sua importanza); quasi della stessa forza nel potere; quasi bello, se non fosse stato per il pronunciato naso adunco; il secondo più acclamato Aes Sedai della sua epoca (quasi eguagliando il successo del rivale, Lews Therin Telamon), grazie alla sua capacità nel ricoprire importanti incarichi e nel redigere libri. Non sorprende quindi l'odio divorante che Demandred ha sempre provato verso il Drago della sua Epoca, accresciuto per giunta dal desiderio per la stessa donna, Ilyena, che alla fine naturalmente sposò il rivale. All'inizio della Guerra dell'Ombra Barid Bel si rivelò come un ottimo generale, anche se troppo azzardato nelle sue azioni, perciò quando al terzo anno della guerra, Lews Therin Telamon gli venne preferito come comandante generale della Forza della luce. Demandred, non riuscendo più a contenere il suo odio, si convertì all'Ombra divenendo così il miglior generale nel campo avverso. Pochissimo si sa di Demandred dopo che si è risvegliato dal suo sonno millenario, assieme agli altri Reietti; infatti rispetto agli altri Campioni dell'Ombra, egli è quello che ha rivelato di meno le proprie mosse e il proprio nascondiglio e centro di potere: nei primi tredici libri si scopre solo che ha stretto un patto di non aggressione e reciproco aiuto con Mesaana e Semirhage, per eliminare gli altri Reietti; ha ordinato l'uccisione di Rand al'Thor almeno una volta; ha favorito il disordine nella parte meridionale del continente, ma non si sa di preciso quali siano state le sue azioni. Si sa anche che Demandred ha partecipato alla battaglia per la pulitura di Saidin, scontrandosi contro un cerchio formato da Damer Flinn (alla guida), Corele Sedai e Sarene Sedai. Demandred ha ferito seriamente Sarene però alla fine è stato costretto a ritirarsi. Nel corso del Libro XIV si viene a conoscere di quale misteriosa attività si era occupato Demandred, mentre gli altri Reietti, nei libri precedenti, affrontavano il Drago Rinato. Egli ha conquistato la fiducia del paese di Shara, ricomponendo eroicamente i pezzi di Sakarnen e compiendo così alcune profezie che lo fanno identificare con il mitico Wyld. Ciò gli permette di mettere a disposizione delle forze dell'Ombra gli eserciti Sharani ed oltre 400 incanalatori Ayyad, maschi e femmine. Con queste forze Demandred interviene nelle varie fasi dell'Ultima Battaglia. Anzitutto distrugge il campo delle Aes Sedai in Kandor, eliminandone con un colpo a sorpresa più di 120. Poi personalmente dirige la battaglia sul campo di Merrilor, dove viene contrastato da Matrim Cauthon. I due generali, della Luce e dell'Ombra, ingaggiano una vera partita all'ultimo colpo, con bluff e barate, per cercare di prevalere. Demandred però è offuscato dal suo odio per Lews Therin e la bravura di Mat nel manovrare le truppe sul campo di battaglia lo convince che sia il suo antico rivale ad affrontarlo di nascosto. Questa convinzione lo distrae dall'obiettivo finale di vincere la battaglia, gli fa sprecare tempo e risorse per stanare il suo avversario, utilizzando solo occasionalmente Grandi Cerchi completi di 72 elementi, o il sa'angreal Sakarnen. Durante questa battaglia Demandred dimostra anche di essere un maestro spadaccino, degno di una Spada con il Marchio dell'Airone, vincendo in duello Gawyn Trakand e Galad Damodred; alla fine però, con le forze della Luce allo sbando, ormai convinto di avere la vittoria in mano, Demandred viene a sua volta sconfitto ed ucciso in duello da Lan Mandragoran.

### Demira Eriff
Demira Eriff: Aes Sedai dell'Ajah Marrone, fa parte della delegazione inviata dalle ribelli di Salidar al Drago Rinato, non è molto potente in Saidar; Demira ha una spia nella Biblioteca Reale di Andor ed è colpita favorevolmente dal fatto che Rand abbia aperto una scuola; inoltre vorrebbe studiare gli Aiel; in seguito Demira subisce un attentato a Caemlyn, da parte di alcuni finti Aiel; l'attentato provoca una reazione sbagliata ed eccessiva nei confronti di Rand al'Thor, da parte delle sorelle della delegazione (in questo vengono anche un poco manipolate da Verin), perciò Rand, dopo averle umiliate e rimproverate, si allontana da loro, allarmato anche dal fatto che nel frattempo sono arrivate altre due Aes Sedai in città, portando pericolosamente il loro numero totale a tredici: quanto basta per formare un circolo completo di incanalatrici; la delegazione si disfa e Bera e Kiruna, presa in mano la guida delle Aes Sedai, rispediscono Demira indietro con le ragazze trovate da Verin ed Alanna nei Fiumi Gemelli.

### Desandre
Desandre: è un'Aes Sedai dell'Ajah Gialla. Di aspetto alto e magro, si trova nella parte alta della gerarchia. Compare per la prima volta in Nuova Primavera tra le Ammesse incaricate del censimento istituito dall'Amyrlin Tamra Ospenya. Dopo lo scisma che divide le Aes Sedai, Desandre accetta Elaida come Amyrlin e rimane nella Torre Bianca. In seguito entra a far parte della spedizione di cinquanta sorelle guidate da Toveine Gazal, mandate da Elaida a distruggere la Torre Nera. Come tutte le altre, Desandre perciò viene catturata dagli amici di Logain e legata come un Gaidin, contro la sua volontà. Poiché tra le cinquanta catturate, sono Desandre e la Rossa Lemai quelle più alte nella gerarchia, esse assumono la guida del gruppo al posto di Toveine, caduta in disgrazia presso le altre. Desandre e Lemai quindi ordinano alle Aes Sedai prigioniere di mantenere un rapporto amichevole e collaborativo con gli Asha'man che le hanno legate a sé, così da cercare una possibile via di fuga.

### Dobraine Taborwin

La con di Dobraine

Lord Dobraine Taborwin: esponente dell'alta nobiltà del regno di Cairhien. Ha la faccia squadrata, occhi profondi e capelli ingrigiti e lunghi sulle spalle, ma, come è tipico dei militari del suo paese, porta la fronte rasata ed incipriata. È un veterano di moltissime battaglie. È uno dei principali personaggi di supporto, con alcuni capitoli che vengono narrati o descritti dal suo punto di vista.
Dobraine è tra i maggiori nobili che nel libro quinto vanno incontro a Rand al’Thor, dopo che questi ha rotto l'assedio degli Shaido alla città di Cairhien e che quindi gli giurano fedeltà. Contrariamente agli altri però, Dobraine sarà l'unico a non comportarsi con adulazione e cortigianeria nei suoi confronti ed a tenere fede alla sua parola. Infatti dopo che il Drago Rinato è stato rapito con l'inganno dalle Aes Sedai fedeli ad Elaida, Lord Dobraine è tra coloro che guidano un piccolo esercito alla sua liberazione, avvenuta nel corso della battaglia dei Pozzi di Dumai. Rand ricompenserà la sua fedeltà nominandolo suo Steward (Sovrintendente) nel regno nei periodi di sua assenza, e forse affidandogli in custodia anche uno dei preziosi sigilli di cuendillar che imprigionano il Tenebroso. Dopo che Rand deve abbandonare Cairhien, Dobraine amministra il regno saggiamente, portando a compimento i decreti del Drago ed osando addirittura far liberare Darlin Sisnera e Caraline Damodred, tenuti in custodia da Cadsuane. In seguito ha alcune divergenze di veduta con Samitsu Tamagowa (l'Aes Sedai lasciata in carica da Cadsuane), con le Sapienti Aiel e con le altre Aes Sedai rimaste in città; ma nel complesso la sua reggenza ha successo, nonostante la presenza di alcuni seguaci di Toram Riatin minaccino la pace interna del regno. Nel prologo del libro decimo Lord Dobraine subisce un mortale attentato, dal quale scampa solo grazie al pronto intervento di Samitsu Sedai; gli assassini cercavano nelle sue stanze degli oggetti probabilmente affidatigli dal Drago Rinato (si sospettano i sigilli di cuendillar). Alla fine del libro undicesimo Dobraine e il capoclan Aiel Rhuarc vengono mandati nell'Arad Doman da Rand, come suoi rappresentanti, per cercare un'alleanza anche in quel regno. Nel Libro XII Lord Dobraine governa Bandar Eban nel nome del Drago e con l'appoggio degli Aiel; ma la situazione nella città piena di profughi, precipita verso il disastro a causa del tocco del Tenebroso, che fa deperire in poche ore tutte le scorte di cibo. Nel frattempo il Drago, sempre più preda della cupezza e della paranoia, ordina a Dobraine di ritirarsi a Tear con le sue truppe.

### Doesine Alwain
Doesine Alwain: è un'Aes Sedai e Adunante dell'Ajah Gialla, cacciatrice dell'Ajah Nera dentro alla Torre Bianca, rimane Adunante dopo la riunificazione. Doesine è la figlia di un coltellaio, con ancora un aspetto da ragazzina, nonostante abbia indubbiamente superato i cento anni; è magra ed alta per essere una Cairhienese; ama molto vestirsi elegantemente e con gioielli vistosi; ha fama di essere una ribelle, da Novizia scappò per ben tre volte e tuttora spesso le capita di usare un linguaggio da taverna, inadeguato alla sua prestigiosa carica. Questo è uno dei principali personaggi di supporto ai protagonisti, con anche alcuni capitoli che vengono narrati o descritti dal suo punto di vista. Doesine è una delle Adunanti che alla Torre Bianca partecipano alla deposizione di Siuan Sanche e all'Elezione di Elaida, ma se ne pente presto. Nella saga vera e propria Doesine si presenta a partire dal Libro VII, quando assieme alle altre Adunanti Saerin, Yukiri e Talene segue Pevara e Seaine nei sotterranei, e le sorprende con la Verga dei Giuramenti. Durante un momento di chiarimento, Pevara e Seaine fanno capire che il loro scopo è la caccia all'Ajah Nera. Di conseguenza Yukiri, Doesine e Saerin giurano a loro volta sul Ter'angreal e si uniscono alle due amiche nella caccia, mentre finalmente viene svelato il primo membro delle Nere, proprio l'Adunante Talene, a cui presto se ne aggiungono altre, come Galina Casban, l'ex capo delle Rosse; alla fine, tuttavia, le loro indagini giungono ad un punto di stallo e si scopre che la loro caccia era nata da una sbagliata interpretazione dell'originale ordine di Elaida, che quindi è sospettabile lei stessa di essere una Nera. Nel frattempo Doesine partecipa assieme ad altre Adunanti ad un incontro con Elaida per richiedere di accettare i colloqui di pace con le ribelli ai ponti di Tar Valon (ed in questa occasione Alviarin nota come Talene si mostri deferente nei confronti di Yukiri e Doesine); nel Libro XII assieme alle altre Adunanti cacciatrici, si incontra segretamente con Egwene nei sotterranei e da quel momento la appoggia più volte, diventando una sua fedele alleata; poco tempo dopo Doesine assiste sconvolta alla cena con Elaida in cui Egwene viene da quest'ultima pesantemente picchiata con Saidar, perciò è tra quelle che prendono l'iniziativa di punire Elaida stessa, per questo atto illegale e per le accuse inconsistenti, mosse contro Egwene; alla fine del libro Doesine è perciò nel gruppo di Adunanti che elegge nuovamente Egwene come nuova Amyrlin Seat della Torre riunificata. Nel Libro XIII Doesine rimane nel gruppo di Adunanti più fedeli ad Egwene e vota a suo favore sulla spartizione dei poteri tra l'Amyrlin e il Consiglio e poi ancora vota per le modifiche proposte ai regolamenti per la convocazione del Consiglio stesso. Nel corso del Libro XIV Doesine è una delle poche Gialle ad essere rimaste al fianco di Egwene, mentre la sua Ajah si trasferisce in massa a Mayene per allestire un enorme ospedale, per guarire i combattenti feriti nell'Ultima Battaglia; perciò assiste prima ai combattimenti in Kandor e poi quelli al confine tra Kandor e Arafel, pronta a prestare il pronto soccorso. Quando viene scoperto che i Grandi Capitani sono soggetti alla Coercizione da parte di un Reietto, Doesine appoggia la decisione di Egwene di nominare comandante in capo Matrim Cauthon; successivamente a Merrilor, Doesine è al fianco di Leane, mentre combattono eroicamente e ferocemente contro gli incanalatori Sharani, finché Doesine non trova la morte sulle Alture Polov.

### Donalo Sandomere
Donalo Sandomere: è un potente Asha'man della fazione di Logain Ablar. È tra gli amici e fedeli di Logain; lega come Custode la sorella Bianca Ayako Sedai con la quale sviluppa un buon rapporto, permettendole anche di comunicare con la propria Ajah. Donalo assieme a Logain e molti altri raggiunge Rand nell'est di Tear e lì partecipa alla battaglia alla Tenuta Pendaloan contro la Progenie dell'Ombra. Nel Libro XI Donalo risulta essere il quarto più potente Asha'man conosciuto, rispettivamente dopo Taim, Logain e Narishma (il quinto, contando anche Rand al'Thor) perciò viene scelto per accompagnare Rand e Logain all'incontro in Altara con la Figlia delle Nove Lune (che in realtà è una trappola di Semirhage), nel corso del quale Donalo resta ferito dalle Damane, ma viene subito dopo Guarito da Nynaeve; nel corso del Libro XIV si scopre che Donalo ed Ayako sono stati forzatamente convertiti all'ombra e partecipano all'Ultima Battaglia nel gruppo guidato da Alviarin. In seguito Androl e Pevara riescono ad intrappolare questo intero gruppo in uno stedding, grazie ad un trucco. Androl subito dopo si ripromette di ricercare una soluzione per tentare di curare la conversione forzata che ha subito il suo amico Donalo. Questo Asha'man possiede il raro talento di saper Leggere i residui e lo dimostra riaprendo un Passaggio direttamente dove era fuggito Androl.

### Duhara Basaheen
Duhara Basaheen: Aes Sedai e Adunante domanese dell'Ajah Rossa, in passato è stata Custode degli Annali per l'Amyrlin Sierin Vayu, in seguito Duhara diventa Adunante dopo l'elezione di Elaida come Amyrlin Seat; inviata come consigliera in Andor, viene respinta sdegnosamente da Elayne; infine si scopre che appartiene all'Ajah Nera. Durante il prequel Nuova Primavera, Duhara fu scelta inaspettatamente come Custode degli Annali dall'Amyrlin Sierin Vayu, che pur provenendo dall'Ajah Grigia, scelse due sorelle rosse quali sue più strette collaboratrici; negli ultimi libri della saga Duhara ricopre il ruolo di Adunante per l'Ajah Rossa ed in seguito è stata inviata da Elaida in Andor, per fare da consigliera ad Elayne Trakand; Elayne però l'accoglie con estrema durezza, respingendo l'offerta di accettarla come sua consigliera e facendola allontanare dal palazzo reale di Caemlyn. Nel corso del Libro XII Ewgene, leggendo la lista di Verin, scopre la sua reale appartenenza ma non ha idea di dove si trovi. Di nuovo, nel corso del Libro XIII, Duhara cerca invano di entrare nel Palazzo Reale di Caemlyn, ma viene respinta dai servitori di Elayne, inoltre cerca di complottare con Lady Ellorien. Nel corso del Libro XIV viene infine eliminata da Aviendha sulle pendici di Shayol Ghul.

### Doniella Alievin
Doniella Alievin fu un'Amyrlin Seat che regnò dal 306 al 332 della Nuova Era. Fu l'ultima Amyrlin ad essere una "sognatrice" prima di Egwene, la quale ha affermato che le note di Doniella sulle profezie del Ciclo Karatheon sono state studiate almeno quanto le profezie stesse. In particolare, ai fini della vittoria durante l'Ultima Battaglia, sarà importante la nota di Doniella che afferma che i sigilli dovranno essere rotti quando "verrà la luce".

### Dyelin Taravin
Dyelin Taravin: grande nobildonna di Andor a capo della Casata Taravin; ha superato i quaranta anni e viene descritta con il volto forte e come molto bella, nonostante alcune rughe e la presenza di un po' di capelli grigi nella sua capigliatura dorata. È uno dei principali personaggi di supporto, con alcuni capitoli che vengono narrati o descritti dal suo punto di vista.
Circa venticinque anni prima dell'inizio della saga, nel corso della guerra di successione di Andor, alla morte della regina Mordrellen, Lady Dyelin, che era già da tempo un'amica di Morgase, la appoggiò nella sua ascesa al trono, rimanendo poi una delle più fidate alleate della regina Morgase, fino alla presa di potere da parte di Rahvin. Quando, poco dopo, Rand conquista Caemlyn, Dyelin si fa ricevere più volte da lui, lo consiglia e gli racconta alcuni particolari sulle dinastie regnanti, che lui gli ha chiesto, rivelandogli così, anche se inconsapevolmente, molte parentele, compreso il fatto che sua madre sia Tigraine Mantear e che perciò Galad Damodred sia suo fratellastro. La donna comunque non è completamente convinta delle buone intenzioni del Drago e mantiene un certo sospetto nei suoi confronti. Successivamente Dyelin fa imprigionare ad Aringill Elenia e Naean, avversarie politiche di Elayne, la legittima erede al trono, perché le due avevano cominciato a manovrare per conquistarsi il regno. In seguito, nonostante alcune altre grandi casate vorrebbero eleggere proprio Dyelin come nuova regina, lei rifiuta l'offerta ed anzi appoggia fedelmente Elayne, la figlia di Morgase, sin dal suo ritorno in Andor, profondamente convinta che sia la migliore regina che si possa avere in una situazione simile. Inoltre Dyelin rischia addirittura di essere uccisa per difendere Elayne e prova così ancora una volta la propria fedeltà. Nel Libro X Dyelin viaggia molte volte con Reanne presso gli altri grandi nobili del regno, cercando di convincerli ad appoggiare Elayne, e riesce così a portare con sé nella capitale quattro Alti Seggi ed un nutrito gruppo di armati, da impiegare per respingere l'assedio di Arymilla Marne, che a sua volta rivendica il trono. Nel Libro XI Dyelin, mentre Elayne viene rapita dall'Ajah Nera e Birgitte si muove per liberarla, guida una parte dell'esercito lealista e riesce a mantenere la porta di Caemlyn, le cui difese stavano per soccombere, a causa del tradimento di alcuni mercenari; poi Dyelin guida il contrattacco attraverso la stessa porta, mentre Elayne attacca i nemici alle spalle, il che comporta la disfatta di Arymilla Marne. Alcuni giorni dopo, quando Elayne è già riuscita ad ottenere il supporto di undici casate, Dyelin riesce a convincerne altre tre ad appoggiarla, assicurandole così una più salda ascesa al trono. Nel corso del Libro XIII Dyelin resta sempre al fianco di Elayne, assistendo al suo ricongiungimento con Mat e Morgase e poi agli abili maneggi della giovane regina, per assicurarsi una presa più salda anche sul trono di Cairhien.

## E

### Eadyth
Eadyth: Aes Sedai, Adunante e capo dell'Ajah Azzurra durante Nuova Primavera. Era grassoccia, aveva una faccia tonda ed era molto anziana, infatti aveva già i capelli completamente bianchi; aveva un carattere molto spiccio ed a quel tempo era il capo delle azzurre che accolse Moiraine e Siuan quando entrarono nell'Ajah.

### Eamon Valda
Eamon Valda nei primi libri è un Lord capitano dei Manti Bianchi, che si trova dapprima a Caemlyn a fomentare dissenso contro la regina Morgase e poi segue la principessa Elayne portata a Tar Valon, per poi infine essere richiamato ad Amador da Pedron Niall. Appena giunto alla Fortezza della Luce, inizia a complottare con Asunawa e quasi certamente provoca la morte del suo predecessore, in combutta con l'Alto Inquisitore. Eletto perciò Lord Capitano Comandante, guida per un breve periodo i Figli della Luce. Quando Amador viene conquistata dai Seanchan, Valda sfugge alla loro avanzata perché in quel momento si trova nel nord di Amadicia, con il grosso delle sue truppe. Dopo la sconfitta definitiva degli eserciti di Ailron, ultimo re di Amadicia, Valda accetta il punto di vista di Asunawa di prestare giuramento ai conquistatori Seanchan. Prima di ricongiungersi a loro però, Valda viene sfidato a duello da Galad Damodred, perché ha stuprato la sua madre adottiva, Morgase di Andor. Inaspettatamente Galad vince il duello contro Valda e lo uccide, nonostante quest'ultimo fosse spadaccino molto più abile di lui (Valda infatti era un Maestro Spadaccino con diritto di portare una Spada con il Marchio dell'Airone).

### Easar Togita
Easar Togita: è il re dello Shienar.

### Eben Hopwil
Eben Hopwil: è un Dedicato Asha'man e viene descritto come un incanalatore piuttosto giovane, di circa sedici anni, magrolino, con un grande naso e grandi orecchie, con i foruncoli sul volto. Eben compare nel corso del VI Libro: è tra i primi Asha'man ad essersi arruolato e si trova già alla fattoria (che diventerà poi la Torre Nera) quando Rand vi accompagna per la prima volta Mazrim Taim. Alla fine del medesimo libro Eben partecipa alla Battaglia dei Pozzi di Dumai per liberare il Drago Rinato, al termine della quale venne scelto da Rand tra i nove Asha'man che da quel momento avrebbero costituito la sua scorta personale. Di conseguenza Eben lo segue fino a Cairhien e si dimostra molto fedele, ad esempio in alcuni missioni in Illian ed Andor; sempre al seguito di Rand, Eben poi combatte durante la conquista della stessa città di Illian e quindi partecipa alla campagna del Drago in Altara. Dopo l'attentato subito dal Drago nel Palazzo del Sole di Cairhien, da parte di alcuni Asha'man rinnegati, Eben, manipolato da Cadsuane (assieme a Damer Flinn e Jahar Narishma), accetta di farsi legare come Custode da Daigian Sedai dell'Ajah Bianca per farsi proteggere e per evitare di essere accusato ingiustamente come un traditore ed essere giustiziato. Sempre nel Palazzo del Sole Eben e Daigian successivamente dimostrano di aver sviluppato un tenero rapporto, come quello di un fratello con una sorella maggiore. Nel Libro IX Eben e Daigian raggiungono Rand a Far Madding, al seguito di Cadsuane e di numerosi altri. Lì Eben collabora al piano escogitato da Cadsuane per liberare il Drago tenuto prigioniero in città. In seguito, durante la battaglia per la Pulitura di Saidin, Eben si lega in circolo con Daigian, Beldeine e Nesune, per perlustrare la zona e proteggere il lavoro di Rand. Essi incontrano una bella donna che incredibilmente abbraccia saidin (è la Reietta Aran'gar), non potendo fare altro, Eben le si getta contro per permettere a Daigian di reagire e di respingerla. Muore quindi eroicamente durante questo gesto. Nel Libro XII Daigian mostra ancora molto cordoglio per la perdita del suo giovane custode, piangendo di nascosto durante la notte e rifiutando a Nynaeve di farsi guarire.

### Edarna Noregovna
Edarna Noregovna: Aes Sedai dell'Ajah Azzurra, venne eletta come Amyrlin Seat nell'anno 64 della nuova Era e governò per cinquantun anni; viene considerata l'Amyrlin più abile politicamente nella storia recente della Torre Bianca e Siuan l'ha spesso citata ad Egwene come esempio da seguire.

### Edarra
Edarra: è una Sapiente degli Aiel Neder Shiande, che guida un gruppo di cinque altre sue pari (Carelle, Delora, Janina, Marline e Nevarin) al seguito di Perrin Aybara, mentre egli compie la sua missione nel sud del continente. Viene descritta con un'apparenza poco più vecchia di quella di Perrin, con penetranti occhi azzurri ed una notevole forza nell'Unico Potere. Già dalle sue prime apparizioni a Cairhien nel libro VI, Edarra fa parte del gruppo che guida tutte le Sapienti dei vari clan Aiel, assieme a Sorilea ed Amys. Edarra e le altre Sapienti trattano le due Aes Sedai che hanno seguito Perrin, cioè Seonid e Masuri, come fossero delle loro apprendiste, finché negli ultimi libri non sono soddisfatte della loro educazione alla maniera Aiel. Edarra e le altre Sapienti intervengono spesso nel tentare di orientare Perrin, ma alla fine lo trattano con molto rispetto e collaborano con lui.

### Edesina Azzedin
Edesina Azzedin: Aes Sedai dell'Ajah Gialla, viene mandata come ambasciatrice a Tarabon dalle ribelli di Salidar; successivamente viene catturata e ridotta alla condizione di damane dai Seanchan che conquistano Tanchico, ma Edesina riesce a non farsi spezzare finché viene portata ad Ebou Dar; laggiù viene liberata da Matrim Cauthon, con il quale mantiene un buon rapporto nel viaggio di ritorno verso Caemlyn; nel Libro XIII si congeda da Mat per tornare assieme a Teslyn e Joline alla Torre Bianca.

### Edorion
Edorion: Lord Tairenese, Generale di Stendardo nella Banda della Mano Rossa e leader dei Martelli, segue Talmanes in Altara, guidando uno stendardo di cavalleria.

### Egeanin
Egeanin Sarna: è un capitano di vascello Seanchan che diventa amica di alcuni dei protagonisti. È stata a lungo una capitana di vascello nella flotta Seanchan; viene presentata come alta, robusta e muscolosa, dura ed autorevole. Porta spesso sulle spalle una spada nel fodero. È uno dei principali personaggi di supporto, con alcuni capitoli o paragrafi che vengono narrati o descritti dal suo punto di vista.
Egeanin compare per la prima volta nel secondo libro, dove è la capitana di una nave Seanchan, che cattura il vascello di Bayle Domon e lo costringe a seguirla fino a Falme. Nel quarto libro Egeanin si trova a Tanchico in missione di recupero delle sul'dam fuggite da Falme; lì però scopre che le sul'dam sono in grado di imparare ad incanalare, quando prova a far indossare un a'dam a Bethamin. Ne ha un'ulteriore conferma quando a Tanchico fa amicizia con Elayne e Nynaeve che le spiegano alcune cose sulla capacità di incanalare e le fanno perdere alcuni pregiudizi nei confronti delle Aes Sedai. Sempre a Tanchico Egeanin inizia la sua relazione con Bayle Domon, che sta aiutando Elayne e Nynaeve. I due prestano dunque aiuto alle due giovani Ammesse contro le sorelle dell'Ajah Nera, insediatesi nel palazzo della Panarca, ed in seguito promettono di gettare l'a'dam maschile sul fondo dell'oceano. La loro nave viene però intercettata dai Seanchan e perciò Egeanin, per evitare guai, consegna l'a'dam maschile all'Alta Signora Suroth. Grazie a questo, Egeanin viene innalzata al Basso Sangue, mentre invece Bayle Domon e la sua ciurma vengono ridotti a da'covale, perché si ribellano agli ordini. Egeanin però compra Domon e lo fa diventare suo so'jhin. Nel nono libro Egeanin e Bayle Domon ricompaiono: arrivano ad Ebou Dar, con la necessità di fuggire, perché i Cercatori della Verità stanno indagando su di loro. Perciò decidono di aiutare Matrim Cauthon nei suoi piani di fuga dalla città. In particolare Egeanin procura le tre sul'dam necessarie a liberare le Aes Sedai rese damane. Dopo la fuga Egeanin contende brevemente a Mat la guida del gruppo, ma ben presto è costretta a cedergli il comando. Egeanin e Domon, sempre più innamorati accompagnano quindi Mat nell'attraversare l'Altara, assumono una nuova identità e alla fine si sposano. Egeanin però ha inizialmente dei problemi nei confronti di Tuon, che la tratta in maniera piuttosto dura per il suo tradimento. Ad ogni modo, pur con un certo scetticismo, la donna fornisce a Mat alcuni consigli su come corteggiare Tuon. Nel Libro XIII Egeanin e Domon, una volta raggiunta Caemlyn, lasciano il gruppo di Mat e seguono le Aes Sedai Teslyn, Joline ed Edesina, fino alla Torre Bianca. Nel Prologo del Libro XIV Egeanin e Domon raggiungono con un sotterfugio i Campi di Merrilor, dove riescono a farsi portare dal Gaidin Sleete alla presenza di Nynaeve. Quest'ultima, dopo averli aspramente rimproverati per aver consegnato la Banda di Dominazione a Suroth, decide di Portarli dall'Amyrlin Egwene. Egeanin in cuor suo, per farsi perdonare questa grave colpa, si ripromette di servire Egwene come se fosse una sua so'jhin. Inizialmente Egwene guarda la donna Seanchan con molto sospetto ela fa tenere d'occhio dalle guardie e da Gawyn. Però quando Egwene rischia di venire catturata nel campo delle Aes Sedai conquistato dagli Sharani, Egeanin arriva in suo soccorso, ottenendo finalmente la fiducia dell'Amyrlin. Quando Gawyn muore durante l'Ultima Battaglia, Egwene lega Egeanin come suo nuovo Gaidin, così da sostenerla durante i combattimenti. Ma il legame dura poco perché Egwene, quando capisce che per lei è ormai finita, slega Egeanin, ordinandole di trovare i Sigilli e di distruggerli quando sarà il momento propizio. Egeanin perciò si reca da Logain, che custodisce i Sigilli, e gli comunica le ultime volontà dell'Amyrlin Seat.
Egwene, in uno dei suoi sogni premonitori, ha visto che una donna seanchan, con delle spade sulle spalle, arriverà un giorno a salvarla da una situazione di estremo pericolo. Dalla sua descrizione e dal fatto che Egeanin abbia raggiunto Egwene a Merrilor si deduce che questa donna provvidenziale possa essere proprio l'ex capitana.

### Egwene al'Vere
Egwene al'Vere: una delle protagoniste, Amyrlin Seat.

### Elaida a'Roihan
Elaida do Avriny a'Roihan: Aes Sedai e Adunante dell'Ajah Rossa e Amyrlin Seat. Proviene da una casata nobile minore del Murandy; ha circa cinquanta anni ed è una donna altera, volitiva ed intelligente, di grande influenza presso le Aes Sedai, ma spesso le sue capacità di discernimento vengono offuscate dalla sua sete di potere e di grandezza. È uno dei maggiori antagonisti dei protagonisti, con anche molti capitoli che vengono narrati o descritti dal suo punto di vista.
Cronologicamente il personaggio di Elaida fa la sua prima comparsa nel prequel della saga (Nuova Primavera). È un'Aes Sedai che ha ottenuto da poco lo scialle, ma la sua forza in saidar la pone molto in alto nella gerarchia. In questo libro Elaida, pur con l'intenzione di voler aiutare Moiraine e Siuan nel test per diventare Aes Sedai, si comporta in maniera crudele e scorretta, guadagnandosi di conseguenza una punizione dalla Maestra delle Novizie. Questo fatto porterà Elaida a diventare un'implacabile nemica delle due giovani donne. Venti anni dopo, nella saga vera e propria, Elaida compare già nel primo libro, quando Rand la incontra a Caemlyn nel palazzo reale di Andor. Elaida infatti ha scelto di diventare la consigliera personale della regina Morgase Trakand di Andor, perché, quando sin da quando era ancora un'Ammessa, aveva avuto una predizione, secondo la quale la linea dinastica di Andor sarebbe stata la chiave per vincere l'Ultima Battaglia contro l'Ombra. In presenza di Rand, Elaida ha un'altra premonizione, in cui afferma che quel giovane uomo spaccherà il mondo, ma non comprende subito che lui possa essere il Drago Rinato ed inoltre non può impedire il suo rilascio da parte della regina. Quando Elaida si accorge del suo probabile errore, per lei sarà troppo tardi per intervenire, perché Rand ha già lasciato Caemlyn per lo Shienar, guidato da Moiraine. Nel libro secondo si viene a sapere che Elaida ha nel frattempo lasciato l'Andor, per accompagnare la principessa Elayne Trakand alla Torre Bianca, dove quest'ultima, molto dotata nell'Unico Potere, dovrà essere istruita come Aes Sedai. L'aver portato una ragazza così dotata alla Torre Bianca, fa guadagnare ad Elaida un notevole prestigio, perciò grazie a questo successo e alla sua influenza, Elaida viene eletta Adunante per l'Ajah Rossa, nonostante la sua età sia ancora relativamente giovane. Sempre alla Torre Bianca, Elaida interroga severamente le ragazze amiche di Rand, di ritorno da Falme e pur disapprovando, partecipa quindi al test tenuto da Egwene per diventare un'Ammessa. Elaida in seguito si infuria molto per la nuova scomparsa delle ragazze, quindi, tenendo sotto stretta osservazione Min Farshaw, intuisce il coinvolgimento di Siuan e di Moiraine con il Drago Rinato. Perciò, senza essere consapevole dell'appoggio dell'Ajah Nera, si mette a capo dell'intrigo e poi del vero e proprio colpo di Stato, che porta alla caduta di Siuan Sanche. Ciò comporta anche l'elezione di Elaida come nuova Amyrlin Seat al posto di Siuan. Il colpo di Stato però, contrariamente alle sue aspettative, provoca una strage e la spaccatura della Torre Bianca: infatti solamente un terzo delle Aes Sedai la riconosce come nuova Amyrlin, mentre invece un altro terzo delle sorelle, guidate dall'intera Ajah Azzurra, si ribellano, fuggono da Tar Valon e poi organizzano una Torre Bianca in esilio, nel villaggio abbandonato di Salidar. Come Amyrlin Seat, accecata dai suoi sogni di grandezza (inizia la costruzione di un palazzo immenso, che dovrebbe offuscare la grandiosità della stessa Torre Bianca) e dai suoi piani di potere, Elaida prepara due spedizioni molto ambiziose: la prima, guidata da Galina Casban ha l'ordine di catturare il Drago Rinato; la seconda guidata da Toveine Gazal, ha come ordine la distruzione della Torre Nera; entrambi questi due progetti però, si risolvono in due disastri completi. Questi fatti la mettono perciò in completa balia della sua Custode degli Annali, la bianca Alviarin (che in realtà è il capo dell'Ajah Nera), che, ricattandola e costringendola a subire delle punizioni, la costringe anche ad instaurare dentro alla Torre un clima di odio e di sospetto reciproco tra le Ajah, e verso l'esterno di dichiarare una pregiudiziale nei confronti del Drago Rinato e di tutti quelli che lo appoggiano senza il consenso della Torre Bianca. Ma neppure la rimozione di Alviarin e l'arrivo dell'esercito delle ribelli di Salidar ad assediare Tar Valon, riescono a risolvere i problemi di questa Amyrlin Seat, che ormai risulta invisa anche a molte delle Aes Sedai, che inizialmente l'avevano appoggiata, persino all'interno della stessa Ajah Rossa. Tra queste vi è di sicuro Tarna Feir, che rimpiazza malvolentieri Alviarin come Custode degli Annali. Inoltre lo stesso capo delle Rosse Tsutama Rath arriva persino ad affermare di non essere più disposta a soprassedere ai gravi errori compiuti dall'Amyrlin. Elaida pare sempre più consapevole dei propri fallimenti, ma anziché riuscire a reagire, sembra diventare sempre più preda dell'abuso dell'alcol. Nel corso del Libro XII Elaida si comporta in maniera ancor più tirannica e lunatica, alienandosi di conseguenza l'appoggio delle sorelle rimaste dentro la Torre ed arrivando addirittura a proporre un quarto giuramento di fedeltà all'Amyrlin Seat. Ad esempio si comporta in maniera psicologicamente crudele con Meidani mentre viene servita loro la cena da parte di Egwene, che nel frattempo è stata catturata dalle fedeli di Elaida e ridotta nuovamente ad una Novizia. Poi, nel corso di un'altra cena con alcune Adunanti, Elaida viene totalmente ridicolizzata da Egwene; perciò Elaida, proprio di fronte alle Adunanti, fustiga severamente la giovane donna con il Potere (un atto totalmente illegale) e quindi la confina in una cella, accusandola di essere un'Amica delle Tenebre. Ciò provoca la reazione addirittura di Silviana, una Rossa molto stimata e che era stata scelta da Elaida come propria Maestra delle Novizie. Silviana prende le difese di Egwene di fronte all'intero Consiglio ed accusa Elaida per il suo comportamento; Elaida di conseguenza rimuove e fa imprigionare anche Silviana, nominando Katerine Alruddin come suo nuova Maestra delle Novizie. Tutto questo alla fine provoca una spaccatura all'interno della stessa Ajah Rossa (tra coloro che sostengono Elaida e quelle che sostengono Silviana) ed induce inoltre le Adunanti ad intervenire: fanno liberare Egwene ed impongono ad Elaida una punizione trimestrale. Ma quella stessa notte, durante il raid dei Seanchan alla Torre Bianca, Elaida viene catturata, ridotta a damane e rinominata Suffa. Nel corso del Libro XIII la damane Suffa ricompare brevemente, quando viene mostrata dalla der'sul'dam all'Imperatrice Fortuona. Suffa chiede pietà offrendo in cambio di sé stessa decine di altre Aes Sedai, ma le sue offerte vengono ignorate ed il suo comportamento viene punito severamente, per poi infine venire costretta a mostrare come aprire un passaggio per il Viaggiare.
Quando ha ottenuto lo scialle da Aes Sedai, Elaida si è ritrovata nella fascia alta della gerarchia, la sua forza in saidar infatti risultava superata solo da quella di Cadsuane Melaidhrin e da pochissime altre (nel frattempo decedute) ed era alla pari con quella di Lelaine e Romanda. Dopo che hanno ottenuto lo scialle, Moiraine e Siuan in pochi anni l'hanno però eguagliata, ponendosi così al suo stesso livello nella gerarchia. Elaida ha inoltre il Talento rarissimo di poter fare delle Profezie, cioè saper predire in maniera sempre esatta degli eventi futuri: nel corso della sua vita, in pochi, eccezionali momenti, viene colta all'improvviso da una specie di stato di alterazione della coscienza, durante il quale pronuncia parole sempre veritiere su fatti non ancora avvenuti; purtroppo per lei, quasi mai Elaida riesce a dare la giusta interpretazione di ciò che ha previsto.

### Elayne Trakand

La bandiera personale di Elayne

Elayne Trakand: una delle protagoniste e Aes Sedai dell'Ajah Verde. È la figlia secondogenita della regina di Andor, Morgase, ed è anche l'erede al trono, poiché in Andor la successione avviene solo in linea femminile. È una ragazza molto bella, di circa diciotto anni, alta, con occhi azzurri e capelli biondo-ramati, modellati in lunghi boccoli.
Elayne fa la sua comparsa nel primo romanzo della serie, quando Rand al'Thor cade, letteralmente, ai suoi piedi, scivolando da un muro all'interno del giardino del palazzo reale di Andor e questo incontro avrà un peso determinate per entrambi. Elayne infatti si innamorerà sul colpo del giovane pastore e quando si recherà alla Torre Bianca, per essere istruita come Aes Sedai, diverrà l'amica del cuore di Egwene, proprio l'ex fidanzata di Rand, ma diverrà anche amica di Min, un'altra delle spasimanti del ragazzo; inoltre, sempre alla Torre Bianca, diverrà grande amica anche di Nynaeve, arrivata come Egwene dai Fiumi Gemelli e che conosce personalmente Rand. Nel secondo libro Elayne accompagna Egwene e le nuove amiche a Falme, per gli intrighi di Liandrin Sedai, dell'ajah nera, che cerca di farle diventare tutte delle damane, per ordine di un Reietto. Il piano avversario riesce parzialmente, perché solo Egwene viene catturata e schiavizzata dai Seanchan, mentre invece Elayne, Nynaeve e Min contribuiscono alla liberazione dell'amica e poi partecipano alla Battaglia di Falme, assistendo nel frattempo alla “Battaglia in cielo” di Rand contro Ishamael. Le ragazze tornano quindi alla Torre Bianca guidate da Verin, vengono punite per la loro presunta fuga, ma poi Egwene ed Elayne superano l'esame per diventare due Ammesse. Elayne accompagna poi Egwene e Nynaeve alla caccia dell'Ajah Nera, su ordine dell'Amyrlin Seat Siuan Sanche (durante questo viaggio incontrerà per la prima volta Aviendha, fanciulla della lancia Aiel e diverrà sua amica). Dopo varie vicende, le giovani donne giungono perciò a Tear, dove vengono catturate dall'Ajah Nera e tenute nella Pietra come esche per attirare Rand. Mat le libera e quindi Elayne e le altre combattono gli avversari ed assistono al momento del riconoscimento di Rand quale Drago Rinato. A Tear finalmente Elayne dichiara il suo amore a Rand, un amore ricambiato dal ragazzo; però i due sono presto costretti a separarsi, perché Elayne deve proseguire la sua caccia all'Ajah Nera fino a Tanchico, mentre lui deve recarsi presso gli Aiel. Nel viaggio verso Tanchico Elayne scopre che le Cercavento del Popolo del Mare sono delle incanalatrici; promette di mantenere il loro segreto ed in cambio viene istruita sulla loro estesa capacità di manovrare i venti. A Tanchico Elayne e Nynaeve frustrano i piani dell'Ajah Nera e della Reietta Moghedien, ma sono costrette poi a fuggire dalla città, che è preda della guerra civile. Da lì, attraversano Tarabon e l'Amadicia, dove vengono quasi catturate da Ronde Macura, un'agente dell'Ajah Gialla; si nascondono dai loro nemici facendo i circensi nel serraglio di Valan Luca, finché non incontrano Galad Damodred a Samara e da lì raggiungono in nave Salidar, che è diventato il rifugio delle Aes Sedai ribelli ad Elaida. Durante il viaggio accadono due eventi importanti per la storia della ragazza: Elayne riesce a riprodurre per la prima volta un ter'angreal nella forma di un a'dam (un evento mai accaduto in quel continente dalla Frattura del Mondo) e soprattutto lega Birgitte Silverbow come sua Custode, per salvarla da un attacco di Moghedien. Dopo l'arrivo a Salidar di Egwene e la sua elezione come Amyrlin Seat delle ribelli, Elayne ottiene finalmente dall'amica lo scialle come Aes Sedai e sceglie di entrare nell'Ajah Verde. Sempre a Salidar, Elayne incontra nuovamente Min; l'amica le fa conoscere una sua visione: il destino ha stabilito che loro due, ed un'altra donna, dovranno spartirsi l'amore di Rand. Elayne accetterà la cosa con un po' di riluttanza e scoprirà che questa terza donna non è altri che la sua amica Aiel, Aviendha; la giovane donna Aiel ha infatti avuto una burrascosa relazione con Rand nel deserto Aiel e poco dopo arriva a Salidar con Mat per farsi punire da Elayne, secondo l'etica degli Aiel. Non solo Elayne non la punisce, ma spiega ad Aviendha la profezia di Min; perciò le due ragazze decidono di rassegnarsi al loro destino e di restare assieme per approfondire la loro conoscenza e consolarsi a vicenda. Successivamente Elayne si reca ad Ebou Dar con Mat, Nynaeve ed Aviendha per recuperare la Coppa dei Venti, un ter'angreal capace di controllare il clima e gli eventi meteorici. Durante questi fatti Elayne fa amicizia con Mat, stipula un trattato con il Popolo del Mare (poiché le loro cercavento sono le uniche in grado di utilizzare in maniera appropriata la Coppa dei Venti), si scontra con il Gholam e dopo aver utilizzato la famosa coppa per sistemare il tempo, finalmente torna in Andor per rivendicare il trono, credendo alla morte di sua madre. Elayne trova in Andor una situazione piuttosto caotica: molte zone del regno sono devastate per la guerra ed il clima impazzito; un enorme esercito della Marche del Nord preme ai confini, alla ricerca del Drago Rinato; la Torre Nera degli Asha'man, all'interno del regno, è un'inquietante e vicina presenza; e soprattutto la sua successione al trono è tutt'altro che scontata: infatti altri seri pretendenti si sono fatti avanti, raccogliendo eserciti. Da Caemlyn, la capitale assediata, Elayne riesce a fronteggiare la situazione, anche se con molte difficoltà. E poi ad aiutarla restano solo Birgitte e Aviendha, alla quale si lega come “sorella prima” attraverso una cerimonia Aiel (infatti Nynaeve se ne va con Lan per aiutare il Drago Rinato). In seguito anche Aviendha la deve lasciare, perché l'amica deve completare la sua istruzione come sapiente Aiel. Durante questo periodo di incertezza, accompagnato anche dalle noie della presenza delle Cercavento del Popolo del Mare e delle Donne Sagge della Famiglia, Elayne ha almeno il conforto di una visita di Rand. Elayne lo lega come Custode (assieme a Min ed Aviendha) ed i due finalmente consumano il loro amore, e Rand se ne va lasciando la giovane donna incinta di due gemelli. Alla conclusione dell'undicesimo volume, Elayne conquista finalmente il trono (assicurandosi l'appoggio di quattordici delle diciannove grandi casate nobili grazie anche alla sua fedele alleata, Lady Dyelin) e riesce anche a catturare la maggior parte delle sorelle Nere, a cui dava la caccia dal terzo volume. Nel corso del Libro XIII Mat ritorna a Caemlyn poco tempo dopo che Elayne è riuscita a conquistare il trono. I due si incontrano affettuosamente ed inoltre Mat chiede ad Elayne di aiutarlo nella costruzione dei Draghi di Aludra. Elayne intuisce la potenza di queste armi da fuoco e perciò accetta con entusiasmo di mettere a disposizione di Aludra, tutte le risorse del suo regno, riservandosi poi il possesso della maggior parte di questi cannoni. Inoltre Elayne assolda la Banda della Mano Rossa di Mat, come sua truppa mercenaria. Come ulteriore suggello del loro accordo, Elayne ottiene in cambio da Mat anche il suo medaglione/ter'angreal a forma di testa di volpe, così da poterlo finalmente studiare e dell'oggetto Elayne riesce a creare diverse copie, anche se non funzionanti perfettamente come l'originale. Poi, in un momento di assenza di Birgitte, Elayne si traveste da Reietta per cercare di ottenere delle informazioni da parte delle sorelle nere custodite nelle sue prigioni. Il suo piano inizialmente ha successo, ma inaspettatamente, proprio in quel momento, alcuni Amici delle Tenebre intervengono per liberare i prigionieri. Elayne si scontra perciò contro Chesmal, Temaile ed Eldrith, che restano uccise, e con Doilin Mellar, che dopo averla ferita, riesce a fuggire con una delle copie del medaglione di Mat. Elayne e Birgitte, più alcune Donne della Famiglia, escogitano quindi un piano ed aiutano Mat ad eliminare il Gholam, che imperversa a Caemlyn, minacciando il giovane ta'veren ed i suoi amici. Dopo che Egwene ha riunificato la Torre, la Amyrlin richiede ad Elayne di sottoporsi al test per lo scialle e poi ai giuramenti, ma poiché Elayne è incinta, le permette di attendere dopo il parto, per non compromettere la salute dei suoi figli. Egwene inoltre chiede ad Elayne di creare nuovi intessisogni, poiché Sheriam ha rubato e consegnato a Mesaana quasi tutti quelli in possesso delle Aes Sedai. Intanto Gawyn, il fratello di Elayne, torna a Caemlyn perché non riesce ad instaurare un buon rapporto con la sua amata Egwene. Elayne discorrendo con lui, riesce però a fargli capire il punto di vista di Egwene e poi di quanto sia sbagliato tutto il suo odio nei confronti di Rand. Nel frattempo Elayne consolida sempre più il suo potere sull'Andor, requisendo le proprietà delle casate a lei avverse, per poi assicurarsi l'appoggio di diverse casate di Cairhien, riassegnando loro queste stesse proprietà. Perciò, grazie a questi nuovi appoggi viene accettata con più sicurezza, come nuova regina di Cairhien dove si reca per sedersi sul Trono del Sole e raccogliere le truppe per l'Ultima Battaglia. Superato senza danni, un tentativo di assassinarla, grazie all'attenzione di Birgitte, Elayne si reca alla Piana di Merrilor, con tutte le sue armate al seguito, per ricongiungersi con l'Amyrlin Egwene e per incontrare di nuovo il Drago Rinato. La notte prima del grande incontro a Merrilor, Elayne riceve la terribile notizia che Caemlyn è in fiamme, conquistata da un'orda di Progenie dell'Ombra. Recatasi sul posto e resasi conto che ormai non c'è più nulla da fare, ordina l'evacuzione e si prodiga nel portare soccorso ai profughi della città. Il giorno successivo, pur provata dalla terribile nottata e dalla sua condizione (è incinta ormai da diversi mesi), partecipa comunque all'incontro con tutte le nazioni a Merrilor. Laggiù enumera a Rand i punti deboli delle sue proposte, ma poi lo aiuta a trovare una soluzione accettabile a tutti nella stipula del trattato di alleanza e nella cosiddetta "Pace del Drago". In particolare evidenzia che se anche i Seanchan non sottoscriveranno i trattati, sarà impossibile che altre nazioni li possano rispettare. Subito dopo Rand la nomina comandante in capo degli eserciti della Luce. In questa veste Elayne decide di suddividere le forze a sua disposizione in quattro contingenti, ognuno dei quali dovrà affrontare le quattro principali minacce, affidando queste armate a ciascuno dei quattro rimanenti Grandi Capitani. Lei personalmente si occuperà assieme a Davram Bashere di trovare una soluzione per i Trolloc che si sono annidati tra le rovine di Caemlyn. Seguendo i piani del Capitano, i Trolloc vengono attirati quindi fuori dalla città fin dentro al Bosco di Braem, nel quale vengono decimati con continui attacchi. Da lì si fanno seguire dai Trolloc fino alle porte di Cairhien. Lì Elayne scopre con orrore che oltre all'armata nemica che li sta inseguendo, ce ne è un'altra che si sta avvicinando rapidamente da un'altra direzione. Intuisce di essere caduta in una trappola e fa arrestare Bashere, che in effetti è stato manipolato surrettiziamente da Hessalam attraverso Tel'Aran'Rhiod. Quindi si prepara ad annientare la prima armata, per poi affrontare con disperazione la seconda, con le poche forze che le saranno rimaste. Fortunatamente Logain e gli Asha'man che hanno appena liberato la Torre Nera, vengono in soccorso ed aiutano ad eliminare anche questa seconda minaccia. Scoperte le manipolazioni di Hessalam, Elayne, Egwene e Fortuona decidono di affidare il comando degli eserciti a Matrim Cauthon, perché grazie al suo medaglione che lo protegge, è l'unico che non può essere manipolato dai Reietti. Mat decide di affrontare i nemici a Merrilor ed Elayne lo aiuta ad elaborare i piani. Però all'inizio della battaglia resta sconvolta quando Mat all'ultimo cambia completamente i piani. Perciò si reca da lui infuriata e lungo il percorso affronta la minaccia di uno stormo di Draghkar che attaccano dal cielo. Mat quindi le spiega che c'è una spia nel posto di comando, perciò ha dovuto modificare quello che avevano pianificato. Successivamente Elayne si sposta nel settore della battaglia dove si trovano le sue truppe, così da tenerne alto il morale, combattendo anche direttamente con l'utilizzo di Saidar. Laggiù viene raggiunta da Doilin Mellar, che travestito da profugo le si avvicina con altri suoi seguaci e poi l'attacca all'improvvisto. Elayne viene catturata e Birgitte uccisa davanti ai suoi occhi. Quindi Mellar si presta a torturare Elayne, sottraendole dal ventre i feti dei suoi gemelli. Olver però suona il Corno di Valere, il che richiama immediatamente Birgitte dalla morte come Eroina del Corno. Birgitte elimina subito Mellar e i suoi seguaci. Anche Elayne rimonta in sella, si mostra alle sue truppe per far vedere che non è caduta in battaglia e poi contribuisce alla riscossa assieme a Birgitte e agli altri Eroi. Dopo la vittoria a Merrilor, Elayne raggiunge Shayol Ghul, dove nel frattempo Rand ha affrontato vittoriosamente Shai'tan. Di fronte al corpo morente di Rand, Elayne non si scompone molto; infatti ha intuito, come Min ed Aviendha, attraverso il suo Legame da Gaidin, che Rand ha trasferito il suo spirito dal suo corpo morente, a quello sano di Moridin. Perciò poco dopo Elayne assiste impassibile alle commemorazioni funebri e brucia la sua pira assieme a Min, aviendha e Tam al'Thor, padre adottivo di Rand.
Elayne è una delle più potenti incanalatrici in saidar, la parte femminile dell'Unico Potere, si trova infatti allo stesso livello di Egwene e di Aviendha (e dell'apprendista cercavento Metarra) ed è superata in potenza unicamente da una dozzina di altre donne (da Nynaeve, dalle cinque Reiette, dall'ex damane Alivia, dalla novizia-nonna Sharina, dalla cercavento Talaan e da due Sapienti Aiel), ma poiché Elayne è molto giovane, probabilmente in futuro, sviluppando il suo potere, riuscirà ad eguagliare o anche superare almeno alcune di queste incanalatici più anziane, che attualmente risultano più forti di lei. Elayne ha mostrato il talento particolare di saper copiare i ter'angreal (gli strumenti che utilizzano l'Unico Potere), cioè è in grado di riprodurre quei ter'angreal di cui conosca in buona parte il funzionamento e l'utilizzo (oltre ad un a'dam senza guinzaglio, ha riprodotto soprattutto diversi strumenti per entrare in Tel'Aran'Rhiod). In certi casi ha anche intuito, almeno in parte, il funzionamento di alcuni ter'angreal ancora sconosciuti, come la "Coppa dei Venti". Elayne infine ha mostrato anche di saper produrre alcuni ter'angreal originali, di sua completa invenzione (il più notevole tra questi è un disco di pietra verde che permette alle persone deboli nell'Unico Potere di creare le tessiture di illusione, così da potersi mascherare o rendere invisibili). Ad Ebou Dar Elayne ha trovato e raccolto una ricca e variegata collezione di ter'angreal che custodiva nel suo palazzo reale di Caemlyn; la giovane Aes Sedai aveva l'intenzione di studiarli in maniera approfondita, per capirne i segreti e riuscire anche a produrne alcuni di nuova concezione; in questo potrà essere aiutata dalla sua sorella prima Aviendha, che ha recentemente mostrato un talento complementare a quello di Elayne: quello di saper capire, senza pericoli, a cosa servano molti ter'angreal di cui sino a quel momento si era ignorato l'uso.
Elayne ha legato con la tessitura da Custode il Drago Rinato e l'eroina del Corno di Valere, Birgitte Silverbow. Si è anche legata ad Aviendha con il legame di sorellanza Aiel. Elayne è inoltre una delle tre compagne del Drago Rinato ed attualmente porta in grembo due gemelli concepiti con lui. Essendo la primogenita femmina della regina Morgase, Elayne risulta Figlia-Erede del trono di Andor e cugina, sebbene alla lontana, del Drago Rinato; essendo inoltre figlia di Lord Taringail Damodred, ha poi potuto pretendere al trono di Cairhien (in verità a Cairhien non esiste la successione in linea solo femminile come in Andor, quindi teoricamente il suo fratellastro maggiore, Galadedrid, la precedeva in linea di successione e suo fratello gemello Gawyn, poteva vantare i suoi stessi diritti). Sempre per questa parentela Moiraine Damodred risultava essere una sua prozia.

### Eldrith Jhondar
Eldrith Jhondar: Aes Sedai dell'Ajah Marrone, rivelata come appartenente all'Ajah Nera nel gruppo di Liandrin. Sorella dalla faccia rotonda e paffuta, dopo Liandrin, è la più alta nella gerarchia tra le sorelle dell'Ajah Nera; ha un Custode di nome Kennit che vorrebbe giustiziarla, perché ha scoperto la sua appartenenza all'Ajah Nera, perciò Eldrith, piuttosto che decidersi ad ucciderlo o sciogliere il legame, è spesso costretta a mascherare il legame per cercare di seminarlo; dopo i fatti di Tear, di Tanchico e dell'Amadicia, Moghedien ordina a questa sorella (oltre che ad Asne, a Temaile ed a Chesmal) di seguirla fino a Samara, per cercare di catturare Elayne e Nynaeve; però dopo la cattura di Moghedien a Salidar, da parte di Nynaeve, queste quattro nere, capeggiate proprio da Eldrith, si dirigono verso l'Andor, perché sanno che Elayne prima o poi dovrà tornare lì, per cercare assicurarsi il trono; a Caemlyn, dopo aver catturato brevemente Elayne in casa di Lady Shiaine, queste sorelle, assieme a Falion e Marrilin, che si trovavano già in città (al servizio di Lady Shiaine), vengono a loro volta imprigionate. Nel corso del Libro XIII Eldrith si scontra con Elayne nelle prigioni del Palazzo Reale di Caemlyn e viene resa incosciente, quindi viene pugnalata a morte da Daved Hanlon.

### Elenia Sarand

Bandiera della Casa Sarand

Lady Elenia: maggior esponente femminile della Casata Sarand, alla scomparsa della regina Mordrellen Mantear aveva tentato l'ascesa al trono, vinto però da Morgase Trakand; quando quest'ultima viene ritenuta morta, Lady Elenia ritorna a pretendere il trono, ma viene imprigionata ad Aringill da Dyelin Taravin e da altri grandi Lord; in seguito viene liberata da Lady Arymilla Marne che però la costringe a dichiarasi per lei. È però il suo cugino e marito, Lord Jarid, ad essere il capo della casata. Elenia viene catturata da Elayne durante l'assedio di Caemlyn, quindi tenuta prigioniera e spogliata dei suoi titoli e proprietà in favore dei Lord Cairhienesi; viene però in parte risarcita se accetta di trasferirsi in esilio a Cahirien con altri titoli e proprietà. Suo marito Jarid nel frattempo ha raccolto ciò che restava degli eserciti assedianti, nel vano tentativo di rovesciare la situazione. Alla vigilia dell'Ultima Battaglia Jarid impazzisce e viene abbandonato, legato ad un albero, prima dal suo esercito e poi dai suoi fedeli.

### Ellorien
Lady Ellorien: capo della Casata Traemane; aveva appoggiato l'ascesa al trono di Morgase Trakand, di cui era un'intima amica; venne però fatta fustigare dalla Regina Morgase quando si trovava sotto l'influenza di Ravhin, perciò in seguito rifiuta ostinatamente il suo appoggio ad Elayne; era tra i sei grandi Lord che avevano incontrano Egwene al'Vere e le Aes Sedai ribelli in Murandy. Quando Elayne ottiene il trono Lady Ellorien continua nel suo atteggiamento ostile; successivamente i suoi comportamenti e le sue frequentazioni con Duhara Sedai fanno sospettare che Ellorien sia un'Amica delle Tenebre.

### Elyas Machera
Elyas Machera: Gaidin di Rina Hafden e Fratello dei lupi, amico di Perrin.

### Elza Penfell
Elza Penfell: Aes Sedai dell'Ajah Verde, giura fedeltà al Drago Rinato, rivelata come appartenente all'Ajah Nera. Ha più di 50 anni ed anche il suo Custode Fearil è un Amico delle Tenebre; formalmente è una sorella Verde e la sua affiliazione viene rivelata troppo tardi; infatti Elza fa parte del gruppo di sorelle che rapisce Rand e che perciò viene imprigionata dopo i pozzi di Dumai; è poi stata tra le prime a giurare fedeltà al Drago Rinato, divenendo fin troppo fanatica in questo suo atteggiamento; in seguito, durante la battaglia nel corso della pulitura di Saidin, si lega in cerchio con Merise e Narishma ed ottiene di manovrare i flussi di Callandor contro i Reietti, in questa maniera ha eliminato Osan'gar, convinta d'aver ucciso solo un Asha'man rinnegato e senza sapere che in realtà fosse uno di Prescelti; nel Libro XII, su indicazione di Shaidar Haran, Elza aiuta Semirhage a liberarsi e poi nel suo tentativo di imprigionare Rand con la Fascia di Dominio, ma alla fine vengono entrambe uccise.

### Erian Boroleos
Erian Boroleos: Aes Sedai dell'Ajah Verde, ambasciatrice della Torre presso il Drago a Cairhien, catturata ai Pozzi di Dumai, giura fedeltà al Drago. Inizialmente è tra le sorelle che appoggiano Elaida ed è tra le più importanti rappresentanti dell'ambasceria inviata dalla Torre Bianca al Drago Rinato; Erian manteneva ben quattro Gaidin ma dopo la cattura del Drago, due vengono uccisi durante un tentativo di fuga da parte di quest'ultimo; dopo la battaglia dei pozzi di Dumai, Erian viene catturata e tenuta prigioniera presso le Sapienti Aiel nel loro campo di Cairhien; in seguito viene quasi sicuramente compulsa da Verin ed è perciò tra le prime cinque Aes Sedai prigioniere a giurare fedeltà al Drago Rinato, e questo nonostante Rand gli abbia ucciso i due Custodi; osservando le aure durante l'episodio del giuramento, Min Farshaw predice che Erian servirà il Drago Rinato, anche se alla propria maniera; nel corso del Libro XIV Erian è nel gruppo di incanalatori che combattono sulle pendici di Shayol Ghul assieme ad Aviendha, per impedire ai nemici di raggiungere il Drago Rinato, le sue sorti però non vengono descritte.

### Escaralde
Escaralde è una sorella proveniente da Far Madding, dall'aria dominante, nonostante la sua bassa statura; viene eletta Adunante dalle Marroni ribelli di Salidar, ha circa settanta anni e quindi sfiora a malapena i requisiti di un'età adeguata a quella posizione. Nel Libro VI, nonostante tutti i suoi tentativi di imparare da Elayne, non è forte e talentuosa abbastanza per riuscire a riprodurre dei ter'angreal; Escaralde, nel Libro X, assieme alle altre Adunanti Moria e Malind, propone l'alleanza con la Torre Nera per legare gli Asha'man come custodi (una mossa che la fa sospettare come appartenente all'Ajah Nera, ma di lei poi non si hanno più notizie).

### Ethenielle
Ethenielle: è la regina di Kandor.

### Evanellein
Evanellein: Aes Sedai e Adunante dell'Ajah Grigia, è un'Adunante anziana che depone Siuan ed elegge Elaida come Amyrlin Seat; in seguito si scopre che appartiene all'Ajah Nera. Ha superato i 100 anni di età, famosa perché cura molto il proprio aspetto; partecipa al Consiglio per la deposizione di Siuan Sanche e poi a quello per eleggere Elaida come nuova Amyrlin Seat; inizialmente Elaida la fa partecipe al suo consiglio ristretto, ma come le altre sorelle che ne facevano parte, viene presto allontanata; Evanellein si infuria quando viene a conoscenza del disastro alla Torre Nera; nel libro XII non compare nell'elenco di Verin, ma, assieme a molte altre, fugge dalla Torre poco prima della purga dell'Ajah Nera, lasciando di conseguenza il fondato sospetto che vi appartenga anche lei. I sospetti vengono confermati nel corso del Libro XIII, quando Evanellein viene uccisa da Egwene durante uno scontro in Tel'Aran'Rhiod contro l'Ajah Nera.

### Evin Vinchova
Evin Vinchova: è un Asha'man della fazione di Logain Ablar. È un Dedicato, viene descritto come giovane, con le guance rosee e che al massimo ha sedici anni. Vinchova si incontra per la prima volta nel Libro VII quando con Logain, Hardlin, Kajima e Norley cattura Toveine Gazal e alcune altre Aes Sedai, assieme a lei. Nel Prologo del Libro IX Androl Genhald, Canler, Donalo Sandomere, Evin Vinchova, Mezar Kurin e Welyn Kajima si incontrano con Logain, facendogli rapporto sulla situazione alla Torre Nera. Vinchova riferisce che alcuni dei nuovi reclutati nei Fiumi Gemelli sono un po' problematici. Nel Libro XIII Evin scopre che, a causa della Dreamspike, non si aprono più i Portali di Viaggio e perciò si rivolge ad Androl, che lo invita a riprovare discretamente, in altre zone, esplorando il perimetro della Torre Nera; dagli altri viene detto che è uno di quelli di cui ci si può fidare, nel caso in cui scoppi la lotta con i seguaci di Taim. Nel prologo del libro XIV viene descritto da Androl come piuttosto forte nel potere. Nel secondo capitolo Evin annuncia trafelato a Pevara ed Androl che Welyn e la sua Aes Sedai Jenare sono tornati e sembrano anche loro convertiti a forza all'Ombra. Inoltre che Logain ha appianato i suoi contrasti con Taim e che tornerà il giorno dopo, il che fa sospettare che anche lui sia stato a sua volta convertito. Mentre Androl ed altri tentano di liberare Logain, Evin viene preso dagli sgherri di Taim, costretto a parlare e quindi convertito all'ombra. Androl con un raggiro lo fa scontrare con un altro Asha'man, così da creare un diversivo per liberarsi. Poco dopo Taim lo uccide.

## F

### Faeldrin Harella
Faeldrin Harella: Aes Sedai dell'Ajah Verde, ambasciatrice delle ribelli presso il Drago a Caemlyn, gli giura fedeltà ai Pozzi di Dumai. È una Tarabonese dai capelli scuri però, che mantiene ben tre custodi; fa parte dell'ambasciata di Salidar al Drago Rinato. In seguito all'attentato subito da Demira Sedai, compiuto da falsi Aiel, Faeldrin è una delle sette Aes Sedai che si recano da Rand per protestare ed imporsi, venendo però scornate. Dopo la brusca rottura delle relazioni con il Drago che accade dopo questo episodio, Faeldrin è tra le nove sorelle che seguono Bera e Kiruna al salvataggio di Rand e perciò gli giura fedeltà ai Pozzi di Dumai; in seguito collabora con Merana ed Alanna a Tear, per sedare la rivolta degli Alti Signori; secondo una pre-visione di Min Farshaw, è una delle cinque Aes Sedai che Rand tiene in pugno e di cui si può fidare; nel corso del Libro XIV Faeldrin è nel gruppo di incanalatori che combattono sulle pendici di Shayol Ghul assieme ad Aviendha, per impedire ai nemici di raggiungere il Drago Rinato, ma durante gli scontri viene però uccisa da Hessalam.

### Fager Neald
Fager Neald: è un Dedicato Asha'man; viene descritto come un giovane uomo di circa diciassette anni, proveniente dal Murandy, che porta due baffetti cerati a forma di punta, alla moda del suo paese. Fager Neald fa la sua comparsa nel corso del VI Libro, quando partecipa alla Battaglia dei Pozzi di Dumai per liberare il Drago Rinato, catturato dalle Aes Sedai, fedeli di Elaida; al termine della battaglia viene scelto da Rand al'Thor tra i nove Asha'man che da quel momento avrebbero costituito la sua scorta personale. Dopo essere tornato a Cairhien, Rand assegna a Jur Grady ed a Fager Neald il compito di scortare ed aiutare Perrin Aybara nella sua missione nel sud del continente. Perciò i due Asha'man si prestano ad aprire Portali di Viaggio nei vari spostamenti di Perrin e del suo numeroso seguito. Quando Perrin si reca a visitare Masema, Grady e Neald gli fanno da scorta. Dopo il rapimento di Faile, Grady e Neald, grazie ai loro Portali per Viaggiare, fanno muovere rapidamente tutto il seguito di Perrin, da un luogo all'altro, all'inseguimento degli Shaido rapitori. I due però alla fine rimangono esausti per tutto questo lavoro. In seguito Neald accompagna Perrin ed un gruppo di suoi seguaci nella città di So Habor, per comprare dei rifornimenti. Quando finalmente gli Shaido si accampano stabilmente a Malden, Neald e Grady catturano Galina Casban e la portano a parlare con Perrin. Neald quindi accompagna Perrin ed il generale Seanchan Tylee nella città di Almizar, per ottenere raken, a'dam e soprattutto grandi quantitativi di Radice biforcuta. Nella città Perrin subisce un attentato, ma Neald lo cura usando Tessiture di Guarigione. Neald contribuisce quindi in modo fondamentale ai preparativi per la Battaglia di Malden aprendo continuamente Portali di collegamento tra i vari eserciti e poche ore prima della battaglia stessa, crea una nebbia per nascondere gli attaccanti. Neal però partecipa alla battaglia solo minimamente, perché ormai esausto per il lavoro già svolto. Nel Libro XII, dopo la battaglia, Grady e Neald sono troppo esausti per aprire ancora dei Portali, così da rimandare a casa tutti i numerosi prigionieri tenuti dagli Shaido, perciò hanno la necessità di riposarsi per alcuni giorni. Entrambi in compenso sono cresciuti molto nella loro forza nell'Unico Potere. All'inizio del Libro XIII Grady e Neald vengono morsicati da strani serpenti velenosi, apparsi per una Bolla di Male, vengono curati e si salvano, ma ciò contribuisce ulteriormente a rallentare i progetti di Perrin di allontanarsi velocemente dal luogo in cui si è accampato nei pressi della strada di Jehanna. Quando finalmente si ristabiliscono Neald, assieme alle Sapienti e alle Aes Sedai, impara come legarsi in circolo, così da permettere la creazione di Portali più grandi; tuttavia la Dreamspike piazzata dall'Assassino, impedisce ancora una volta di andarsene, mentre intanto i Manti Bianchi di Galad Damodred catturano i carri di rifornimento di Perrin e minacciano di ingaggiare battaglia. Perrin riesce però ad accordarsi in qualche modo con Galad, evita la battaglia con i Manti Bianchi e poi riesce a distruggere la Dreamspike, perciò tutti gli incanalatori al suo seguito si legano in cerchio ed aprono un enorme Portale per evacuare al più presto i seguaci di Perrin in Andor. Nel nuovo campo vicino a Whitebridge Perrin, per concentrarsi su tutto quanto è accaduto, si dedica al lavoro manuale sulla forgia e poi crea il suo nuovo martello Mah'allenir, chiedendo proprio a Neald di scaldare il metallo al punto giusto con Saidin. Fager Neald si lega in cerchio con le Sapienti per fornire più Potere e scopre così di avere il raro talento di saper ricreare le leghe metalliche inscalfibili dell'Epoca Leggendaria. Mentre forgia il suo martello Perrin decide finalmente di dover accettare di prendere la guida dei suoi seguaci, capisce inoltre che saranno i Figli della Luce a finire nella trappola riservata a lui sulla strada di Jheanna, perciò torna indietro segretamente con le sue truppe, interviene nella battaglia e li salva, mentre durante la battaglia Neald contribuisce a combattere la Progenie dell'Ombra. Ritornati al loro campo in Andor, Neald forgia altre armi speciali per gli Aiel, grazie al suo nuovo talento per la metallurgia con saidin.

### Faile Bashere
Faile Bashere: è una delle protagoniste della serie, giovane donna ventenne proveniente dalla Saldea, ha scuri occhi a mandorla e capelli neri, è atletica, alta e abbastanza bella, nonostante gli zigomi pronunciati ed il naso adunco, tipici della gente del suo paese. È uno dei maggiori personaggi di supporto, quasi protagonista in alcuni dei libri, come il X e l'XI, con numerosi capitoli che vengono narrati o descritti dal suo punto di vista.
Zarine ti Bashere t'Aybara meglio conosciuta come Faile (il falco, nella lingua antica) è la figlia di Lord Davram Bashere, Maresciallo Generale della Saldea e zio della Regina Tenobia, che perciò risulta sua cugina; dopo suo padre, Faile risulterebbe quindi seconda nella linea di successione al trono.
Faile compare la prima volta nel terzo libro della saga, quando si imbatte in Perrin, Loial, Moiraine e al'Lan Mandragoran, che sono sulle tracce di Rand. Viene descritta come una giovane donna molto indipendente, che ha deciso di abbandonare il suo paese per dedicarsi all'avventura, si è recata perciò ad Illian, dove ha giurato secondo gli usi nella piazza di Tammuz ed è diventata una Cercatrice del Corno di Valere. Nonostante Zarine mantenga nascosta agli altri la sua parentela principesca, Moiraine intuisce l'origine della ragazza. Frequentando il gruppo di eroi e partecipando alle loro avventure, Zarine inizia un rapporto tumultuoso con Perrin, che culmina durante il medesimo libro nel salvataggio della ragazza da parte di Perrin: Faile resta mortalmente imprigionata in Tel'Aran'Rhiod a causa di un ter'angreal trappola, piazzato dall'Ajah Nera contro Moiraine, e Perrin la segue nel Mondo dei Sogni e dopo una battaglia contro le mortali illusioni di quella dimensione, riesce a liberarla, dichiarando in qualche maniera il suo amore.
Nei libri successivi Faile e Perrin continuano a frequentarsi, nonostante i tentativi di Berelain di frapporsi nella loro relazione. Nonostante alcuni litigi con lui, Faile segue Perrin nei Fiumi Gemelli, contribuendo in maniera determinate alla cacciata delle orde Trolloc. Nel corso di queste vicende il loro amore si approfondisce ed i due si sposano, anche se Perrin ha deciso di compiere questo passo soprattutto per salvarla, cercando di convincerla ad abbandonare la zona del pericolo. Dopo aver contribuito alla ricostruzione dei Fiumi Gemelli, diventando in pratica il Signore e la Signora del luogo, i due tornano a Caemlyn, dove incontrano nuovamente Rand ed i genitori di Faile, che approvano il genero. Da lì la coppia si sposta a Cairhien al seguito del Drago Rinato e mentre Perrin libera Rand, catturato dalle Aes Sedai fedeli ad Elaida, Faile, rimasta in città, contribuisce a smascherare i delitti e gli intrighi che Colavaere Saighan ha compiuto per conquistare il trono.
In seguito la coppia si sposta nel sud del continente, in missione per il Drago Rinato, devono infatti contattare il Profeta Masema e la regina di Ghealdan); essi vengono accompagnati da un numeroso e variegato seguito: Aes Sedai, Sapienti Aiel e Fanciulle della Lancia, Asha'man, Berelain con il suo largo seguito di Mayenesi, Cairhienesi addetti ai carriaggi ed infine numerosi compaesani dei Fiumi Gemelli, come scorta personale.
La regina di Ghealdan, Alliandre, è velocemente costretta dalla situazione e dall'abilità ta'veren di Perrin, ad allearsi con loro e quindi al Drago Rinato, ma il folle Profeta Masema, con il suo sterminato seguito di fanatici Fautori del Drago crea invece molte difficoltà. Nel corso di questi primi eventi, Faile e Perrin incontrano anche Morgase d'Andor che sta fuggendo dai Figli della Luce e dai Fautori del Drago, l'ex Regina si presenta sotto falsa identità (non fidandosi di Perrin) e quindi viene assunta da Faile come propria cameriera personale.
Mentre Perrin sta nuovamente trattando con il Profeta, Faile e molte donne del suo seguito (tra cui le due regine Alliandre e Morgase) vengono rapite da un gruppo di sbandati Aiel al seguito degli Shaido. Le donne si trovano così ridotte a gai'shain e devono servire Sevanna; ma devono anche sottostare alle minacce ed ai ricatti di Therava e delle altre Sapienti Shaido, mentre al contempo l'Aes Sedai Nera Galina (che si trova nelle loro stesse condizioni), le ricatta a sua volta. Faile dimostra nuovamente tutta la sua abilità e forza durante la prigionia, pianifica più volte piani di fuga e diventa praticamente l'anima segreta della resistenza dei gai'shain, tanto che più della metà dei prigionieri le giura fedeltà.
Al termine dell'undicesimo libro, Perrin, alleatosi persino con i Seanchan, libera finalmente la moglie, sbaragliando gli Shaido nella battaglia di Malden e liquidando i seguaci di Masema. Nel prologo del Libro XII è Faile stessa, di nascosto da Perrin, che con alcuni dei suoi, insegue e rintraccia Masema ed i pochi seguaci che ancora gli restano, eliminandoli tutti. In seguito, con le altre donne che hanno subito la prigionia con lei, si reca di notte a commemorare Rolan e gli altri defunti che le hanno aiutate con gli Shaido nel momento del bisogno, ma che poi sono state costrette a tradire per venire liberate.
Nel Libro XIII Faile collabora con Perrin per uscire dalla situazione di pericolo in cui li sta stringendo Graendal. Durante queste fasi Faile si accorda con Berelain per fugare ogni voce riguardante il presunto tradimento di Perrin con lei. Successivamente in Andor, Faile aiuta a convincere la Regina Elayne a far diventare Perrin sovrintendente dei Fiumi Gemelli.
Nel Libro XIV Faile si trova a Merrilor e riceve da Egwene il compito di portare di nascosto il Corno di Valere a Mat. Da Tar Valon però Faile e il suo convoglio, vengono dirottati da una bolla di male fin nel mezzo della Grande Macchia. Il Corno viene rubato ma Faile ed Olver riescono a recuperarlo e giungere fino al campo di battaglia di Merrilor. Quindi Faile incita Olver a fuggire in groppa a Bela con il Corno, per cercare di raggiungere Mat, mentre lei attira su di sé l'attenzione dei Trolloc. Dopo la battaglia, Perrin riesce infine a ritrovare Faile svenuta ed in fin di vita ed a farla salvare da Nynaeve.

### Faiselle
Faiselle: Aes Sedai e Adunante dell'Ajah Verde; si rifugia a Salidar, resta Adunante tra le ribelli e poi mantiene questa posizione anche dopo la riunificazione della Torre. È una sorella dalla tipica carnagione ramata dell'Arad Doman, robusta d'aspetto e dalla faccia squadrata; di lei viene detto che rimane difficilmente turbata da qualcosa e che è determinata nelle sue decisioni. Faiselle era un'Adunante alla Torre Bianca, quando avvenne la deposizione di Siuan Sanche, ma non fu convocata a quel Consiglio. Perciò in seguito si è rifugiata a Salidar, assieme alle altre ribelli, dove riprende il suo ruolo nel nuovo Consiglio (in realtà poi si scoprirà nel Libro XII che fu inviata dalle ribelli dal capo dell'Ajah, Adelorna Bastine, per cercare di riportarle alla Torre). Come Adunante nel Consiglio ribelle, Faiselle fa apparentemente parte della fazione guidata da Lelaine e dopo l'elezione di Egwene come Amyrlin, discute proprio con Lelaine su come limitare l'influenza di Sheriam sulla giovane; in seguito, come la maggior parte delle Adunanti anziane che hanno abbandonato la Torre, Faiselle vota contro tutte le decisioni che potrebbero portare ulteriori spaccature con le sorelle rimaste a Tar Valon e quindi si prodiga per favorire i colloqui di pace; dopo la riunificazione della Torre, Faiselle viene riconfermata come Adunante e quindi partecipa alla convocazione segreta del Consiglio, indetta da Romanda, per limitare i poteri di Egwene e poi vota no all'idea di lasciare a quest'ultima il potere di trattare con i sovrani; subito dopo vota però a favore delle modifiche al regolamento per la convocazione del Consiglio stesso.

### Falion Bhoda
Falion Bhoda: Aes Sedai dell'Ajah Bianca, rivelata come appartenente all'Ajah Nera nel gruppo di Liandrin. Viene descritta come fredda, dalla faccia lunga e con scuri capelli lucidi; dopo i fatti di Tear, di Tanchico e dell'Amadicia, Falion (assieme ad Ispan) viene inviata ad Ebou Dar da Moghedien alla ricerca del deposito segreto di Ter'angreal della Famiglia. Nella città altarana le due nere decidono di fare una cosa gradita ai Reietti, cercando anche di catturare Elayne e Nynaeve, ma falliscono entrambi i loro obbiettivi. Per punizione Moridin scherma temporaneamente Falion e l'affida come una serva a Lady Shiaine a Caemlyn, che la punisce più volte severamente e la fa stuprare e seviziare da Doilin Mellar ed altri Amici delle Tenebre. Con Doilin Mellar riesce comunque a stabilire un accordo reciproco, per scambiarsi informazioni. Successivamente, sempre a Caemlyn, Falion viene catturata da Elayne, assieme alla sua padrona ed altre nere del gruppo. Nel corso del Libro XIII Falion viene però fatta fuggire da alcuni altri Amici delle Tenebre; nel corso del Libro XIV viene infine eliminata da Aviendha sulle pendici di Shayol Ghul.

### Faolain Orande
Faolain Orande: Ammessa e poi Aes Sedai dell'Ajah Azzurra, fedele di Egwene a cui giura spontaneamente fedeltà. Nei primi libri della serie è un'Ammessa e quindi una collega delle protagoniste (Egwene, Nynaeve ed Elayne), con le quali Faolain non va molto d'accordo, infatti lei, rispetto a loro, è molto rigida nel rispettare e soprattutto nel far rispettare le regole. Quando Nynaeve ed Elayne raggiungono le Aes Sedai ribelli a Salidar, trovano che Faolain si trova con loro e che è ancora un'Ammessa, anche se ormai risulta completamente pronta per diventare un'Aes Sedai, e perciò a lei e Theodrin (che si trova nella sua identica posizione) viene riservato un trattamento particolare. Faolain viene innalzata allo scialle da Egwene al'Vere, il giorno stesso della sua elezione ad Amyrlin Seat e Faolain sceglie l'Ajah Azzurra. Questa elevazione allo scialle per decreto, però non convince affatto la maggior parte delle sorelle più anziane, perciò Faolain, pur non approvando inizialmente Egwene, in seguito le giura spontaneamente fedeltà e spia Lelaine per la giovane Amyrlin; nel corso del Libro X pare però che Lelaine abbia scoperto il doppio gioco di Faolain; nel XII libro si scopre che Faolain è stata mandata alla Torre Nera, assieme alla delegazione di Sorelle che devono legare parecchi Asha'man come Custodi, ma della delegazione non si hanno più notizie e la presenza di Faolain tra di loro, in quanto seguace di Egwene, risulta alquanto strana, soprattutto perché le altre Aes Sedai finora non avevano ancora mostrato di riconoscerla come una piena Sorella; nel corso del Libro XIV è fuori dalla Torre Nera, appena liberata dall'Ombra e poco dopo Faolain lega un incanalatore come Custode; Faolain ha circa 30 anni e la sua forza in saidar la pone nella fascia alta della gerarchia.

### Fedwin Morr
Fedwin Morr: giovane Asha'man, viene descritto come un incanalatore piuttosto giovane, di circa sedici anni, di stazza robusta. Viene detto che inizialmente Fedwin aveva un blocco, che gli impediva di incanalare oltre un certo raggio dalla sua vista, cioè non riusciva ad intrecciare tessiture efficaci oltre una distanza superiore ai cinquanta passi. Fedwin fa la sua comparsa nel corso del VI Libro, quando Rand al'Thor lo presenta a Mazrim Taim, la prima volta che lo porta alla fattoria (che diventerà poi la Torre Nera), spiegando che lui e gli altri presenti, sono stati tra i primi ad essersi arruolati. Quando Rand in seguito fa nuovamente visita alla fattoria, per distribuire le spille da Dedicato o da pieno Asha'man nota Morr impegnato ad allenarsi con l'Unico Potere. Alla fine del medesimo libro Fedwin partecipa alla Battaglia dei Pozzi di Dumai per liberare il Drago Rinato, catturato dalle Aes Sedai, fedeli di Elaida, al termine della quale viene scelto da Rand tra i nove Asha'man che da quel momento avrebbero costituito la sua scorta personale. In seguito, durante il Libro VII, Fedwin accompagna il Drago prima a Cairhien e poi a Caemlyn, quindi viene lasciato lì come messaggero per Davram Bashere e il Capoclan Bael. Si scopre poi che Fedwyn, tutte le notti, per ordine di Rand ha viaggiato avanti ed indietro da Illian, per tenere informato il Drago sulla situazione laggiù e poi successivamente si unisce ad Eben Hopwil e Jonan Adley, nei loro attacchi contro le fortificazioni difese da Sammael, così da distrarlo, finché Rand e gli altri Asha'man non conquistano la città di sorpresa. Successivamente, nel Libro VIII, Rand invia Morr a spiare i Seanchan nei pressi di Ebou Dar in Altara, perché sembrano intenzionati a voler avanzare ed invadere il regno di Illian. Fedwin Morr ritorna quindi nel campo nei pressi della capitale, con la notizia che i Seanchan arriveranno presto ai confini ed inoltre che Saidin risulta molto strano da usare nei pressi di Ebou Dar (a causa dell'uso improprio della Coppa dei Venti da parte di Nynaeve, Elayne ed altre), ma Rand non dà molto peso a questa notizia. Perciò Morr è presente quando il Drago, subito dopo, annuncia la sua intenzione di volere pulire Saidin dalla contaminazione di Shai'tan. Assieme ad altri Asha'man ed a Rand, entra quindi nella città di Illian e viene poi inviato a raggruppare ed a trasportare altri uomini della Legione del Drago alla guerra. Morr partecipa a numerose battaglie della Campagna del Drago in Altara contro i Seanchan, trasportando truppe e combattendo direttamente il nemico, finché, tra uno scontro e l'altro, torna da Rand giusto in tempo per guarirlo, subito dopo essere rimasto ferito da un attentato ordito da traditori. Poi durante i preparativi per la battaglia finale, Morr guida verso sud, attraverso un portale di viaggio, i Compagni di Illian. Infine sopravvive alla tempesta causata dal difetto di Callandor, impugnata dal Drago. Al suo ritorno a Cairhien, Rand si fa accompagnare da Corlan Dashiva, Damer Flinn, Eben Hopwil e Fedwin Morr (nel frattempo promosso a pieno Asha'man), mentre si reca a visitare Cadsuane, ma lei non viene affatto impressionata dagli incanalatori, ma anzi riesce a destabilizzare di nuovo il Drago, provocandolo su Callandor ed i suoi difetti. Alla fine del libro, Morr si trova con Min Farshaw ed il Drago Rinato durante l'attentato che distrugge un'intera ala del Palazzo del Sole di Cairhien, scampando per poco alla morte. Rand perciò lascia Morr a difendere Min, mentre lui si mette alla ricerca degli attentatori. Al suo ritorno da Min, Rand trova che Morr nel frattempo è completamente impazzito a causa della contaminazione di Saidin, con la mente ridotta a quella di un fanciullo capriccioso, che però può provocare devastazioni con l'uso improprio del Potere; perciò, pietosamente, Rand gli fa bere del veleno, cullandolo tra le braccia, mentre muore.

### Ferane Neheran
Ferane Neheran: Aes Sedai e Adunante a capo dell'Ajah Bianca. Viene descritta come una sorella piccola e squadrata, ma dal carattere fiero. Ferane ha più di 150 anni ed in precedenza era già stata Adunante per oltre quarant'anni. Ferane è il capo dell'Ajah Bianca con il titolo di First Reasoner che rimane alla Torre Bianca dopo la frattura formatasi tra le sorelle che accettano Elaida come nuova Amyrlin Seat e quelle ribelli. Poiché l'Adunante bianca Saroya si è recata a Salidar, Ferane la rimpiazza direttamente nel Consiglio della Torre, facendosi riassegnare così l'incarico di Adunante, che aveva lasciato una decina di anni prima. In seguito Ferane viene notata mentre si incontra con alcuni dei Capi delle altre Ajah, per concordare le loro mosse, ma la cosa suscita i sospetti delle sorelle che le vedono; è inoltre tra le Aes Sedai che promuovono maggiormente i colloqui di pace con le ribelli. Ferane si mostra poi furiosa con Alviarin per il discredito che ha portato sull'Ajah Bianca facendosi rimuovere dalla sua posizione di Custode degli Annali. Nel corso del libro XII, assieme a due altre sorelle bianche, sulla terrazza del suo appartamento, Ferane ha un lungo colloquio con Egwene (che dopo la cattura era stata nuovamente ridotta al ruolo di Novizia): Egwene spiega, mettendosi nei panni di una Bianca, cosa avrebbe fatto lei al posto di Elaida per entrare in contatto con il Drago Rinato; dopo questo discorso Ferane resta così impressionata dalla giovane donna, che le propone, una volta ottenuto lo scialle, di entrare nella sua Ajah. Sempre nel corso del libro XII si viene a scoprire che i Capi delle Ajah (ad eccezione della Rossa e dell'Azzurra), sorprese dalla deposizione di Siuan, dall'elezione di Elaida e poi dallo scoppio della ribellione, hanno deciso di intervenire a proprio favore elaborando un piano per cercare di riunificare e controllare la Torre, ad esempio attraverso l'elezione di Adunanti sostitutive troppo giovani e controllabili ed inviando alcune delle vecchie Adunanti tra le ribelli, per cercare di riappacificarle; alla fine del libro però, visto il venir meno di questo piano, Ferane accetta l'idea di far rieleggere Egwene come nuova Amyrlin Seat della Torre riunificata e quindi, come Adunante, vota direttamente per questa elezione. Nel Libro XIII si legge che Ferane mantiene ancora il suo doppio ruolo di Capo dell'Ajah e di Adunante, in seguito essa vota a favore delle riforme proposte da Egwene per impedire le convocazioni segrete del Consiglio e regolare quelle normali a favore delle Adunanti stesse.

### Furyk Karede
Furyk Karede ha circa quarant'anni ed è un Generale di Stendardo nella Guardia della Morte. Egli nacque in una famiglia di da'covale tessitori che però si vantava di aver avuto nobili origini. A quindici anni venne scelto per essere addestrato nella Guardia e sette anni dopo, venne assegnato alla tutela personale della piccola principessa Tuon, appena nata e subito Karede si distinse, sventando un attentato ai suoi danni. Assegnato in seguito ad altri incarichi, per i suoi meriti divenne ufficiale all'interno della Guardia. Riassegnato alla Guardia di Tuon quando lei era una bambina di circa una decina di anni, le salvò nuovamente la vita (unico sopravvissuto all'attentato nella Guardia personale) e perciò lei lo ringraziò donandogli la sua bambola. Karede conservò la bambola per dieci anni, finché non rimase distrutta in un incendio, in cui morì eroicamente anche uno dei suoi stessi figli. In seguito Karede venne scelto prima per servire nella Guardia dell'Imperatrice, e poi per accompagnare l'Alto Signore Turak a Falme durante l'hailene ed era l'ufficiale di più alto rango della Guardia della Morte, al di qua dell'oceano. Dopo che Suroth ha riorganizzato i Seanchan nelle Terre Bagnate ed ha conquistato Tarabon, l'Amadicia ed Ebou Dar, Karede guida una parte dell'esercito che si scontra con gli Asha'man guidata da Rand al'Thor. L'esercito Seanchan viene battuto e respinto, ma Karede riesce comunque ad ottenere alcuni successi, perciò viene nominato Generale di Stendardo. Dopo la scomparsa di Tuon ed avere parlato con un Cercatore della Verità, Karede si mette sulle tracce della Figlia delle Nove Lune ed infine riesce ad individuare il campo di Mat Cauthon dove è ospitata. Con grande coraggio Karede entra personalmente nel campo ed assiste sconcertato alla scena del matrimonio tra Tuon e lo stesso Mat, che così diventa Principe dei Corvi; subito dopo Karede scorta Tuon fino alla salvezza, ad Ebou Dar, dove personalmente si occupa di arrestare la traditrice Suroth. Nei libri successivi Karede, come capo delle guardie del corpo, rimane fedelmente al fianco di Tuon che nel frattempo è diventata la nuova imperatrice Fortuona. Nel Libro XIV per ben due volte non riesce ad impedire che degli Uomini Grigi si avvicinino all'imperatrice nel tentativo di assassinarla. Perciò Fortuona, riconoscendo la sua indubbia fedeltà e le circostanze attenuanti, per non condannarlo vanamente a morte per questo grave fallimento, lo manda a combattere in prima linea con tutto il suo plotone di Guardie, così da ottenere una morte gloriosa. Mat però lo intercetta assieme ad altri della Guardia della Morte e lo convince a farsi seguire nelle fasi finali dell'Ultima Battaglia, perché per loro sarà come essere in prima linea.

## G

### Gabrelle
Gabrelle: Aes Sedai dell'Ajah Marrone, è una Sorella alta e di carnagione scura, che partecipa alla spedizione contro la Torre Nera guidata da Toveine Gazal; la spedizione è un disastro e non solo Gabrelle viene catturata, ma viene addirittura legata da Logain Ablar con un legame da Custode, che comporta anche un certo grado di Compulsione. Però è molto acuta e spregiudicata, perciò, contrariamente a Toveine che si trova nella sua identica posizione e non sa come comportarsi, Gabrelle non si fa problemi a cercare di sedurre Logain per tentare di carpirgli informazioni utili per trovare un modo per uscire dalla prigionia; purtroppo per Gabrelle però, il legame la fa sprofondare sempre più in una specie di attaccamento emotivo verso l'uomo. Gabrelle convince inoltre Toveine a mantenere un atteggiamento collaborativo di tutte le catturate, anche con gli altri Asha'man, così da trovare una via di fuga; inoltre di rinunciare a voler comandare le sorelle prigioniere e di accettare anzi la guida di Desandre e Lemai, le due tra di loro, che risultano più alte nella gerarchia. Quando Logain infine lascia la Torre Nera, Gabrelle e Toveine lo accompagnano in quasi tutti i suoi spostamenti successivi. Nel Libro XIV si scopre che Logain ed il suo gruppo di amici sono stati catturati da Taim e quasi tutti convertiti forzatamente all'Ombra. Logain però ha resistito fino alla liberazione da parte di Androl ed altri seguaci. Anche Gabrelle non era stata ancora convertita, perciò la si ritrova nel Libro XIV durante l'Ultima Battaglia. Logain, che è rimasto molto scosso dal trattamento ricevuto, la tratta con una certa ritrosia, ma alla fine si convince del suo affetto e fedeltà. Si fa perciò guarire da Gabrelle dopo il duello con Demandred e si fa convincere da lei a rompere i Sigilli quando arriva il momento stabilito. Gabrelle è un personaggio di supporto secondario, che però ha un intero lungo paragrafo del prologo del libro X che viene narrato dal suo punto di vista.

### Galad Damodred
Galadedrid Damodred: Lord Capitano Comandante dei Figli della Luce, il principe Galad è il fratellastro di Elayne e Gawyn Trakand da parte di padre (Taringail Damodred) e fratellastro di Rand al'Thor da parte di madre (Tigraine Mantear). Viene sempre descritto come bellissimo, ma ha un carattere particolare: Galad fa sempre ciò che ritiene sia giusto, nonostante le conseguenze negative che ne possano derivare. È uno dei principali personaggi di supporto, con anche alcuni capitoli che vengono narrati o descritti dal suo punto di vista.
Quando il piccolo Galad viene abbandonato da sua madre Tigraine, viene subito adottato dalla regina Morgase non appena lei si sposa con suo padre Taringail, e perciò viene cresciuto come se fosse uno dei suoi figli. Galad ha dei buoni rapporti con Gawyn, ma invece Elayne non lo sopporta molto, trovando sbagliato il suo modo di comportarsi. Galad fa brevemente la sua prima comparsa nel corso del Libro I, quando si incontra con Rand al'Thor nei giardini del Palazzo Reale. In seguito Galad, assieme al fratellastro Gawyn, accompagna la loro sorella Elayne a Tar Valon. Laggiù viene addestrato come un Custode e per la sua sfolgorante bellezza attrae l'attenzione di più di un'Aes Sedai. Ma lui si sente invece attratto da Egwene al'Vere, una novizia amica di Elayne, perciò Galad si dispera per la scomparsa sua e della sorella che si sono recate a Falme. Dopo che le ragazze sono state riportate alla Torre da Verin, Galad e Gawyn ricevono una severa lezione, perdendo in un combattimento di allenamento contro Matrim Cauthon, che usa un bastone ferrato. In seguito Galad aderisce ai Figli della Luce perché ritiene molto giusta la loro filosofia, ma il giovane uomo ignora completamente tutti gli aspetti negativi di questa associazione. Galad ricompare nel Libro IV, quando ormai è diventato un ufficiale dei Manti Bianchi. Incontra per caso Elayne e Nynaeve in un albergo in Amadicia, ma le due giovani donne fuggono di nascosto, non fidandosi completamente di lui. In seguito le ritrova a Samara una città fluviale nel Ghealdan e le aiuta a fuggire da lì, perché quel territorio è pericolosamente in rivolta per l'azione del Profeta Masema. Infine, quando Galad scopre che il nuovo Capitano Comandante, Eamon Valda, ha violentato Morgase, lo sfida a duello e lo uccide, venendo acclamato al suo posto come nuovo Capitano Comandante dei Figli della Luce, che Galad guida verso un'alleanza con le Aes Sedai (mentre un gruppo minore di Figli resta sotto il comando dell'Alto Inquisitore Asunawa). Vincendo il duello Galad guadagna anche il diritto di portare una Spada con il marchio dell'airone. All'inizio del Libro XIII l'Alto Inquisitore Asunawa, grazie all'appoggio Seanchan, a nuovi reclutamenti di soldati e al tradimento di alcuni esploratori, riesce a tendere una trappola a Galad, che per evitare spargimenti di sangue tra i Figli, accetta di farsi arrestare ed interrogare sotto tortura. Però, di fronte al comportamento esemplare di Galad, anche dopo essere stato torturato, i Capitani dei Manti Bianchi si ribellano ad Asunawa, lo uccido e rimettono il comando nelle mani di Galad. In seguito, quando i Manti Bianchi trovano sulla loro strada il campo di Perrin Aybara e dei suoi seguaci, Jareth Byar riporta a Galad tutto ciò che sa su di lui, descrivendolo come Progenie dell'Ombra e con tutto l'odio che lo caratterizza nei suoi confronti; perciò Byar riesce quasi a provocare una battaglia tra i due eserciti. Galad però non si lascia convincere del tutto e quindi la scoperta che Morgase è viva nel campo di Perrin, fa sospendere le sue decisioni. Madre e figlio parlano a lungo e l'intervento di Morgase permette di far svolgere un regolare processo contro Perrin, accusato ufficialmente di aver ucciso due Figli, molto tempo addietro, in uno stedding in Andor. Perrin ha così la possibilità di illustrare il proprio punto di vista, contro quello di Byar, facendo venire altri dubbi a Galad; egli viene comunque ritenuto colpevole di omicidio da parte di Morgase, ma con alcune attenuanti e perciò non viene condannato immediatamente alla pena capitale, bensì la pena viene lasciata al giudizio di Galad, che sceglie di prendere altro tempo per pensare ad una condanna adeguata. Poco tempo dopo Perrin salva Galad ed i Manti Bianchi, i quali sono finiti nella trappola inscenata da Graendal contro lui stesso. Perrin così contribuisce in modo determinante a sbaragliare l'orda Trolloc, inoltre salva personalmente Galad dalla morte; quest'ultimo perciò lo condanna a combattere assieme a lui all'Ultima Battaglia; Byar assiste alla scena e sempre più furioso, cerca di colpire Perrin alle spalle, ma viene a sua volta fermato ed ucciso da Dain Bornhald, che ormai non crede più alle sue menzogne. Perciò Galad dopo aver avuto prova delle capacità e dell'onestà di Perrin sceglie anche di allearsi con lui, per partecipare assieme all'Ultima Battaglia, perciò guida i Manti alla Piana di Merrilor.Incontrando più volte Perrin e poi alleandosi con lui, Galad ha anche l'occasione di fare sempre più conoscenza con Berelain, la Prima di Mayene; come era stato predetto da Min Farshaw, tra questi due personaggi scoppia la scintilla dell'amore. Nel corso del Libro XIV Galad partecipa a varie fasi dell'Ultima Battaglia e scopre di essere fratello del Drago Rinato. Inizialmente presta l'aiuto suo e dei Manti Bianchi, a sua sorella Elayne, impegnata in Andor e Cairhien; successivamente combatte a Merrilor, dove, usando uno dei medaglioni inviatigli da Mat, elimina parecchi degli incanalatori Ayyad Sharani. Poco dopo aver trovato suo fratello Gawyn ormai morente, Galad sfida a duello Demandred, ma il Reietto lo colpisce a morte, dopo avergli anche amputato una mano. Annoura Larisen, che è l'Aes Sedai consigliera personale di Berelain, sfidando il pericolo, riesce a salvarlo e a portarlo a Mayene, sacrificando però la sua capacità di incanalare.

### Galina Casban
Galina Casban: Aes Sedai ed ex capo dell'Ajah Rossa, rivelata come vice capo dell'Ajah Nera. Viene descritta con i capelli corvini, di bell'aspetto, anche se di corporatura un po' robusta e con un'espressione sempre dura sul volto; odia profondamente gli uomini, ama le donne ed ha fatto superare a Tarna Feir il suo blocco picchiandola ripetutamente; in seguito però Tarna ha rifiutato di avere una relazione con lei. Galina ha circa 110 anni e si trovava nella fascia alta della gerarchia delle Aes Sedai. È uno degli antagonisti dei protagonisti, con anche alcuni capitoli che vengono narrati o descritti dal suo punto di vista. Galina è stata l'Altissima (cioè il capo) dell'Ajah Rossa per diciotto anni ed inoltre anche il vice Capo dell'Ajah Nera, seconda in comando subito dopo Alviarin; lei stessa si è vantata dell'enorme potere che ha esercitato nella sua vita e delle azioni malefiche che ha compiuto, ad esempio nell'aver contribuito personalmente alla caduta di ben due Amyrlin Seat (vale a dire alla tortura ed uccisione di Tamra Ospenya e poi alla deposizione, interrogatorio e quietatura di Siuan Sanche, entrambe Aes Sedai provenienti dall'Ajah Azzurra). Galina fa la sua comparsa nella saga a partire dal prologo del Libro VI quando, su ordine di Elaida (ma anche dell'Ajah Nera), prende direttamente parte dell'ambasceria inviata al Drago Rinato, nella quale lei risulta essere tra i sei membri più importanti ed influenti. Lungo la strada, Galina e le altre cinque ambasciatrici, si incontrano ed accordano con Sevanna ed altre Sapienti degli Shaido, sulla sorte da riservare al Drago Rinato. Una volta che la delegazione è arrivata a Cairhien, Galina, Nesune e Coiren, si incontrano con Rand, cercando di corromperlo, donandogli enormi quantità di oro e gioielli; nel frattempo però prendono i contatti necessari per predisporre i propri piani e far giungere di nascosto altre Aes Sedai; infatti, quando è evidente che Rand non tornerà spontaneamente con loro a Tar Valon, secondo gli ordini ricevuti da Elaida, Galina assume il comando della spedizione e guida le sorelle nel Palazzo del Sole, facendo scattare la trappola per catturarlo. Dopo la cattura del Drago, Galina è tra quelle che lo picchiano e puniscono più crudelmente, per cercare di spezzargli il carattere e sottometerlo; inoltre, sempre su ordine di Elaida, Galina cerca anche in tutti i modi di eliminare Gawyn Trakand, mettendolo in situazioni di pericolo; successivamente Galina riesce a fuggire indenne dalla battaglia dei pozzi di Dumai ma subito dopo viene fatta prigioniera dagli Shaido Aiel. Viene torturata più volte a causa della sua ribellione ed inoltre per essere mostrata agli Shaido e alle Sapienti come un'Aes Sedai sottomessa e punita per le sue cattive azioni; viene infine ridotta ad essere una gai'shain personale di Sevanna, diventando nel frattempo anche l'interesse del sadismo della Sapiente Therava. Galina viene inoltre costretta a giurare su una Verga dei Giuramenti, che la costringe ad obbedire sempre agli ordini di tutte le Sapienti Shaido, compreso l'ordine di non incanalare senza il loro esplicito consenso. In seguito Galina cerca di liberarsi da questi vincoli, perciò ricatta Faile e le altre sue compagne, che come lei sono state catturate dagli Shaido e di conseguenza le sprona e minaccia di continuo, affinché rubino per lei la Verga dei Giuramenti, che viene tenuta in custodia da Therava, nella sua tenda; finalmente, alla vigilia della battaglia di Malden, Galina ottiene la sospirata Verga e riesce a fuggire, tentando nel frattempo di uccidere Faile, Morgase, Alliandre e le loro compagne, ma alla fine viene ricatturata da Therava, che le promette che la terrà sempre con sé come la sua Lina, conducendola verso la Terra delle Tre Piegature. Le azioni di Galina sono state denunciate da Faile e da Perrin alle altre Aes Sedai, inoltre anche nella Torre Bianca si è avuta ormai prova della sua appartenenza all'Ajah Nera.

### Garenia Rosoinde
Garenia Rosoinde, (il cui vero nome è Zarya Alkaese): membro della Famiglia, è una Saldeana che scappò dalla Torre Bianca circa settanta anni prima dell'inizio della Saga, mentre faceva la novizia, quindi ha un'età di circa ottantacinque-novanta anni, anche se non sembra poi molto più vecchia di Nynaeve. Come copertura faceva la mercante e poiché, da vera Saldeana, ha un carattere particolarmente vivo ed ostinato, viene mandata da Reanne alla Fattoria per punizione. Laggiù, poiché è forte in Saidar almeno quanto Lelaine e Romanda, viene scelta per far parte del circolo di tredici elementi che deve attivare la Coppa dei Venti. Quando i Seanchan attaccano Ebou Dar, Garenia fugge con tutta la Famiglia in Andor, al seguito di Elayne e Nynaeve. Dopo un certo tempo, Adeleas la riconosce come Zarya Alkaesa, la novizia fuggita così tanti anni prima, perciò le viene di nuovo imposto il bianco, assieme a Kirstian e le due vengono trattate di conseguenza. Le due novizie-anziane nel frattempo intuiscono certi particolari degli omicidi perpetrati da una sorella nera, perciò ne parlano con Vandene, che su suggerimento di Elayne e Nynaeve le prende come collaboratrici nelle indagini.

### Gareth Bryne
Lord Gareth Bryne: è uno dei Cinque Grandi Capitani delle Terre Bagnate, l'ex Capitano Generale delle Guardie della Regina di Andor, oltre che l'ex amante della regina stessa, Morgase Trakand. Diviene poi Gaidin di Siuan Sanche. È un maestro spadaccino possessore di una Spada con il Marchio dell'Airone. È di statura leggermente alta, robusto, di mezza età, con una faccia squadrata ed capelli scuri, ingrigiti sulle tempie. È uno dei principali personaggi di supporto, con alcuni capitoli che vengono narrati o descritti dal suo punto di vista.
Lo si incontra per la prima volta nel Libro I, quando Rand al'Thor viene portato al cospetto della regina Morgase e Lord Gareth si trova con lei. L'arrivo di Rahvin in Andor causa la disgrazia di Lord Bryne, che viene malamente cacciato dalla regina e perciò si ritira nelle sue tenute di campagna, alle Fonti di Core. Laggiù, per caso, arriva Siuan Sanche, l'ex Amyrlin Seat che è stata quietata e deposta e che adesso cerca di raggiungere, con i suoi compagni, le Aes Sedai ribelli ad Elaida. Il gruppo di fuggitivi resta però coinvolto nell'incendio di una stalla, perciò viene giudicato proprio da Lord Bryne, in qualità di signore del luogo. Nonostante i danneggiati chiedessero delle punizioni corporali, egli li condanna a rimanere in servizio presso di lui, per ripagare i danni. Dopo il giudizio però, Siuan e gli altri non tengono fede ai solenni giuramenti prestati di restare a servire, e quindi con l'aiuto di Logain, riprendono la loro fuga. Gareth Bryne, pur non avendo riconosciuto Siuan, è rimasto in qualche maniera affascinato dal suo sguardo e quindi decide, contro ogni logica, di inseguire lei ed i suoi compagni. Di conseguenza arriva anche lui a Salidar, dove le Sorelle ribelli si sono radunate. Le Aes Sedai lo coinvolgono subito nei loro piani, ingaggiando immediatamente Lord Bryne come nuovo comandante del loro esercito in formazione, perché il suo alto prestigio militare e le sue capacità, potranno assicurare alla loro causa truppe numerose ed efficienti. In seguito all'elezione della nuova giovane Amyrlin, Gareth si mostra molto fedele ad Egwene al'Vere, spiegandole chiaramente la situazione e ponendosi completamente al suo servizio. Dopo che tutte le ribelli viaggiano dai confini meridionali di Andor, fino alle sponde dell'Erinin, Lord Gareth Bryne pone con successo l'assedio a Tar Valon. Nel frattempo inizia una burrascosa relazione tra lui e Siuan Sanche, che nel frattempo è stata costretta dalle Aes Sedai a servirlo per tener fede ai giuramenti prestati. Quando Gawyn viene a sapere che Egwene è tenuta prigioniera dentro alla Torre, si precipita dalle sorelle ribelli, ma Gareth cerca di convincerlo a trattenere la sua irruenza. Intanto si approfondisce il rapporto tra Gareth e Siuan, che spiega all'uomo il suo comportamento ed il fatto di non sentirsi una spergiura: per una persona ci sono giuramenti o impegni che hanno precedenza rispetto ad altri, il suo primo e precedente impegno, era quello di aiutare il Drago Rinato a raggiungere l'Ultima Battaglia e vincerla, un impegno a cui ha dedicato tutta la propria vita... solo dopo, se fosse sopravvissuta, aveva intenzione di rispettare tutti gli altri impegni presi, compreso quello di tornare alle Fonti di Core per servirlo. Quando i Seanchan attaccano con un raid la Torre Bianca, Siuan si allarma molto per la sorte di Egwene, ma Gareth si dimostra inizialmente molto riluttante ad intervenire. Ma di fronte alla determinazione di Siuan di recarsi ugualmente alla Torre Bianca con il solo Gawyn, Lord Gareth accetta di accompagnarla, purché lei esaudisca due sue richieste. La prima delle richieste è che lei lo leghi come suo Custode, cosa che Siuan accetta prontamente. Durante la missione i due si salvano reciprocamente la vita, portando così a compimento una visione di Min Farshaw, che aveva predetto che se i due non restavano sempre uniti, entrambi sarebbero morti. La mattina seguente Gareth pone a Siuan la sua seconda richiesta: le chiede di sposarlo, ma solo dopo che lei avrà terminato il suo impegno di aiutare il Drago Rinato. Nel libro XIII si incontra Bryne già nel secondo capitolo, quando si reca da Siuan per rassicurarla a proposito della venuta di Rand nella Torre Bianca. In seguito fornisce alcuni buoni consigli a Gawyn che continua ad avere dei problemi con Egwene.

### Gaul
Gaul: è il primo Aiel di cui si faccia conoscenza, è un Cane di Pietra e appartiene al Clan degli Aiel Shaarad; viene mandato in esplorazione nelle Terre Bagnate alla ricerca del Car'a'carn, ma viene fatto prigioniero nel Ghealdan da alcuni Cercatori del Corno di Valere e liberato da Perrin Aybara; ritrova Perrin a Tear e ne diventa un amico fraterno, perciò lo segue nei Fiumi Gemelli e poi nelle avventure successive; è innamorato della Fanciulla Chiad. Bair ha già deciso che quando il Capoclan Jheran morirà, invierà Gaul nel Rhuidean per diventare il nuovo Capoclan. Nell'ultimo libro Gaul entra in Tel'Aran'Rhiod assieme a Perrin con il corpo fisico e lo aiuta a respingere gli attacchi dell'Assassino rimanendo alla fine gravemente ferito.

### Gawyn Trakand

La bandiera personale di Gawyn

Bandiera della Cuccioli

Gawyn Trakand: figlio della regina di Andor, Morgase, fratello dell'erede al trono, Elayne e fratellastro di Galad Damodred. È uno dei maggiori personaggi di supporto, nel Libro XII diventa quasi uno dei protagonisti, con numerosi capitoli che vengono narrati o descritti dal suo punto di vista.
Gawyn Trakand è il Primo Principe della Spada nel regno di Andor, cioè colui che dovrà comandare gli eserciti del regno in caso di guerra. Gawyn fa brevemente la sua comparsa nel Libro I, quando si incontra con Rand al'Thor nei giardini del Palazzo Reale. In seguito Gawyn, assieme al fratellastro Galad, accompagna sua sorella Elayne a Tar Valon, dove viene istruito come Custode. Innamorato di Egwene, si dispera per la scomparsa sua e della sorella (scappate prima ad aiutare Rand a Falme e poi mandate alla caccia dell'Ajah Nera) e ritiene responsabile di ciò l'Amyrlin Seat Siuan Sanche; perciò Gawyn appoggia la sua deposizione durante l'ascesa ad Amyrlin di Elaida, risultando determinante grazie al suo ascendente sugli altri studenti dei Custodi, con cui fonda i Cuccioli, un gruppo di giovanissimi armati che si pone al servizio della Torre Bianca. In seguito però permette a Siuan di fuggire, grazie all'intervento di Min Farshaw, che lo convince delle sue buone intenzioni. Successivamente Gawyn comanda la scorta all'ambasciata di Aes Sedai della Torre Bianca, fedeli ad Elaida, che vogliono rapire il Drago Rinato. A Cairhien Gawyn incontra nuovamente Egwene, che cerca di convincerlo che Rand non ha ucciso sua madre Morgase (cosa di cui Gawyn è invece convinto); inoltre i due si dichiarano il rispettivo amore e trascorrono momenti felici assieme, interrotti però bruscamente quando Egwene è costretta a partire per Salidar. Dopo che Rand è stato catturato, Gawyn, le Aes Sedai e la scorta vengono coinvolti nella battaglia dei pozzi di Dumai, dalla quale Gawyn riesce a scampare con le sue truppe, dichiarando però tutto il suo odio verso Rand; Elaida tuttavia gli proibisce il ritorno a Tar Valon, costringendolo così ad acquartierarsi nel piccolo villaggio di Dorlan, da dove Gawyn compie continue sortite di guerriglia contro l'esercito delle Aes Sedai ribelli, comandato paradossalmente proprio da Egwene (divenuta la loro Amyrlin Seat). All'inizio del libro XII Gawyn batte facilmente in allenamento il Custode Sleete, che è un mastro spadaccino; dai loro discorsi si apprende che anche Gawyn avrebbe il diritto di portare una spada con il marchio dell'airone, per aver sconfitto ed ucciso in un leale duello il suo maestro alla Torre Bianca, durante la deposizione di Siuan, ma Gawyn non è orgoglioso di ciò che ha fatto e perciò ha deciso di non indossare quella spada. Sleete gli offre anche l'onore di essere legato dalla sua Aes Sedai, che appartiene all'Ajah Verde, ma Gawyn rifiuta. Nel frattempo le missioni di disturbo a cui Gawyn ed i suoi Cuccioli vengono inviati assumono sempre più la caratteristica di azioni suicide, finché nel villaggio che ospita il loro quartier generale, ritorna Katerine Sedai che ha imparato da Elaida a Viaggiare e che si lascia sfuggire che Egwene è tenuta prigioniera dentro la Torre. Gawyn perciò abbandona immediatamente i Cuccioli e si precipita presso le Aes Sedai ribelli, cercando di convincerle ad andare a liberarla. Ma Egwene ha ordinato di evitare qualsiasi tentativo di liberazione. Gareth Bryne perciò lo prende sotto la sua custodia ed inoltre cerca di convincerlo a trattenere la sua irruenza. Durante la notte in cui la Torre Bianca viene attaccata dai Seanchan, Siuan non ha problemi a convincere Gawyn a recarsi con lei dentro la Torre, per cercare di liberare Egwene. La trovano prostrata e quasi svenuta per lo sforzo compiuto a respingere i nemici, perciò Gawyn la riporta in braccio nel campo ribelle attraverso un portale aperto da Siuan. Il mattino seguente però Egwene è furiosa con loro, perché i suoi ordini non sono stati eseguiti e proprio nel momento in cui il suo successo pareva ormai assicurato. Al di fuori della tenda di Egwene, la giovane donna dice chiaramente a Gawyn che non ha ancora deciso come comportarsi con lui: come donna lo ama, ma come Amyrlin non può perdonare di essere stata disobbedita, perciò i loro affari personali dovranno aspettare un secondo momento per essere sistemati, perché più urgenti affari la chiamano. Quando Egwene si reca a Tar Valon per essere eletta nuovamente come Amyrlin della Torre riunificata, Gawyn la segue fedelmente e viene scambiato per il suo Custode. Nel Libro XIII Gawyn si scontra spesso con Egwene, perché ancora non riesce ad accettare il suo ruolo di Amyrlin Seat; inoltre, per proteggerla, frustra alcuni dei suoi piani per stanare la Reietta Mesaana, che si nasconde ancora dentro la Torre. Ma Gawyn ha in parte ragione di preoccuparsi dell'incolumità di Egwene, perché i numerosi e recenti assassinii di Aes Sedai, non sono opera della Reietta o dell'Ajah Nera, ma dei Pugnali Insanguinati Seanchan, a loro volta annidati nella Torre. Comunque Gawyn, non accettando la situazione, torna in Andor dove, con un lungo colloquio con sua sorella Elayne, rivede le sue posizioni, sia nei confronti di Egwene che di Rand al'Thor. Poi, dopo avere interrogato un'ex damane, tenuta a Caemlyn, Gawyn intuisce chi possano essere gli autori dei delitti nella Torre. Perciò si precipita a Tar Valon e duellando coraggiosamente riesce a salvare Egwene, rimanendo però gravemente ferito. Egwene lo trovo in un lago di sangue e per salvarlo a sua volta, lo lega finalmente come suo Gaidin. Alla fine del libro Gawyn accompagna Egwene alla Piana di Merrilor, dove può abbracciare nuovamente sua madre Morgase, da lui creduta morta da tempo.

### Geofram Bornhald
Geofram Bornhald: ufficiale dei Figli della Luce. Egli è stato uno dei Lord Capitani dei Manti Bianchi. Nel Libro I cattura Egwene e Perrin in uno Stedding e li tiene prigionieri con il proposito di portarli in Amadicia, per ulteriori interrogatori. Successivamente Niall lo manda in Tarabon e nella Piana di Almoth un'intera legione di Figli, per preparare il terreno ai suoi piani di azione. Jaichim Carridin gli ordina di tenersi lontano da Capo Toman, ma disturbato dalle notizie che giungono da Falme, Geofram porta le sue truppe laggiù, provocandone la distruzione per mano dei Seanchan.

### Gitara Moroso
Gitara Moroso: Aes Sedai dell'Ajah Azzurra, ex consigliera personale della regina Mordrellen di Andor e infine la Custode degli Annali per l'Amyrlin Tamra Ospenya all'inizio del prequel Nuova Primavera; Gitara aveva il raro talento della predizione; prima di diventare Custode degli Annali era già stata per diversi anni, la consigliera personale della regina di Andor, Mordrellen; da quella posizione istigò l'allontanamento dal regno della principessa Tigraine Mantear e di suo fratello, Lord Luc; in seguito Gitara morì nella Torre Bianca, mentre fuori dalla città infuriava la Battaglia delle Mura Lucenti e quasi tutte le sorelle erano all'esterno, a prestare la guarigione; essa morì predicendo l'avvento, in quello stesso istante, del Drago Rinato su Montedrago; le uniche testimoni della predizione furono Tamra Ospenya, Siuan e Moiraine, e in quel momento drammatico l'Amyrlin ordinò alle due Ammesse di mantenere il segreto su ciò che avevano appena udito; un'altra delle predizioni conosciute di Gitara, era che l'Ultima Battaglia si sarebbe svolta entro la vita delle sorelle in quel momento presenti nella Torre Bianca; Gitara era molto anziana, aveva i capelli completamente bianchi e doveva aver superato i trecento anni di età.

### Graendal
Graendal: è una dei Reietti. È uno dei principali antagonisti dei protagonisti, con anche alcuni capitoli che vengono narrati o descritti dal suo punto di vista.
Kamarile Maradim Nindar (questo il nome di Graendal prima del suo passaggio all'Ombra) fu al tempo dell'Epoca Leggendaria un'Aes Sedai molto potente (e tuttora risulta seconda solo a Lanfear, tra i Reietti femmine) ed una stimata psichiatra, la cui fama era dovuta alla sua grande capacità di analizzare le menti, per risolvere tutti quei problemi di natura psicologica, che risultavano inguaribili con l'uso dell'Unico Potere. Inoltre era conosciuta per essere estremamente intelligente e percettiva, in special modo nel capire i meccanismi più celati dello spirito umano. Infine era celebre anche per il suo ascetismo e per la sua condotta di vita particolarmente morigerata, ritirata e disadorna. Il suo estremo perfezionismo causò però la sua caduta; infatti Kamarile era ipercritica, verso se stessa e verso gli altri, tanto che nessuno riusciva a reggere i suoi standard, semplicemente perché risultavano troppo alti; perciò, delusa dalla sua vita, la donna si votò all'Ombra e fu la seconda grande personalità a giurare fedeltà al Tenebroso dopo Ishamael. Perciò si trasformò in Graendal e questo suo nuovo alter ego risultò essere l'esatto opposto di ciò che era stata in precedenza, divenne cioè una donna voluttuosa e decadente, in cerca di continui piaceri ed eccessi. Dotata del fisico di una delle più belle creature che abbiano mai calcato la terra, Graendal abitualmente veste abiti estremamente rivelatori, ed indossa sempre preziosissimi e vistosi gioielli a profusione. Ama inoltre usare indiscriminatamente la Coercizione/Compulsione per asservire gli umani più belli, di entrambi i sessi, che hanno la sfortuna di attirare le sue voglie ed attenzioni; Graendal infatti li soggioga completamente, fino a portarli ad adorarla, per farne quindi l'oggetto dei suoi giochi sessuali o anche solo per ridurli al rango di semplici, bellissimi e nudi servitori, in special modo se questi ultimi, in precedenza, erano stati dei personaggi potenti o di una qualche importanza e fama. Sebbene nella Guerra dell'Ombra non abbia mai guidato direttamente gli eserciti, Graendal si rivelò molto abile nel pianificare l'avanzata delle Forze dell'Ombra e soprattutto negli intrighi, sia quelli che favorirono questa avanzata che quelli che portarono all'eliminazione di Reietti rivali. La sua profonda conoscenza della mente umana, le garantisce inoltre una capacità insuperata nell'uso della Coercizione/Compulsione, che lei adopera in continuazione per favorire i propri piani. In particolare Graendal ebbe un certo peso nella conversione dalla Luce all'Ombra, di un altro importante Reietto: Sammael.
Dopo il suo sonno millenario, a Shayol Ghul, Graendal, mascherandosi con tessiture d'illusione sotto i panni della vecchia Lady Basene, si è stabilita nell'Arad Doman, dove, grazie a numerosi intrighi, ha disseminato il caos, facendo precipitare il regno nella guerra civile (in particolare è responsabile della scomparsa del re e della diffusione di ordini reali contraddittori, come quello consegnato al Generale Ituralde di attaccare i Fautori del Drago). Ha partecipato inoltre, assieme ad altri Reietti a numerosi complotti contro Rand al'Thor, risultando l'unica ad esserne uscita indenne. In particolare Graendal accompagna Sammael da Sevanna e dagli Shaido, contribuendo ad ingannarli. Nel prologo del Libro XII, Moridin chiama Graendal ad assistere, mentre lui discute con Demandred e Mesaana a proposito della cattura di Semirhage, affinché in questo modo lei riesca a capire almeno in parte quali siano i loro piani; questa è una ricompensa per avere operato molto bene nel portare il caos nell'Arad Doman. Nel congedarla Moridin le ordina di continuare nella sua opera e di infliggere le pene dell'anima a Rand al'Thor. Successivamente Nynaeve riesce a svelare alcuni intrighi della Reietta e rimuovendo la compulsione da un ragazzo, scopre il luogo in cui Graendal si nascondeva: Natrin's Barrow, uno splendido palazzo/fortezza sulle montagne. Con uno stratagemma Rand si assicura che la Reietta sia presente nel luogo e poi con il Fuoco Malefico, cancella il palazzo dal disegno, senza pietà, assieme a tutti i suoi numerosi abitanti (il che induce Nynaeve e Min a rivedere il loro appoggio incondizionato nei confronti di Rand). Nel Prologo del Libro XIII si scopre che Graendal è riuscita a sfuggire quasi per miracolo all'attacco con il Fuoco Malefico da parte di Rand (riuscendo però nel frattempo a far eliminare il suo collega Aran'gar) e che perciò la Reietta si ripromette di vendicarsi, facendolo soffrire mentre lei colpisce le persone che gli sono care. Nel resto del libro però si incontra con Moridin che le affida l'incarico di eliminare Perrin Aybara. Attraverso una Dreamspike piazzata nella zona del suo campo, impedisce agli incanalatori di Perrin di aprire portali per viaggiare. Quindi organizza una trappola facendo trasportare attraverso una Pietra Portale, manovrata da un Signore del Terrore, decine di migliaia di esseri della Progenie dell'Ombra. Perrin, dopo aver lottato con l'Assassino, riesce però a rimuovere la Dreamspike ed a fuggire con tutti i suoi seguaci; Perrin però si rende conto della posizione in cui adesso si trovano Galad Damodred ed i Manti Bianchi, che sono in pratica finiti nella trappola riservata a lui, perciò a sorpresa decide di tornare indietro a salvarli, ottenendo un'importante vittoria. Quindi nell'Epilogo Graendal viene punita severamente da Shaidar Haran per i suoi fallimenti e per aver provocato indirettamente anche la caduta di Mesaana, visto che la Dreamspike è stata portata da Perrin sopra la Torre Bianca, intralciando i piani di quest'altra Reietta. Nel cominciare a tormentarla Shaidar Haran rivela inoltre che è ritenuta responsabile della fine di un terzo Prescelto, oltre a Mesaana e Aran'gar, rivelando quindi indirettamente che è stata proprio Graendal ad eliminare anche Asmodean nel corso del Libro V.
Nel prologo del Libro XIV si scopre che Graendal, dopo essere stata brutalmente uccisa, come ulteriore punizione per le sue azioni, è stata reincarnata in Hessalam (che significa "senza perdono"), il suo nuovo corpo infatti ha delle fattezze orribili e disgustose, con gli occhi storti, il volto pieno di verruche, il naso adunco, i capelli radi. Poco dopo, nel prologo, Hessalam si camuffa ed ingaggia l'Assassino per uccidere il Drago Rinato e gli fornisce anche l'aiuto di alcuni Samma N'Sei. Durante il resto del libro Hessalam, attraverso il mondo dei sogni, Compulsa le menti dei Grandi Capitani: li induce così a delle manovre che portano gli eserciti della luce quasi al disastro. Il piano viene svelato appena in tempo, ma al costo di enormi perdite. Sempre nel mondo dei sogni, Hessalam si scontra anche con Perrin, che quasi riesce a catturarla facendole ingurgitare della radice biforcuta. Successivamente, durante la battaglia attorno a Shayol Ghul Hessalam fa una strage di avversari (come Faeldrin e Kiruna Sedai, Damer Flinn), o cattura molti di loro (come Sarene Sedai, Ruarc, Sashalle Sedai), schiavizzandoli con la sua Compulsione, usando quelli che sono anche incanalatori, come dei serbatoi di potere da cui attingere, costringendoli a formare con lei dei circoli. Alla fine del libro Hessalam ha uno scontro diretto con Aviendha; quest'ultima viene gravemente ferita ed è ormai esausta e al limite del suo potere, perciò disfa una tessitura tentando di farla esplodere e così uccidere entrambe. Il colpo però si limita a fare rimbalzare su sé stessa la tessitura di Compulsione che Hessalam stava per lanciare contro Aviendha. Da quel momento la Reietta rimane totalmente soggiogata dalla sua stessa Compulsione e diventa perciò una docilissima e sottomessa schiava mentale di Aviendha.

## H

### Hadnan Kadere
Hadnan Kadere: è un mercante che si reca con il suo corteo di carri, nella Desolazione Aiel su ordine di Lanfear ed Asmodean che si travestono sotto tessiture di illusione e si aggregano a lui; Isendre un'altra Amica delle Tenebre, è stata la sua amante, una ragazza bellissima che lui ha usato per cercare di sedurre Rand al'Thor ma che poi elimina spietatamente; in seguito sui moli di Cairhien, Lanfear squarta Kadere atrocemente con l'Unico Potere, presa dalla rabbia e dalla gelosia, alla notizia che Rand ha fatto all'amore con Aviendha.

### Halwin Norry
Halwin Norry è il Primo Funzionario che si trova a capo di tutta la burocrazia del Regno di Andor; viene descritto come una persona abbastanza anziana e trasandata, a causa della sua totale dedizione al lavoro; risulta essere anche una persona un po' noiosa e pedante nei modi, ma molto precisa e puntuale nel riferire attentamente i propri rapporti. Quando Rand conquista Caemlyn, Mastro Norry collabora con lui nell'amministrazione del regno, cercando anche di porre rimedio ai guasti lasciati dall'amministrazione di lord Gaebril/Rahvin. Negli ultimi libri, dopo che Elayne è tornata a Caemlyn, Mastro Norry aiuta la principessa a trovare i fondi necessari a sostenere l'assedio ed i nemici, inoltre contribuisce a smascherare delle spie all'interno del Palazzo Reale ed a formare un sistema di controspionaggio, rivaleggiando in questo con Comare Harfor. Nel libro XI, scovando un abile borseggiatore in grado di seguire Daved Hanlon, mastro Norry contribuisce infine a trovare il covo di Amici delle Tenebre in via della Luna piena.

### Harine din Togara Due Venti
Harine din Togara Due Venti: Atha'an Miere, appartiene al Clan Shodein del quale è anche la Maestra delle Onde, ovvero la capo clan. La sua Cercavento è sua sorella Shalon. Harine, con la sua nave, la White Spray, risalì il fiume Alguenya fino a Cairhien, infatti vi era stata inviata come ambasciatrice al Drago Rinato. Dapprima Rand evitò di incontrare entrambe le delegazioni del Popolo del Mare, sia quella di Harine, che quella di Zaida, che si era recata a Caemlyn alla sua ricerca. Nel frattempo la nave di Harine ricevette una visita non gradita da parte di Egwene che perciò venne gettata nel fiume e si vendicò sugli Atha'an Miere. Sulla nave inoltre trovò rifugio Berelain, nel breve periodo in cui Colavaere Saighan prese potere in città. In seguito Rand decise di stipulare un accordo con il Popolo del Mare, perciò dopo aver visitato la White Spray in maniera pomposa, lasciò Merana e Rafela Sedai a stipulare il trattato, molto oneroso per entrambe le parti. Dopo l'attentato al Drago Rinato da parte di alcuni Asha'man rinnegati, Shalon venne “presa in custodia” da Cadsuane, perché ritenuta in qualche maniera coinvolta. Perciò Harine le fece una scenata, con la pretesa del rilascio della sua Cercavento e sorella, ottenendo però, in tutta risposta, una severa lezione da parte di Sarene Sedai. Quando Cadsuane si recò a Far Madding alla ricerca di Rand, Harine ottenne di accompagnarla, di conseguenza restò coinvolta nella battaglia per la pulitura di Saidin. Infine, alla notizia della morte di Nesta din Reas, Harine si precipitò all'elezione della nuova Maestra delle Navi, ma arrivò in ritardo, perciò venne eletta la sua nemica Zaida; come se non bastasse, Harine venne anche punita severamente, perché il suo accordo con il Drago Rinato venne giudicato particolarmente negativo. Harine ha sopportato con stoicismo il tutto, poiché infatti ora attende che si avveri la profezia di Min Farshaw, che ha previsto che anche lei un giorno diverrà Maestra delle Navi. Nel libro XII, nonostante tra loro i rapporti non siano mai stati idilliaci, Rand richiede ancora Harine come ambasciatrice presso di sé. Perciò Harine conduce a Bandar Eban le navi piene di cibo, seguendo il trattato stipulato tra di loro. Rand, quando si incontra con lei, le chiede che il suo popolo riveda il suo atteggiamento verso gli uomini che possono incanalare.

### Hurin
Hurin: è un "fiutatore" Shienarese amico dei protagonisti. Lo si incontra nel secondo libro, dove conosce Rand. Segue le tracce di Padan Fain che durante l'evasione dalla Fortezza di Fal Dara con l'aiuto di Trolloc e Myrddraal ha rubato il Corno di Valere e il pugnale di Mordeth. Si ritrova in un mondo alternativo assieme a Loial e Rand a causa dell'attivazione di una Pietra Portale dove continua a seguire le tracce anche se più sbiadite.
Dopo che sono tornati nel mondo reale e recuperati gli oggetti rubati, a Cahirien, Hurin viene lasciato esanime nella locanda incendiata dagli Amici delle Tenebre che rubano nuovamente pugnale e corno e successivamente a Falme, partecipa al loro recupero. Quando Mat suona il corno, partecipa alla battaglia di Falme assieme a lui, Perrin e gli eroi del corno.

## I

### Ingtar Shinowa

La bandiera personale di Ingtar.

Ingtar Shinowa: è un lord e un capitano dello Shienar, protagonista nel II Libro. È un Amico delle Tenebre. Accompagna i protagonisti fino a Falme, nella caccia al Corno di Valere; alla fine si pente delle sue male azioni e muore eroicamente.

### Ishamael
Ishamael: è uno, se non forse il maggiore, dei Reietti. Elan Morin Tedronai, questo il nome originario del personaggio, al tempo dell'Epoca Leggendaria, era un Aes Sedai di notevole fama, un teologo ed un filosofo. Dal punto di vista fisico era un uomo all'inizio dell'età matura, di bell'aspetto, con occhi penetranti ed una presenza imperiosa; la sua voce era ad un tempo ragionevole ed impositiva. Dalla Guida si apprende che, nonostante gli fosse attribuita una notevole fama, le sue dottrine risultavano perlopiù troppo occulte per il largo pubblico; tra i numerosi saggi che scrisse, si possono ricordare “Analisi dei significati percepiti”, “Realtà ed assenza di significato” e “Scomposizione della realtà”, nei quali mostra una visione del mondo spiccatamente nichilista. Quando venne creato il Foro che permise al Tenebroso di toccare la realtà, anziché disperarsi, come quasi tutti gli Aes Sedai, Elan Morin guardò all'evento in maniera critica: essendo un teoretico, iniziò ad ipotizzare che la lotta tra Creatore e Tenebroso non fosse nuova, bensì eterna e ripetuta innumerevoli volte, in un ciclo iniziato all'alba dei tempi e con l'uso degli uomini quali pedine. Egli quindi concluse che alla fine il Tenebroso avrebbe vinto e smantellato la Ruota del Tempo, perciò fu il primo Prescelto a votarsi all'Ombra, convincendo sé stesso della bontà di questa scelta. Egli divenne così il Primo Campione dell'Ombra, la controparte negativa del Drago che era invece il Campione della Luce, cioè Lews Therin Telamon, con una forza nell'Unico Potere ben poco inferiore alla sua. In una conferenza di Aes Sedai egli proclamò la sua adesione, argomentando il fatto che la Luce stesse ormai perdendo la sua battaglia, perciò, considerando la sua alta posizione ed il suo indubbio potere, la sua conversione provocò immenso scalpore e lo scoppio di numerose rivolte e furono proprio le popolazioni disperate che gli diedero il suo nuovo nome: Ishamael, il Traditore della Speranza. Chiamato anche “Anima dell'Ombra” Ishamael divenne subito il comandante generale delle forze oscure, sebbene di fatto non partecipasse mai direttamente al comando delle truppe nel corso della “Guerra del Potere”. Insieme al Tenebroso ed agli altri Reietti, anche Ishamael avrebbe dovuto essere rimasto imprigionato a Shayol Ghul dai sigilli di Cuendillar imposti da Lews Therin Telamon e dai suoi Cento Compagni.
Molti studiosi però ipotizzarono presto che Ishamael, al contrario degli altri Reietti, venne solo parzialmente imprigionato a Shayol Ghul ed in effetti i lettori della Saga, sin dal Prologo del primo libro, lo vedono comparire già poco tempo dopo la sigillatura, mentre fa rinsavire e poi tormenta Lews Therin Telamon. Inoltre Rand al'Thor nel corso delle visioni sul passato, tra le Colonne di Vetro del Rhuidean, ascolta alcune persone che affermano che Ishamel è stato visto per l'ultima volta ben una quarantina d'anni dopo l'inizio della Frattura del Mondo, perciò o egli venne imprigionato solo in parte, o addirittura non restò affatto imprigionato, trovando comunque la maniera di preservarsi vivo per millenni, tornando così saltuariamente a visitare il mondo Aran, figlio di Malan, uno storico Ogier, ha teorizzato che Ishamael ebbe la facoltà di uscire periodicamente dal suo stato, all'incirca per un periodo di quaranta anni ogni millennio. L'uso smodato del Vero Potere e forse questa millenaria condizione di sospensione tra i mondi, hanno però provocato in Ishamael una progressiva caduta nella follia. Anche le sue fattezze subirono un mutamento: infuso di Vero Potere, il suo volto divenne una maschera con fiamme guizzanti dagli occhi e dalla bocca. È stato affermato che la sua prima importante manifestazione avvenne nel corso delle Guerre Trolloc. Già dal tempo della Frattura Ishamael aveva iniziato a chiamare sé stesso con il nome di Ba'alzamon (il cuore delle tenebre e in seguito, nella sua follia, arrivò addirittura ad identificare se stesso in Shai'tan), riuscendo perciò ad ottenere la venerazione dei Trolloc ed il timore dei Myrddraal. Perciò, dopo circa un migliaio di anni dalla Frattura, Ishamael uscì dal suo stato di sospensione vitale e riuscì facilmente a riorganizzare abilmente le molte centinaia di migliaia di Trolloc che si erano riprodotti nella Grande Macchia; dopo aver organizzato queste immense orde sotto il comando dei Myrddraal e dei Signori del Terrore, li lanciò sul mondo, devastandolo completamente e facendo subire un terribile tracollo alla civiltà che si era sviluppata fino a quel momento. Lui stesso inoltre si vantò di aver dato vita, sempre nello stesso periodo, all'Ajah Nera, organizzando in una struttura ben organizzata e temibile, tutti gli Amici delle Tenebre presenti tra le Aes Sedai della Torre Bianca. La sua seconda grande manifestazione, avvenne nel corso della vita del grande imperatore Artur Hawkwing; infatti nell'anno 973 dei cosiddetti Anni Liberi, egli si presentò a lui con il nome di Jalwin Moerad, ottenendo rapidamente molto ascendente e ricevendo già dall'anno successivo il titolo di alto consigliere dell'Imperatore, carica che mantenne per oltre un ventennio, fino al 994. Da quella posizione Ishamael fece tutto il possibile per minare dall'interno tutto ciò che Hawkwing aveva costruito: fece allontanare dal servizio imperiale tutte le Aes Sedai, provocando così un'insanabile rottura con la Torre Bianca e poi il ventennale assedio di Tar Valon; convinse l'imperatore a mandare i suoi figli ed eredi in due pericolose missioni oltre gli oceani (dalla prima sarebbe poi sorto l'impero Seanchan; la seconda, contro Shara, si risolse invece in un completo disastro); dopo la morte di Hawkwing (da lui favorita) operò infine affinché nessun discendente, o generale, riuscisse a tenere unita la compagine statale, provocando così la guerra dei Cento Anni e la disintegrazione dell'Impero. Perciò Ishamael, con le sue periodiche venute, operò da vero campione dell'Ombra, intervenendo a frantumare nuovamente l'umanità che aveva cominciato ad unirsi (con le Guerre Trolloc pose termine al Patto delle Dieci Nazioni e poi con la Guerra dei cent'anni pose fine all'impero di Hawkwing), lasciandola così più vulnerabile per il ritorno del Tenebroso.
Molte delle incomprensioni che possono colpire i lettori e riguardanti il punto di vista assunto da Ishamael nei primi tre libri della saga, possono essere spiegati dalla progressiva follia che l'hanno colpito: per circa tremila anni ha assunto il ruolo del Tenebroso, presentandosi a tutti come Ba'alzamon e alla fine, con il passare dei tempi, forse lui stesso ha cominciato a credere di esserlo, consumato anche dall'uso eccessivo del Vero Potere. Perciò quando si presenta, attraverso Tel'aran'rhiod, ai tre protagonisti ta'veren nei loro sogni, sembra veramente convinto del suo ruolo, mentre si fa passare per il Tenebroso in persona e li tormenta per tutto il primo volume, cercando inutilmente di convincerli, con la forza, con la minaccia o con la ragione, a passare dalla sua parte. Infine si scontra una prima volta con Rand al'Thor, sempre in Tel'aran'rhiod, ma viene sconfitto. Nel finale del secondo libro si scontra nuovamente con Rand, questa volta il loro duello nel Tel'aran'rhiod si apre in una visione sopra il cielo di Falme, a cui possono assistere migliaia di persone. Rand ancora una volta riesce a sconfiggerlo (e probabilmente a ferirlo) ma subisce la prima delle sue inguaribili ferite, provocata dal Vero Potere, che è il tocco stesso di Shai'tan attraverso il bastone di Ishamael. Al termine del terzo libro avviene il duello finale tra Ishamael e Rand, con uno spettacolare inseguimento in Tel'aran'rhiod; ma alla fine, dopo ben tremila anni di sopravvivenza, le spoglie mortali di Ishamael giacciono nel Cuore della Pietra di Tear, dove si decompongono rapidamente. Di fronte a quelle spoglie, Moiraine e gli altri protagonisti deducono perciò che Ba'alzamon non fosse affatto il Tenebroso in persona, ma un uomo che aveva assunto le sue veci. Di conseguenza Egwene ricorda un antico documento fattole leggere da Verin sedai, che accostava Ba'alzamon a Ishamael e parlava di “un nome dietro il quale si cela un altro nome”, e che perciò permette di identificarli con la stessa persona. Nel quarto libro Moghedien confermerà questa identificazione ed il fatto che ormai Ishamael follemente credesse di essere realmente Shai'tan. Infine, a partire dal libro settimo, si scopre che Ishaamel è stato reincarnato dal Tenebroso nel nuovo Reietto Moridin.
Ishamael era secondo solo a Lews Therin Telamon come forza in saidin, inoltre aveva anche alcune rare abilità legate a questa sua forza, e tra queste era capace di rintracciare un ta'veren analizzando la sua traccia lasciata lungo il Disegno.

### Ispan Shefar
Ispan Shefar: Aes Sedai dell'Ajah Azzurra, rivelata come appartenente all'Ajah Nera nel gruppo di Liandrin. In seguito agli eventi che hanno caratterizzato l'Ajah Nera, Ispan (assieme a Falion) viene mandata ad Ebou Dar da Moghedien alla ricerca del deposito segreto di Ter'angreal della Famiglia. Nella città altarana le due nere decidono anche di catturare Elayne e Nynaeve per fare una cosa gradita ai Reietti che le stanno cercando; però, non solo falliscono entrambi i loro obbiettivi, ma Ispan viene anche imprigionata. La sua prigionia causa parecchi attriti tra le Aes Sedai al seguito di Nyaneve ed Elayne e le Donne della Famiglia, finché la sorella nera viene affidata a Vandene ed Adeleas Namelle, che iniziano anche ad interrogarla. Prima però di giungere a Caemlyn, Ispan e la sua guardiana, Adeleas, vengono assassinate da un'altra sorella nera, rimasta a lungo segreta.

## J

### Jahar Narishma
Jahar Narishma: giovane e molto potente Asha'man fedele a Rand al'Thor, legato come Gaidin da Merise Sedai. Viene descritto come un giovane uomo, molto bello e dalla carnagione scura, che porta i suoi capelli raccolti in due lunghe trecce che partono sopra le orecchie, esse sono ornate da campanellini, come è tipico del suo paese, l'Arafel. Narishma è tra i primi a venire reclutato da Mazrim Taim e si dimostra subito come un incanalatore dall'alto potenziale. In seguito Jahar combatte ai pozzi di Dumai e viene scelto personalmente da Rand al'Thor nel gruppo di nove Asha'man che d'ora innanzi lo accompagneranno come scorta. Nel corso della guerra in Altara contro i Seanchan, Narishma si mostra fedele al Drago Rinato, quando viene mandato da Rand in missione segreta a recuperare Callandor nella Pietra di Tear, dando anche prova di saper superare delle impreviste e mortali trappole, quasi certamente piazzate da qualche Reietto; dopo l'attentato contro il Drago nel Palazzo del Sole di Cairhien, Jahar, manipolato da Cadsuane, accetta di venire legato come Custode da Merise Sedai dell'Ajah Verde per farsi proteggere e per evitare di essere accusato ingiustamente come un traditore ed essere giustiziato; raggiunge quindi Rand a Far Madding al seguito di Cadsuane e durante la Battaglia per la Pulitura di Saidin, Jahar usa Callandor legandosi in cerchio con Merise ed Elza. Nel corso dell'undicesimo libro, sempre su ordine del Drago Rinato, Jahar Narishma si reca in missione con Merise presso il campo delle Aes Sedai ribelli, offrendo una sorta di alleanza con gli Asha'man e proponendo anche che una cinquantina di essi venga legata come Gaidin, per compensare il numero di sorelle inviate da Elaida contro la Torre Nera e vincolate contro la loro volontà. Sempre in questo libro viene affermato che Jahar è il terzo più potente Asha'man dopo Mazrim Taim e Logain Ablar (il quarto considerando anche Rand); perciò viene scelto per accompagnare Rand all'incontro/trappola di Semirhage travestita da Figlia delle Nove Lune, nel corso del quale Jahar resta ferito. Nel corso del Libro XII Jahar si accompagna sempre a Rand, mostrandogli la sua fedeltà; dopo che il Drago ha dovuto superare l'ultimo attacco da parte di Semirhage, egli insegna a Jahar la tessitura del fuoco malefico, spiegando che quello è l'unico modo per essere certi di eliminare un Reietto. Nel Libro XIV Jahar partecipa alla Battaglia dello Shienar al fianco di Lan Mandragoran e successivamente aiuta Egwene contro Mazrim Taim, mentre duellano sulle Alture Polov a Merrilor. Secondo una profezia, legata al fatto che egli abbia impugnato Callandor dopo il Drago, Jahar Narishma potrebbe essere il futuro successore di Rand.

### Jaichim Carridin
Jaichim Carridin: è un ufficiale di alto rango dei Manti Bianchi ed un inquisitore della Mano della Luce. Egli è anche un Amico delle Tenebre. Viene descritto di alta statura, scuro di capelli ma con del grigio alle tempie, con un viso duro ed occhi profondi. È uno dei principali antagonisti dei protagonisti nella prima parte della saga, con anche alcuni capitoli che vengono narrati o descritti dal suo punto di vista. Con il falso nome di Bors, Carridin fa la sua comparsa durante il prologo del Libro II, quando partecipa ad un incontro di Amici delle Tenebre presieduto da Ishamael, che mostra immagini dei tre ta'veren e fornisce istruzioni. Si ritrova Jaichim Carridin nei capitoli seguenti, dove comanda i Manti Bianchi a Tarabon e nella Piana di Almoth, seminando distruzione e cercando di preparare il terreno ai Manti Bianchi, secondo i piani di Pedron Niall. Comanda perciò a Geofram Bornhald di ritirarsi da Capo Toman, ma invano. Perciò riporta a Niall che il disastro dei Manti a Falme è dovuto a Bornhald e che i Seanchan sarebbero Amici delle Tenebre aiutati dalle Aes Sedai. Nel prologo del Libro III Niall gli comanda di evitare di provocare danni a Rand al'Thor, mentre un Fade gli ordina esattamente il contrario, mettendolo perciò in una grave situazione. Nel Libro IV a Tanchico Carridin negozia con re Andric ed altri Signori Tarabonesi, per assicurare ad Amathera il palazzo della Panarca. Quindi gli si presenta Liandrin che gli comanda di aiutarla ad installarsi nel medesimo palazzo della Panarca e di tenerne il controllo. Nonostante tutti i suoi tentativi per prevenire lo scoppio di una rivolta, Carridin non può evitare l'assalto del palazzo da parte della folla, mentre nel frattempo Nynaeve ed Elayne penetrano di nascosto nel palazzo stesso, per liberare Amathera con l'aiuto di Thom Merrilin, Juilin Sandar, Bayle Domon ed Egeanin. Dopo che Tarabon è caduto preda della guerra civile, a partire dal Libro VII, Niall ordina a Carridin di spostarsi in Altara, per causare torbidi laggiù e nel vicino Murandy. Ad Ebou Dar Carridin guida l'ambasciata di Manti Bianchi al Palazzo Tarasin, scontrandosi quasi di nuovo con Elayne e Nynaeve. Mat nel frattempo, seguendo Mili Skane, scopre che Carridin deve essere un Amico delle Tenebre, perciò avverte le sue amiche, che ottengono ulteriori conferme dalle indagini di Thom. Poi, nonostante Sammael gli ordini di lasciar stare Mat, Carridin comanda a Mili di rapirlo. Intanto Niall gli ordina di rapire Elayne, perciò Carridin le manda un messaggio, spiegandole che sua madre è "ospite" dei Figli della Luce in Amadicia, facendola infuriare. Nel Libro VIII Carridin è ormai caduto in disgrazia per i suoi continui fallimenti e si è dato al bere, mentre ormai la sua numerosa famiglia è stata sterminata al suo posto, perciò su ordine di Moridin, Mili Skane compie la sua esecuzione di fronte a Falion Bhoda e Daved Hanlon, come promemoria: lo costringe ad ingurgitare con un imbuto un'intera botticella di acquavite di pessima qualità, fino a soffocarlo.

### Jain Fairstraider
Jain Fairstraider: soprannome di Jain Charin, grande esploratore, avventuriero e narratore di viaggi, proveniente dal Malkier; in seguito assume l'identità di Noal Charin.

### Janya Frende
Janya Frende è un'Aes Sedai snella, con corti capelli scuri e di bell'aspetto; rispetto a molte altre marroni, sembra avere meno la testa tra le nuvole, inoltre non si fa problemi a mostrare la sua grande curiosità su tutto, dietro l'apparente serenità da Aes Sedai. Janya è un'Adunante che se ne va dalla Torre Bianca dopo la deposizione di Siuan Sanche e che si rifugia a Salidar assieme alle ribelli. A Salidar è l'Adunate più anziana dopo Romanda e Lelaine e si distingue perché quasi sempre prende delle decisioni diverse da quelle delle altre Adunanti più anziane, quelle cioè che sono state riconfermate nel Consiglio ribelle, dopo essere fuggite a loro volta dalla Torre (infatti Janya ha aderito alla ribellione per vera convinzione, non come le altre Adunanti anziane, che, come si scopre nel Libro XII, sono state invece inviate dai capi delle Ajah, per cercare un modo per riappacificarsi con le ribelli). Janya inoltre non fa parte di alcuna fazione ed a Salidar si complimenta molto con Elayne e Nynaeve per le loro grandi scoperte e tenta inutilmente di imparare da Elayne come si riproducono i ter'angreal. In seguito è tra le prime a votare a favore dell'elezione di Egwene ad Amyrlin; la prima in favore della dichiarazione di guerra ad Elaida ed infine Janya approva l'alleanza e la creazione dei legami da Gaidin con gli Asha'man, chiedendo inoltre spiegazioni a Merise e Narishma sulle proposte del Drago Rinato; al contrario Janya non si mostra particolarmente favorevole ai colloqui di pace promossi dalle altre Adunanti anziane del Consiglio (questo suo comportamento potrebbe essere sospetto o indice di un carattere ribelle). Inoltre Janya si mostra molto favorevole con Tiana, a proposito dell'impiego delle novizie per la produzione del cuendillar, così da ricavare fondi per la guerra, grazie alla sua vendita. Durante il Libro XIII si viene a sapere che Janya è stata riconfermata come Adunante della Torre riunificata sotto Egwene, quando arriva giusto in tempo con Saerin, per votare nel corso di una convocazione segreta del Consiglio, indetta da Romanda: il voto serve all'apparenza per limitare i poteri di Egwene, perciò vota no all'idea di lasciare a quest'ultima il potere di trattare con i sovrani; subito dopo Janya vota a favore delle modifiche al regolamento per la convocazione del Consiglio stesso.

### Janduin
Janduin: capoclan degli Aiel Tardaad e padre di Rand al'Thor.

### Jarna Malari
Jarna Malari: Aes Sedai e Adunante dell'Ajah Gialla, rivelata come appartenente all'Ajah Nera. Era il capo supremo dell'Ajah Nera circa una ventina di anni addietro e comparve brevemente nel prequel "Nuova Primavera", quando cercò di convincere Moiraine ad accettare il trono di Cairhien; Jarna venne eliminata in maniera atroce dal Reietto Ishamael, che la rinchiuse dentro ad un ter'angreal dall'uso misterioso e le sue urla disperate di dolore si udirono per molti giorni, prima che il suo cadavere venisse ritrovato. Ishamael volle punirla così perché Jarna, senza consultarlo, ordinò all'Ajah Nera di torturare ed uccidere l'Amyrlin Tamra Ospenya e poi le sue cercatrici, inviate alla ricerca del piccolo Drago Rinato; inoltre, sempre nel contesto della ricerca del Drago Rinato, non conoscendo l'età del piccolo, Jarna diede l'ordine insensato di dare la caccia e di uccidere tutti gli uomini all'apparenza troppo fortunati (quindi dei probabili ta'veren od incanalatori), causando così un notevole numero di morti ed innumerevoli problemi e rischiando anche di rivelare l'esistenza dell'Ajah Nera.

### Jareth Byar
Jareth Byar: ufficiale dei Figli della Luce che viene descritto come alto e scheletrico, con occhi profondamente incassati nel volto. Egli fa la sua comparsa già nel primo libro, quando prende in particolare odio Perrin Aybara, dopo che ha ucciso due Figli in uno stedding ed è stato catturato da Geofram Bornhald e tenuto prigioniero per essere portato ad Amador. Byar finge di permettere a Perrin di fuggire, per poterlo uccidere. Nel secondo libro, al seguito sempre di Geofram Bornhald, Byar si trova a Capo Toman dove assiste alla distruzione della legione dei Manti Bianchi da parte dei Seanchan, ma si salva perché Bornhald lo manda indietro a riferire quanto è successo. Byar, che aveva intravisto Perrin nella zona di Capo Toman, riporta perciò a Pedron Niall e al figlio di Geofram, Dain Bornhald a Tar Valon, che la colpa di quanto è successo è sua e di altra Progenie dell'Ombra, aiutata dalle Aes Sedai, facendo così iniziare anche il profondo odio di Dain verso Perrin, ritenuto la causa della morte del padre. Nel Libro IV Dain e Byar si recano nei Fiumi Gemelli con molti altri Figli ed arrestano alcuni dei parenti di Matrim Cauthon e di Perrin, accusati di essere degli Amici delle Tenebre. Perrin li libera ed inizia ad organizzare Emond's Field contro i Trolloc invasori. Inoltre promette di lasciarsi fare arrestare, se i Manti Bianchi presteranno il loro aiuto. Poiché questi non rispettano i patti, rimanendo in disparte, Perrin e gli abitanti dei Fiumi Gemelli li cacciano dal loro paese. Nel prologo del Libro XI Dain Bornhald e Jaret Byar, assieme al Capitano Trom, assistono validamente Galad Damodred sia nel far valere le sue ragioni, sia poi nel suo duello contro Valda e quindi contribuiscono a farlo eleggere come nuovo Lord Capitano Comandante. Nel Libro XIII, i due seguono ed incitano Galad a resistere ad Asunawa e probabilmente contribuiscono ad abbattere quest'ultimo, dopo che ha imprigionato Galad. In seguito, quando i Manti Bianchi si trovano di nuovo sulla strada di Perrin e dei suoi, Byar riporta a Galad tutto ciò che sa su Perrin, descrivendolo con tutto l'odio che lo caratterizza e provocando quasi una battaglia tra i due eserciti. Galad però non si lascia convincere del tutto e poi l'intervento di Morgase permette di far svolgere un regolare processo contro Perrin. Perrin ha così la possibilità di illustrare il suo punto di vista, contro quello di Byar; egli viene comunque ritenuto colpevole, ma non condannato immediatamente alla pena capitale, bensì lasciando la pena al volere di Galad, che decide di prendere altro tempo, facendo quindi infuriare Byar, che perde ancora una volta il controllo. Quando infine Perrin salva Galad ed i Manti Bianchi dall'orda Trolloc della trappola inscenata da Graendal e perciò Galad lo condanna a combattere assieme all'Ultima Battaglia, Byar sempre più furioso, cerca di colpire Perrin alle spalle, ma viene a sua volta fermato ed ucciso da Dain Bornhald, che ormai non crede più alle sue menzogne. Nell'epilogo Graendal fa un chiaro commento su quanto sia stato stupido Byar, quindi o quest'ultimo era un Amico delle Tenebre entrato al suo servizio, oppure era stato sottoposto alla sua compulsione.

### Javindhra Doraille
Javindhra Doraille: Aes Sedai e Adunante dell'Ajah Rossa, ha superato i 100 anni di età e ha una personalità particolarmente dura; è un'Adunante che partecipa alla deposizione di Siuan e all'elezione di Elaida; nell'undicesimo libro, su ordine di Tsutama, segue Tarna e Pevara ed altre sorelle nel proporre a Mazrim Taim di legare alcuni Asha'man come Custodi, un piano che comunque Javindhra aveva discusso e alla fine accettato, anche se con un sorriso piuttosto sospetto. Durante il Libro XIII i sospetti su Javindhra si fanno ancor più accentuati, perché se inizialmente aveva insistito per allontanarsi il prima possibile dalla Torre Nera legando alcuni Soldati, ora insiste nel voler rimanere, accampando la scusa opposta.

### Jeaine Caide
Jeaine Caide: Aes Sedai dell'Ajah Verde, rivelata come appartenente all'Ajah Nera nel gruppo di Liandrin. Proveniente dall'Arad Doman, viene descritta con la carnagione tipicamente ramata di quel paese e con un lungo collo da cigno. Compare cronologicamente per la prima volta nel prequel Nuova Primavera, dove è una delle sorelle che assistono alla cerimonia di ottenimento dello scialle, da parte di Siuan e Moiraine; nel gruppo di Liandrin, dopo Tar Valon e Tear, lungo la rotta verso Tanchico, Jeaine prova ad usare il ter'angreal che produce il fuoco malefico, provocando così un foro nella chiglia dell'imbarcazione che le sta trasportando; in seguito, con lo stesso strumento, cerca di colpire Nynaeve nel Palazzo della Panarca a Tanchico; quando però racconta questo fatto a Liandrin, quest'ultima non crede alla presenza di Nynaeve in città; con le altre Jeaine raggiunge quindi l'Amadicia dove infine Moghedien le assegna una missione rimasta segreta alle altre, ed osservando mentre vengono impartiti quegli ordini, Liandrin nota che Jeaine reagisce con orrore; nel corso del Libro XIV tenta di penetrare nella caverna del Pozzo del Destino travestita da Cadsuane, ma viene eliminata da Thom Merrilin.

### Jesamyn
Jesamyn: membro della Famiglia, nel Libro XIV è una delle poche donne della Famiglia che sono rimaste a Caemlyn, dopo che Elayne si reca a Merrilor portando con sé tutte le altre; tra queste poche a Caemlyn, Jesamyn è anche l'unica della Famiglia a sopravvivere alla conquista a sorpresa della città, da parte della Progenie dell'Ombra e dei Signori del Terrore. In questa occasione Jesamyn aiuta Talmanes e Guybon a mettere in salvo i dragons di Aludra, ma è troppo debole per aprire un portale di viaggio per andare ad avvertire Elayne ed inoltre il suo talento nella guarigione non le permette di salvare Talmanes dalle ferite avvelenate che ha subito da alcuni Fade. Durante questi eventi, pur essendo un'incanalatrice donna, Jesamyn dimostra di essere comunque abbastanza potente con le Tessiture di Fuoco (ai cui sono portati di più gli incanalatori maschi) così da riuscire ad eliminare da sola diversi Trolloc e così salvare il capitano Guybon ed i suoi soldati.

### Jesse Bilal
Jesse Bilal: Aes Sedai a capo del Consiglio che governa l'Ajah Marrone. È uno dei principali personaggi di contorno, con anche alcuni capitoli che vengono narrati o descritti dal suo punto di vista. Jesse compare per la prima volta nel Libro IX anche se viene citata già dal VI Libro quando, come capo dell'Ajah, in modo poco ortodosso obbliga Nesune Bihara a partecipare all'ambasceria inviata dall'Amyrlin Elaida al Drago Rinato, con lo scopo di rapirlo, se non accetterà di sua volontà di recarsi alla Torre Bianca. Successivamente Jesse viene notata mentre si incontra in segreto con i capi di alcune delle altre Ajah, per concordare le loro reciproche mosse: ma questo fatto suscita sospetti di connivenza nelle altre Aes Sedai che le vedono a confabulare di nascosto, e tra queste soprattutto alcune Adunanti ed i capi dell'Ajah Nera. Nel corso del libro XII si viene a scoprire che i capi di cinque Ajah (cioè oltre a Jesse: Suana della Gialla, Adelorna della Verde, Ferane della Bianca e Serancha della Grigia, escludendo quindi i capi della Rossa e dell'Azzurra), dopo essere rimaste sorprese dalla deposizione di Siuan, dall'elezione di Elaida e quindi dallo scoppio della ribellione e infine dallo scisma, hanno deciso di intervenire a proprio favore, per cercare di riunificare e controllare la Torre; è stata proprio Jesse a proporre alle altre un piano ardito: le cinque hanno proceduto alla nomina di Adunanti sostitutive troppo giovani per gli standard correnti e quindi da loro presumibilmente più controllabili (si sa ad esempio che personalmente Jesse ha nominato in modo poco ortodosso la giovane Juilaine Madome come nuova Adunante nella Torre); inoltre hanno inviato alcune delle vecchie Adunanti tra le ribelli, per cercare di riappacificarle (in questo caso Jesse ha inviato l'Adunante Takima a Salidar, mentre invece l'altra Adunante Marrone, Janya Frende, ha aderito alla ribellione, per sua convinzione personale). In seguito Jesse, nel corso del Libro XII, preso atto del fallimento della propria iniziativa e dopo aver proposto vanamente Saerin Asnobar come nuova Amyrlin Seat (al posto di Elaida che è appena stata catturata dai Seanchan), alla fine si fa convincere ed accetta la nuova elezione di Egwene al'Vere come Amyrlin Seat della Torre riunificata, rimanendo sorpresa della stima e dell'appoggio che quest'ultima gode presso Adelorna, Suana e Ferane.

### Joiya Byir
Joiya Byir: Aes Sedai dell'Ajah Grigia, rivelata come appartenente all'Ajah Nera nel gruppo di Liandrin. Descritta con una faccia amichevole, capelli scuri ed occhi grigi; di lei viene detto che era "vecchia abbastanza per essere la nonna di Egwene"; Joya viene schermata da Egwene mentre si trovava nel Tel'aran'rhiod; dopo essere stata catturata dalle ragazze e da Moiraine, viene interrogata più volte, lasciandosi sfuggire alcune trame delle Nere a proposito della liberazione di Mazrim Taim. Viene infine uccisa dall'Assassino (Lord Luc/Isam) durante l'attacco Trolloc alla Pietra di Tear, per il suo tradimento.

### Joline Maza
Joline Maza: Aes Sedai ed ex Adunante dell'Ajah Verde, ambasciatrice di Elaida ad Ebou Dar e per un certo periodo nell'entourage di Mat. Ha superato i 100 anni, è tra le sorelle che appoggiano maggiormente la deposizione di Siuan Sanche e l'elezione di Elaida ad Amyrlin; perciò entra a far parte del consiglio personale di Elaida, con il compito di ritrovare la fuggitiva Siuan; di fronte ai suoi insuccessi, Elaida le ordina una punizione, ma l'Ajah Verde, già arrabbiata con l'Amyrlin, in opposizione alla penitenza, elegge Joline come Adunante al posto di Faiselle, che ha aderito alla ribellione; poco tempo dopo però Joline viene rimossa dalla sua posizione di Adunante proprio da Elaida, che vuole così dare un'ulteriore lezione all'Ajah Verde; subito dopo Joline viene inviata come ambasciatrice ad Ebou Dar assieme a Teslyn Sedai, in una specie di esilio; laggiù incontra Mat e minaccia Elayne e Nynaeve. Teslyn la droga perché eviti di interferire con le due ragazze e poi, grazie all'aiuto dei suoi due Custodi e di Setalle Anan, Joline riesce a rimanere nascosta ed evitare la cattura da parte dei Seanchan che hanno conquistato la città; in seguito viene aiutata a fuggire da Matrim Cauthon, con il quale però mantiene quasi sempre dei pessimi rapporti; all'inizio del Libro XIII si separa da Mat per tornare a Tar Valon con Teslyn ed Edesina, prima della partenza Mat le regala dei dolci che in realtà, poiché lui conosce la sua golosità, sono uno scherzo, perché le lasceranno la bocca dipinta di blu; nonostante i loro diverbi, una volta giunta alla Torre, Joline dimostra di apprezzare molto Mat, parlando bene di lui alle altre Aes Sedai.

### Jonneth Dowtry
Jonneth Dowtry è un uomo pacifico e robusto, dalla faccia tonda; è il più abile e forte tra gli incanalatori provenienti dai Fiumi Gemelli, compare a partire dal Libro XIII; quando si è trasferito alla Torre Nera, la sua intera famiglia lo ha seguito, compreso il nonno; è un amico di Androl, che per lui fabbrica un nuovo manicotto di cuoio per tirare con l'arco; Jonneth si arrabbia e vorrebbe venire alle mani con i seguaci di Taim che prendono in giro Androl, ma quest'ultimo lo calma, per evitare il peggio; nel Libro XIV Jonneth aiuta Androl, Pevara ed Emarin nel tentativo di liberare Logain, e personalmente elimina Coteren con il suo arco; poco tempo dopo viene catturato assieme a loro; successivamente però viene salvato dall'intervento di Canler e dei ragazzi dei Fiumi Gemelli, quindi contribuisce a liberare la Torre Nera dall'Ombra. Nel corso dell'Ultima Battaglia, Jonneth si accompagna spesso al gruppo di Androl e Pevara e Theodrin Dabei, la giovane Aes Sedai marrone, che sembra essere molto interessata a lui, tanto che Androl e Pevara prevedono che presto lo legherà come suo Gaidin.

### Juilin Sandar
Juilin Sandar: cacciatore di ladri tairenese ed amico dei protagonisti. Ha una carnagione scura, gli occhi ed i capelli neri, e spesso porta con sé un frangilama dentato ed un bastone di bambù, con i quali è piuttosto abile a combattere. Dopo una visita a Tanchico porta d'abitudine un copricapo a forma di cono. È uno dei principali personaggi di supporto, con alcuni capitoli che vengono narrati o descritti dal suo punto di vista.
La professione esercitata da Juilin Sandar a Tear, è quella di cacciatore di ladri e come personaggio egli fa la sua comparsa nel Terzo libro, quando viene ingaggiato da Nynaeve, Egwene ed Elayne per rintracciare le sorelle dell'Ajah Nera che si trovano in città. Juilin le trova ma poi è costretto a tradire le ragazze a causa della Compulsione esercitata su di lui da Liandrin e quindi a consegnarle alle sorelle nere, che le rinchiudono nella Pietra. Preso dai rimorsi per il suo gesto, Juilin in seguito aiuta Matrim a penetrare nella pietra di Tear per liberarle. Successivamente accompagna Nynaeve ed Elayne fino a Tanchico su pressione di Rand e Lan. In quella città Juilin aiuta validamente le due giovani Ammesse e fa la sua prima conoscenza con Amathera, a quel tempo la Panarca di Tarabon. Sempre al seguito delle due ragazze e di Thom, Julin attraversa Tarabon e l'Amadicia, fino a Salidar, al campo delle Aes Sedai ribelli e quindi fino ad Ebou Dar, alla ricerca della coppa dei venti, ed in molti casi la sua presenza si rivela preziosa (come quando le due ragazze vengono narcotizzate con la radice biforcuta). Ad Ebou Dar, Juilin si separa da Nynaeve ed Elayne e resta in città al seguito di Mat, per ritrovare il piccolo Olver. La città però viene nel frattempo invasa dai Seanchan, mentre Mat rimane ferito, perciò la loro partenza viene rinviata. E proprio nel palazzo reale, dove entrambi sono ospitati, Juilin ritrova Amathera, ridotta a da'covale (una schiava/proprietà ribattezzata Thera), viene inoltre severamente punito per essersi recato a visitarla. Quando Mat infine organizza la fuga di tre Aes Sedai rese Damane (e rapisce anche Tuon), Juilin ne approfitta per liberare Amathera e portarla con loro. In seguito i due, mentre il loro legame si approfondisce, restano al fianco di Mat, sia sotto la copertura del circo di Valan Luca, sia nella successiva guerra per fuggire dall'Altara.

### Jur Grady
Jur Grady: Dedicato Asha'man fedele a Rand al'Thor, al seguito di Perrin Aybara. Giovane uomo robusto di circa ventisette anni, con occhi scuri, dalla faccia da contadino, invecchiata precocemente per le intemperie e la fatica dei lavori nei campi. Ha una moglie di nome Sora ed un piccolo bambino, che lo hanno seguito alla Torre Nera. Grady ha raccontato a Perrin che anche suo padre aveva iniziato ad incanalare, perciò venne catturato e portato via da alcune sorelle dell'Ajah Rossa quando lui era ancora piccolo. Jur Grady fa la sua comparsa nel corso del VI Libro, quando Rand lo presenta a Mazrim Taim, la prima volta che lo porta alla Fattoria (che diventerà poi la Torre Nera), spiegando che lui e gli altri presenti, sono stati tra i primi ad essersi arruolati. Durante questo episodio Jur dice che vorrebbe tornare a lavorare alla sua vecchia fattoria, ma Rand lo convince a rimanere, perciò ottiene il disappunto di Sora Grady. Quando Rand in seguito fa nuovamente visita alla fattoria, per distribuire le spille da Dedicato o da pieno Asha'man, nota Grady impegnato ad allenarsi con l'Unico Potere. Successivamente Grady ed altri abbastanza esperti come lui, come Damer Flinn, vengono mandati da Taim a fare nuovi reclutamenti. Inoltre Grady è tra i primi a legare sua moglie Sora con una variante del legame da Gaidin. Alla fine del medesimo libro Jur Grady partecipa alla Battaglia dei Pozzi di Dumai per liberare il Drago Rinato, catturato dalle Aes Sedai, fedeli di Elaida; al termine della battaglia viene scelto da Rand tra i nove Asha'man che da quel momento avrebbero costituito la sua scorta personale. Dopo essere tornato a Cairhien, Rand assegna a Jur Grady e a Fager Neald il compito di scortare ed aiutare Perrin Aybara nella sua missione nel sud del continente. Perciò i due Asha'man si prestano ad aprire Portali di Viaggio nei vari spostamenti di Perrin e del suo numeroso seguito. Quando Perrin si reca a visitare Masema, Grady e Neald gli fanno da scorta. Dopo il rapimento di Faile, Grady e Neald, grazie ai loro Portali per Viaggiare, fanno muovere rapidamente tutto il seguito di Perrin, da un luogo all'altro, all'inseguimento degli Shaido rapitori. I due però alla fine rimangono esausti per tutto questo lavoro. Quando finalmente gli Shaido si accampano stabilmente a Malden, Grady apre un portale nelle vicinanze, per permettere a Perrin di ispezionare il campo di nascosto. Durante questo episodio Grady e gli altri incanalatori presenti rimangono scioccati dall'immensa quantità dell'Unico Potere usata da Rand nel ripulire Saidin. Grady contribuisce quindi in modo fondamentale ai preparativi per la Battaglia di Malden, partecipa agli incontri con i Seancahn e poi apre continuamente Portali di collegamento tra i vari eserciti e per lo stanziamento delle truppe; tra l'altro trasporta dai Fiumi Gemelli numerosi altri arcieri, sotto il comando di Tam al'Thor; Grady però non partecipa direttamente alla battaglia, perché ormai esausto per il lavoro già svolto. Nel Libro XII, dopo la battaglia, Grady e Neald sono troppo esausti per aprire ancora dei Portali, così da rimandare a casa tutti i numerosi prigionieri tenuti dagli Shaido, perciò hanno la necessità di riposarsi per alcuni giorni. Entrambi in compenso sono cresciuto molto nella loro forza nell'Unico Potere. All'inizio del Libro XIII Grady e Neald vengono morsicati da strani serpenti velenosi, apparsi per una Bolla di Male, vengono curati e si salvano, ma ciò contribuisce ulteriormente a rallentare i progetti di Perrin di allontanarsi velocemente dal luogo in cui si è accampato nei pressi della strada di Jehanna. Quando finalmente si ristabiliscono, Grady parla con Perrin, chiedendo di poter tornare brevemente in Andor per salutare la moglie ed il figlio, spiega inoltre che adesso Saidin è pulito, perciò se prima viveva in attesa della follia e della morte, ora ha un nuovo motivo per vivere. Perrin perciò gli promette che appena possibile lo rimanderà alla Torre Nera. La Dreamspike piazzata dall'Assassino, impedisce però nuovamente di andarsene attraverso i Portali, mentre intanto i Manti Bianchi di Galad Damodred catturano i carri di rifornimento di Perrin e minacciano di ingaggiare battaglia. Perrin riesce però ad accordarsi in qualche modo con Galad, evita la battaglia con i Manti Bianchi e poi riesce a distruggere la Dreamspike, perciò tutti gli incanalatori al suo seguito, che nel frattempo hanno imparato a legarsi in circolo, aprono un grande Portale ed evacuano i seguaci di Perrin in Andor. Perrin però capisce che saranno i Figli della Luce a finire nella trappola riservata a lui sulla strada di Jheanna, perciò torna indietro segretamente, interviene e li salva, mentre durante la battaglia Grady contribuisce a combattere la Progenie dell'Ombra. Una volta tornati in Andor, Jur Grady accompagna Perrin a Caemlyn e poi, sempre su ordine di Perrin, apre un Portale di Viaggio per Mat, Thom e Noal verso la Torre di Ghenjei, con la promessa di tornare a cercarli ogni giorno, per vedere se hanno completato la loro impresa.

## K

### Kairen Stang
Kairen Stang: Aes Sedai dell'Ajah Azzurra, era un'Aes Sedai relativamente debole nel potere, molto amica di Anaiya e Cabriana Mecandes; Kairen partecipa all'ambasciata di Salidar inviata al Drago Rinato a Caemlyn e guidata da Merana Ambrey; in seguito, dopo che le cose a Caemlyn sono precipitate verso una rottura con il Drago, Kairen viene rimandata indietro e raggiunge le ribelli, accompagnando le ragazze capaci di incanalare, e che erano state trovate nei Fiumi Gemelli da Verin ed Alanna. Kairen si rivela essere dotata nella produzione di Cuendillar e perciò Egwene al'Vere la sceglie per il piano di blocco dei porti di Tar Valon; prima di poter agire, Kairen viene però uccisa da Aran'gar/Halima perché probabilmente stava indagando sulla morte della sua amica Cabriana, di cui Halima aveva detto di essere a sua volta, molto amica.

### Karldin Manfor
Karldin Manfor: viene descritto come un giovane uomo, con la faccia stretta ed i capelli pallidi; è tra i primi ad essersi arruolati alla Torre Nera e combatte ai pozzi di Dumai, dove viene scelto da Rand tra gli Asha'man della sua scorta; in seguito viene mandato da Rand a portare e ad assistere Loial nella sua missione presso i vari Stedding, per porre sotto guardia le Vie Ogier; tornato in incognito a Cairhien sempre con Loial, Karldin e l'Ogier vengono trovati nelle cucine del palazzo reale da Samitsu Sedai e da Sashalle Sedai ed interrogati approfonditamente sulla loro missione e su ciò che sanno di Rand. Karldin successivamente raggiunge Rand nell'est di Tear assieme a Logain e molti altri Asha'man e Aes Sedai; quindi assieme a Davram Bashere, viene mandato ad Ebou Dar per concordare con Suroth l'incontro del Drago con la Figlia delle Nove Lune nel nord dell'Altara, che in realtà è una trappola ordita da Semirhage; di ritorno dal Drago, accetta di essere legato come Custode dalla giovane Verde Beldeine Sedai, come era stato predetto da Min Farshaw; per i compiti da lui svolti, viene promosso da Rand stesso, prima come Dedicato e poi come pieno Asha'man; nel libro XII lo si trova nella Pietra di Tear assieme a Beldeine, che assiste al battibecco di quest'ultima con Min e Cadsuane. Karldin e Beldeine combattono eroicamente nel corso dell'Ultima Battaglia, fino al completo esaurimento delle loro forzo, tanto da morirne, l'una subito dopo l'altro.

### Katerine Alruddin
Katerine Alruddin: Aes Sedai dell'Ajah Rossa, per breve tempo Maestra delle Novizie per l'Amyrlin Elaida a'Roihan, rivelata come appartenente all'Ajah Nera. Ha circa 50 anni e viene detto che ha spesso un linguaggio duro; anche fisicamente viene descritta con occhi duri, la faccia aguzza e volpina, con una massa di capelli corvini ed ondulati che le scendono fino alla vita. Katerine si trovava nella fascia alta della gerarchia, quindi con una forza davvero notevole in Saidar. È uno degli antagonisti dei protagonisti, con anche alcuni capitoli che vengono narrati o descritti dal suo punto di vista. Cronologicamente Katerine compare già in Nuova Primavera, quando è ancora un'Ammessa assieme a Moiraine e Siuan. Katerine compare nella saga vera e propria a partire dal Libro VI, quando viene inviata a Cairhien nell'ambasciata di Elaida al Drago Rinato e durante il viaggio lei e Galina Casban si svelano reciprocamente come appartenenti all'Ajah Nera. Lungo la strada inoltre, Katerine e le altre cinque ambasciatrici si incontrano ed accordano con Sevanna ed altre Sapienti degli Shaido. Quando le inviate della Torre rapiscono Rand, Katerine è tra quelle che lo picchia più ferocemente; in seguito viene imprigionata a Cairhien dalle Sapienti Aiel dopo la battaglia ai pozzi di Dumai, ma Katerine è l'unica sorella che riesce a fuggire, grazie all'aiuto di alcuni Amici delle Tenebre presenti nel campo. Katerine raggiunge quindi il villaggio di Dorlan, a poche miglia di distanza da Tar Valon, dove sono state inviate le altre Sorelle sfuggite alla battaglia dei pozzi di Dumai e da lì, assieme a Tarna, fa ritorno a Tar Valon con mezzi di fortuna. Successivamente è tra le responsabili della cattura di Egwene durante il blocco dei porti di Tar Valon ed in seguito tratta sempre molto duramente la giovane donna, tanto da venire rimproverata da altre Aes Sedai per il suo comportamento che va oltre il limite delle leggi e dei costumi. Nel corso del XII libro, Elaida la invia di nuovo a Dorlan dopo averle insegnato le Tessiture per Viaggiare perché Katerine deve insegnare a sua volta alle sorelle presenti laggiù, sia queste, che le altre nuove tessiture rivelate dal tradimento di Beonin; infatti desidera che esse le usino nelle azioni di guerriglia contro l'esercito delle ribelli; però, durante la sua presenza a Dorlan, Katerine si lascia sfuggire con Gawyn Trakand la condizione in cui si trova Egwene, inducendolo così a disertare, per andare ad aiutarla. In seguito Katerine torna alla Torre, dove viene nominata da Elaida come sua nuova Maestra delle Novizie al posto di Silviana Brehon e da questa posizione minaccia Egwene di spezzare ogni sua resistenza; poco dopo, nel corso dell'attacco Seanchan, Katerine cerca di togliere il comando della resistenza all'Adunante Saerin, la quale però fa valere la propria autorità; alla fine del libro XII il suo nome viene rivelato nell'elenco di Verin, ma Katerine riesce a fuggire dalla Torre, assieme a moltissime altre Nere, evitando così di essere arrestata e giustiziata. Nel corso del Libro XIII l'Ajah Nera, compresa Katerine, attacca Egwene e le sue alleate in Tel'Aran'Rhiod. Durante questa battaglia nel Mondo dei Sogni, Mesaana punisce Katerine per non aver trovato la Dreamspike che Perrin ha portato su Tar Valon. Poi Mesaana camuffa Katerine da sé stessa, per trarre in inganno Egwene, che difatti la trafigge con una lancia, presumibilmente uccidendola.

### Kirstian Chalwin
Kirstian Chalwin: è una Donna della Famiglia che faceva parte del Circolo della Maglia, infatti se all'apparenza sembra avere solo poco più di una trentina di anni, in realtà ne ha più di trecentoquindici e scappò dalla Torre Bianca quando era una novizia da circa un anno. Come copertura Kirstian aveva un piccolo negozio da tessitrice ad Ebou Dar. Kirstian è presente quando Nynaeve ed Elayne provocano i primi contatti tra la Famiglia e le Aes Sedai e lei ne rimane sconvolta. In seguito è proprio Kirstian a mantenere lo schermo sulla Nera Ispan, dopo che è stato recuperata la Coppa dei Venti nel magazzino e poi tutti si recano alla Fattoria. Laggiù, poiché è forte in Saidar almeno quanto Sheriam, Kirstian viene scelta per far parte del circolo di tredici elementi che deve attivare la Coppa dei Venti. Quando i Seanchan attaccano Ebou Dar, Kirstian fugge con tutta la Famiglia in Andor, al seguito di Elayne e Nynaeve. Dopo che Garenia/Zarya viene scoperta come novizia fuggitiva, Kirstian spontaneamente confessa di esserlo anche lei, sebbene, data la sua età, ormai non ci sia più nessun'Aes Sedai vivente che possa ricordare la sua faccia. Assieme a Zarya, Kirstian capisce che ad uccidere Adeleas e le altre, deve essere stata per forza una tra Merilille, Sareitha e Careane, perciò le due ne parlano con Vandene ed Elayne. Su suggerimento di Elayne e Nynaeve, Vandene, fingendo di doversi occupare delle due novizie, le prende in realtà come collaboratrici nelle indagini.

### Kiruna Nachiman
Kiruna Nachiman: Aes Sedai dell'Ajah Verde e sorella del re di Arafel, ambasciatrice delle ribelli presso il Drago Rinato, gli giura fedeltà ai Pozzi di Dumai. È un'Aes Sedai elegante e statuesca, sorella di Re Paitar di Arafel che mantiene ben quattro custodi, ha meno di 70 anni; Kiruna è abbastanza forte nell'Unico Potere, si trova infatti nella fascia alta della gerarchia, alla pari con Bera, della quale segue tutte le vicende, dalla partenza da Salidar, fino a quando Bera viene mandata a Tear mentre Kiruna resta a Cairhien. Tra l'altro è proprio Kiruna che si scontra più volte con Perrin, negli eventi che accompagnano la battaglia dei pozzi di Dumai; Kiruna infatti, tra le sorelle che hanno giurato fedeltà a Rand, è una di quelle che necessita maggiormente di essere "rieducata" dalle Sapienti Aiel, perché fin troppo altezzosa, superba e piena di sé; l'ultima volta che si ha notizia di lei è a Cairhien, nel libro IX quando ottiene infine l'approvazione della Sapiente Sorilea, rimanendo lei stessa profondamente sorpresa e compiaciuta degli apprezzamenti ricevuti dall'Aiel; nel corso del Libro XIV Kiruna è nel gruppo di incanalatori che combattono sulle pendici di Shayol Ghul assieme ad Aviendha, per impedire ai nemici di raggiungere il Drago Rinato, ma durante gli scontri viene però uccisa da Hessalam.

### Kumira
Kumira è un'Aes Sedai dell'Ajah Marrone shienarese debole nel potere, ma molto perspicace, perciò viene molto apprezzata dalla sua amica Cadsuane nei suoi maneggi a Cairhien; in seguito Kumira accompagna Cadsuane ed il suo gruppo a Far Madding, dove spiega ad Harine, ambasciatrice del Popolo del Mare e alla sua Cercavento Shalon le caratteristiche del Ter'angreal Guardiano della città; di seguito partecipa alla battaglia per la pulitura di Saidin, legandosi in cerchio a Verin ed a Shalon; nel corso della battaglia Kumira viene uccisa da Graendal.

### Kwamesa
Kwamesa: Aes Sedai e Adunante dell'Ajah Grigia, è dell'Arafel, scura, snella e non troppo alta; viene eletta come Adunante tra le ribelli di Salidar; è la più giovane del Consiglio, quindi non ha i requisiti dell'età, comunque ha una potenza in Saidar pari a quella di Sheriam, il che la pone tra le più alte nella gerarchia; come Adunante più giovane, ha il compito di occuparsi di diverse procedure nel cerimoniale del Consiglio; nel corso del Libro XII giura sulla Verga dei Giuramenti di fronte ad Egwene, dimostrando di non appartenere all'Ajah Nera; nel Libro XIII Kwamesa non è riuscita a mantenere il suo seggio di Adunante nel Consiglio della Torre riunificata; nel Libro XIV, durante l'Ultima Battaglia a Merrilor, Kwamesa è alla guida del gruppo di Aes Sedai e Asha'man posti a difesa dei Draghi di Aludra sulle Alture Polov, ma l'intervento di Demandred spazza via le loro difese ed il Reietto stesso uccide Kwamesa con un colpo di Fuoco Malefico.

## L

### Lan Mandragoran

Bandiera dell'Gru d'Oro

al'Lan Mandragoran: re titolare del Malkier e Gaidin prima di Moiraine, poi di Myrelle, infine di sua moglie Nynaeve. Uomo di quarantasette anni, è un guerriero formidabile, molto atletico, alto e robusto, con la faccia spigolosa e gli occhi azzurri dallo sguardo di ghiaccio. Porta i capelli lunghi, tenuti raccolti dall'hadori, una corda di cuoio intrecciato, tipica del suo paese natio, il Malkier, che passa in mezzo alla fronte e viene legata sulla nuca. È uno dei principali personaggi di supporto, con diversi capitoli che vengono narrati o descritti dal suo punto di vista.
Nell'anno 953 il regno di Malkier, posto sulle montagne tra le Marche di Confine, inizia ad essere inghiottito inesorabilmente nella Macchia. Lo stesso anno nasce al'Lan Mandragoran figlio di all'Akir Mandragoran, re di Malkier, e della regina el'Leanna. Entro alcuni anni, anche per il tradimento dello zio di Lan, il Malkier viene completamente conquistato dai Trolloc ed in seguito inglobato nella Macchia. Suo cugino Isam viene catturato mentre il piccolo principe al'Lan Mandragoran viene riconosciuto successore e portato in salvo da un gruppo di guardie fedeli, tra le quali Bukama. Lan viene accolto ed ospitato con onore nello Shienar, tra le Marche di Confine e viene istruito dalle sue guardie fedeli e da altri Malkieri rifugiati. Secondo le usanze del suo perduto paese, quando è quindicenne Lan viene riconosciuto uomo, divenendo l'amante di una nobildonna malkieri, Edeyn Arrel. Alcuni mesi dopo, all'età di sedici anni, al'Lan Mandragoran inizia la sua guerra solitaria contro la Macchia, guadagnandosi il rispetto e l'ammirazione in tutti i regni delle Marche di Confine e persino tra gli Aiel. In Nuova Primavera Lan, ormai venticinquenne, partecipa alla guerra Aiel. Dopo la battaglia delle Mura Lucenti di Tar Valon, e quattro mesi spesi nelle regioni del sud, Lan decide di tornare nelle Marche di Confine, assieme al suo fedele Bukama. Lungo la strada, a Canluun, Lan subisce un attentato ed incontrano un Malkieri mezzo rinnegato, Ryne, che si aggrega a loro e li informa che lady Edeyn sta raccogliendo i numerosi Malkieri sparsi lungo le Marche, per propositi ancora poco chiari. Lan allora decide di raggiungerla a Chachin, capitale di Kandor, per fermarla. Lungo la strada incontra una donna, Lady Alys, che in realtà è l'Aes Sedai Moiraine, da poco innalzata allo scialle, e che è segretamente alla ricerca del neonato Drago Rinato. I tre decidono di scortarla fino a Chachin, ma tra Lan e Moiraine non corre buon sangue: al loro primo incontro Lan la scaglia in un lago e perciò l'Aes Sedai si vendica tormentandolo di continuo con l'Unico Potere. Sulla via Lan subisce un altro attentato, ma viene salvato da Moiraine. A Chachin i tre Malkieri e la donna si separano, per poi ritrovarsi inaspettatamente al palazzo reale. Lì Lan ha un incontro con Lady Edeyn e scopre che la sua ex amante ha in progetto di farlo sposare con sua figlia e poi di raccogliere tutti i Malkieri ed organizzare una spedizione per liberare la patria. Lan non ha però alcun'intenzione di aderire a tale progetto, ma prima che possa fare qualcosa, gli eventi precipitano: Bukama viene assassinato e Lan subisce un altro attentato con l'Unico Potere. Infuriato Lan va alla ricerca di Moiraine, convinto della sua colpevolezza. In realtà trova la donna che sta combattono disperatamente contro Merean, una sorella dell'Ajah Nera, mentre lui stesso viene attaccato da Ryne, che è in realtà un Amico delle Tenebre in combutta con la sorella Nera. Moiraine e Lan si salvano, ma il re di Kandor, un principe e la figlia di lady Edeyn muoiono. Dopo questa tragica fine, Moiraine lo convince a diventare suo Custode ed a continuare con lei la ricerca del Drago Rinato, un compito più importante della sua guerra suicida e solitaria contro la Macchia. All'inizio della saga vera e propria, dopo venti anni di ricerche, Lan e Moiraine giungono nei Fiumi Gemelli perché finalmente hanno individuato chi potrebbe essere il Drago Rinato. Lan segue fedelmente la sua Aes Sedai in tutte le vicende successive, prendendo in simpatia Rand, che istruisce nell'arte della spada, ma soprattutto iniziando ad innamorarsi, ricambiato, di Nynaeve al'Meara, la sapiente dei Fiumi Gemelli, che inizia la sua istruzione come Aes Sedai. Lan la informa dell'impossibilità del loro amore: lui è un uomo in costante pericolo di morte e potrebbe offrirle solo un velo di vedova anziché un velo da sposa, ma Nynaeve non accetta scuse. I due hanno in seguito momenti di intimità quando si ritrovano a Tear, ma poi si devono separare nuovamente. Moiraine nel frattempo, prevedendo una sua fine prematura, passa il legame da Custode alla Verde Myrelle Sedai, così da salvare Lan dalla follia che pervade i Custodi quando scompare la sorella a cui sono legati. Puntualmente, quando nel quinto libro Moiraine scompare combattendo Lanfear, Lan si ritrova legato contro la sua volontà a Myrelle e perciò la raggiunge cavalcando tumultuosamente fino a Salidar. Laggiù la giovane Amyrlin Seat Egwene al'Vere scopre il legame fuorilegge tra i due e punisce Myrelle costringendola a giurarle fedeltà, poi accompagna Lan fino ad Ebou Dar, dove l'uomo potrà riunirsi a Nynaeve al'Meara. Difatti Lan raggiunge la donna amata proprio nel momento in cui lei sta annegando e la salva. Lan e Nynaeve decidono quindi di sposarsi subito su una nave del Popolo del Mare. In seguito Lan segue tutte le vicende di sua moglie, finché nel libro undicesimo, all'approssimarsi dell'Ultima Battaglia, Nynaeve lo porta nelle Marche di Confine ed incita tutti i Malkieri in esilio a seguirlo.

### Lanfear
Lanfear: è una dei Reietti. Nell'Epoca Leggendaria, prima di diventare una dei Reietti, Mierin Eronaile, questo il vero nome di Lanfear, era un'Aes Sedai di considerevole posizione, l'incanalatrice più potente mai esistita ed inoltre molto stimata come scienziata nel Collam Daan, infatti lavorava nel prestigioso centro di ricerche dello Sharom a Paraan Disen. Assieme a numerosi altri colleghi, tra i quali il più famoso fu Beidomon, Mierin stava eseguendo alcuni notevoli esperimenti sul Vero Potere, quando un incidente provocò il Collasso, il Foro e quindi la liberazione dell'entità malefica del Tenebroso. Quindi Mierin fu una delle responsabili del disastro, ma non fu in quel momento che la donna passò all'Ombra. Mierin infatti era anche l'amante e la compagna di Lews Therin Telamon, il Drago di quell'epoca, che però alla fine la lasciò, perché stanco del suo arrivismo, della sua sete di gloria e di potere, perché, secondo lui, lei era più attratta dal suo potere che dal suo amore. Perciò Mierin, ossessionata da lui, addolorata e furiosa dell'abbandono, quasi certamente si volse all'Ombra quando Lews infine si sposò con Ilyena. Diversamente dagli altri Reietti, Lanfear è stata l'unica a scegliersi da sola il proprio nome, che significa Figlia della Notte. Viene sempre descritta come una donna bellissima, forse la donna più bella di tutti i tempi. Alta, dalla carnagione lattea, con lunghi capelli neri ed occhi grandi e scuri. Veste sempre di bianco, con ornamenti argentei nella forma di stelle e lune, ed anche il suo sigillo ha come simboli luna e stelle. Come Figlia della Notte, fu una terribile Reietta, che usò Tel’aran’rhiod in maniera indiscriminata, facendo del Mondo dei Sogni il suo principale dominio e strumento di potere. Infatti, attraverso i sogni, soggiogò e tormentò molti dei suoi sottoposti ed uccise direttamente parecchi di quelli che le si opponevano. Nelle aree da lei governate, le popolazioni temevano addirittura di addormentarsi, per i terribili e mortali incubi che la Reietta diffondeva. Nonostante questa sua capacità di dominare Tel’aran’rhiod e la pretesa di Lanfear di esserne la sola sovrana, in realtà l'altra Reietta, Moghedien, era più abile di lei in questo campo (del quale sfruttò abilmente le potenzialità per colpire nell'ombra), ma data la sua natura codarda e la maggior potenza di Lanfear nel mondo reale, Moghedien non arrivò mai a sfidare questa sua pretesa. In qualità di incanalatrice più potente esistente, Lanfear era la Reietta femmina più forte, seconda sola a Ishamael (e forse alla pari con i Reietti maschi più potenti: Demandred, Sammael e Rahvin). Durante la Guerra dell’Ombra Lanfear non comandò mai sul campo di battaglia, preferendo conquistare con sotterfugi ed abili tattiche, nemici e territori. Lanfear inoltre rimase sempre ossessionata da Lews Therin Telamon, quindi fu sempre al centro di tutti gli intrighi e piani per catturarlo e cercare di volgerlo all'Ombra. Quando lui ed i Cento Compagni attaccarono infine Shayol Ghul, Lanfear venne sigillata profondamente al suo interno e per tremila anni il suo corpo rimase perfettamente conservato e lei dormì un sonno senza sogni.
Lanfear venne rilasciata dal suo millenario sonno, poco dopo Aginor e Balthamel. Le sue azioni si dispiegano a partire dal secondo libro, nel quale, assunta l'identità di Selene, cercò in tutte le maniere di sedurre Rand al'Thor, la reincarnazione di Lews Therin Telamon; ed inoltre cercò di convincerlo a conquistare il potere, invogliandolo all'uso dell'Unico Potere e proteggendolo dagli altri Reietti. Tra le altre cose cercò anche di convincerlo ad usare il Corno di Valere nel periodo in cui lui riuscì ad impossessarsene. Quando Rand comunque seguì il suo percorso, per essere riconosciuto come Drago Rinato, Lanfear lo lasciò compiere il suo destino. In seguito la Reietta gli si presentò direttamente (visitandolo anche nel Mondo dei Sogni), proclamando il suo amore per lui e cercando di convincerlo ad allearsi a lei, proponendo inoltre l'uso dei potentissimi Choedan Kal, come strumenti per dominare il mondo; perciò, nel frattempo, Lanfear iniziò ad assumere diverse altre identità (la piccola novizia Else, la vecchia Silvie, l'obesa Keille), fingendo anche di partecipare ai piani per catturarlo e volgerlo all'Ombra, escogitati dagli altri Reietti (Rahvin, Sammael e Graendal), mentre in realtà fece in modo che Rand riuscisse a catturare Asmodean e venisse istruito da quest'ultimo, nell'uso di Saidin. Quando però alla fine, nel quinto libro, Lanfear viene a conoscenza del fatto che Rand si è concesso ad Aviendha, la sua ossessione ed il suo amore malato hanno il sopravvento sul suo carattere, quindi, durante una scenata di rabbia e gelosia, Lanfear cerca di uccidere Rand, Egwene ed Aviendha stessa. Solo il provvidenziale intervento di Moiraine evita il peggio: le due donne precipitano dentro una soglia ter'angreal che si scioglie tra esplosioni e fiamme, e quindi entrambe vengono ritenute morte. Nel nono volume si scoprirà però che Lanfear è stata reincarnata nella nuova Reietta Cyndane.

### Leane Sharif
Leane Sharif: Aes Sedai dell'Ajah Azzurra e Custode degli Annali per l'Amyrlin Siuan Sanche, poi passata all'Ajah Verde. Viene descritta come una domanese piuttosto bella, dalla pelle ramata ed alta per essere una donna. Leane ha circa 45 anni e prima di essere quietata si trovava nella fascia più alta della gerarchia, alla pari di Sheriam, dopo essere stata guarita solo parzialmente, ora si trova nella fascia medio bassa. È diventata famosa a Tar Valon, per essere stata l'unica Aes Sedai nella storia ad aver cambiato la propria Ajah di appartenenza. È uno dei maggiori personaggi di supporto ai protagonisti, con anche alcuni capitoli o paragrafi che vengono narrati o descritti dal suo punto di vista. Leane compare già nel prequel della saga, Nuova Primavera: lei è già un'Aes Sedai e quando Moiraine e Siuan ottengono lo scialle, Leane, che già era loro amica dal tempo in cui erano Ammesse, è tra le prime ad accoglierle nel settore della Torre riservato all'Ajah Azzurra. In seguito Leane viene nominata come Custode degli Annali dell'Amyrlin Seat Siuan Sanche; svolge questo ruolo in maniera impeccabile e si presenta sempre in modo molto formale ed un po' freddo, persino in privato con Siuan, che un tempo era una sua cara amica. Inoltre, in qualità di Custode degli Annali, crea un suo servizio personale di agenti occhi-e-orecchie nella stessa Tar Valon che lei deve amministrare, in modo da essere sempre informata sui problemi e sugli umori cittadini. Nel Libro II Leane accompagna la sua Amyrlin nella sua visita a Fal Dara nello Shienar e così conosce i tre ta'veren e le loro amiche, rimanendo anche un po' affascinata da Perrin Aybara. Quindi fa ritorno a Tar Valon assieme al resto della delegazione e laggiù, in seguito, è tra le sorelle che si legano in cerchio per liberare Matrim Cauthon dal potere del pugnale malefico di Shadar Logoth Nel Libro IV Leane viene quietata ed imprigionata durante il colpo di Stato che depone la sua Amyrlin. Subito dopo però, viene fatta fuggire da Min Farshaw ed assieme a Logain e a Siuan, raggiunge le ribelli di Salidar; sulla via Leane affronta la quietatura modificando in parte il proprio carattere, da fredda e formale diventa molto più calorosa e femminile e tra l'altro riscopre e sfrutta le doti da domanese fascinosa, che aveva imparato da ragazza, prima di recarsi alla Torre Bianca. A Salidar Leane collabora validamente con Siuan, Elayne, Nynaeve ed Egwene nei loro piani ed in seguito viene guarita dalla quietatura proprio da Nynaeve; quindi, dopo essere stata riconfermata Aes Sedai, incredibilmente decide di passare all'Ajah Verde, dove viene accolta con molto affetto. Mentre si trova a Salidar inoltre Leane diventa una delle poche Aes Sedai esperte nell'entrare in Tel'aran'rhiod con uno degli appositi ter'angreal dei sogni. Leane risulta abbastanza dotata per la produzione di Cuendillar, perciò viene scelta per portare a termine il piano di blocco dei porti di Tar Valon, di conseguenza viene catturata assieme ad Egwene mentre stanno eseguendo l'operazione; dopo la cattura Leane subisce un trattamento piuttosto brutale, perché la quietatura le ha tolto l'aspetto senza età e le altre Aes Sedao la ritengono un'impostora, finché finalmente non viene provata la sua identità; sebbene venga tenuta prigioniera nelle celle sotterranee, Leane aiuta comunque Egwene a minare dall'interno l'autorità di Elaida, perché moltissime sorelle si recano a visitarla e così Leane può convincerle degli errori dell'usurpatrice. Nel corso del Libro XII, mentre Egwene si è recata a visitarla, la cella di Leane viene colpita da una Bolla di Male e si liquefà pericolosamente, come se fosse cera scaldata. Immediatamente dopo la rielezione di Egwene ad Amyrlin Seat della Torre riunificata, Leane viene fatta liberare. Nel corso del Libro XIII Leane è una delle tre sorelle scelte da Egwene per il suo incontro segreto in Tel'Aran'Rhiod, per stabilire degli accordi di alleanza con le Sapienti Aiel e le Cercavento. Subito dopo Leane partecipa alla battaglia con Egwene, Siuan, Nynaeve e alcune Sapienti Aiel, contro le sorelle nere in Tel'aran'rhiod, perché è una delle poche Aes Sedai che conoscono a sufficienza come manipolare efficacemente il mondo dei sogni. Nel corso del Libro XIV Leane riesce a sopravvivere all'attacco degli Sharani contro il campo delle Aes Sedai, nel sud di Kandor; perciò si nasconde tra i resti del campo distrutto; viene però trovata da Demandred, che le risparmia la vita e la rimanda indietro con un messaggio per il Drago Rinato, lasciandola anche piuttosto scossa per l'esperienza subita. Poco dopo si ritrova Leane che combatte furiosamente contro i nemici, al fianco di altre Aes Sedai, sulle Alture Polov a Merrilor. Leane così prima assiste alla morte di Doesine e poi all'eroico sacrificio di Egwene.

### Lelaine Akashi
Lelaine Akashi: anziana e potente Aes Sedai e Adunante dell'Ajah Azzurra. Viene descritta tra le Aes Sedai più anziane (ha più di 160 anni ma i suoi capelli non sono ancora ingrigiti) di bell'aspetto ed elegante ed è anche una delle più potenti (al pari di Romanda, Elaida, Siuan e Moiraine), quindi si trova nella fascia più alta della gerarchia. È uno dei principali personaggi di contorno, con anche alcuni capitoli che vengono narrati o descritti dal suo punto di vista. Come personaggio Lelaine appare cronologicamente già nel prequel Nuova Primavera, quando, come Adunante, accoglie nell'Ajah Azzurra Siuan e Moiraine, che sono appena state elette Aes Sedai. A partire dal Libro VI si viene a sapere che Lelaine è un'Adunante già da quasi quaranta anni (la seconda più anziana nel Consiglio di Salidar) e probabilmente si è assicurata anche il ruolo di Prima Selettrice dell'Ajah Azzurra. Come tutte le Azzurre, anche Lelaine si rifugia a Salidar dopo la deposizione di Siuan e l'elezione di Elaida. Laggiù Lelaine è molto influente e controlla circa un quarto delle Adunanti all'interno del Consiglio ed è una rivale ed un'acerrima nemica della Gialla Romanda: infatti le due, almeno un paio di volte, ostacolandosi a vicenda, hanno mancato per poco di diventare Amyrlin Seat. Comunque, grazie alla sua posizione di grande potere, Lelaine cerca inizialmente di manovrare Egwene; ma in seguito però è proprio Egwene, grazie all'aiuto di Siuan e di altre amiche, che riesce a giocare le due rivali a proprio favore, perciò alla fine Lelaine deve piegarsi alle capacità della giovane Amyrlin. Dopo che Egwene è stata catturata e portata nella Torre, Lelaine scopre che Faolain la stava spiando a nome della giovane Amyrlin ed in un colloquio minaccia Siuan e pretende da lei il suo appoggio, nel caso in cui Egwene morisse o perdesse la sua carica. Lelaine, nel corso del libro XII, facendo finta di appoggiare Egwene, ma in realtà ampliando la propria influenza, ottiene molti vantaggi rispetto alla sua rivale Romanda, con l'idea di riuscire prima poi a sostituire la giovane Amyrlin; in seguito, quando Egwene ritorna tra le ribelli, Lelaine è tra le prime a provare di non appartenere all'Ajah Nera, giurando sulla Verga; nonostante tutte le sue speranze di guadagnare ancora influenza, al termine del libro Lelaine viene costretta ad accettare l'indubbia supremazia di Egwene. Nel Libro XIII Lelaine, Romanda ed altre Adunanti mettono da parte le loro reciproche rivalità ed organizzano una sessione segreta del Consiglio per cercare di mettere una serie di freni al potere di Egwene, ma quest'ultima, avvertita in tempo da Silviana, interviene fermando i loro propositi ed anzi volgendo ancora una volta a proprio favore la situazione. Quindi Lelaine, accettando la bontà di quanto discusso, vota a favore delle riforme della convocazione del Consiglio, appena proposte da Egwene. Nello stesso libro partecipa al test di Nynaeve per diventare Aes Sedai e alla fine vota in suo sfavore.

### Lews Therin Telamon
Lews Therin Telamon: personaggio storico, Drago nell'Epoca Leggendaria. Viene descritto come alto, con gli occhi scuri e con i capelli castani striati di bianco; la sua faccia è segnata dalle rughe causate da molte preoccupazioni. Nel prologo del primo libro veste sontuosamente di grigio, scarlatto ed oro, con l'antico simbolo Aes Sedai sul suo mantello.
Nell'Epoca Leggendaria, Lews Therin Telamon fu uno dei maggiori leader degli Aes Sedai, il quale capeggiò le forze della luce durante la Guerra del Potere. Lews Therin era sposato con Ilyena Sunhair, ma in precedenza aveva avuto una relazione con Mierin Eronaile, colei che sarebbe poi diventata la Reietta Lanfear. Durante la Guerra dell'Ombra, fu conosciuto come il Drago. Durante la Guerra del Potere, Lews Therin Telamon formulò un piano per sigillare il Foro, dal quale il Tenebroso agiva sul mondo. Il piano originale prevedeva l'utilizzo di circoli misti di maschi e femmine, per porre i sigilli, ma esso venne osteggiato dalle Aes Sedai femmine, capeggiate da Latra Posae Decume, che invece favoriva il piano per la costruzione dei Choedan Kal. Quando la situazione per le forze della luce si rivelò disperata, Lews Therin decise di agire comunque, perciò lui e altri 113 Aes Sedai maschi (i cosiddetti "cento compagni") si recarono a Shayol Ghul per sigillare il Foro da soli. Il loro piano riuscì ma un attimo prima che il Foro si richiudesse, il Tenebroso riuscì a contrattaccare, contaminando irreparabilmente la parte maschile dell'Unico Potere, saidin. In seguito, in preda alla follia che colse tutti gli Aes Sedai maschi per la contaminazione subita, Lews Therin uccise ogni persona che portava il suo sangue, tutti quelli che amava, guadagnandosi così anche il nome di Kinslayer: "lo sterminatore del proprio sangue". Nel prologo del primo libro della saga viene descritto il momento in cui Lews Therin, su istigazione di Ishamael, riprende momentaneamente consapevolezza di ciò che ha fatto. Perciò si suicida maledicendosi, incanalando tutto il potere che può reggere: provoca così l'innalzamento dell'enorme cono vulcanico di Montedrago e di conseguenza la formazione dell'isola di Tar Valon, sul fiume Erinin, che viene deviato. Lews Therin Telamon riappare nella saga a partire dal sesto libro, come voce nella testa di Rand al'Thor, che gli suggerisce numerose ed utili cose. Sebbene non sia chiaro se la voce sia reale o parte della crescente pazzia di Rand, viene descritto come un personaggio a tutti gli effetti. Nei libri seguenti Lews Therin Telamon si rivela infine per essere una personalità reale, presente nella mente di Rand, che prende sempre più spazio, fino al punto, nell'undicesimo libro, di riuscire quasi a prendere completamente il sopravvento. Nel corso del Libro XII Rand, in un momento di catarsi, riesce infine ad accettare questa personalità che vive nella sua mente, assorbendola per sempre dentro sé stesso.

### Liandrin
Liandrin: Aes Sedai dell'Ajah Rossa, rivelata come appartenente all'Ajah Nera; Liandrin ha circa 35 anni e viene descritta con le caratteristiche fisiche delle donne del suo paese, Tarabon: labbra carnose a forma di bocciolo di rosa, occhi castani, capelli color del miele, acconciati in tipiche treccine adornate di perline. È uno degli antagonisti dei protagonisti, con anche alcuni capitoli che vengono narrati o descritti dal suo punto di vista. Liandrin fa la sua comparsa nei primi capitoli del secondo libro (La Grande Caccia) quando la si trova nell'entourage di Aes Sedai che hanno accompagnato l'Amyrlin Siuan a Fal Dara. Liandrin si comporta immediatamente in modo odioso e sospetto ad esempio quando va prendere Moiraine per portarla dall'Amyrlin e poi usa tessiture proibite di compulsione su Lady Amalisa, per trovare Rand e gli altri ta'veren. Quindi conferma i sospetti quando è la prima Aes Sedai dell'Ajah Nera a svelarsi ai lettori: infatti nei capitoli seguenti tradisce Egwene, Nynaeve ed Elayne, cercando di farle diventare damane dei Seanchan e parla apertamente con Suroth del loro comune signore. In seguito a partire dal libro terzo viene messa a capo delle tredici sorelle Nere che si sono svelate e sono fuggite dalla Torre Bianca, assassinando e rubando alcuni Ter'angreal. Le tredici giunte a Tear, per iniziativa di Be'lal e Mesaana, catturano e picchiano brutalmente Nynaeve, Egwene ed Elayne, perché facciano da esche a Rand al'Thor, ma infine lei e la maggior parte delle altre sono costrette a fuggire dalla Pietra, mentre invece Joya ed Amico vengono prese prigioniere. In seguito Liandrin e le altre si dirigono a Tarabon. Laggiù, nella capitale Tanchico, le undici nere restanti si installano in un palazzo di Amici delle Tenebre (dove vengono spiate da Moghedien) e Liandrin ordina a Jaichim Carridin di assicurarle il possesso del palazzo della Panarca di Tarabon. Quindi le undici imprigionano la Panarca Amathera e cercano invano di ottenere l'a'dam maschile, ma sono ancora una volta costrette alla fuga dall'intervento di Nynaeve ed Elayne, aiutate da numerosi altri. Rifugiatesi dunque in Amadicia, queste undici nere si installano in una residenza di altri Amici delle Tenebre e lì vengono raggiunte da Moghedien, che assegna loro vari compiti. Quello per Liandrin e di alcune altre, è di cercare ancora una volta di catturare Nynaeve ed Elayne, che però sfuggono loro, mascherandosi da circensi nel serraglio di Valan Luca. Quando Moghedien ritorna ferita da una freccia scagliata da Birgitte, Liandrin cerca di sopraffarla con la compulsione, ma la Reietta contrattacca: scherma inestricabilmente Liandrin e la riduce alla condizione di serva, dopo averla fatta torturare da Temaile; infine, quando l'impero Seanchan occupa l'Amadicia, Liandrin diventa una "da'covale" dell'alta signora Suroth. Come servitrice dell'Alta Signora, Liandrin si comporta in modo molto spesso inefficiente perciò, nonostante tutti i suoi tentativi di ingraziarsi la sua padrona (ad esempio eliminando una testimone scomoda) Suroth la fa picchiare spesso molto brutalmente.

### Lini Eltring
Lini Eltring è la vecchia nutrice della casata Trakand, che ha cresciuto Elayne, sua madre Morgase e perfino sua nonna Maighdin; è nota nel ciclo per i suoi saggi proverbi, che ha dispensato per anni alle tre nobildonne. Quando Morgase riesce a liberarsi della Coercizione di Rahvin, Lini l'aiuta a fuggire dal palazzo reale di Caemlyn e la segue fedelmente in tutte le sue avventure successive.

### Lirene Doirellin
Lirene Doirellin: Aes Sedai ed ex Adunante dell'Ajah Rossa, ha superato i cento anni di età ed è Cairhienese e come tale risulta molto minuta; all'incirca quindici anni prima Lirene era un'Adunante, che venne severamente castigata e mandata in esilio, assieme a Tsutama e Toveine, come monito e punizione per l'intera Ajah Rossa, colpevole di aver compiuto diversi atti illegali; nel libro undicesimo la si ritrova alla Torre Bianca, ritornata dall'esilio. Delle tre adunanti esiliate è quella che ha avuto il carattere più provato; durante una lezione tenuta ad Egwene, ridotta nuovamente al rango di novizia, Lirene si lascia sfuggire che Elaida ha compiuto degli errori davvero fatali.

### Logain Ablar

La bandiera personale di Logain

Logain Ablar: Falso Drago che dopo alterne vicende diventa Asha'man e capo di una delle fazioni della Torre Nera.

### Loial
Loial figlio di Arent figlio di Halan: Ogier particolarmente giovane per la sua specie (circa novanta anni), molto amante dei libri e che desidera scrivere la storia del Drago Rinato. Inoltre egli è un abilissimo Cantore d'alberi. È uno dei principali personaggi di supporto ai protagonisti, con anche alcuni capitoli che vengono narrati o descritti dal suo punto di vista.
Già nel primo libro, Loial incontra Rand al'Thor e gli altri personaggi principali, in una locanda di Caemlyn, e subito ne diventa un fedele amico. Loial li informa delle minacce che sono giunte nel suo stedding e riguardanti l'Occhio del Mondo, perciò li aiuta nell'attraversare le Vie Ogier e poi li segue fin nella Grande Macchia, dove ha un commovente incontro con Someshta, l'ultimo dei Nym. In seguito dallo Shienar Loial segue ed aiuta gli amici nella caccia al Corno di Valere fino a Falme. Da lì quindi prosegue con Rand, Moiraine, Min, Lan e Perrin Aybara nelle Montagne Nebbiose e poi fino a Tear. Dopo la presa di Tear, Loial accompagna Perrin nei Fiumi Gemelli, dove si comporta eroicamente, chiudendo alla Progenie dell'Ombra, la Porta delle Vie di Manetheren assieme a Gaul. Sempre al seguito di Perrin raggiunge quindi Rand a Caemlyn e poi contribuisce al suo salvataggio ai Pozzi di Dumai. Dopo essere tornato a Cairhien, Rand gli assegna la missione di convincere gli Ogier a vegliare od a chiudere tutte le porte delle Vie, usate dalle orde Trolloc per spostarsi indisturbati. In questo compito Loial viene aiutato dall'Asha'man Karldin Manford, che lo fa spostare molto velocemente da un luogo ad un altro, grazie alle Tessiture per Viaggiare. Al termine della sua missione Loial raggiunge Rand nella tenuta di Lord Algarin nell'est di Tear. Lì Loial viene raggiunto da tre altri Ogier che lo stavano cercando da tempo: sua madre, l'Anziano Haman e la giovane Erith. Loial ed Erith si sposano, e poi il giovane Ogier convince i più anziani che dovrà parlare al Grande Stump, per convincere tutti gli Ogier a non aprire il Libro delle Traduzioni ed abbandonare questo mondo.

### Lord Luc
Lord Luc: conosciuto anche come Isam o l'Assassino, Luc Mantear era il fratello di Tigraine Mantear e Primo Principe della Spada di Andor. Come Luc assomiglia ad un Rand al'Thor più anziano e dai capelli scuri, mentre come Isam assomiglia a Lan Mandragoran.
Lord Luc, come la sorella, su istigazione di Gitara Sedai abbandonò l'Andor e si recò nella Grande Macchia. Laggiù si fuse misteriosamente con Isam Mandragoran, il cugino di Lan Mandragoran che era stato rapito quando era ancora in fasce dalla Progenie dell'Ombra durante la caduta del Malkier: la nuova entità, nata dall'unione delle due persone, divenne l'Assassino, così chiamato sia perché viene spesso adoperato dai Reietti come un sicario; sia perché si diverte ad assassinare i lupi nel Mondo dei Sogni. Oltre a questa strana fusione, Luc/Isam ottiene anche la capacità di essere un particolare camminatore dei sogni, capace di manipolare abilmente Tel'aran'rhiod di muoversi in carne ed ossa in quel mondo ed inoltre anche di cambiare aspetto da una persona all'altra tutte le volte che lo desidera, quando entra ed esce dal Mondo dei Sogni. Si viene quindi a sapere che l'Assassino viene utilizzato per la prima volta nel corso della saga, per eliminare le due sorelle Nere Joiya Byir ed Amico Nagoyin, tenute prigioniere a Tear e ritenute traditrici. Inoltre si tratta molto probabilmente dell'uomo somigliante a Tigraine che ha ucciso nella macchia l'Aiel Janduin, il padre naturale di Rand, secondo una descrizione riportata. In seguito l'Assassino ha una parte di rilievo nel quarto libro, L'ascesa dell'Ombra, dove si scontra con Perrin Aybara; egli inizialmente finge di voler aiutare le popolazioni dei Fiumi Gemelli alle prese con un'orda Trolloc, ma in realtà è stato proprio lui ad aver portato la Progenie dell'Ombra attraverso la Porta delle Vie Ogier di Manetheren. Perrin lo affronta e ferisce in Tel'aran'rhiod nella veste di Isam, e da quella ferita capisce che egli è anche Lord Luc nel mondo della veglia. Nel libro IX lo si ritrova brevemente, mentre cerca di assassinare Rand e Min Farshaw in una locanda a Far Madding, su ordine di un Reietto rimasto celato, ma fallisce. Nel libro XIII ha di nuovo molto rilievo: gli viene assegnata da parte di Graendal una dreamspike da piazzare sopra al campo di Perrin nel Ghealdan, così che questi ed il suo seguito cadano in trappola. Perrin però lo scopre assieme ai suoi amici lupi. Quindi, dopo essersi scontrato con lui diverse volte in Tel'aran'rhiod, Perrin gli sottrae la dreamspike e la porta sopra Tar Valon; quindi Perrin attira l'Assassino in un incubo e lì riesce a ferirlo gravemente, ma non ancora ad ucciderlo. Nel prologo del Libro XIV Isam narra della sua fanciullezza nella Città della Macchia, mentre attende una Reietta; la persona che giunge ad incontrarlo, dalla descrizione sembrerebbe essere Hessalam, che gli ordina di uccidere Rand, mettendogli a disposizione anche due Samma N'Sei.

### Luan Norwelyn
Lord Luan: capo della Casata Norwelyn, è il nobile più potente del regno assieme a Lady Dyelin e che come lei aveva supportato l'ascesa al trono di Morgase; dopo la scomparsa di Morgase cerca inutilmente di convincere Dyelin a prendere il trono, alfine convinto dal comportamento corretto assunto da Elayne in Andor, si proclama per lei, assicurandole il trono; è tra i sei grandi Lord che avevano incontrato Egwene al'Vere e le Aes Sedai ribelli in Murandy.

### Lyrelle Arienwin
Lyrelle Arienwin: Aes Sedai e Adunante dell'Ajah Azzurra. Viene descritta piuttosto alta per essere Cairhienese, inoltre è molto graziosa; era già un'Adunante prima della deposizione di Siuan Sanche e della spaccatura alla Torre; in seguito aderisce alla ribellione e si rifugia a Salidar assieme a tutta la sua Ajah; all'apparenza segue sempre le indicazioni di Lelaine, ma in realtà è piuttosto ambiziosa e vorrebbe ottenere una certa libertà d'azione, per guadagnare influenza per proprio conto; nel libro XII si viene a sapere che Lyrelle è una delle Adunanti che sono andate ad accompagnare la delegazione di sorelle inviate alla Torre Nera per legare 46 Asha'man come Gaidin; all'inizio del Libro XIV si ritrova Lyrelle a guidare la delegazione, rimasta ancora fuori dalla Torre Nera, che è stata appena liberata dall'Ombra, in questa occasione rivela di aver accettato l'incarico per guadagnare influenza, ma visti gli eventi accaduti, per lei probabilmente questa è stata solo un'occasione mancata; pensa inoltre di richiedere agli Asha'man una dimostrazione con il potere, così da poter scegliere quello che appare più forte; poco dopo viene invitata ad entrare assieme alle altre 36 Aes Sedai che sono con lei; Pevara le spiega un po' la situazione e dà alcuni consigli di comportamento; quindi gli Asha'man propongono 46 incanalatori volontari, che sono disposti a farsi legare come Custodi; a causa del poco tempo a disposizione, Lyrelle accetta l'offerta, anche se un po' contrariata, perciò ordina a ciascun'Aes Sedai di legare un incanalatore, alle Verdi ordina di legarne due; alla fine del Libro XIV Lyrelle è tra le Adunanti che richiedono a Cadsuane di diventare la nuova Amyrlin Seat.

## M

### Magla Daronos
Magla Daronos: Aes Sedai Adunante dell'Ajah Gialla proveniente da Illian e che ha più di cento anni, il suo Custode è Rorik; viene descritta come molto robusta, sgraziata e con spalle che sembrano quelle di un fabbro; Magla era Adunante alla Torre Bianca prima dello scisma e in seguito aderisce alla ribellione e si rifugia a Salidar, dove riprende il suo ruolo di Adunante nel nuovo Consiglio (anche se in verità vi è stata mandata dal capo dell'Ajah per cercare di riappacificare le ribelli); Magla all'apparenza fa dunque parte della fazione di Romanda; dopo l'elezione dell'Amyrlin ribelle, conferisce con Romanda per ridurre l'apparente influenza di Sheriam su Egwene appena eletta, ma non sempre si adegua alle sue posizioni (ad esempio favorisce l'elezione di Salita quale terza Adunante gialla di Salidar, anziché quella di Dagdara, preferita invece da Romanda); inoltre Magla si prodiga nel favorire i colloqui di pace; nel Libro XIII si scopre che Magla ha mantenuto il suo ruolo di Adunante anche dopo la riunificazione della Torre sotto Egwene.

### Marillin Gemalphin
Marillin Gemalphin: Aes Sedai dell'Ajah Marrone, rivelata come appartenente all'Ajah Nera nel gruppo di Liandrin. Viene descritta come magra, capelli spenti di colore bruno chiaro, con sognanti occhi azzurri, un grosso naso, faccia stretta e labbra sottili e ama i gatti randagi; dopo i fatti di Tear, di Tanchico e dell'Amadicia, Marillin viene mandata da Moghedien a Caemlyn, ma non se ne conoscono le ragioni; in città viene notata da diverse persone, anche perché si sofferma spesso a curare diversi gatti, ma nessuno ancora riesce ad identificarla; in seguito Moridin, attraverso Moghedien, le ordina di mettersi a disposizione di Lady Shiaine sempre a Caemlyn e così si incontra di nuovo con Falion. Dopo essersi incontrata nuovamente anche con le altre 4 sorelle nere arrivate in seguito a Caemlyn, viene infine catturata da Elayne dopo il tentativo di fuga e di cattura dell'erede al trono. Nel corso del Libro XIII Marillin viene fatta fuggire da alcuni Amici delle Tenebre.

### Masema Dagar
Masema Dagar: ex soldato shienarese, autoproclamatosi Profeta del Drago Rinato. Masema era un valido soldato dello Shienar, che combatté nella Guerra Aiel e che perciò ebbe sempre una forte ostilità nei confronti di questo popolo, un'ostilità ancora viva venti anni dopo la fine del conflitto. Compare nel secondo libro, quando assieme ad alcuni commilitoni accompagna Rand al’Thor e gli altri ta'veren nella ricerca del Corno di Valere, rubato da Padan Fain. Durante questa ricerca, Masema dimostra una forte avversione per Rand, proprio perché d'aspetto è simile agli Aiel, ma dopo che Rand usa saidin e si rivela come il Drago Rinato, Masema diventa uno dei suoi più fanatici sostenitori. Perciò, dopo gli eventi di Falme, la fuga in montagna e l'abbandono del rifugio sulle Montagne della Nebbia, Masema si stabilisce nel Ghealdan, dove inizia la sua predicazione come Profeta del Drago. In breve tempo riesce a raccogliere attorno a sé un'enorme folla di Fautori del Drago, che sconfiggono le truppe regolari del regno, venute a disperderli e diventano una preoccupante potenza, anche militare, nonostante la loro impreparazione, che comunque compensano con il loro grande numero, la loro spietatezza e il loro fanatismo. Infatti, questi fedeli del Profeta, sono quasi tutti fanatici invasati, che tiranneggiano o assassinano chiunque non si adegui alle loro idee, sia persone del popolo, sia quelle più in vista, come i nobili o addirittura il sovrano. Questa armata in breve tempo saccheggia e mette sottosopra l'intero regno, arrivando in pratica a controllare gran parte del suo territorio. Nynaeve, che già l'aveva conosciuto nello Shienar, incontra nuovamente Masema a Samara, una città sul confine fluviale con l'Amadicia: lo trova completamente impazzito, ottenebrato dalla sua ossessione per il Drago. La giovane donna riesce comunque ad ottenere il suo aiuto, per lasciare la città in preda all'anarchia. Forse questa strana ed improvvisa follia di Masema è stata provocata dall'intervento di qualche Reietto, proprio per diffondere il caos, secondo gli ordini del Tenebroso (il primo sospettato è Demandred, che viene ritenuto responsabile degli avvenimenti in questa zona del continente) e tra l'altro di questi fatti verrà ritenuto responsabile Rand, in quanto tutti i disordini vengono fatti in suo nome. Per quest'ultimo motivo Rand invia il suo fidato amico Perrin Aybara nel sud, per incontrare Masema e convincerlo a desistere dai suoi propositi ed anzi recarsi a visitarlo. Anche Perrin trova Masema in preda alla follia, riesce comunque a convincerlo ad accompagnarlo ad incontrare Rand, ma è chiaro che i due non si fidano affatto l'uno dell'altro. Nel frattempo Perrin scopre, grazie all'aiuto di Berelain, che Masema ha stretto degli accordi con l'Alta Signora Suroth (il che fa addirittura sospettare che egli sia addirittura un Amico delle Tenebre). Comunque i due riescono ad accordarsi per la partenza, ma vengono interrotti dal rapimento di Faile, che viene portata prigioniera in un grande accampamento Shaido. Masema accetta di aiutare Perrin a liberare sua moglie, ma comunque si comporta sempre in maniera molto sospetta, difatti nella battaglia decisiva di Malden Masema non rispetta le posizioni assegnate e quindi, quando vede che i suoi propositi di uccidere Perrin e Berelain sono rimasti frustrati, si getta in un'azione suicida, nel corso della quale quasi tutti i suoi fedeli vengono decimati. Nel frattempo però Masema era riuscito ad influenzare profondamente Aram, che arrivò quasi ad assassinare Perrin. Nel prologo del libro XII, Masema fugge nel folto della foresta con ormai pochissimi seguaci, con l'obiettivo di raggiungere la Piana di Almoth e ricostituire laggiù la base del suo potere di Profeta. Inoltre nel suo delirio chiarisce che è stata una visione del Drago Rinato (probabilmente un'illusione indotta da qualche Reietto) ad ordinargli di mandare Aram ad uccidere Perrin. Però nel frattempo Faile, ormai libera, rintraccia ed elimina Masema ed i pochi fedeli che ancora lo seguono. Faile agisce tenendo segreta l'operazione a Perrin.

### Masuri Sokawa
Masuri Sokawa: Aes Sedai dell'Ajah Marrone, proveniente dall'Arafel, viene descritta come magra e dai modi allegri, con occhi scuri e di bell'aspetto. Mantiene un Gaidin di nome Rovair Kirklin. Come forza in Saidar, Masuri si colloca in una posizione medio alta (tra Merana e Verin al di sotto di lei e Bera e Kiruna al di sopra) quindi è capace di aprire portali sufficientemente ampi per viaggiare. Ha inoltre un buon talento nelle Tessiture di Guarigione. Ambasciatrice delle ribelli presso il Drago a Caemlyn, ai Pozzi di Dumai gli giura fedeltà; successivamente entra nell'entourage di Perrin Aybara, collaborando attivamente con lui. Nei libri della saga Masuri fa la sua comparsa a partire dal Libro VI, dove si legge che è una sorella che ha aderito alla ribellione contro Elaida, dopo la deposizione di Siuan Sanche, e quindi si è rifugiata a Salidar. Da Salidar viene poi mandata a Caemlyn dal Drago Rinato, nell'ambasceria di nove sorelle guidata da Merana Ambrey. Dopo gli iniziali incontri, dall'esito positivo, purtroppo i rapporti tra il Drago e la legazione hanno una brusca sterzata, perché una sorella della delegazione subisce un attentato, causato da falsi Aiel. Inoltre il sopraggiungere prima di Verin ed Alanna e poi l'aggiungersi di Bera e Kiruna al novero delle sorelle presenti a Caemlyn, allarmano il Drago che lascia in fretta la città. Bera e Kiruna, le due più alte nella gerarchia delle sorelle in città, prendono in mano le redini della delegazione, che si è ormai sfaldata e quindi si mettono all'inseguimento di Rand, grazie al legame che Alanna gli ha imposto in precedenza. Dopo che le inviate di Elaida hanno rapito Rand, lungo la strada le ribelli incontrano prima gli uomini dei Fiumi Gemelli, lasciati indietro da Perrin Aybara e poi Perrin in persona, che sta accorrendo per liberare Rand. Quindi tutti assieme partecipano alla battaglia dei Pozzi di Dumai, al termine della quale Masuri è una delle prime Aes Sedai a giurare fedeltà al Drago. Perciò successivamente, su ordine di Rand, Masuri e Seonid Sedai accompagnano Perrin nel Ghealdan, alla ricerca della regina Alliandre e del profeta Masema, ed accettano persino di venire trattate da apprendiste dalle Sapienti Aiel presenti nel suo campo. In seguito accompagna Perrin ad Abila, per incontrare il profeta Masema, restando poco favorevolmente impressionata, anche se le Sapienti rivelano l'idea proposta da Masuri di cercare di controllare Masema con un buon guinzaglio, mentre loro credono invece che sia troppo pericoloso e sarebbe meglio eliminarlo. Quindi, assieme agli altri, ritorna precipitosamente al campo alla notizia del rapimento di Faile da parte degli Shaido. Successivamente Masuri ed Annoura Sedai si recano in incognito ad incontrare Masema, suscitando così la riprovazione di Berelain, ma non troppo quella di Perrin, che considera probabile il coinvolgimento anche delle Sapienti, che tengono sempre sott'occhio Masuri. Inoltre dopo questo incontro, Masuri sembra aver cambiato opinione su Masema, concordando che debba essere eliminato. Poco tempo dopo, quando un branco di segugi neri passa vicino al loro campo, Masuri rivela di essere un'esperta su questa Progenie dell'Ombra, fornendo diverse notizie, compreso il fatto di aver incrociato le tracce di ben otto branchi diversi, nel corso della sua vita e di avere una specie di talento nel saperli distinguere l'uno dall'altro. A So Habor, Masuri accompagna Perrin per acquistare dei rifornimenti, trovando la città preda dei fantasmi e della paranoia. Tornata al campo, assiste sgomenta mentre Perrin interroga crudelmente i prigionieri Shaido. Masuri partecipa quindi alla battaglia di Malden per sconfiggere gli Shaido e liberare Faile. All'inizio del Libro XIII, durante una Bolla di male, Masuri viene morsa da una serpe velenosa, ma per fortuna viene guarita immediatamente. Inoltre sembra che sia avanzata abbastanza nella reputazione delle Sapienti, perché ora le concedono di parlare senza chiedere prima il loro permesso. Non appena Perrin distrugge la Dreamspike e ritorna nel mondo della veglia, Masuri lo guarisce dalla ferite, quindi con Neald ed alcune sapienti, apre un circolo per un grande passaggio, che permetta di fuggire al più presto alla trappola di Graendal. Poco dopo partecipa alla battaglia per salvare Galad ed i Manti Bianchi e poi guarisce i feriti. Successivamente forma un nuovo circolo con Grady ed Annuora per aprire a Perrin un ampio passaggio per tornare a Caemlyn e poter parlare con Elayne. Nel Libro XIV Masuri viene portata da Chain al cospetto di Perrin, che è stato trasportato a Mayene per riprendersi dalle ferite subite; l'Aes Sedai si giustifica e si scusa con lui per il suo tentativo di manipolare Masema, quindi lo guarisce da ogni affaticamento, così che egli possa tornare a combattere nel Mondo dei Sogni.

### Matrim Cauthon
Matrim Cauthon: uno dei protagonisti della saga e ta'veren. Mat, come Matrim viene solitamente chiamato, è un ragazzo ventenne, figlio di una famiglia di contadini ed allevatori di cavalli. A causa della sua curiosità spesso si caccia in numerosi guai.
Nel corso della serie Mat passa dall'essere un ragazzo immaturo e scherzoso, corteggiatore incallito delle ragazze e sempre pronto a cacciarsi nei guai, a quello di uno dei personaggi più consapevoli del proprio ruolo, essere cioè un forte ta'veren ed il braccio destro di Rand al'Thor, il Drago Rinato. Questa sua evoluzione avviene attraverso una serie di passaggi fondamentali: la fuga dal suo villaggio assieme a Rand, gli altri amici (Perrin Aybara, Egwene al'Vere, Nynaeve al'Meara) e Moiraine Sedai; la contaminazione e poi la guarigione dal “male” del Pugnale di Shadar Logoth; il diventare il Suonatore del Corno di Valere; il doppio passaggio nella dimensione dei Finn, attraverso due portali ter'angreal (che gli garantiranno informazioni sul suo futuro ed il possesso di alcuni strumenti speciali, oltre che particolari memorie del passato); il diventare un generale praticamente imbattibile sul campo (creazione dell'esercito della “Mano Rossa”); l'adozione del piccolo Olver, un ragazzino orfano che vive di espedienti sulle strade; l'assistenza alle imprese dei suoi amici Rand, Egwene, Nynaeve ed Elayne (sconfitta degli Shaido Aiel, recupero del ter'angreal “Coppa dei Venti”); il matrimonio con la “Figlia delle Nove Lune” (Tuon, erede al trono dell'impero Seanchan).

### Mattin Stepaneos
Mattin Stepaneos den Balgar: re di Illian.

### Mazrim Taim
Mazrim Taim: Falso Drago e capo di una fazione di Asha'man. Viene descritto come un incanalatore molto potente, alto, con gli occhi acuti, i capelli scuri, un naso adunco e gli zigomi prominenti, tratti tipici di un Saldeano. Mazrim Taim è un ex Falso Drago, che ha messo a ferro e fuoco il suo paese, la Saldea, ma che è stato infine fermato e catturato da un gruppo di Aes Sedai che lo scortano verso la Torre Bianca, per essere domato. Però sulla via di Tar Valon (nei pressi delle Colline Nere) Taim riesce a fuggire (probabilmente con la complicità dell'Ajah Nera), si reca quindi dal Drago Rinato, rispondendo all'amnistia proclamata per gli uomini incanalatori; come gesto di buona fede gli consegna anche uno dei sigilli di cuendillar che imprigionano il Tenebroso; Rand lo incarica perciò di istruire gli Asha'man; Taim ha un notevole successo nell'addestramento e nel reclutamento e successivamente si arroga il titolo onorifico di M'hael (Leader) degli Asha'man. Al termine del Libro VI Mazrim Taim guida vittoriosamente centinaia di Asha'man nella Battaglia dei pozzi di Dumai, contribuendo in maniera decisiva alla liberazione del Drago Rinato; però in seguito si ha la prova, che anche Taim è un Amico delle Tenebre e che è tra gli ispiratori dell'attentato fallito contro lo stesso Drago Rinato a Cairhien (ed eseguito da parte di alcuni Asha'man traditori); comunque la sua affiliazione resta segreta e Mazrim Taim crea, all'interno dell'organizzazione, una sua fazione di fedeli Asha'man Amici delle Tenebre, che istruisce personalmente e che ospita spesso nel suo palazzo dentro la Torre Nera: essi sono almeno un centinaio. Nell'epilogo del Libro XI Taim accetta la proposta dell'Ajah Rossa che alcuni Asha'man vengano legati come Custodi, ma le sue reali intenzioni a questo proposito rimangono oscure. Nel corso del Libro XIII Taim prende sempre più controllo della Torre Nera, dove accadono fatti inquietanti, tra cui, molto probabilmente la conversione forzata all'Ombra di alcuni incanalatori come Tarna Feir e Mezar Kurin. In un capitolo si legge che Taim sta ancora facendo attendere fuori dal perimetro della Torre le Aes Sedai ribelli, in attesa che quelle dell'Ajah Rossa decidano chi legare; però proibisce di nuovo a Javindhra di legare quelli che portano la spilla da Asha'man, mentre mostra a Pevara che le mura della Torre Nera ora sono massicciamente presidiate dai suoi uomini. Alla fine del libro proibisce alle Aes Sedai ed agli Asha'man di allontanarsi dalla Torre senza il suo permesso, mentre una dreamspike impedisce di aprire portali di viaggio, in questo modo essi risultano intrappolati. Nel prologo del Libro XIV si viene a sapere che Shai'tan ha deciso di innalzare Mazrim Taim al grado di Prescelto, con il nome di M'Hael, come compensazione per aver convertito all'Ombra tanti incanalatori nella Torre Nera. Nei capitoli successivi Taim, dopo aver catturato Logain ed i suoi amici, cerca di convertire anche loro all'ombra, ma le azioni di Androl e degli altri portano invece alla liberazione della Torre Nera. Si ritrova in seguito Taim che comanda alcuni Signori del Terrore durante la Battaglia dello Shienar contro Lan Mandragoran e Lord Agelmar: il loro intervento causa gravissimi danni agli eserciti della Luce provocandone la ritirata. Quando i combattimenti si concentrano alla Piana di Merrilor, Taim ed i suoi seguaci incanalatori provocano gravi perdite, finché Taim stesso non viene affrontato una prima volta in un faccia a faccia, da Egwene, che lo mette in fuga. Nel frattempo Taim era riuscito a rubare gli ultimi sigilli del Tenebroso, ma Androl con uno stratagemma riesce a recuperarli. Taim nel corso della battaglia ha diversi diverbi con Demandred, ma quest'ultimo alla fine gli consegna un sa'angreal per poter affrontare Egwene. Usando il Fuoco Malefico, Taim inizia a provocare gravissimi danni al Disegno stesso, finché Egwene non duella di nuovo contro di lui: l'Amyrlin Seat usa una nuova tessitura, la "Fiamma di Tar Valon", per fissare il disegno e per bloccare il Fuoco Malefico di Taim, quindi alla fine, sacrificando se stessa, ha ragione del Reietto, cristallizzandolo sul posto assieme a numerosissimi incanalatori nemici.

### Meidani
Meidani: Aes Sedai dell'Ajah Grigia, spia delle ribelli dentro la Torre ed alleata di Egwene. Viene descritta come una donna piuttosto bella, con capelli dorati, occhi azzurri e labbra piene, inoltre con un seno prosperoso. Le sue stanze nella Torre Bianca sono disposte in modo da mostrare gli oggetti esotici che la Sorella ha raccolto nei suoi numerosi viaggi: questi oggetti sono tutti doni di ringraziamento, ricevuti da parte delle persone a cui Meidani ha prestato aiuto. Meidani in saidar ha mostrato una potenza sufficiente per aprire da sola un portale per Viaggiare, questa forza indica che Meidani si trova perlomeno della fascia medio alta della gerarchia delle Aes Sedai. Meidani fa la sua comparsa a partire dal Libro X ed ha un ruolo notevole soprattutto nel Libro XII. Meidani fa parte del gruppo delle dodici sorelle ribelli di Salidar, che sono state inviate in segreto alla Torre Bianca, per cercare di minare dall'interno il potere dell'Amyrlin Elaida, raccontando del coinvolgimento dell'Ajah Rossa nella proclamazione di Logain a Falso Drago. La missione di Meidani però viene scoperta da Seaine e Pevara che sono a caccia dell'Ajah Nera; Meidani perciò viene costretta dalle Adunanti cacciatrici a giurare loro fedeltà ed obbedienza sulla Verga dei Giuramenti, ed inoltre a mettersi al loro servizio. Di conseguenza, poiché Meidani più di trenta anni prima, era stata amica molto intima di Elaida al tempo del loro noviziato, le Adunanti le impongono di cercare di riallacciare il loro legame per spiarla. Meidani perciò, pur con estremo disgusto, si ripresenta ad Elaida, vestita in abiti succinti e provocanti e totalmente imbarazzata per quel ruolo; sorprendentemente però viene riaccolta ed invitata spesso nelle stanze dell'Amyrlin o a cenare con lei; in realtà questo avviene perché Elaida nel frattempo è venuta a conoscenza della sua precedente missione da parte delle ribelli (a causa del tradimento di Beonin) e perciò si diverte a provocarla e tormentarla psicologicamente. Quando nel corso del Libro XII Meidani incontra Egwene, che serve da novizia ad una cena di Elaida, la giovane Amyrlin prigioniera la incoraggia a proseguire nei suoi tentativi ed a mettersi in contatto con Beonin, così da farsi assegnare un periodo di lezione, ed avere una scusa per potersi incontrare e coordinare le proprie mosse; inizialmente Meidani appare restia ad incontrarla, convinta che Egwene sia stata solo un fantoccio nelle mani delle leader ribelli; in seguito comunque invita Egwene nelle sue stanze e viene infine convinta della sua autorità come Amyrlin; perciò Meidani porta Egwene nei sotterranei, alla presenza delle Adunanti a caccia dell'Ajah Nera. Egwene convince anche loro delle proprie capacità e poi le invita a liberare Meidani dal giuramento che è stata costretta a prestare nei loro confronti. In seguito Meidani collabora attivamente con Egwene nel giorno in cui questa viene liberata dalle segrete, mentre Elaida viene punita dal Consiglio. Meidani infatti si reca da lei per informare Egwene dei convulsi eventi accaduti in quella giornata; nella stanzetta scopre la morte di Verin ed infine, su ordine di Egwene, fa sparire il cadavere della sorella marrone che si è da poco suicidata, dopo aver rivelato i suoi segreti.

### Meilyn Arganya
Meilyn Arganya: Aes Sedai molto anziana e potente dell'Ajah Bianca, aveva i capelli completamente bianchi ed apparve brevemente in Nuova Primavera assieme ad Elaida che si mostrava deferente nei suoi confronti; era infatti una delle più rispettate, anziane e potenti Aes Sedai della storia recente della Torre (aveva quasi trecento anni, era più anziana di Cadsuane ed era l'Aes Sedai più potente dopo di lei, almeno nell'arco degli ultimi mille anni); in seguito Meilyn venne incaricata segretamente dall'Amyrlin Tamra Ospenya di cercare il piccolo Drago Rinato, ma venne assassinata dall'Ajah Nera (probabilmente la sua stessa sorte fu seguita dal suo Custode Andro); in seguito a questo assassinio, mascherato come una morte naturale, Siuan Sanche riuscì a capire che le sorelle Nere erano sulle tracce del Drago neonato e perciò si recò nelle Terre di Confine per avvertire Moiraine.

### Melaine
Melaine: è una Sapiente Aiel appartenente alla setta Jhirad degli Aiel Goshien, dei quali ha sposato il capoclan, Bael (Dorindha è la sua sorella-moglie). Melaine ha una ragguardevole forza nell'incanalare ed è anche un'esperta Camminatrice dei Sogni, perciò assieme ad Amys e Bair accetta di istruire Egwene sul Mondo dei Sogni. Dopo che Rand attacca Rahvin e conquista Caemlyn, Melaine vi si trasferisce assieme a suo marito Bael, così da poter comunicare attraverso i sogni con le altre Sapienti rimaste a Cairhien. Nel palazzo reale di Caemlyn spesso si presta a consigliare Rand ed inoltre assiste ad alcuni degli incontri con le Aes Sedai inviate come ambasciatrici dalle ribelli di Salidar. Melaine diventa particolarmente amica di Min Farshaw quando questa le preannuncia la nascita di due bimbe. Melaine, assieme ad altre Camminatrici e Sapienti, nel Libro XIII si accorda con Egwene per scambiarsi delle apprendiste con la Torre Bianca; subito dopo combatte al suo fianco in tel'aran'rhiod contro l'Ajah Nera. Nel Libro XIV Melaine, ormai prossima al parto, si trasferisce a Mayene dove cura con la Guarigione i feriti nell'Ultima Battaglia.

### Merana Ambrey
Merana Ambrey: Aes Sedai dell'Ajah Grigia proveniente da Caemlyn, capo ambasciatrice delle ribelli presso il Drago a Caemlyn, ai Pozzi di Dumai gli giura fedeltà; successivamente collabora con lui trattando con gli Atha'an'miere e sedando delle rivolte. È magra con i capelli scuri e con freddi occhi color nocciola. Viene considerata un'abile diplomatica e lei stessa ha raccontato che in passato era quasi riuscita ad ottenere un accordo tra Tarabon ed Arad Doman a proposito delle loro rispettive rivendicazioni sulla Piana di Almoth. Merana ha circa 105 anni ed è attualmente senza Custode (il suo Custode Basan morì all'incirca venti anni prima, poco prima dello scoppio della Guerra Aiel), ha una forza in saidar medio alta, alla pari con quella di Verin ed Alanna, il che le garantisce la possibilità di aprire da sola dei portali per viaggiare. È uno dei principali personaggi di supporto ai protagonisti, con anche alcuni capitoli che vengono narrati o descritti dal suo punto di vista. Merana fa la sua comparsa nella saga a partire dal Libro VI: dopo la deposizione di Siuan Sanche è una delle sorelle che hanno aderito alla ribellione e che si è rifugiata a Salidar; da laggiù le sei leader delle ribelli inviano Merana proprio a Caemlyn, la sua patria, alla guida dell'ambasceria di ben nove Aes Sedai, che deve incontrare il Drago Rinato. I rapporti tra la delegazione e Rand al'Thor sono inizialmente buoni, anche grazie alla mediazione di Min Farshaw, che è giunta assieme a loro; Merana e le altre infatti rispettano coscienziosamente le istruzioni ricevute dal Drago, consapevoli di non aver altra scelta se non di assecondarlo. Inaspettatamente però, un misterioso attentato a Demira Sedai, una delle sorelle al seguito di Merana, perpetrato da parte di alcuni falsi Aiel, provoca una brusca rottura nei cordiali rapporti tra il Drago e le Aes Sedai: Merana ed altre sorelle della delegazione, convinte del coinvolgimento di Rand nell'attentato, si recano a palazzo, per protestare ufficialmente con lui e per dargli una lezione. L'incontro risulta però burrascoso e del tutto controproducente: Rand le umilia e poi, allarmato dall'arrivo in città di altre sorelle (ormai sono 13, un numero sufficiente per catturarlo), fugge a Cairhien, portando Perrin, Loial e Min con sé. Merana perciò assiste impotente al dissolversi di tutta la propria autorità di capo delegazione (anche per i maneggi di Verin), mentre Bera e Kiruna, da poco arrivate a Caemlyn, assumono il comando delle sorelle presenti. Merana, per evitare di essere messa da parte, è costretta a seguirle fino a Cairhien, dove il Drago è stato rapito dalle inviate di Elaida e poi deve partecipare alla battaglia dei pozzi di Dumai, per cercare di liberare Rand; in seguito è perciò tra le prime sette Aes Sedai a giurargli fedeltà, sempre ai pozzi di Dumai, sotto la minaccia degli Asha'man guidati da Mazrim Taim. Tornata a Cairhien assieme al Drago, Merana accetta di umiliarsi e di servirlo di fronte ai Capoclan Aiel, per dimostrare che le Aes Sedai non lo stanno manovrando; comunque Merana riesce a riscattarsi successivamente, anzitutto cercando di proteggere il Drago dall'interesse di Cadsuane e poi diventando una sua valida collaboratrice, tanto che Rand la mette nuovamente a capo delle sorelle che gli hanno giurato fedeltà; Merana quindi si prodiga nell'ottenere un buon trattato con il Popolo del Mare e poi nel sedare la rivolta di alcuni Alti Signori di Tear; tra l'altro Merana, forse sotto effetto ta'veren, pur mostrandosi, nei confronti del Drago, sempre molto deferente in pubblico, in privato non si fa problemi a parlare con lui apertamente ed a redarguirlo quando è necessario, anche perché Min, in seguito ad una visione, ha garantito che lei è una delle sorelle di cui lui si può fidare. Nel corso del Libro XIV Merana è nel gruppo di incanalatori che combattono sulle pendici di Shayol Ghul assieme ad Aviendha, per impedire ai nemici di raggiungere il Drago Rinato, le sue sorti però non vengono descritte.

### Merean Redhill
Merean Redhill: Aes Sedai dell'Ajah Azzurra e Maestra delle Novizie per l'Amyrlin Tamra Ospenya, rivelata come appartenente all'Ajah Nera durante Nuova Primavera. Aveva una forza notevole, che la collocava nella parte alta della gerarchia; aveva un aspetto paffuto e materno, con i capelli completamente ingrigiti; in seguito lascia il suo incarico per la morte di Tamra e Moiraine la incontra nelle Marche di Confine; viene infine uccisa da Moiraine, durante un duello nel palazzo reale di Kandor; Merean era molto anziana e probabilmente superava i 200 anni di età.

### Merilille Ceandevin
Merilille Ceandevin è un'Aes Sedai ambasciatrice dell'Ajah Grigia; Merilille è di origine cairhienese, pallida e bassa di statura con un'età di circa 130-140 anni. Si incontra Merilille per la prima volta nel corso del Libro VI, quando si scopre che svolge la funzione di ambasciatrice ad Ebou Dar per le ribelli di Salidar (assieme a Careane e a Sareitha). Inizialmente Merilille e le altre sorelle anziane non collaborano affatto con Nynaeve ed Elayne, giunte in città alla ricerca della Coppa dei Venti, ma anzi arrivano quasi sul punto di processare Elayne per aver scoperto il segreto della Famiglia. Elayne però è capace di far valere la sua posizione come inviata dell'Amyrlin Egwene e quindi di volgere la situazione a proprio favore. Di conseguenza Merilille e le altre si decidono finalmente a dare una mano ad Elayne e Nynaeve, sia nel trattare con la Famiglia stessa, che poi con il Popolo del Mare. Merilille e le altre seguono dunque le giovani Aes Sedai prima nella Fattoria della Famiglia, nei pressi della quale la Coppa dei Venti viene usata e poi fino a Caemlyn, così da sfuggire all'avanzata dei Seanchan. Una volta raggiunta la capitale dell'Andor, Merilille collabora con Elayne in vari modi, ad esempio è importante la sua preparazione dell'incontro con i regnanti delle Terre di Confine che si sono accampati al Bosco di Braem; poi Merilille risulta essere la sorella più impegnata negli insegnamenti alle Cercavento, secondo gli accordi stabiliti ad Ebou Dar; però nel corso dell'XI libro, Merilille se ne va misteriosamente da Caemlyn, assieme ad una giovane apprendista Cercavento: forse se ne è andata, perché ormai completamente esasperata dal comportamento altezzoso e prepotente delle Atha'an Miere, ma forse lei e l'apprendista sono state indotte ad andarsene da Careane, per cercare di provocare una rottura tra Elayne ed i rappresentanti Popolo del Mare.

### Merise Haindehl
Merise Haindehl: Aes Sedai dell'Ajah Verde, amica di Cadsuane, ha legato come Gaidin l'Asha'man Jahar Narishma. È una Tarabonese, dal carattere molto duro e severo, con tre custodi; è tra le compagne di Cadsuane e su suggerimento di quest'ultima, Merise è tra le prime Aes Sedai a legare con successo un Asha'man, Jahar Narishma, con il quale instaura un rapporto amorevole, ma a volte turbolento; segue Cadsuane a Far Madding e poi a Shadar Logoth, dove partecipa alla battaglia per la pulitura di Saidin; successivamente, assieme a Jahar Narishma, porta alle Aes Sedai ribelli la proposta di Rand al'Thor di far legare un'altra cinquantina di Asha'man come Custodi. Nei libri successivi Merise e Jahar rimangono sempre nell'entourage del Drago Rinato, seguendone le vicende. Quando Rand cade nella trappola di Semirhage, Merise arriva immediatamente a Guarire Jahar che è rimasto ferito dalle damane. Subito dopo, durante il Libro XI, nell'est di Tear, Merise e Jahar combattono contro la Progenie dell'Ombra che attacca la tenuta Pendaloan e poi i due contribuiscono ad incenerire i cadaveri nemici, rimasti sul campo di battaglia. Inoltre, poiché Jahar diventa sempre più forte di lei nell'Unico Potere, Merise capisce che non potrà più controllarlo attraverso il legame da Custode come in precedenza. Nel Libro XII, in Arad Doman, Merise contribuisce ad interrogare e a tenere schermata Semirhage, che nel frattempo è stata catturata. Quando poi Rand esilia Cadsuane dalla propria vista, Merise cerca di persuaderlo a rivedere la propria posizione, ma inutilmente. Nel libro XIII Merise e Jahar sono tra quelli che accompagnano Rand a Far Madding per incontrare i sovrani delle Terre di Confine. Nel Libro XIV Merise e Jahar sono tra gli incanalatori che assistono Lan ed Agelmar nella Battaglia dello Shienar; successivamente nell'Ultima Battaglia a Merrilor, Merise e Jahar si affiancano ad Egwene per aiutarla durante una fase dei combattimenti.

### Mesaana
Mesaana: è una dei Reietti. Viene descritta di bell'aspetto ma non eccezionalmente bella (come Lanfear, Graendal o Semirhage), con uno sguardo sognante, begli occhi blu e capelli scuri; ha una voce squillante ed è più alta della media delle donne. Questo personaggio è uno dei principali antagonisti dei protagonisti, con anche alcuni capitoli che vengono narrati o descritti dal suo punto di vista.
Rispetto ad altri Reietti, si sa ben poco di Mesaana, prima che si votasse all'ombra. Nell'Epoca Leggendaria Saine Tarasind (questo il suo vero nome), contrariamente ad altri tra i Prescelti, non brillò particolarmente come Aes Sedai, tanto è vero che non le venne attribuito il terzo nome onorifico, come agli altri. Saine infatti cercò di ottenere una buona posizione nel prestigioso centro di ricerche del Collam Daan, ma fallì, ottenendo solo una posizione secondaria in qualità di insegnante. Durante la Guerra del Potere Mesaana divenne una delle amministratrici dei territori conquistati dall'Ombra, rivelandosi come una governante terribilmente efficiente e brutale. In molti dei territori da lei amministrati la Reietta fondò numeroso scuole per bambini, per creare fedeli servitori dell'Ombra, completamente soggiogati al potere del Tenebroso attraverso terribili e crudeli insegnamenti: in queste scuole insegnava agli scolari a competere, nell'infierire il maggior male possibile, ad esempio insegnò loro a spiarsi l'un l'altro ed a spiare persino i propri genitori, quindi a denunciare ogni attività ritenuta illegale. Inoltre impiegò folle inferocite di questi ragazzi per incendiare musei, biblioteche, centri di ricerca, ogni cosa che distraesse dall'insegnamento dei principi del Tenebroso. Questi ragazzi venivano anche impiegati come giudici nei confronti degli adulti, che spessissimo venivano condannati a sentenze crudeli, prima di essere giustiziati. Dopo che Mesaana, insieme agli altri Reietti, restò imprigionata a Shayol Ghul, numerosissimi di questi ormai folli “Ragazzi di Mesaana” contribuirono non poco a disseminare il caos durante la Frattura nel Mondo.
Dopo il risveglio dal suo sonno millenario, Mesaana, mascherando le sue fattezze e la sua capacità di incanalare, si è stabilita nella Torre Bianca, dentro la quale manovra abilmente le Aes Sedai, in particolare quelle appartenenti all'Ajah Nera, attraverso il loro capo: Alviarin Freidhen. Mantenendo un profilo piuttosto basso, Mesaana ha rinnovato il suo antico patto di collaborazione con Demandred e Semirhage, di non farsi guerra l'un l'altro finché gli altri Reietti non saranno abbattuti, ed in effetti questi tre (assieme a Graendal) sono quelli che, nel corso della saga, hanno mantenuto più a lungo la loro posizione occulta. Possono però esserle attribuite le macchinazioni che hanno portato alla deposizione dell'Amyrlin Seat Siuan Sanche e la spaccatura dell'Aes Sedai in due gruppi rivali; inoltre rimane coinvolta, assieme a Be'lal, nel tentativo di cattura di Rand al'Thor nella Pietra di Tear. Sicuramente in seguito manovra l'Ajah Nera ed Elaida nell'organizzare la cattura del Drago Rinato da parte dell'Ambasciata di Aes Sedai a Cairhien, che porterà al disastro della Battaglia dei pozzi di Dumai. Quando Mesaana si presenta ad Alviarin, il capo dell'Ajah Nera, lo fa mascherandosi dietro una barriera di illusioni visive e sonore. Ma una volta Alviarin ha potuto osservare, al di là delle illusioni, un lembo della veste di Mesaana e quindi ha ora la chiave per scoprire l'identità dietro alla quale la Reietta si nasconde. Robert Jordan ha affermato che si tratta di un personaggio già apparso, perciò, dal colore bronzeo della veste osservata da Alviarin, è stato ipotizzato che possa essere una sorella dell'Ajah Marrone, in particolare Danelle. Altre speculazione hanno ipotizzato che possa nascondersi dietro le sembianze delle rosse Tsutama Rath o, con molte meno probabilità, Tarna Feir. Ultimamente Mesaana è stata severamente punita dal misterioso super Myrddraal Shaidar Haran, a nome del Tenebroso, per aver disertato a numerose riunioni dei Reietti e soprattutto per non essere intervenuta nel corso della Battaglia per la Pulitura di Saidin. Nel prologo del Libro XII Mesaana si vanta con Moridin di avere in mano tutte le Aes Sedai, sia quelle dentro la Torre che le ribelli. In seguito si presenta a Sheriam, le ordina di appoggiare l'elezione di una sostituta di Egwene e poi di rubare i ter'angreal per viaggiare nel Mondo dei Sogni. Alla fine del libro, probabilmente sorpresa dall'attacco Seanchan, non può però impedire la riunificazione della Torre sotto l'autorità di Egwene e lo smantellamento dell'Ajah Nera. Nel Libro XIII Egwene ha un sogno profetico che la avvisa che Mesaana è rimasta nascosta nella Torre Bianca, evidentemente la Reietta deve essere stata capace di aggirare il voto sulla Verga dei Giuramenti, che la giovane Amyrlin ha imposto a tutte le Aes Sedai rimaste. Perciò Seaine in seguito, su richiesta di Egwene, studia e poi le illustra tre probabili metodi per riuscire ad aggirare questo strumento. Egwene capisce che deve trovare un modo per stanarla, perciò organizza un falso incontro in Tel'aran'rhiod, ben sapendo di essere costantemente spiata dalla Sorelle Nere nel Mondo dei Sogni. A sua volta però Mesaana cerca di sorprendere Egwene, inviando ben diciannove sorelle dell'Ajah Nera ad assaltare le partecipanti al falso incontro. Scoppia dunque una battaglia e, nonostante le gravi perdite iniziali, Egwene e le sue alleate (Nynaeve, Siuan, Leane, Amys, Bair e Melaine), pur essendo in minor numero, sembrano avere la meglio, grazie alla loro maggiore esperienza nel Mondo dei Sogni. Mesaana con un trucco, riesce però a sorprendere alle spalle Egwene, materializzando attorno al suo collo un a'dam, perché invece di ucciderla la vuole soggiogare, facendosi anche rivelare la posizione della Dreamspike, che in realtà è stato Perrin a portare su Tar Valon. Nonostante il terrore ed il dolore provocato dallo strumento, Egwene riesce a dominarsi ed a dominare Tel'aran'rhiod, quindi si libera ed in uno scontro da mente a mente, annienta Mesaana. Dopo il risveglio, si scopre che la Reietta si era spacciata per l'Aes Sedai Danelle, dell'Ajah Marrone: il suo corpo viene trovato nelle stanze di Danelle, privo di camuffamento, disteso a terra e bagnato, perché si è urinata addosso, mentre ora la sua mente è ridotta ormai a quella di un poppante.

### Mili Skane
Mili Skane: è una giovane donna di circa ventidue anni, carina anche se in modo un po' rude e con la faccia leggermente volpina. Figlia di un sellaio di un piccolo villaggio vicino a Whitebridge, recentemente ha assunto l'identità di Lady Shiaine Avarhin. Mili è anche e soprattutto una Amica delle Tenebre ed un'abile e spietata assassina arrivista. È uno dei principali antagonisti dei protagonisti, con alcuni capitoli che vengono narrati o descritti dal suo punto di vista.
Mili Skane si incontra per la prima volta già nel corso del primo libro, L'occhio del mondo, quando cerca di assassinare Mat e Rand che si sono rifugiati in una stalla sulla strada per Caemlyn; Mat riesce a sorprenderla, ma non ha il coraggio di eliminarla, perciò la rinchiude dentro la stalla stessa. Nel corso del Libro VII Mat la intravede poi di nuovo ad Ebou Dar, la segue e la vede entrare nel palazzo dell'ambasciatore Jaichim Carridin, che è un ufficiale dei Manti Bianchi in città; mette perciò sull'avviso Nynaeve ed Elayne su queste pericolose frequentazioni. Nel frattempo all'interno del palazzo Mili si incontra con Sammael, che le ordina di rapire proprio Mat. In seguito la donna, che aveva già assassinato Lord Willim Avarhin e sua figlia, assume l'identità di Lady Shiaine Avarhin a Caemlyn, dove prende residenza. Per ordine di Moridin, Lady Shiaine si mette al comando di un gruppo di Amici delle Tenebre della città. Laggiù riceve Daved Hanlon e lo istruisce su cosa fare con Elayne, proprio mentre compie l'atroce esecuzione di Jaichim Carridin. Shiaine prende sotto il suo comando le due Sorelle nere Falion (ridotta per punizione a farle anche da serva) e Marrilin. Nel suo palazzo Shiaine incontra nel frattempo diversi esponenti degli assedianti al seguito di Arimilla Marne e si presume che sia coinvolta nei numerosi incendi che scoppiano nella capitale. Durante il Libro XI Elayne, nel suo palazzo in Via della Luna Piena, dopo aver fatto seguire Daved Hanlon, interviene per cercare di imprigionare lei, Falion, Marrilin e Careane; ma viene a sua volta catturata e portata fuori città, per l'intervento di altre sorelle nere, mentre Vandene e Sareitha vengono uccise. La pronta reazione di Birgitte e delle Cercavento permette la liberazione di Elayne e la cattura di Shiaine e delle altre. Nel Libro XIII tuttavia Shiaine e molti altri vengono liberati dalle prigioni da altri Amici delle Tenebre.

### Min Farshaw
Min Farshaw: è una delle compagne di Rand al'Thor. Il suo nome completo è Elmindreda Farshaw, ma Min odia il suo nome e preferisce farsi chiamare con il diminutivo. È una giovane donna di circa venticinque anni, magra, di media statura, con grandi occhi neri e capelli corti, che ora però sta facendo crescere. È uno dei maggiori personaggi di supporto, con numerosi capitoli che vengono narrati o descritti dal suo punto di vista.
Min fa la sua comparsa nel primo romanzo della serie, quando incontra Rand e gli altri amici fuggiaschi (Matrim Cauthon, Perrin Aybara, Egwene al'Vere, Nynaeve al'Meara) a Baerlon, la città dove risiede in quel momento. Min ha delle visioni su tutto il gruppo ed anche sul suo stesso futuro: si dovrà innamorare di Rand e dovrà dividerlo con altre due donne. Min inoltre aveva già conosciuto in precedenza Moiraine Sedai, che sapeva delle sue capacità e forse le aveva sfruttate per trovare il Drago Rinato. In seguito Min raggiunge la Torre Bianca dove fa amicizia con Egwene, Nynaeve e soprattutto con Elayne Trakand, una delle donne con cui dovrà dividere il suo amore. Di conseguenza le segue negli eventi di Falme e contribuisce alla liberazione di Egwene. Dopo Falme Min segue Rand sulle Montagne di Nebbia, ma alla fine è costretta a tornare alla Torre Bianca per portare un messaggio di Moiraine all'Amyrlin Seat Siuan Sanche. Alla Torre si camuffa da Elmindreda per non rivelare la vera identità e la sua amicizia con Rand e viene anche sfruttata assiduamente da Siuan Sanche per i suoi poteri. Min però non riesce ad evitare il colpo di Stato che porta alla caduta di Siuan. Contribuisce però alla sua fuga ed anche a quella dell'ex Custode degli Annali, Leane Sharif e del Falso Drago Logain Ablar. I quattro raggiungono le Aes Sedai ribelli riunite a Salidar e lì, Min ha un incontro chiarificatore con Elayne. In seguito Min si aggrega all'ambasciata guidata da Merana Ambrey e mandata delle Aes Sedai di Salidar al Drago Rinato; così, in questa maniera, ha finalmente l'opportunità di incontrare di nuovo Rand a Caemlyn. Tra i due scoppia l'amore e Min resterà d'ora in avanti quasi sempre al fianco di Rand, aiutandolo costantemente grazie ai suoi poteri. Durante il VI Libro Min indirettamente è la causa della fuga di Rand a Cairhien, dove viene rapito dalle inviate di Elaida e dove lei stessa viene presa prigioniera. Durante la battaglia dei Pozzi di Dumai Min, dopo essere stata liberata, sceglie di restare con Rand anziché fuggire con Gawyn e quindi resta sempre al suo fianco, salvo rari casi. Nel VII Libro Min viene coinvolta nella Bolla di Male al campo dei ribelli Cairhienesi e contribuisce a salvare Rand dal pugnale di Shadar Logoth in mano a Padain Fain. Nel Libro VIII viene lasciata a Cairhien ma dopo l'attentato al Palazzo del Sole, Min fugge con Rand. Nel Libro IX Rand e Min tornando brevemente in Andor, dove Min organizza l'incontro tra lui ed Elayne, perché possano finalmente consumare il loro amore; inoltre prima di separarsi nuovamente, Elayne, Aviendha e Min legano Rand con un legame da Custode, in maniera da avere sempre un contatto con lui. Poi assieme vanno a Far Maddin dove Rand viene imprigionato, ma presto liberato grazie a Cadsuane, con la quale Min inizia ad instaurare un certo rapporto. Dopo la battaglia alla tenuta Pendaloan a Tear e la trappola organizzata da Semirhage, Min segue Rand in Arad Doman. Laggiù, durante il Libro XII, assiste quasi impotente alla sua discesa nell'ombra, quando addirittura Rand arriva persino a strozzarla a causa di Semirhage che è riuscita a scappare e lo costringe attraverso una fascia di dominazione. Poi quando l'oscurità di Rand arriva al punto di fargli distruggere Natrin's Barrow con tutta la sua popolazione, Min e Nyaneve decidono di aderire ai piani di Cadsuane per cercare di farlo rinsavire. Durante il Libro XIII, attraverso il legame, Min percepisce il cambiamento interno di Rand dopo il suo incontro con Tam al'Thor e la sua epifania su Montedrago. Quindi lo accoglie con gioia e stupore al suo ritorno a Tear, e Rand le affida il compito di continuare a studiare Callandor per capire il suo ruolo nell'Ultima Battaglia. Min quindi lo accompagna di nuovo a Far Madding, quando si deve incontrare con i sovrani delle Terre di Confine. Infine dovrebbe essere andata assieme a lui alla Piana di Merrilor. Nel corso del Libro XIV Min assiste Rand alla Piana di Merrilor, aiutandolo a capire la funzione di Callandor. Quando Rand parte per Shayol Ghul, manda Min ad assistere Egwene, perciò la ragazza viene impiegata come segretaria nel quartier generale delle Aes Sedai. Poco dopo, durante una delle innumerevoli battaglie, Min si incarica personalmente di recare un messaggio urgentissimo ai Seanchan. Perciò si incontra con Mat Cauthon e l'imperatrice Fortuona; quest'ultima scopre le sue doti particolari e la nomina come la sua nuova Voce della Verità, ricevendo grandi onori. Quando il quartier generale seanchan viene assaltato e distrutto dai nemici, Min si salva grazie all'intervento provvidenziale di Siuan, ma poi, assiste sconvolta, alla morte dell'amica che l'ha appena salvata. Inoltre Min salva personalmente Fortuona da un Uomo Grigio, perciò come ricompensa, viene elevata al Sangue. Dopo che i Seanchan si sono ritirati dall'Ultima Battaglia, seguendo la strategia concordata tra l'imperatrice e Mat, Min riesce a scoprire il travestimento dietro cui si celava Moghedien, che manipolava i Seanchan nel convincerli a continuare a restare fuori dalla battaglia. Perciò subito dopo, Min persuade Fortuona a tornare in campo. Alla fine del libro Min si reca a Shayol Ghul per assistere Rand negli ultimi momenti di vita e poi ai funerali. Appare però evidente che Min, Elayne ed Aviendha sono consapevoli dello stratagemma di Rand, che ha scambiato il suo corpo morente con quello sano di Moridin per andarsene indisturbato.
La capacità di cogliere e vedere le aure che circondano gli altri personaggi permette a Min di fare delle predizioni sul futuro di ciascun personaggio. La visione di queste aure è tuttavia del tutto casuale, nel senso che non è lei a stabilire quando essa debba avvenire; inoltre, in alcuni casi, le conseguenze delle visioni non sono affatto chiare, questo ad esempio avviene con le aure dei personaggi in grado di incanalare o dei ta'veren che sono continue, molto colorate, scintillanti ed in mutamento perenne.

### Moghedien
Moghedien: è una dei Reietti. È una donna di bell'aspetto con grandi occhi scuri e capelli lunghi fino alle spalle. È uno dei principali antagonisti dei protagonisti, con anche alcuni capitoli che vengono narrati o descritti dal suo punto di vista.
Lillen Moiral, questo il suo vero nome nell'Epoca Leggendaria era una consulente finanziaria, che venne più volte ripresa per aver infranto le regole etiche del suo lavoro ed era anche un'Aes Sedai di circa duecento anni, quindi giovane per quei tempi, quando venne aperto il Foro che liberò il Tenebroso. Moghedien si votò all'Ombra relativamente presto, ma mantenne a lungo segreta la sua affiliazione, preferendo agire in segreto, il suo nome è stato ripreso da quello di un velenosissimo ragno di quell'epoca, che tesse le sue trame nell'ombra e colpisce di nascosto. Infatti Moghedien non è una donna coraggiosa, non ama prendere rischi, è sempre cauta, rimanendo ad aspettare nelle tenebre il momento più opportuno per colpire alle spalle gli avversari, colti in un momento di debolezza. Prima di venire scoperta, nel corso della Guerra dell'Ombra Moghedien manteneva un rango intermedio nella struttura di comando delle forze della Luce, ma in realtà stava controllando un servizio di informazioni per l'Ombra. Quando infine la sua vera alleanza venne rivelata, Moghedien, per fuggire, non si fece scrupoli a sabotare un veicolo di trasporto pubblico, provocando la morte di migliaia di persone. Moghedien, è la Reietta più abile nel manipolare Tel’aran’rhiod (del quale sfruttò abilmente le potenzialità per colpire nell'ombra), ma data la sua natura codarda e la maggior potenza di Lanfear nel mondo reale, Moghedien non osò mai sfidare la pretesa di Lanfear di essere la signora di quella dimensione.
Dopo il suo sonno millenario, Moghedien inizialmente si camuffa da servitrice per tenere sott'occhio le trame di Liandrin e delle altre sorelle dell'Ajah Nera, che stanno operando a Tanchico. Così nel palazzo della Panarca si scontra per la prima volta con Nynaeve e viene sconfitta. Successivamente prende sotto il suo diretto comando Liandrin e le altre Nere che si sono rifugiate in Amadicia, ad alcune affida missioni in altri luoghi, mentre Liandrin ed alcune altre sono incaricate di ricercare Nynaeve ed Elayne. È però Moghedien stessa a rintracciare le ragazze presso il circo di Valan Luca, in Tel’aran’rhiod cattura Nynaeve, ma viene ferita seriamente da una freccia di Birgitte, Moghedien prima di fuggire espelle Birgitte dal Mondo dei Sogni, pensando così da averla eliminata per sempre. Moghedien ritorna ferita dalle sorelle dell'Ajah Nera per farsi guarire, ma Liandrin prova ad attaccarla. Moghedien la punisce crudelmente e poi rivolge nuovamente la sua rabbia verso Nynaeve. Si camuffa da Marigan e la segue fino a Salidar. In un momento di debolezza di Nynaeve nel Tel’aran’rhiod, Moghedien è pronta a prendersi la sua vendetta, ma la ragazza abilmente la cattura con un a'dam e la costringe ad intervenire contro Rahvin che sta combattendo con Rand al'Thor. Anche quando si risveglia Moghedien si ritrova imprigionata da un a'dam prontamente creato da Elayne. A Salidar viene così segretamente costretta dalle ragazze a rivelare numerose tessiture dell'Epoca leggendaria ed infine lasciata in custodia di Egwene. Aran'gar alla fine verrà a liberarla, ordinandole di recarsi a Shayol Ghul. Lì, per i suoi fallimenti, viene imprigionata con una trappola mentale e costretta a servire Moridin. Nel corso di uno di questi servizi ad Ebou Dar, Moghedien un'ultima volta cerca di colpire Nynaeve con il fuoco malefico, ma di nuovo fallisce. Infine durante la battaglia della pulitura di Saidin, Moghedien, secondo la sua natura codarda, si nasconde ed evita di intervenire, osservando l'evolversi della situazione. Nel prologo del Libro XIV Moghedien rivela che Moridin le ha consegnato la sua trappola mentale, per metterla alla prova, poi, dopo averle fatto assistere ad un incontro con altri Reietti, le ordina di mettersi a disposizione di Demandred. Quest'ultimo la invia fra i Seanchan, tra i quali Moghedien si camuffa per spiare e sviare le mosse avversarie. Verso la fine dell'Ultima Battaglia, Moghedien camuffata da So'jhin manipola la mente del generale Yulan, nel tentativo di convincere l'imperatrice Fortuona ad abbandonare definitivamente Mat e la battaglia. Min Farshaw però la scopre e la smaschera pubblicamente, costringendola a fuggire. Dopo la morte di Demandred, Moghedien cerca di prendere il suo posto presso gli Ayyad Sharani, ma l'improvviso intervento di Talmanes che la cannoneggia, fa saltare ogni suo piano. Dopo la fine della battaglia, Moghedien si riprende dalla svenimento in cui era caduta e cerca di fuggire, ma viene catturata da una sul'dam che la porta ad Ebou Dar dove l'aspetta un destino da damane.
Moghedien è la più debole delle Reiette, la sua potenza in Saidar viene infatti superata da diverse altre incanalatrici, inclusa Nynaeve che la batte in duello quando non ha ancora raggiunto tutto il suo potenziale. Ciononostante Moghedien si colloca comunque tra le dodici incanalatrici più potenti in assoluto, ad un livello superiore rispetto ad Egwene, Elayne ed Aviendha. Moghedien ha compensato questa sua relativa debolezza grazie alla sua enorme capacità di manipolare il Mondo dei Sogni, rimanendo nascosta, per colpire i suoi avversari al momento opportuno.

### Moiraine Damodred
Moiraine Damodred: è uno dei personaggi principali, Aes Sedai dell'Ajah Azzurra. Nata in una delle famiglie regali di Cairhien (suo padre era fratello del famigerato re Laman), Moiraine è un'amica molto intima dell'ex Amyrlin Seat Siuan Sanche, sin dal tempo del loro noviziato. Il suo Custode inseparabile per circa venti anni è stato Lan (al'Lan Mandragoran), re titolare della scomparsa nazione del Malkier. Come è tipico della gente di Cairhien, Moiraine è molto bassa di statura, con un incarnato pallido e capelli castano scuri. Anche i suoi occhi sono castani. Nel complesso è una donna piuttosto bella, con un aspetto delicato, questo le ha guadagnato il soprannome di "bambolina di porcellana" da parte di alcune altre Aes Sedai. In realtà dietro questo aspetto, apparentemente fragile, si cela una donna molto forte e determinata nei suoi propositi, che si rivela a volte fredda, spietata e calcolatrice, ma solo nel perseguire le cause che ritiene nobili e giuste, come il ritrovare il giovane Drago Rinato, per poi aiutarlo nella sua missione. Moiraine spesso indossa una kesiera, un gioiello tipico delle donne d'alto rango del suo paese: consiste di una gemma pendente in mezzo alla fronte, retta da una sottile catenella, legata attorno alla testa (nel caso di Moiraine la gemma che porta è uno zaffiro blu).
Moiraine Sedai è il personaggio che, dopo venti anni di intensa ricerca (come narrato nel prequel del ciclo di romanzi, intitolato Nuova Primavera), trova infine Rand al'Thor e comprende che è il vero Drago Rinato. In questo ruolo viene aiutata dalla sua inseparabile amica di gioventù, Siuan Sanche, che nel frattempo è diventata Amyrlin Seat e le mette a disposizione un angreal di notevole potenza e tutte le informazioni dei suoi network spionistici. Nei primi cinque romanzi della serie lo aiuta nel perseguire la sua missione, sia in opposizione ai Reietti (Moiraine ne elimina personalmente due) sia opponendosi anche ad altre Aes Sedai, come quelle dell'Ajah Rossa o dell'Ajah Nera. Nel primo volume porta i ragazzi in salvo fuori dai Fiumi Gemelli (oltre a Rand al'Thor porta con sé gli altri due ta'veren: Matrim Cauthon e Perrin Aybara; inoltre anche Egwene al'Vere e Nynaeve al'Meara, entrambe con la capacità di incanalare), li perde a Shadar Logoth e li ritrova a Caemlyn, per poi guidarli fino all'Occhio del Mondo, anche attraverso le Vie Ogier. Nel secondo Libro Moiraine ha una parte minore: si separa dai ragazzi all'inizio del libro, a Fal Dara per recarsi in Arafel a studiare antichi documenti presso le gemelle Namelle. Quindi ricompare solo alla fine del libro, durante gli eventi di Falme. All'inizio del terzo si trova con Rand e Perrin sulle Montagne di Nebbia e poi insegue Rand nella sua fuga fino Tear, dove contribuisce alla conquista della Pietra, eliminando il Reietto Be'lal con il fuoco malefico. Nel quarto Libro viaggia presso gli Aiel, sempre al seguito di Rand, perciò entra anche lei nel Rhuidean, nel ter'angreal a tre cerchi, per ottenere informazioni. Quindi torna con lui nelle Terre Bagnate, a Cairhien invasa dagli Shaido, assistendolo anche contro la sua volontà e trovando alla fine la maniera di farsi ascoltare da Drago, superando il timore di Rand, di essere manipolato da lei o dalle Aes Sedai più in generale. Moiraine quindi scompare eroicamente verso la fine del quinto volume della serie (I Fuochi del Cielo), combattendo contro la potentissima Reietta Lanfear, a causa del fatto che Rand non riesce ad uccidere le donne (la sua scomparsa contribuirà ad accentuare il senso di colpa e di frustrazione del Drago Rinato, alterandone in maniera negativa il carattere). Ritenuta morta per quasi tutto il resto della serie, nell'undicesimo libro (Il Pugnale dei Sogni), grazie alla lettera lasciata a Thom, si verrà a sapere che in realtà Moiraine è viva, sebbene venga tenuta prigioniera nella dimensione parallela degli Eelfinn e che Thom Merrilin, Mat Cauthon ed un altro personaggio (Noal Charin) sono destinati ad andare a liberarla. La liberazione dalla Torre di Ghenjei finalmente avviene alla fine del Libro XIII: Moiraine è stata tenuta in vita tutto questo tempo dagli Aelfinn ed Eelfinn, perché così essi hanno potuto assaporare le sue emozioni, mentre le drenavano gran parte del suo potere in Saidar, ora perciò lei è ridotta ad incanalare solo una minima parte di ciò che poteva nel passato. Dopo la liberazione, lei e Thom decidono di sposarsi e Moiraine gli propone anche di legarlo come suo nuovo Gaidin; inoltre Moiraine si ripromette di raggiungere Rand al più presto, per poterlo aiutare con ciò che ha ottenuto dagli Eelfinn.
Al momento dell'ottenimento dello scialle da Aes Sedai, Moiraine si è ritrovata nella fascia più alta della gerarchia delle sorelle. La sua forza in saidar infatti era superata solo da quella di Cadsuane Melaidhrin e da poche altre (nel frattempo quasi tutte ormai decedute) ed era alla pari con quella di Siuan Sanche (prima della quietatura); in pochi anni ha poi anche raggiunto la potenza di Elaida, di Lelaine e di Romanda. Moiraine, nonostante la sua forza relativa, non ha rivelato di possedere alcun talento molto particolare, però è stata la prima Aes Sedai, dal tempo della Frattura del Mondo, a riutilizzare la complicatissima tessitura per produrre il distruttivo fuoco malefico, probabilmente però lo ha fatto non per una capacità innata, ma ricavando indizi da documenti antichi. Moiraine inoltre, pur non avendo scelto l'Ajah Gialla, ha una notevole predisposizione verso il metodo tradizionale delle Aes Sedai per le Tessiture di Guarigione. Moiraine infine ha mostrato di conoscere alcune tessiture di illusione come quella utile a deflettere la luce, in modo da rendere invisibili le persone che si trovano in un luogo, ed ha mostrato anche di saper disfare una tessitura. Sin da ragazzina, ancor prima di giungere alla Torre Bianca, Moiraine aveva elaborato una sua caratteristica tessitura acustica, con la quale spesso spia da lontano le conversazioni degli altri. Dopo essere stata drenata nell'Unico Potere, ora Moiraine può incanalare solo una piccola porzione del potere a cui un tempo era avvezza, ma grazie all'angreal che è riuscita a mantenere con sé, per adesso può più che compensare questa perdita.

### Mordeth
Mordeth: spirito malefico che infesta Shadar Logoth.

### Morgase Trakand
Morgase Trakand: Regina di Andor, ha una quarantina di anni, è una donna molto bella, alta e con occhi chiari e chioma biondo ramata. Ha due figli Gawyn ed Elayne ed un figlio adottivo Galadedrid. È uno dei principali personaggi di supporto, con numerosi capitoli che vengono narrati o descritti dal suo punto di vista. Morgase, che ha studiato come Novizia alla Torre Bianca, viene descritta come la più debole incanalatrice conosciuta, capace a malapena di afferrare e di manipolare un rivolo di Saidar.
Nell'anno 972 della Nuova Era la giovane Morgase, della nobile casata Trakand e con legami di discendenza diretta con l'antica casa regnante, al momento della morte della regina Mordrellen Mantear di Andor e della precedente scomparsa della sua figlia-erede Tigraine Mantear (fuggita nella Desolazione Aiel) avanzò la sua pretesa al trono di Andor. Nel giro di circa quattro anni Morgase seppe assicurarsi il trono, nonostante una lunga guerra di successione; per rafforzare la sua posizione, tra le altre cose, sposò Lord Taringail Damodred (un nobile imparentato con la casa regnante di Cairhien) e marito abbandonato da Tigraine, inoltre adottò come proprio, il loro piccolo figlio Galad. Da Taringail, Morgase ebbe Gawyn e l'erede al trono Elayne. In seguito, grazie all'aiuto del Bardo di Corte e suo amante Thomdril Merrilin, Morgase riuscì a liberarsi del marito, che non faceva mistero di volersi impadronire del potere, al suo posto. Per i successivi venti anni Morgase regnò in maniera eccellente, accettando come sua consigliera l'Aes Sedai Elaida e nominando come Principe della Spada il suo amante, il generale Lord Gareth Bryne. Sfortunatamente per Morgase, il Reietto Rahvin, al suo risveglio, scelse il regno di Andor quale suo campo d'azione. Presentandosi con il nome di Lord Gaebril, Rahvin fu abile nel manipolare la situazione nel regno, sedando una ribellione probabilmente aizzata da lui stesso. Questo gli permise di allontanare Gareth Bryne e di diventare il nuovo consigliere della regina, che in seguito manipolò con la Coercizione, riducendola praticamente al rango di una sua amante e di un suo burattino. In breve tempo Rahvin divenne il vero sovrano, riempiendo la corte ed il regno di suoi fedeli servitori, a discapito di quelli fedeli alla regina. Quando finalmente Morgase riuscì a liberarsi dal controllo del Reietto, non le restò che fuggire in segretezza, poiché ormai le redini del potere le erano sfuggite. Di conseguenza si diffuse la notizia che la regina fosse morta. Aiutata dal capitano Tallanvor, dalla vecchia nutrice Lini, dal locandiere Basel Gyll e da altri fedeli, Morgase abbandonò Andor e cercò rifugio presso suo cugino, il re di Amadicia. Ad Amador però venne presa in custodia dai Figli della Luce, che oltre a maltrattarla, la costrinsero a stipulare un contratto a loro favorevole. La conquista dell'Amadicia da parte dei Seanchan permise però a Morgase ed ai suoi seguaci di fuggire nuovamente (prima di questa fuga però Morgase decise di abdicare in segreto a favore di Elayne). Sfuggendo in seguito ad alcuni fanatici Fautori del Drago, il gruppo di Morgase si imbatté in Perrin Aybara e nei suoi fedeli. Dopo essere stata salvata anche da questa situazione e fingendo di essere una cameriera per nobildonne, di nome Maighdin, Morgase accettò di prestare servizio per Faile, la moglie di Perrin. Entrambe le donne con il seguito vennero però fatte prigioniere dagli Shaido Aiel, fino alla loro liberazione da parte di Perrin. Nel corso del Libro XIII Morgase, ancora nel campo di Perrin, viene riconosciuta dal suo figliastro Galad Damodred, rivelando così a tutti di essere l'ex regina di Andor; subito dopo Morgase convince Galad a processare Perrin in modo corretto e poi a formulare una giusta sentenza nei suoi riguardi. Tornata in Andor, a Pontebianco, dopo alcune titubanze Morgase accetta infine di sposare il fedele Tallanvor, che le chiede ufficialmente la mano. Poi si reca in incognito da Elayne, che dopo la felicità per averla ritrovata viva, si accorda con la madre per trovarle un nuovo ruolo nel regno. Poco dopo Morgase consiglia Elayne su come trattare con Perrin, prendendo anche le difese di quest'ultimo. Alla fine del libro Morgase si ricongiunge quindi anche con Gawyn alla Piana di Merrilor.

### Moria Karentanis
Moria Karentanis: Aes Sedai e Adunante dell'Ajah Azzurra, tra le ribelli di Salidar; in seguito si scopre che appartiene all'Ajah Nera. È Illianese e ha portato lo scialle per più di 130 anni; viene eletta come Adunante a Salidar ed è l'unica tra le nuove Adunanti ad avere i requisiti di un'età adeguata; all'apparenza mostra di avere uno spirito indipendente e non sempre segue le indicazioni di Lelaine, l'Adunante azzurra più influente, perciò appoggia spesso Egwene; Moria in particolare è determinante nel corso della dichiarazione di guerra ad Elaida, inducendo le altre due Adunanti Azzurre a votare a favore; in seguito è tra le Adunanti che propongono l'alleanza con la Torre Nera, che prevede il legare gli Asha'man come Custodi; però nel Libro XII, durante la concitata seduta del Consiglio dove viene rivelata l'appartenenza di Sheriam, anche Moria viene scoperta come Nera, perciò viene immediatamente catturata e poi fatta giustiziare alcune ore dopo il suo arresto.

### Moridin
Moridin: è uno dei nuovi Reietti ed è uno dei principali antagonisti dei protagonisti, con anche alcuni capitoli che vengono narrati o descritti dal suo punto di vista. Dopo che, al termine del terzo libro della saga, Ishamael venne ucciso da Rand al'Thor nel Cuore della Pietra di Tear, il Tenebroso recuperò la sua anima e la fece reincarnare, donandogli un nuovo corpo ed un nuovo nome, Moridin appunto, che nella lingua antica significa semplicemente morte. Il suo nuovo corpo è molto alto, dalle spalle squadrate, con occhi azzurri, capelli neri e dall'aspetto molto attraente; la sua voce è profonda e nel complesso Moridin sembra avere un'età attorno ai venticinque anni. Il Tenebroso gli ha inoltre conferito il titolo di Nae'blis, che equivale a suo reggente per il Giorno del Ritorno ed il rango di capo degli altri Reietti, che ora gli devono obbedienza. Moridin inoltre è l'unico tra di loro ad avere ancora il permesso di utilizzare il Vero Potere. Moridin abusa spesso del Vero Potere, tanto che gli si sono già formate le saa negli occhi, inoltre ha due Cour'souvra (trappole mentali) appese attorno al collo: una controlla Moghedien e l'altra Cyndane. In qualità di capo delle forze dell'Ombra ha già iniziato a consolidare il suo potere, sebbene gli altri Reietti gli obbediscano con riluttanza (in attesa di poterlo eliminare) e lo considerino ancor più folle che in precedenza, anche se per ora Moridin pare avere imparato a controllare questa pazzia. Moridin come nuovo personaggio, fa la sua misteriosa comparsa nel corso del settimo libro, quando spia Sammael e Graendal nei loro colloqui con le Sapienti Shaido; poi in seguito riceve Moghedien da parte di Shaidar Haran e le mostra la Cour'souvra che la controlla; infine interviene a Shadar Logoth per salvare Rand al’Thor dagli attacchi di Sammael. Tra l'altro in quest'ultima occasione si è formata una strana connessione tra Rand e Moridin, i due hanno incrociato e fatto toccare tra di loro due barre di Fuoco Malefico che stavano scagliando contro Mashadar, creando così un legame reciproco. Da quella volta Rand ha cominciato a soffrire di uno strano malessere che Nynaeve non è mai riuscita a curare. Un malessere che forse sta colpendo lo stesso Moridin. Inoltre nell'undicesimo libro viene svelato che l'immagine del terzo uomo che Rand e Lews Therin hanno cominciato a vedere nella loro mente è proprio quella di Moridin (una cosa che fa infuriare Moridin). In seguito Moridin manovra le forze dell'Ombra e gli altri Reietti in attesa dell'avvento dell'Ultima Battaglia. Nel corso del Libro XII Moridin mostra che il suo legame con Rand si è ulteriormente approfondito: prova dolore alla mano che l'altro ha perso contro Semirhage, inoltre i due si incontrano nuovamente nel Tel'Aran'Rhiod, esattamente come nel primo libro, ma in questo caso è stato Rand ad andare a visitarlo inconsciamente attraverso il sogno. Nel prologo Moridin elogia Graendal per le sue capacità, dandole la possibilità di usare una minima parte del Vero Potere, inoltre le ordina di far provare a Rand le pene dell'anima; come ulteriore ricompensa le permette di assistere al suo colloquio con Mesaana e Demandred mentre proibisce a questi due qualsiasi tentativo di andare a liberare Semirhage. Successivamente quando Semirhage viene liberata da Shaidar Haran ed Elza e poi riesce a catturare Rand con la Fascia di dominazione, Rand si libera proprio grazie al suo legame con Moridin, che gli permette di usare il Vero Potere, precipitando così ancora di più verso l'Ombra. Nel resto del libro Moridin influenza sempre più negativamente Rand (tanto che questo inizia ad indossare il rosso ed il nero, i tipici colori di Moridin), nel tentativo di portarlo sempre più dalla parte di Shai'tan. Il suo tentativo ha quasi successo, quando al termine del libro Rand arriva nichilisticamente sul punto di distruggere l'intero mondo, attraverso l'uso del Choedan Kal. Nel Libro XIII Moridin accetta le scuse di Graendal per la morte di Aran'gar, le ordina di lasciare stare Rand, ma di eliminare invece Perrin Aybara. In questa occasione le fornisce i servizi di Lord Luc, un'ulteriore dose di Vero Potere, una Dreamspike (mostrando di possedere anche una notevole collezione di ter'angreal, custodita nella sua misteriosa torre nella Macchia), infine le mostra anche una Profezia Oscura.

### Morvrin
Morvrin: Aes Sedai dell'Ajah Marrone, è stata una dei capi delle ribelli di Salidar. Ha una faccia rotonda e d'aspetto è piuttosto robusta, con i capelli grigi, si trova nella fascia alta della gerarchia ed è relativamente anziana, con un'età di circa 200 anni; mantiene un Gaidin di nome Jori. Morvrin è una sorella molto influente, che dopo la deposizione dell'Amyrlin Siuan Sanche e l'elezione di Elaida, aderisce alla ribellione e si rifugia a Salidar. A Salidar Morvrin diventa una delle originali sei leader delle ribelli e probabilmente diventa anche il capo delle Marroni tra le ribelli stesse. Nel villaggio altarano inoltre Morvrin accoglie, assieme alle sue cinque colleghe, prima Siuan, Leane e Min, che sono riuscite a sfuggire ad Elaida, ed in seguito Nynaeve ed Elayne, sfuggite a Moghedien e all'Ajah Nera, che portano novità e nuovi talenti. Questi arrivi portano anche nuovo slancio alle ribelli, finché in seguito Morvrin e le altre cinque leader, a causa dei maneggi di Siuan, ordinano ad Egwene, attraverso il Tel'Aran'Rhiod, di presentarsi al più presto da loro. Inaspettatamente Egwene, dopo essere stata da loro accolta a Salidar, viene fatta eleggere dalle sei leader ribelli come nuova Amyrlin Seat. Durante la cerimonia di elezione, Morvrin in persona, assieme a Myrelle e Sheriam, si presta anche ad essere una delle tre garanti a proporre Egwene al'Vere come nuova Amyrlin presso il Consiglio delle Adunanti. Le sei leader intanto si organizzano a formare un consiglio personale permanente per guidare la giovane Amyrlin. Poco tempo dopo però, Egwene dimostra di non essere affatto un fantoccio nelle loro mani e Morvrin è addirittura costretta a giurare fedeltà alla giovane Amyrlin perché assieme alle altre cinque, ha spedito alcune sorelle a seminare dissenso dentro la Torre Bianca ma all'insaputa del Consiglio. Un voto simile, a causa del potere della Verga dei Giuramenti, la costringe perciò ad obbedire sempre a qualsiasi richiesta di Egwene. Quando Delana, con le sue proposte cerca di mettere in crisi il rapporto tra le leader delle Ajah e le rispettive Adunanti, Egwene interviene per porre riparo, facendo tra le altre cose dialogare Morvrin con Takima. Dopo la cattura di Egwene da parte di Elaida, Morvrin e le altre del consiglio personale, cercano di trovare una soluzione, magari anche di smarcarsi dai loro obblighi, ma Siuan impone loro di ricordare quanto giurato e di continuare ad obbedire ad Egwene, che comunica con lei attraverso il Mondo dei Sogni. Nel Libro XIII, dopo la riunificazione della Torre, Morvrin appare brevemente in Tel'Aran'Rhiod, quando l'Ajah Nera attacca un gruppo di Aes Sedai, che su ordine di Egwene, si sono riunite per un falso incontro, apparentemente molto importante, così da stanare Mesaana.

### Myrelle Berengari
Myrelle Berengari: Aes Sedai a capo dell'Ajah Verde tra le ribelli e una dei capi di Salidar. Ha circa 45 anni e si trova nella fascia alta della gerarchia, appena poco al di sotto di Sheriam; viene descritta come un'altarana molto bella, dalla pelle olivastra e dal temperamento focoso e fiero; è arrivata a tenere legati fino a sei Custodi contemporaneamente (tra le Aes Sedai conosciute è quella con più Custodi in assoluto), tra di essi vi è stato per un certo periodo al'Lan Mandragoran; con alcuni di loro Myrelle intrattiene anche una vera e propria relazione sentimentale. Myrelle è famosa tra le altre Sorelle perché è riuscita a salvare la vita di due Gaidin, legandoli a sé dopo che le loro rispettive Aes Sedai erano morte. È dei principali personaggi di supporto, con anche alcuni capitoli che vengono narrati o descritti dal suo punto di vista. Myrelle nella saga compare già in Nuova Primavera: molto amica di Moiraine e Siuan sin dal tempo del Noviziato, si presta molto spesso ad aiutare le due amiche ad allenarsi per la prova per ottenere lo scialle; ma le due comunque non si fidavano ancora abbastanza di lei, tanto da confidarle il segreto sulla nascita del Drago Rinato. Dopo la deposizione di Siuan e la spaccatura delle Aes Sedai, che non riconoscono l'elezione di Elaida, Myrelle si rifugia a Salidar; laggiù Myrelle assume una posizione di grande rilievo: viene eletta a capo dell'Ajah Verde ed inoltre diventa anche una delle sei leader di tutte le Aes Sedai ribelli. Di conseguenza, da quella posizione, accoglie a Salidar prima Siuan, Leane, Logain e Min. Poco tempo dopo accoglie quindi Elayne, Nynaeve ed i loro accompagnatori. In particolare Myrelle prende di mira proprio Nynaeve, cercando anche di farle superare il suo blocco, perché si è accordata con Moiraine di passarle il legame di Lan quando Nynaeve sarà pronta. Come le altre leader delle ribelli quindi si fa insegnare ad usare tel'aran'rhiod da Nynaeve ed Elayne, restando anche intrappolata in un incubo, dal quale viene salvata dalla prontezza di Siuan ed Elayne. In seguito Myrelle e le altre cinque leader (su istigazione di Siuan) ordinano ad Egwene al'Vere di lasciare Cairhien e di presentarsi il prima possibile a Salidar, dove la accolgono e la fanno eleggere Amyrlin Seat, convinte di poterla manovrare. In particolare Myrelle è una delle tre sponsor (assieme a Sheriam e Morvrin) che accompagnano Egwene nella sala del Consiglio, durante la cerimonia di elezione. In precedenza, in previsione della sua morte, Moiraine, contro ogni costume, aveva deciso di passare a Myrelle il suo legame da Custode con al'Lan Mandragoran (e contro la volontà di quest'ultimo, il che equivale ad uno stupro per le leggi delle Aes Sedai), poiché Myrelle viene considerata molto brava nel salvare i Custodi delle sorelle decedute. Nel Libro VII Siuan ed Egwene però scoprono questo fatto tenuto segreto, perciò ne approfittano per ricattarla. Quindi, per questo fatto ritenuto al di là di ogni regola, Myrelle si è dovuta piegare a giurare fedeltà ad Egwene al'Vere (ed inoltre dovrà subire l'ira di Nynaeve che nel frattempo ha sposato Lan). Di conseguenza Myrelle deve piegarsi ad appoggiare incondizionatamente le mosse di Egwene ed entra a far parte del consiglio personale della giovane Amyrlin, aiutandola più o meno volentieri in più di un'occasione (ad esempio recandosi personalmente a preparare l'incontro con la nobiltà Andorana, al confine con il Murandy). Nei Libri X e XI Myrelle viene pressata da alcune altre sorelle influenti, come Lelaine, a legare Llyw, il Custode di Kairen, un'altra Aes Sedai deceduta. Nel XII libro si scopre che Myrelle è stata mandata alla Torre Nera assieme alla delegazione di Sorelle che devono legare parecchi Asha'man come Custodi, ma della delegazione non si hanno più notizie e la presenza di Myrelle tra di loro, in quanto seguace di Egwene, risulta alquanto strana. Nel corso del Libro XIII Myrelle compare brevemente: è ancora accampata fuori dal perimetro della Torre Nera, quando Nynaeve si reca da lei e la costringe a passarle il legame di Lan. Nel corso del Libro XIV, dopo che la Torre Nera è stata liberata dall'Ombra, Myrelle lega un paio di Asha'man come suoi Custodi e poi raggiunge il fronte, per combattere con loro nell'Ultima Battaglia. La si ritrova quindi mentre guida un gruppo di Verdi nella battaglia ai confini tra Kandor ed Arafel.

## N

### Naean Arawn

Bandiera della Casa Arawn

Lady Naean: alto seggio della Casata Arawn. Già alla scomparsa della regina Mordrellen Mantear aveva tentato l'ascesa al trono, conquistato però da Morgase Trakand; perciò, quando quest'ultima viene ritenuta morta, Lady Nean ritorna a pretendere il trono, ma viene imprigionata ad Aringill da Dyelin Taravin e da altri grandi Lord; in seguito viene liberata da Lady Arymilla Marne, che però la costringe a cedere non solo sulle sue pretese al trono, ma anzi a dichiarasi per lei.

### Naeff
Naeff è un pieno Asha'man, particolarmente forte e abile con le tessiture d'Aria (una caratteristica non comune tra gli incanalatori maschi), egli compare spesso nella scorta personale del Drago Rinato a partire dal Libro XII; è stato legato come Custode dalla Sorella Verde Nelavaire. Egli è Andorano e prima di diventare Asha'man fece parte delle Guardie della Regina, che abbandonò per disgusto, durante il dominio di LOrd Gaebril/Rahvin. Naeff ha una forte faccia rettangolare e ha mantenuto la corporatura snella che aveva da soldato. Nel Libro XIII continua ad accompagnarsi spesso con Rand e a Tear aiuta Nyaneve ad affrontare i danni causati da una Bolla di Male; inoltre Nynaeve, prima di tornare alla Torre, riesce a rimuovere dalla mente di Naeff, tutti i residui di pazzia provocati dal tocco del Tenebroso su saidin; infine Rand lo invia in incognito alla Torre Nera per capire cosa stia capitando laggiù, visto che non è possibile raggiungerla direttamente a causa di una dreamspike.

### Narenwin Barda
Narenwin Barda: Aes Sedai dell'Ajah Gialla, era a capo degli occhi e orecchie dell'Ajah Gialla nella Torre Bianca ed aveva rivelato a Nynaeve alcuni dei segni di riconoscimento degli agenti dell'Ajah; Narewin resta nella Torre dopo l'elezione di Elaida e quest'ultima successivamente la manda al villaggio di Dorlan, dove si sono rifugiate le dodici sorelle scampate alla Battaglia dei Pozzi di Dumai; a Dorlan Narewin prende il comando assieme a Covarla, con l'ordine di usare tutte le sorelle presenti ed i Cuccioli di Gawyn in azioni di guerriglia contro le ribelli che assediano Tar Valon. Nel Libro XII Katerine ritorna brevemente a Dorlan su ordine di Elaida: Katerine insegna a Covarla e Narewin come viaggiare per colpire meglio i nemici, ma si lascia però sfuggire di fronte a Gawyn la sorte di Egwene

### Nasin
Lord Nasin: capo della Casata Caeren, era l'anziano che si era opposto all'ascesa al trono di Morgase; in seguito appoggia le pretese di Arymilla Marne, che è anche una sua nipote, ma muore durante la battaglia di Caemlyn; la sua giovane, ma dura, nipote Lady Sylvase è il nuovo capo della casata e dopo la battaglia alle porte di Caemlyn si proclama per Elayne.

### Nesta din Reas Due Lune
Nesta din Reas Due Lune: era la Maestra delle Navi, cioè la sovrana assoluta, degli Atha'an Miere. Nella rada di Ebou Dar, Nesta stipulò una serie di accordi con Nynaeve ed Elayne sull'uso della Coppa dei Venti e su ciò che le Aes Sedai dovevano garantire in cambio, accordi che si riveleranno molto onerosi per le sorelle. Sempre sulla sua nave Nyaneve e Lan si sposarono, secondo gli usi del Popolo del Mare. Quando i Seanchan conquistarono Ebou Dar, Nesta din Reas e Baroc, il suo Maestro delle Lame, vennero giustiziati, perciò tuttora il Popolo del Mare veste il lutto ed ha giurato vendetta contro i Seanchan.

### Nesune Bihara
Nesune Bihara: Aes Sedai dell'Ajah Marrone, ambasciatrice della Torre presso il Drago Rinato a Cairhien, viene catturata ai Pozzi di Dumai ed è tra le prime a giurargli fedeltà; in seguito collabora attivamente con lui. Di origine Kandori, viene descritta come snella, con i capelli neri ed occhi scuri e penetranti. Ha un Custode del quale però si ignora il nome. Nella scala gerarchica della Torre, Nesune si trova nella parte alta, tra le Aes Sedai più influenti. È uno dei principali personaggi di supporto ai protagonisti, con anche alcuni capitoli che vengono narrati o descritti dal suo punto di vista. Nesune compare nella saga a partire dal Libro VI, è infatti tra le maggiori esponenti dell'ambasciata inviata da Elaida a Rand; lei però vi ha partecipato controvoglia, e solo per un ordine diretto, ricevuto dal capo della sua Ajah, Jesse ed inoltre Nesune è anche l'unica Marrone a far parte di questa delegazione. Egwene, nascosta tra la folla, riconosce Nesune tra le altre sei ambasciatrici, mentre a cavallo entrano a Cairhien, infatti in precedenza era stata una sua insegnante alla Torre Bianca; poco dopo Egwene racconta alle Sapienti Aiel che quella donna aveva a una memoria eccezionale, infatti dice che Nesune era capace di ricordare sempre qualsiasi cosa leggesse, vedesse od udisse. Una volta giunte a Cairhien, Nesune è tra le prime tre ambasciatrici a presentarsi al Drago Rinato, denotando quindi il suo alto rango; inoltre tra queste tre, è anche quella che si dimostra più acuta e perspicace, è infatti l'unica a percepire la presenza di Egwene (nascosta dal Drago dietro ad una tessitura di invisibilità) nella stanza dove vengono ricevute. Nei giorni seguenti, mentre attendono di convincere il Drago a seguirle alla Torre, Nesune e le altre ambasciatrice preparano il terreno alla trappola per catturare Rand, nel caso non volesse seguirle spontaneamente; perciò Nesune si incontra di persona con Lord Meilan e frequenta spesso il Palazzo del Sole e la biblioteca reale, dove tra le altre cose scopre che anche le Sapienti Aiel sono in grado di incanalare saidar. Dopo la cattura del Drago e la battaglia ai pozzi di Dumai, Nesune viene tenuta prigioniera presso le Sapienti Aiel, nel loro campo al di fuori delle mura di Cairhien; in seguito viene quasi sicuramente compulsa da Verin ed è infine tra le prime cinque Aes Sedai prigioniere a giurare fedeltà al Drago Rinato. Alla fine del Libro VIII, Min Farshaw, mentre assiste a questa scena, predice che Nesune servirà il Drago Rinato, anche se alla propria maniera, inoltre Min in quell'occasione ha anche previsto che questa Marrone fonderà una grande biblioteca e ne ricaverà un'enorme fama. Successivamente Nesune lo raggiunge a Far Madding al seguito di Cadsuane e poi, di fronte alla sua intenzione di usare il Choedan Kal per ripulire Saidin dalla contaminazione, Nesune si allarma molto e spiega che con quello strumento "potrebbe spaccare il mondo a metà, come un uovo". Nesune partecipa quindi alla Battaglia per la Pulitura di Saidin nel corso della quale si scontra con Aran'gar, legandosi in cerchio con Daigian, Eben Hopwil e Beldeine. Nel Libro XI Nesune è nell'entourage di Rand, nell'est di Tear e l'Aes Sedai, assieme ad altre, lo avverte dell'imminente arrivo dei loro Custodi. Poco tempo dopo partecipa quindi alla battaglia contro l'orda di Progenie dell'Ombra che li attacca, sempre nell'est di Tear. Nel corso del Libro XII, Nesune, Erian e Sarene vengono mostrate mentre mantengono lo scudo su Semirhage, quando Merise la interroga, mostrando così ben più cautela di quel che sarebbe necessaria con una normale incanalatrice. In seguito, mentre Nesune è a guardia di Semirhage assieme a Sarene e Daigian, viene fatta svenire discretamente da Shaidar Haran, per non fare allarmare il suo Custode, mentre la Reietta viene liberata. Durante il resto del Libro, il Drago Rinato si incupisce sempre più, perciò le Aes Sedai che gli hanno giurato fedeltà, come Nesune, vengono tenute lontane, e di conseguenza esse cominciano a frequentare e ad appoggiare Cadsuane. Nel corso del Libro XIV Nesune è nel gruppo di incanalatori che combattono sulle pendici di Shayol Ghul assieme ad Aviendha, per impedire ai nemici di raggiungere il Drago Rinato, le sue sorti però non vengono descritte.

### Niande Moorwyn
Niande Moorwyn: Aes Sedai dell'Ajah Grigia, era la consigliera personale del re di Cairhien, Galldrian Riatin, ma scompare dopo la sua morte e lo scoppio della guerra di successione, nel corso del Libro II. Niande ricompare brevemente nel Libro VII, al fianco di Cadsuane, nel campo dei ribelli Cairhienesi e Tairenesi, capitananti da Toram Riatin, Caraline Damodred e Darlin Sisnera. Quando il campo dei ribelli viene devastato da una Bolla di male Niande collabora con Cadsuane e con alcuni altri, nel salvare la vita del Drago Rinato, dopo che è stato ferito da Padan Fain con il Pugnale di Shadar Logoth.

### Nicola Treehill
Nicola Treehill: Novizia e poi Ammessa delle Aes Sedai. Viene descritta come una giovane donna di circa 26-27 anni, della stessa altezza di Nynaeve, magra e con grandi occhi scuri. Oltre ad essere davvero molto forte in Saidar (quasi quanto Egwene) ha due talenti, quello della predizione e quello di riuscire a vedere un ta'veren.
Nicola compare per la prima volta durante il V Libro, dove è una tessitrice della stessa età di Nynaeve che è fuggita dal Ghealdan e dal suo promesso sposo, a causa dei disordini causati dai Fautori del Drago; Nicola, assieme alla sua inseparabile amica Areina, trova rifugio nella città di confine di Samara e poi si imbarca sulla stessa nave di Nynaeve ed Elayne, le quali la portano fino dalle Aes Sedai ribelli a Salidar. Nicola ha la capacità di imparare ad incanalare, perciò viene subito iscritta dalle Aes Sedai all'Albo delle Novizie, perché la sua potenzialità nell'Unico Potere risulta davvero notevole, essendo di poco inferiore a quella di Egwene od Elayne. Come detto sopra dimostra inoltre due rari talenti: la capacità di fare delle predizioni e la capacità di vedere un ta'veren. La sete di conoscenza di Nicola è tale che le sue insegnanti devono continuamente intervenire per frenarla. Nicola è particolarmente indisciplinata e alla fine non si fa problemi ad arrivare a ricattare addirittura alcune sorelle (Myrelle e Nisao) o la stessa Egwene, per cercare di forzare la sua istruzione in saidar, ma la giovane Amyrlin la fa punire severamente per questo. Quando le Aes Sedai ribelli pongono l'assedio a Tar Valon, Nicola fugge dentro la Torre Bianca, nella vana speranza di ottenere un'istruzione più veloce. Laggiù incontrerà nuovamente Egwene, presa prigioniera, e Nicola, riconosciuti i propri errori, si comporterà finalmente in maniera ineccepibile, riconoscendo anche il valore di Egwene e la sua autorità di Amyrlin. Nel libro XII Nicola aiuta perciò la giovane Amyrlin nella sua opera di riunificazione della Torre Bianca, sostenendo la sua causa con le altre novizie, facendo da messaggera tra lei e le Adunanti a caccia dell'Ajah Nera e poi avvertendola dell'attacco Seanchan; infine entrando in cerchio con lei per darle la forza necessaria a respingere l'attacco. Nel Libro XIII Nicola passa il test da Ammessa e poiché è molto forte nel Potere, Egwene vorrebbe poterla innalzare allo scialle prima dell'Ultima Battaglia; sempre nel Libro XII Nicola, assieme all'altra Ammessa Nissa, avverte Egwene e Silviana delle riunioni segrete di alcune Adunați; come ricompensa per la loro solerzia, Egwene manda le due Ammesse a Caemlyn a ritirare alcuni ter'angreal dei sogni creati da Elayne. Inoltre promette loro che farà loro da insegnante nel Tel'aran'rhiod; quindi le due vengono usate da Egwene per diffondere la notizia di un importante incontro in Tel'aran'rhiod, che è in realtà una trappola per stanare Mesaana, che si nasconde dentro alla Torre; purtroppo Nicola non resiste alla curiosità di assistere all'evento; perciò in qualche modo sottrae uno dei ter'angreal ed entra nel Mondo dei Sogni senza permesso, quindi resta uccisa negli scontri tra l'Ajah Nera e le Aes Sedai della Torre.

### Nisao Dachen
Nisao Dachen: Aes Sedai dell'Ajah Gialla e fedele consigliera di Egwene al'Vere. Viene descritta di statura minuta, come molto intelligente ed acuta, con una forza in saidar considerevole, il che la pone in una posizione medio-alta della gerarchia. Il suo Gaidin è Sarin Hoigan. Nisao compare nella saga a partire dal Libro VI. Come Gialla il maggiore interesse di Nisao è la cura delle malattie mentali e per questo motivo viene coinvolta dalla sua amica Myrelle nel passaggio del legame di al'Lan Mandragoran, cioè un Custode che soffre emotivamente, fin quasi alla follia, per la perdita della propria Aes Sedai. Questo passaggio del legame però comporta anche il coinvolgimento di Nisao in un fatto ritenuto al limite dello stupro e di conseguenza, quando l'Amyrlin Egwene al'Vere scopre la verità, ne approfitta e costringe Nisao e Myrelle a giurarle fedeltà; un voto simile, a causa del potere della Verga dei Giuramenti, la costringe perciò ad obbedire sempre a qualsiasi richiesta di Egwene. In seguito Nisao, come unica Gialla, entra a far parte del consiglio personale della giovane Amyrlin, in teoria questo consiglio dovrebbe essere composto da un gruppo di sorelle che guidano Egwene, mentre in realtà è composto da Aes Sedai costrette a giurarle di obbedire per vari motivi e che quindi eseguono i suoi ordini. Nonostante questa costrizione, Nisao alla fine riconosce le indubbie capacità ed i meriti della giovane Amyrlin e, persino dopo la cattura di Egwene, segue fedelmente e con passione il suo ordine di scoprire gli assassini perpetrati contro Anaiya e Kairen Stang; questa fedeltà la porterà prima a scontrarsi con Lelaine (che non la vuole coinvolta nelle indagini sulle due sorelle Azzurre) e poi a chiedere aiuto a Romanda, il che alla fine determinerà la scoperta del Reietto Aran'gar camuffato come Halima. Nel XII libro si scopre che Nisao è stata mandata alla Torre Nera assieme alla delegazione di Sorelle che devono legare parecchi Asha'man come Custodi, ma della delegazione non si hanno più notizie e la presenza tra di loro di Nisao ed altre fedeli di Egwene, risulta alquanto strana, soprattutto perché Nisao ha già un Custode e non ricopre particolari ruoli dirigenti.

### Noal Charin
Noal Charin: anziano amico di Mat Cauthon, presunto cugino di Jain Fairstraider.

### Norley
Norley: è un Asha'man della fazione di Logain Ablar. È un Asha'man basso e di origine Cairhienese, che non dà molto nell'occhio; si incontra per la prima volta nel Libro VII quando con Logain, Vinchova, Kajima e Hardlin cattura Toveine Gazal e alcune altre Aes Sedai, assieme a lei; nel Libro III si viene a sapere che Norley viene usato da Androl per spiare segretamente i seguaci di Taim; Norley quindi per primo scopre che qualcosa di grave è capitato a Mezar Kurin, quando lo osserva e gli parla assieme. Dagli altri viene descritto come uno di cui ci si può fidare nel caso in cui scoppi la lotta con i seguaci di Taim.

### Nynaeve al'Meara
Nynaeve al'Meara: è una delle protagoniste, diventa Aes Sedai dell'Ajah Gialla e consorte del Re titolare di Malkier.

## O

### Olver
Olver: orfano adottato da Matrim Cauthon. Olver è un bambino originario del regno di Cairhien, ha circa nove anni ed è molto magro, dalla bocca e dalle orecchie troppo grandi rispetto alla sua faccia, quindi d'aspetto è piuttosto sgraziato. È uno dei principali personaggi di supporto, con anche alcuni capitoli che vengono narrati o descritti dal suo punto di vista.
Olver fa la sua comparsa a partire dal Libro VI: è un piccolo orfano che Matrim Cauthon trova nella calca di gente che affolla le strade di Maerone, il piccolo sopravviveva chiedendo l'elemosina e molto probabilmente compiendo piccoli furti; suo padre venne ucciso dagli Shaido, mentre sua madre morì in seguito di stenti. Il suo bene più prezioso è il gioco di Volpi e Serpenti che gli lasciò il padre. Dopo averlo trovato, Mat lo fa ristorare nella locanda dove risiede e quindi lo affida ad una donna della città, che però è più interessata ai soldi ricevuti, che al piccolo, il quale perciò decide di seguire Mat e la sua Banda della Mano Rossa, in marcia verso Illian, intrufolandosi tra le truppe. Quando Mat lo scopre, decide alla fine di tenerlo con sé, affidandogli per scherzo il ruolo di suo messaggero personale. Durante una sosta del loro viaggio, Olver cerca di pugnalare Aviendha, perché è un'Aiel, come gli assassini di suo padre. Nei viaggi tra Salidar ed Ebou Dar, Olver si accompagna spesso con gli uomini di Mat, che lo influenzano molto, tanto che spesso il ragazzino si lascia sfuggire commenti pesanti sulle donne, le quali comunque lo prendono quasi sempre in simpatia. Ad Ebou Dar nel frattempo Mat si preoccupa di fornirgli un'istruzione, e visto il grande amore del ragazzino per i cavalli, gli permette anche di gareggiare come fantino. Quando è arrivato il momento urgente di lasciare la città, si scopre però che Olver se ne è andato a giocare da qualche parte. Per questo motivo Mat si separa da Nynaeve ed Elayne, resta in città a cercare Olver e così viene ferito dai Seanchan che nel frattempo stanno invadendo Ebou Dar. Nei Libri X e XI, dopo la liberazione delle Aes Sedai ridotte a Damane, la fuga da Ebou Dar ed il rapimento di Tuon, Olver resta sempre con Mat nell'attraversamento dell'Altara. Il ragazzino sviluppa un buon rapporto con Tuon, giocando spesso con lei; e sarà proprio la sua conoscenza del gioco di Volpi e Serpenti, oltre ad alcuni racconti sentiti da Birgitte, a permettere ad Olver di aiutare Mat nell'individuare la posizione della Torre di Ghenjei, la quale permette di entrare nel mondo degli Aelfinn, inoltre anche di scoprire come penetrarvi. Nel corso del Libro XIII Olver viene affidato da Mat a Setalle Anan e mandato in una taverna a Caemlyn, per proteggerlo dal Gholam, ma dopo la sconfitta di questo mostro, il ragazzino viene riportato al campo della Banda della Mano Rossa. Intanto Olver inizia ad elaborare dei piani da suggerire a Mat per penetrare nella Torre di Ghenjei, ma alla fine capisce che Mat se ne è andato senza portarlo con sé, perché è un luogo troppo pericoloso, per lui così giovane. Nell'epilogo del libro Olver a sorpresa riesce a vincere il gioco di Volpi e Serpenti, dimostrando che comunque esistono delle pur remote possibilità di vittoria, anche giocando onestamente; quindi annoiato, apre quasi per caso la lettera che Verin aveva lasciato a Mat: scopre così che Caemlyn verrà invasa da un'immane orda trolloc, attraverso una Porta delle Vie Ogier; osservando quindi assieme a Talmanes la città, vede che l'invasione è già cominciata e che Caemlyn brucia. Olver perciò afferra un pugnale che aveva sottratto e poi nascosto tra le sue cose e si getta nella mischia. Nel Libro XIV Olver si trova a Tar Valon con Setalle Anan e si unisce alla carovana che, guidata da Faile, deve portare di nascosto il Corno di Valere a Mat. Essi vengono però dirottati da una bolla di male fin nel mezzo della Grande Macchia. Il Corno viene rubato ma Faile ed Olver riescono a recuperarlo e giungere fino al campo di battaglia di Merrilor. Quindi Olver fugge in groppa a Bela, per cercare di raggiungere Mat, ma viene raggiunto dai Trolloc. Nel momento della massima disperazione, il piccolo Olver suona il Corno, richiamando gli Eroi in soccorso e tra di essi il suo amico Noal Charin, che lo salva. Successivamente Olver arriva a Shayol Ghul con Mat, in groppa ad un To'raken seanchan e lì suona di nuovo il Corno, per richiamare all'Ultima Battaglia, anche gli spiriti di migliaia di lupi, oltreché gli Eroi. In seguito, su suggerimento di Birgitte, Olver getta il Corno nell'Oceano.

### Omerna
Abdel Omerna era un Figlio della Luce di alto rango, di statura imponente e dalla faccia che incute timore, ma era solo una figura di facciata, che all'apparenza si occupava di gestire la rete spionistica dei Manti Bianchi, mentre in realtà il vero gestore era il segretario personale di Niall, Sebban Balwer. Successivamente Omerna viene indotto quasi certamente da Valda ed Asunawa ad assassinare Niall, per poi subito dopo essere ucciso da loro.

### Ordeith
Altra identità di Padan Fain.

### Osan'gar
Osan'gar: è uno dei nuovi Reietti. Questo personaggio è uno dei principali antagonisti dei protagonisti, con anche alcuni capitoli che vengono narrati o descritti dal suo punto di vista. È accertato che Aginor, dopo la sua morte all'Occhio del Mondo, avvenuta al termine del primo libro, venne reincarnato come Osan'gar dall'Oscuro Signore, utilizzando il corpo di un uomo dai tratti molto comuni, delle Lande di Confine (fatti narrati nel prologo del sesto libro; la reincarnazione aveva anche un connotato ironico, poiché Aginor aveva sempre odiato essere considerato una persona comune). Il nome di Osan'gar, nella Lingua antica, significa lama della mano sinistra, cioè una delle lame usate negli antichi duelli sha'je. Usando il nome di Colran Dashiva, Osan'gar si recò in seguito alla Torre Nera dove venne reclutato fra gli Asha'man, presentandosi ai colleghi come un contadino delle Colline Nere. Dopo la battaglia ai Pozzi di Dumai, venne scelto, apparentemente a caso, forse per effetto Ta'veren, per entrare a far parte dell'entourage personale di Rand al'Thor, con grande costernazione di Mazrim Taim, che evidentemente conosceva la sua vera identità.
La vera identità di questo Reietto viene in parte rivelata al termine del libro ottavo, quando Dashiva rimane coinvolto nell'attentato fallito contro Rand al'Thor, a Cairhien. Retrospettivamente però potevano essere notati molti indizi sulla sua identità, e che erano stati forniti dall'autore sin dai volumi precedenti: l'odio nei confronti dell'esercizio fisico ed il brutto tempo (tratti tipici di Aginor); il suo voler sempre stare in disparte ed il suo volersi distinguere rispetto agli altri Asha'man; le competenze mediche ed i suggerimenti, che portano Damer Flinn a riscoprire tipi di guarigione ormai perduti dall'Epoca Leggendaria.

## P

### Paitar
Paitar: è il re di Arafel

### Padan Fain
Padan Fain: Amico delle Tenebre ribellatosi ai suoi superiori e che poco alla volta si trasforma in un essere mostruoso e potente. È uno dei principali antagonisti dei protagonisti, con alcuni capitoli che vengono narrati o descritti dal suo punto di vista. Padan Fain era un venditore ambulante che divenne un Amico delle Tenebre attorno ai venti anni, con la promessa di diventare immortale. Per il suo lavoro come venditore, aveva l'abitudine di passare da Emond's Field nei Fiumi Gemelli ogni primavera, portando con sé molte novità e notizie dal mondo esterno, oltre ai suoi prodotti. Durante le sue visite amava molto essere al centro dell'attenzione di tutta quella gente campagnola.
Attorno all'anno 996 della Nuova Era, Fain venne scelto per un compito molto speciale: trovare il Drago Rinato. Perciò venne fatto viaggiare fino a Shayol Ghul, dove si incontrò con Ba'alzamon che gli donò degli strani poteri per aiutarlo nella sua caccia. L'anno seguente tornò a Shayol Ghul e la sua mente venne “distillata” per trarne tutte le informazioni che Fain era riuscito a raccogliere. Quel processo fu per lui particolarmente doloroso e lo portò a provare un forte risentimento nei confronti di chi glielo aveva fatto subire. Nel 998, grazie alle sue capacità di rintracciare quelli che stava cercando, egli aveva ristretto la sua ricerca a tre ragazzi di Emond's Field, che mostravano delle forti doti da ta'veren: Rand al'Thor, Matrim Cauthon e Perrin Aybara. Perciò Fain condusse Trolloc e Myrddraal nel villaggio durante la festa della Notte d'Inverno, per catturare i tre ragazzi.
Dopo il fallimento di questa azione, grazie all'intervento di Moiraine e del suo Gaidin Lan, Fain cadde in disgrazia presso i suoi superiori e quindi venne forzato con molte minacce ad aggregarsi alla Progenie dell'Ombra, nell'inseguimento dei tre ragazzi. Fain durante questo periodo venne usato come un vero e proprio segugio e ridotto alla più totale spossatezza. Quando infine Moiraine condusse il suo gruppo a Shadar Logoth per cercare di sfuggire all'inseguimento, Fain riuscì in qualche modo a fuggire dai Myrddraal che lo tenevano, per cadere però trappola di Mordeth, l'antico spirito malvagio che dimorava nella città perduta. Mordeth, che nell'antichità aveva causato la caduta di Aridhol e quindi la sua trasformazione in una pericolosa città fantasma, bramava un mezzo per poter finalmente uscire dalla città, che lo teneva intrappolato e trovò proprio in Fain ciò che cercava. Ma poiché Fain era stato toccato in qualche modo da Shai'tan e perciò cambiato nella sua anima, Mordeth non riuscì a prendere completamente il controllo, ma solo a fondersi con lui mescolando le due personalità. Perciò l'odio che personalmente Mordeth provava da sempre verso l'Ombra si fuse con il forte e corrosivo risentimento che Fain provava verso i suoi superiori e poi anche verso il Drago Rianto, che era stato la causa di tutte le sue sofferenze. Dopo questa fusione il bisogno compulsivo che Fain aveva di ritrovare i tre ta'veren divenne ancor più forte, fin quasi a farlo impazzire in un disperato e solitario inseguimento. Rand così lo intravede per alcuni istanti a Caemlyn, ridotto ad una condizione tale da essere praticamente irriconoscibile.
Alla fine del Libro I, Fain riesce dunque a raggiungerli a Fal Dara, dove viene però catturato e costretto da Moiraine a rivelare tutto ciò che gli era successo. All'inizio del Libro II Fain viene liberato dall'intervento di alcuni Amici delle Tenebre che hanno rubato anche il Corno di Valere ed il Pugnale di Shadar Logoth. Ma ormai Fain è completamente mutato: egli è diventato un essere malvagio con strani poteri, attraverso i quali sottomette i Myrddraal ed i Trolloc che avevano partecipato alla sua azione. Perciò anziché viaggiare verso Shayol Ghul, Fain li conduce fino a Cairhien, inseguito dal Drago Rinato, dai suoi amici e da un gruppo di soldati Shienaresi. Durante il viaggio Rand riesce brevemente a riappropriarsi degli oggetti rubati, ma in città Fain se li riprende e poi fugge attraverso una Porta delle Vie Ogier. Nelle Vie, Fain si incontra con Machin Shin, ma anziché esserne divorato, il Vento Nero lo riconosce come amico e lo teme; non si sa se l'incontro possa aver avuto qualche effetto su Fain, ma sicuramente lo ha avuto su Machin Shin, che sembra aver sviluppato la sua stessa cieca ossessione per Rand, il quale perciò non può più usare le Vie nell'inseguimento. Padan Fain alla fine del Libro arriva dunque a Falme, occupata dai Seanchan, ma viene costretto a cedere all'Alto Signore Turak sia il Corno che il Pugnale e poi è costretto anche a fuggire dalla città, quando Rand ed i suoi amici provocano la rotta dei Seanchan.
Nei libri seguenti, prendendo una nuova identità, con il nome di Ordeith (che significa verme nella lingua antica), Fain decide dunque di cambiare strategia: dall'uso della forza passa alla manipolazione. Si reca alla Torre Bianca e ruba il suo pugnale nei sotterranei, convincendo intanto Elaida ad opporsi ad ogni costo a Rand, quindi ad Amador convince Pedron ad inviare i Manti Bianchi nei Fiumi Gemelli, per attrarre il Drago Rinato in una trappola. Invece questa sua azione viene sovvertita dall'intervento di Perrin, che quindi lo costringe a fuggire un'altra volta. Nel Libro VII Fain è associato ad un gruppo di ribelli a Cairhien, guidati da Toram Riatin; egli gli fa da assistente con il nome di Jeral Mordeth e durante una Bolla di Male riesce a ferire gravemente Rand con il suo pugnale, ma il Drago Riesce a salvarsi.
Nel Libro IX quando Rand si reca a Far Madding per eliminare alcuni Asha'man rinnegati, Fain arriva in città ne ammazza alcuni lui stesso, rivendicando l'esclusiva della sua morte; assieme a Toram Riatin riesce poi ad attrarre Rand in una trappola, a cui il Drago sfugge per poco, venendo però arrestato dalle autorità locali. Fain riappare quindi nel prologo del Libro XIII, egli si trova nella Grande Macchia e sta viaggiando presumibilmente verso Shayol Ghul. Egli stermina un gruppo di Vermi e sottomette alcuni Trolloc con i suoi poteri. Egli sembra ormai essere diventato lucidamente folle e l'Ombra lo caccia disperatamente: l'Assassino è stato mandato nei Fiumi Gemelli per eliminarlo ed ora sembra che un intero branco di segugi neri lo stia inseguendo ovunque.
Padan Fain è una delle più pericolose creature esistenti, almeno tanto quanto ciascuno dei Reietti. I suoi poteri si sono sviluppati sempre più nel corso del tempo, aumentando man mano che la sua malvagità attecchiva più in profondità nel suo animo. Egli può corrompere qualsiasi persona semplicemente con la sua sola presenza; fiuta la paura e la tensione negli altri e sa riconoscere un Amico delle Tenebre semplicemente guardandolo. Ha sviluppato il potere di infliggere dolore con un semplice tocco, fino ad uccidere. A Far Madding riesce a richiamare i fantasmi delle persone che ha ucciso. Recentemente ha mostrato di saper controllare i Trolloc da lui uccisi come se fossero degli zombie, inoltre tagliandosi il palmo delle mani e facendo stillare il suo sangue sul terreno della Macchia, ha mostrato di essere capace di produrre una nebbia con tentacoli e fauci che egli manovra efficacemente. Il Pugnale di Shadar Logoth è il suo strumento e Fain si sente completo solo quando lo impugna: con un semplice taglietto della sua lama contaminata, provoca la morte in pochi istanti.

### Pedron Niall
Pedron Niall è stato uno dei Cinque Grandi Capitani delle Terre Bagnate, ed ha guidato i Figli della Luce negli ultimi trenta anni; la sua abilità militare venne mostrata nel corso delle guerre contro l'Altara e poi nella Guerra Aiel. Il suo fidato segretario era Sebban Balwer, il quale in realtà era soprattutto a capo del suo vasto servizio spionistico. Nei primi libri si vede Pedron Niall mentre pianifica notevoli azioni per estendere l'influenza dei Figli in varie nazioni (soprattutto nella Piana di Almoth, a Tarabon, in Altara e poi, dopo la cattura di Morgase, nell'Andor), approfittando del caos che si propaga per l'avvento del Drago Rinato e dall'arrivo dei Seanchan. Pedron Niall però non crede affatto che Rand al'Thor sia il Drago Rinato o che i Seanchan siano i successori di Artur Hawkwing, tornati a reclamare i loro dominii, con strani animali ed incanalatrici incatenate (le damane); egli crede piuttosto che tutti questi eventi siano solo delle abili macchinazioni ordite delle Aes Sedai. Inoltre si fa convincere da Padan Fain ad inviare dei Figli a devastare i Fiumi Gemelli. Purtroppo per lui, Pedron Niall si accorge troppo tardi del suo errore, perché viene assassinato nel suo studio, da uno dei suoi collaboratori, probabilmente istigato dal suo successore, il Capitano Eamon Valda, e proprio nel momento in cui riceve notizie sicure sui Seanchan.

### Pelivar
Lord Pelivar: militaresco e potente capo della Casata Coelan, è tra i sei grandi Lord che avevano incontrato Egwene al'Vere e le Aes Sedai ribelli in Murandy; dopo la battaglia alle porte di Caemlyn ed un incontro chiarificatore con Elayne, Lord Pelivar decide di appoggiarla su insistenza di Dyelin.

### Perrin Aybara

Bandiera dell'Aquila Rossa

Bandiera testa di Lupo Rosso

Perrin Aybara: è uno dei protagonisti e ta'veren. Perrin è un ragazzo di venti anni, figlio di contadini, che ha intrapreso il mestiere di apprendista presso il fabbro Luhhuan di Emond's Field. È estremamente forte e robusto, ma anche una persona consapevole, molto riflessiva, attenta ai più deboli.
Perrin vive inizialmente con grande titubanza la sua condizione di forte ta'veren, predestinato a compiere grandi imprese, quale “mano sinistra” del Drago Rinato. Questa sua indecisione viene sottolineata metaforicamente dall'autore nella scelta che Perrin deve compiere tra il martello e l'ascia da guerra. Egli infatti è figlio di contadini e garzone nella bottega del fabbro del suo villaggio, ed il suo sogno sarebbe quello di continuare ad avere una vita tranquilla come fabbro; Perrin però viene travolto dagli eventi e costretto a fuggire da casa assieme ai suoi amici (Rand, Matrim, Egwene, Nynaeve) con l'aiuto di Moiraine, perciò infine deve impugnare l'ascia e combattere per la sua sopravvivenza e per gli ideali in cui crede. Questo lo porterà sull'orlo della crisi ed a compiere atti inumani, perciò Perrin infine abbandona l'ascia, però adotta il martello come sua arma da combattimento. L'accettazione del suo ruolo avviene attraverso una serie di eventi: lo scoprire di essere un "Fratello dei Lupi"; il salvataggio del proprio villaggio da un attacco di Trolloc ed Amici delle Tenebre; il matrimonio con Faile (Zarine Bashere, principessa della Saldea); la liberazione di Rand nella battaglia dei pozzi di Dumai; la liberazione di Faile dalla prigionia degli Shaido Aiel durante la Battaglia di Malden.
Gli uomini Fratelli dei Lupi sono persone rarissime, che acquisiscono questa caratteristica ad un certo punto della loro vita, senza possibilità di opporsi, è il loro stesso corpo che muta, come è sottolineato dal fatto che i loro occhi diventano di colore giallo dorato, esattamente come quelli dei lupi. Questa fratellanza particolare permette a queste persone di comunicare mentalmente con questi animali e comporta anche l'aumento consistente delle loro capacità sensoriali: olfatto, vista, udito aumentano in maniera prodigiosa; inoltre questa trasformazione permette di accedere a Tel'Aran'Rhiod, il “Mondo dei Sogni” e di manipolarlo esattamente come un Camminatore dei Sogni. Se non si impara a controllare questa trasformazione, si rischia di perdere completamente la coscienza di sé stessi e di diventare in pratica un animale nel corpo di un uomo. Oltre a quello di Perrin, si conoscono altri due casi: il Custode Elyas Machera ed un uomo che si è ridotto alla condizione bestiale, perché non è riuscito a padroneggiare la trasformazione. Il nome che i lupi hanno dato a Perrin è Giovane Toro, mentre quello dato ad Elyas è Lungo Dente.

### Pevara Tazanovni
Pevara Tazanovni: Aes Sedai e Adunante dell'Ajah Rossa. Pevara ha quasi 170 anni ed è Kandori, viene descritta con una corporatura rotondetta, ma di bell'aspetto, con occhi neri; ha un carattere piuttosto allegro, ma è anche un'anziana Adunante, che può diventare molto seria, severa e dura quando necessario. Come Rossa è di idee piuttosto aperte, tanto che non si era fatta problemi, nel passato, di proporre anche per la sua Ajah di legare Custodi, vista l'utilità di avere braccia maschili a disposizione. È uno dei principali personaggi di supporto; alcuni capitoli e paragrafi vengono narrati o descritti dal suo punto di vista.
Pevara compare a partire dal Libro VII, quando la sua amica ed Adunante Seaine dell'Ajah Bianca la contatta segretamente, perché l'Amyrlin Elaida le ha affidato il compito di stanare dei traditori all'interno della Torre Bianca. Pevara viene perciò coinvolta da Seaine nella caccia alle sorelle dell'Ajah Nera dentro alla Torre; dopo alcune indagini ed utilizzando la Verga dei Giuramenti, le due amiche scoprono così tutte le dodici sorelle inviate segretamente dalle ribelli per seminare dissenso; le loro mosse però suscitano anche il sospetto di un gruppo di altre Adunanti, che le sorprendono nei sotterranei. Durante un momento di chiarimento, Pevara e Seaine fanno capire alle altre i loro scopi. Di conseguenza le Adunanti Yukiri, Doesine e Saerin si uniscono alle due amiche nella caccia, mentre finalmente viene svelato un membro delle Nere, l'Adunante Talene, a cui presto se ne aggiungono altre, come Galina, l'ex capo delle Rosse, il che sorprende ed intristisce molto Pevara; alla fine, tuttavia, le loro indagini giungono ad un punto di stallo e si scopre che la loro caccia era nata da una sbagliata interpretazione dell'originale ordine di Elaida, che quindi è sospettabile lei stessa di essere una Nera. Nell'undicesimo libro, in maniera del tutto inaspettata, il nuovo capo dell'Ajah Rossa, Tsutama, prende seriamente in considerazione il piano, suggerito da Tarna e proposto da Pevara, di andare alla Torre Nera per legare alcuni Asha'man come Gaidin; infatti secondo loro, dopo l'avvento del Drago Rinato e la scoperta su come guarire la domatura, non si può più continuare come in precedenza, nei confronti degli incanalatori maschi e perciò legarli come Custodi, potrà essere comunque un metodo per tenerli sotto controllo. Pevara seleziona quindi un gruppo di altre cinque consorelle Rosse (compresa Tarna) e nell'epilogo del medesimo libro, le guida perciò alla Torre Nera, dove richiedono a Mazrim Taim di legare alcuni Asha'man. Taim accetta, ma le sue parole paiono foriere di guai. Durante il Libro XIII Pevara si trova in pratica intrappolata alla Torre Nera, Taim infatti proibisce a lei e alle altre Aes Sedai di allontanarsi, inoltre i portali per viaggiare non funzionano, a causa di un Chiodo Onirico; come se ciò non bastasse Tarna all'improvviso, appare misteriosamente cambiata in maniera maligna, mentre Javindhra, un'aòtra Adunante Rossa, insiste in maniera molto sospetta nel voler rimanere, accampando delle scuse. Per fortuna Androl, un Asha'man legato alla luce, si reca da Pevara in segreto, per collaborare con lei nel cercare di trovare una via di uscita, perché è convinto che nella Torre Nera, ci sia ormai qualcosa di molto sbagliato. Nel prologo del Libro XIV Pevara si incontra con Androl, Emarin ed altri Soldati Asha'man, per pianificare un tentativo di fuga dalla Torre Nera, durante la prossima tempesta. Androl rivela agli amici che Pevara gli ha spiegato in cosa consista la conversione forzata di un incanalatore attraverso il cerchio misto con 13 Fade. Pevara inoltre si offre di spiegare come legarsi in circolo con lei. I due fanno il tentativo, però Androl in qualche modo usurpa il controllo del circolo. Di conseguenza Pevara, molto spaventata, lo lega a sé come un Gaidin, senza chiedere il permesso. Androl reagisce a questo atto, facendo lo stesso con lei: in questo modo i due creano un particolarissimo doppio legame, nel quale si forma uno scambio continuo di pensieri, da mente a mente, ed in certi casi vi è una difficoltà nel mantenere la propria individualità. Poco dopo Androl scopre che Logain deve essere tenuto prigioniero da Taim nella Torre Nera e sta per essere convertito forzatamente all'Ombra. Pevara perciò lo aiuta a catturare alcuni seguaci del M'hael, così da scoprire dove Logain viene custodito, per poi tentare di liberarlo. In questi eventi Pevara si dimostra molto brava nel combattere contro gli altri incanalatori, spiegando che nell'Ajah Rossa vengono appositamente allenate a questo tipo di duelli. Il tentativo di liberare Logain e gli altri incanalatori però fallisce e non solo Pevara ed Androl vengono catturati, assieme ad altri amici, ma iniziano ad essere convertiti forzatamente anche loro. Dopo la cattura Androl però non si arrende e riesce a liberarsi, approfittando anche dell'intervento di Perrin Aybara, che chiude il Chiodo Onirico che agiva sulla Torre. In questi drammatici frangenti Androl mostra a Pevara il suo incredibile talento nel creare in modo geniale le Tessiture per Viaggiare. Subito dopo la liberazione della Torre Nera, alle altre Aes Sedai giunte a legare nuovi Asha'man come Gaidin, appare ormai evidente che il legame che si è instaurato tra Pevara ed Androl, sia diventato ormai di tipo anche sentimentale. Durante l'Ultima Battaglia a Merrilor, Pevara, Androl, Emarin, Jonneth e Theodrin Sedai, formano un affiatato ed efficace gruppo di combattimento. In particolare si occupano anzitutto con successo di recuperare i Sigilli trafugati da Taim. Poi di mettere fuori combattimento un gruppo di Signori del Terrore, che minacciano di distruggere i Dragons di Aludra, attirandoli dentro ad uno Stedding grazie a uno stratagemma ideato proprio da Pevara. Infine si occupano di difendere un gruppo di profughi di Caemlyn, che vengono assaltati dai Trolloc.

## R

### Rafela Cindal
Rafela Cindal: paffuta Aes Sedai dell'Ajah Azzurra di origine Tairenese, che fa parte della delegazione inviata dalle ribelli di Salidar a Caemlyn, presso il Drago Rinato; Mahiro Shukosa è il suo Gaidin: egli è un nobiluomo di origine Kandori che diventa particolarmente amico di Min Farshaw. Questa Aes Sedai segue tutte le vicende dell'ambasceria ribelle inviata a Caemlyn: perciò, dopo l'iniziale approccio positivo nei rapporti, in seguito all'attentato subito da Demira Sedai, compiuto da falsi Aiel, Rafela è una delle sette Aes Sedai che si recano da Rand per protestare ed imporsi, venendo però scornate. Dopo la brusca rottura delle relazioni con il Drago, che avviene dopo questo episodio, Rafela è tra le nove sorelle che seguono Bera e Kiruna al salvataggio del Drago rapito e perciò alla fine giura fedeltà a Rand al'Thor dopo la battaglia ai pozzi di Dumai; in seguito collabora attivamente con Merana Ambrey nel trattare prima con il Popolo del Mare e poi con gli Alti Signori di Tear che si sono ribellati; Rafela ha quasi 60 anni, e si trova nella fascia medio alta della gerarchia delle Aes Sedai; secondo una pre-visione di Min Farshaw, è una delle cinque Aes Sedai che Rand tiene in pugno e di cui si può fidare quasi ciecamente; nel corso del Libro XIV Rafela è una delle Aes Sedai che partecipano ai combattimenti attorno a Shayol Ghul, ma la sua sorte non viene descritta nei dettagli.

### Rahvin
Rahvin: è uno dei Reietti. È un uomo alto, scuro di carnagione e di bell'aspetto, con i capelli leggermente brizzolati sopra le orecchie. Nell'Epoca Leggendaria Ared Mosinel, questo il vero nome di Rahvin, era considerato tra gli Aes Sedai più forti nell'Unico Potere, inoltre era un uomo estremamente orgoglioso, amante del potere ed invidioso di chiunque mantenesse una posizione superiore alla sua; fu proprio questo che alla fine lo fece passare all'Ombra. Una sua risaputa debolezza era inoltre la passione per le belle donne, che quando divenne Reietto soddisfece senza scrupoli. Secondo quanto riportato dalle cronache, Rahvin preferiva la diplomazia agli attacchi diretti e molto spesso utilizzò sottilmente la Coercizione e la manipolazione degli altri, per raggiungere i propri obbiettivi. Attraverso questi maneggi fu abile nell'assicurarsi il controllo di molte regioni, senza bisogno di invaderle direttamente. Fu inoltre un abile Governatore delle province sottomesse, pur mancando di una certa cura nei dettagli. Dopo essersi svegliato dal suo sonno millenario, Rahvin scelse il regno di Andor quale suo campo d'azione. Presentandosi con il nome di Lord Gaebril, fu abile nel manipolare la situazione nel regno, sedando una ribellione probabilmente aizzata da lui stesso. Questo gli permise di diventare consigliere della regina Morgase Trakand, che in seguito manipolò con la Coercizione, riducendola così al rango di una sua amante e di un suo burattino. In breve tempo Rahvin divenne il vero sovrano, riempiendo la corte ed il regno di suoi fedeli servitori, a discapito di quelli fedeli alla regina. Quando finalmente la regina Morgase riuscì a liberarsi dal suo controllo, non le restò che fuggire in segretezza, poiché ormai le redini del potere le erano sfuggite. Di conseguenza si diffuse la notizia che la regina fosse morta. Nel frattempo, dalla sua posizione di potere in Andor, Rahvin, aveva stretto una sorta di patto con altri Reietti (Sammael, Lanfear e Graendal), per indurre Rand al'Thor ad attaccare Sammael ad Illian, così che poi loro potessero catturarlo. Quando però la notizia della morte di Morgase raggiunse Rand, egli, per amore di Elayne, la figlia di Morgase, cambiò improvvisamente i suoi piani, andando ad attaccare di sorpresa proprio Rahvin. Il Reietto non fu però colto del tutto impreparato, tanto che riuscì a trascinare il Drago Rinato nel Tel'aran'rhiod ed a metterlo in serie difficoltà. Fortunatamente per Rand, l'arrivo in suo aiuto di Nynaeve al'Meara, gli permise di eliminare definitivamente anche Rahvin con un colpo di Fuoco melefico.

### Rand al'Thor
Rand al'Thor: è il Drago Rinato, il protagonista.

### Reanne Corly
Reanne Corly: con 411 era l'Anziana della Famiglia ad Ebou Dar e quindi quella con la posizione più elevata, ma aveva un carattere mite e non era molto autorevole. Dovette lasciare la Torre Bianca perché venne colta dal panico durante la sua prova per diventare un'Ammessa ed il suo sogno era quello di appartenere all'Ajah Verde. Ad Ebou Dar Setalle Anan le porta Elayne e Nynaeve, convinta che le due giovani Sorelle siano delle fuggitive dalla Torre e che ora stiano impersonando delle Aes Sedai. Reanne le fa schermare e dà loro una lezione, convinta anche lei che le due stiano impersonando delle Aes Sedai, perché sembrano ancora troppo giovani. Successivamente Reanne è costretta però a ricredersi, grazie all'intervento di Merilille Sedai e delle altre sorelle presenti in città. Perciò dopo aver collaborato con Elayne e Nynaeve nel trovare ed usare la Coppa dei Venti (lei stessa partecipa di persona al circolo che attiva il ter'angreal), Reanne le ha seguite in Andor, dove ha continuato a collaborare con loro (ad esempio rieducando le Damane liberate dal Drago Rinato in Altara). In seguito però Reanne viene uccisa nel palazzo reale di Caemlyn, dalla sorella nera Careane Fransi, per spaventare le altre Donne dalla Famiglia e farle fuggire dalla città. Reanne nell'Unico Potere era forte quanto Sheriam, quindi era un'incanalatrice di rilievo.

### Reene Harfor
Comare Reene Harfor è la Prima Cameriera del Palazzo Reale di Caemlyn; si presenta sempre vestita impeccabilmente nella sua divisa bianca e rossa, inoltre ha le chiavi di ogni stanza e comanda l'intero corpo di servitori e camerieri. Quando ci sono ospiti di riguardo è quasi sempre lei a scortarli e ad introdurli. Dopo che Rand conquista Caemlyn, Comare Harfor lo aiuta a tenere in ordine il palazzo, nonostante molti servitori siano fuggiti, in seguito all'avvento e poi alla caduta di Lord Gaebril/Rahvin. Successivamente, quando Elayne torna a Caemlyn, Reene oltre a servirla fedelmente, si presta ad aiutare la principessa anche nello smascherare delle spie all'interno del palazzo ed a formare un sistema di controspionaggio, rivaleggiando in questo con Mastro Norry.

### Renaile din Calon Stella Blu
Renaile din Calon Stella Blu: è una cercavento degli Atha'an Miere. Era la Cercavento di Nesta din Reas, perciò venne posta alla guida delle venti Cercavento ed apprendiste che, secondo gli accordi con Nynaeve ed Elayne, dovevano collaborare nell'utilizzo della Coppa dei Venti. Renaile ebbe un duro alterco con Matrim Cauthon nel palazzo Tarasin ad Ebou Dar, ma alla fine accettò di trasferirsi nella Fattoria della Famiglia. Nell'uso della Coppa Renaile non partecipò direttamente, ma lasciò la guida a Caire din Gelyn, che era esperta nella materia. In seguito Renaile, di fronte all'avanzata Seanchan, accettò l'offerta di trasferirsi in Andor al seguito di Elayne. Secondo gli usi degli Atha'an Miere, dopo la morte di Nesta din Reas, Renaile si è ritrovata al livello più basso della gerarchia delle Cercavento.

### Renna
Renna è una sul'dam che nel secondo libro, a Falme, si occupa della riduzione di Egwene ad una perfetta damane. Proprio quando Nynaeve, Elayne e Min riescono a liberare Egwene con un trucco, Renna arriva per caso nella stanzetta ed Egwene si vendica su di lei applicandole l'a'dam. Alla fine del libro Renna viene lasciata assieme a Seta con un a'dam al collo, ma Suroth mette a tacere il fatto che le due sul'dam possono essere rese damane ed imparare ad incanalare, per non creare scompiglio. Bethamin però conosce il segreto perché le ha viste. Quando ad Ebou Dar Mat chiede ad Egeanin di procurargli tre sul'dam per liberare le Aes Sedai tenute come damane, Bethamin, Seta e Renna sono proprio quelle ricattabili per il lor segreto e quindi quelle che vengono usate da Mat nella sua fuga. Nel corso del loro viaggio, Renna però non regge alla tensione della situazione, accoltella Egeanin e fugge verso un accampamento seanchan, perciò Mat è costretto ad inseguirla e poi a ucciderla.

### Rhadam Asunawa
Rhadam Asunawa: Alto Inquisitore a capo della Mano della Luce dei Manti Bianchi. Quando Valda ritorna ad Amador, Asunawa gli confida le sue perplessità a proposito di Niall nei confronti del Profeta Masema, delle Aes Sedai a Salidar e dei suoi piani su Morgase, che lui vorrebbe mettere subito sotto interrogatorio; quindi i due iniziano a complottare assieme. Egli quindi è quasi sicuramente rimasto coinvolto nell'eliminazione di Pedron Niall assieme a Valda, a cui poi assicura il comando dei Figli. Particolarmente fanatico, prende piacere nel torturare gli accusati, tra i quali alla fine finisce proprio anche Morgase. Dopo la conquista dell'Amadicia da parte dei Seanchan, fa in modo che i Figli si alleino a questi ultimi, accettando di esserne vassalli, ed incontrandolo Suroth pensa che Asunawa sia completamente sbilanciato mentalmente, a causa del suo odio per le damane. Il duello di Galad con Valda però, fa fallire i piani di Asunawa, lasciandolo al comando di solo circa duemila Figli. All'inizio del Libro XIII Asunawa, grazie all'appoggio Seanchan, a nuovi reclutamenti di soldati e al tradimento di alcuni esploratori, riesce a tendere una trappola a Galad, che per evitare spargimenti di sangue tra i Figli, accetta di farsi arrestare ed interrogare sotto tortura. Di fronte al comportamento esemplare di Galad, anche dopo essere stato torturato, i Capitani dei Manti Bianchi si ribellano ad Asunawa, lo uccido e riaccettano il comando di Galad.

### Rhuarc
Rhuarc: è il Capoclan degli Aiel Taardad, appartiene alla setta delle Nove Valli e alla società degli Scudi Rossi. Inoltre è marito della Sapiente Amys e di Lian, la padrona della fortezza di Rocce Fredde. Rhuarc viene inviato dalle Sapienti nelle Terre Bagnate alla ricerca del Car'a'carn perché hanno avuto delle premonizioni sulla sua venuta. Perciò Rhuarc guida la conquista della Pietra di Tear da parte di un piccolo gruppo di Aiel, mentre Rand combatte contro Be’lal ed Ishamael; in seguito Rhuarc diventa molto amico di Rand al'Thor e quindi lo guida alla conoscenza delle Sapienti sul Chaendaer nei pressi del Rhuidean. Successivamente lo consiglia come comportarsi con gli altri Capoclan e lo riconosce immediatamente come Car'a'carn ad Alcair Dale. Al seguito di Rand ritorna nelle Terre Bagnate, contribuendo con il suo Clan a scacciare gli Shaido da Cairhien. Infine, per un certo periodo, assieme a Berelain, diventa reggente del Regno, durante le assenze di Rand. Nel Libro XII Rhuarc e il suo Clan vengono inviati nell'Arad Doman, per sedare le continue rivolte che sconvolgono quel paese. Nel Libro XIII è a Tear dove Rand, dopo essersi redento su Montedrago, raggiunge finalmente anche il suo toh con tutti gli Aiel. Nel Libro XIV Rhuarc è tra i guerrieri che occupano la valle di Thakandar e presidiano dai nemici Shayol Ghul. Laggiù viene catturato da Hessalam e ridotto con la compulsione ad un fantoccio, che fa la guardia alla Reietta. In questa veste attacca di sorpresa Aviendha che per difendersi lo uccide. Aviendha quando lo riconosce ne rimane sconvolta.

### Rianna Andomeran
Rianna Andomeran: Aes Sedai dell'Ajah Bianca, rivelata come appartenente all'Ajah Nera nel gruppo di Liandrin. Sorella Kandori, viene descritta con una faccia fredda ed arrogante e con i capelli neri, ma con un ciuffo di capelli bianchi sopra all'orecchio sinistro; viene detto di lei che può uccidere direttamente usando l'Unico Potere e tra l'altro si diverte ad eliminare di nascosto i gatti randagi raccolti e curati da Marrilin; dopo i fatti di Tear, di Tanchico e dell'Amadicia, Moghedien le assegna una missione rimasta segreta alle altre, ed osservando mentre vengono impartiti quegli ordini, Liandrin nota che Rianna resta impassibile; in seguito di lei non si sa più nulla, finché non ricompare nel Libro XIV in un gruppo di Signori del Terrore, guidati da Alviarin dove partecipano all'Ultima Battaglia sul campo di Merrilor; il loro compito principale è di distruggere i dragons di Aludra, ma essi vengono intrappolati in uno stedding, in seguito ad un inganno di Androl e Pevara.

### Rina Hafden
Rina Hafden: Aes Sedai dell'Ajah Verde, il suo Gaidin era Elyas Machera; diventa brevemente Adunante nella Torre durante lo Scisma. È una sorella tarchiata e dalla faccia squadrata, ma nonostante questo ha un aspetto piacevole ed elegante; ha legato come Custode Elyas Machera, il Fratello dei Lupi, amico di Perrin Aybara, che ha dovuto fuggire da lei e dalla Torre per la sua particolarità; cronologicamente appare brevemente per la prima volta nel corso del prequel Nuova Primavera. Successivamente, dopo la spaccatura della Torre, Rina resta a Tar Valon e viene scelta personalmente come nuova Adunante da parte di Adelorna, a capo dell'Ajah, e nonostante non raggiunga ancora un'età adeguata a tale carica; nel libro XII vota a favore della rielezione di Egwene quale Amyrlin Seat della Torre Bianca riunificata, ma nel Libro XIII non viene riconfermata come Adunante.

### Rodel Ituralde
Rodel Ituralde: è uno dei Cinque Grandi Capitani e un nobile Domanese. È il comandante degli eserciti dell'Arad Doman. Non molto alto, porta i tipici baffi domanesi e un neo di bellezza. È stato soprannominato il "Lupo" per la sua abilità guerresca. È uno dei principali personaggi di supporto, con anche alcuni capitoli che vengono narrati o descritti dal suo punto di vista, soprattutto negli ultimi libri.
Rodel Ituralde è il comandante degli eserciti dell'Arad Doman. Pur nominato alcune volte in precedenza, compare effettivamente solo negli ultimi libri pubblicati. La sua nazione è completamente in preda al caos e all'anarchia, con accese lotte tra i Fautori del Drago ed altre fazioni, ma anche per colpa della Reietta Graendal che ha contribuito molto a diffondere il caos, spedendo ordini reali piuttosto conflittuali tra loro. Di fronte a questa situazione, che precipita sempre più, con il re Alsalam misteriosamente scomparso, ma che continua ad emettere strane ordinanze, Ituralde decide di impugnare l'ultimo ordine reale ricevuto e di chiedere una tregua alle fazioni, per cominciare ad andare a combattere contro i Seanchan, che dopo aver conquistato Tarabon ora minacciano la Piana di Almoth e l'Arad Doman stesso. Il suo piano brillante ma molto rischioso ha pieno successo: con l'aiuto di fuoriusciti Tarabonesi, Ituralde colpisce i nemici in profondità, nel loro stesso territorio e poi, facendosi inseguire, li attira in una trappola che li porta ad una disastrosa sconfitta. Nel corso del Libro XII, dopo aver reso l'onore delle armi al generale Seanchan sconfitto (in questa occasione entrambi mostrano inoltre di essere dei detentori di una spada con il marchio dell'airone), Ituralde comprende che, pur potendo riuscire a vincere ancora qualche battaglia, non potrà mai vincere la guerra contro le forze soverchianti degli invasori. Di conseguenza accetta la proposta del Drago Rinato di ricollocarsi con le sue truppe, assieme a molti Asha'man al confine della Macchia, in cambio della promessa che l'Arad Doman venga pacificato e difeso contro gli invasori. Nel corso del Libro XIII Ituralde si occupa di difendere la capitale della Saldea, Maradon, con una forza composita di Domanesi, Saldeani, Asha'man ed altri, mantenendo eroicamente una collina fortificata appena fuori dalla città, allo sbocco di una vallata proveniente dalla Macchia. Le loro posizioni però, alla fine vengono travolte dagli attacchi di un'enorme massa di Progenie dell'Ombra e solo la ribellione del capitano Yoeli, che dalla capitale giunge in soccorso di Ituralde, permette di ritirarsi all'interno delle mura della città che, sotto il comando di un Amico delle Tenebre, fino a quel momento aveva rifiutato di prestare ogni aiuto. Maradon dunque viene posta sotto assedio ed una breccia nelle mura viene aperta da alcuni Signori del Terrore. Ituralde, convinto dall'insistenza di Yoeli, anziché ritirarsi attraverso Portali di Viaggio, come inizialmente programmato, accetta di difendere la città, ed inizia un'astuta campagna all'interno delle mura, strada per strada, casa per casa, cercando di guadagnare tempo in attesa dell'arrivo degli aiuti. Essi arrivano quando ormai ogni speranza sembrava essere finita, portati dal Drago Rinato in persona, che elogia l'eroica resistenza dimostrata; quindi l'interno della città viene liberato dai nemici e poi il Drago stesso, con una sorprendente e vera e propria Tempesta di Luce, spazza via dai dintorni ogni presenza dell'Ombra. In seguito Rand porta Ituralde a Tear dove, a sorpresa, Cadsuane è riuscita a ritrovare Alsalam e perciò Ituralde può riabbracciare molto commosso il suo re ed amico, che fino a quel momento era stato creduto morto. Durante l'Ultima Battaglia gli viene affidato il comando del fronte di Shayol Ghul ed è l'unico fra i quattro rimanenti grandi capitani, a cui è affidato il comando degli eserciti della Luce su quattro fronti diversi, che, nonostante la Coercizione di Hessalam, riesce a non commettere troppi disastri tattici o strategici. Alla fine del libro lo si vede, unico sopravvissuto fra i Cinque Grandi Capitani, attorniato da diverse Aes Sedai che gli offrono il trono dell'Arad Doman.

### Romanda Cassin
Romanda Cassin: anziana e potente Aes Sedai, Adunante e capo dell'Ajah Gialla presso le ribelli. Viene descritta come una sorella dal carattere molto fiero, robusta di fisico e di bell'aspetto, che porta i capelli grigi raccolti in una crocchia sul capo. Romanda proviene da Far Madding ed è probabilmente l'Aes Sedai più anziana dopo Cadsuane (con un'età superiore ai 280 anni) ed è anche una delle più potenti, quindi si trova nella fascia più alta della gerarchia. È uno dei maggiori personaggio di contorno, con anche alcuni capitoli che vengono narrati o descritti dal suo punto di vista.
Romanda Cassin viene descritta per la prima volta a partire dal Libro VI: dopo essere tornata dal suo ritiro ventennale (si era ritirata dopo l'elezione ad Amyrlin di Tamra Ospenya) si trova a Salidar, dove si è riappropriata del ruolo di Adunante (che aveva già occupato in precedenza per circa ottanta anni) ed inoltre si è assicurata nuovamente anche il ruolo di capo della sua Ajah tra le ribelli (infatti in passato Romanda aveva già occupato anche questa importante posizione). Una delle prime cose che Romanda fa a Salidar, è fare eleggere Egwene come Amyrlin Seat delle ribelli, ma solo per impedire che la sua avversaria Lelaine possa diventare Amyrlin al suo posto. Romanda infatti è rivale ed acerrima di Lelaine, e si sa che in precedenza, almeno un paio di volte, ostacolandosi a vicenda, loro due hanno mancato per poco di diventare Amyrlin Seat; come la sua rivale, Romanda controlla circa un quarto delle Adunanti nel Consiglio di Salidar e grazie a questa posizione di potere, inizialmente cerca di manovrare Egwene e di porre freno alla presunta influenza di altre, come Sheriam; in realtà però Egwene, grazie all'aiuto di Siuan e di altre amiche, non solo non si fa influenzare da alcuna, ma addirittura riesce a sfruttare la rivalità tra Romanda e Lelaine a proprio favore, perciò alla fine Romanda è costretta a riconoscere le indubbie capacità della giovane Amyrlin. Ne La lama dei sogni Romanda, dopo aver discusso con Nisao Dachen, riesce ad intuire che Halima/Aran'gar possa essere la responsabile degli assassini di alcune sorelle Azzurre e ne ordina l'arresto, ma Halima e Delana riescono a fuggire. Nel corso del Libro XII Romanda cerca poi di ostacolare vanamente la crescente influenza di Lelaine tra le ribelli, durante l'assenza di Egwene; sempre nello stesso libro, nella tenda di Romanda, Shemerin viene interrogata da lei, Siuan, Sheriam, Magla e Lelaine e così si scopre il passaggio segreto che porta a Tar Valon; Shemerin è un'Aes Sedai ridotta nuovamente a fare l'Ammessa da parte di Elaida e che è poi fuggita dalla Torre. Romanda dimostra nuovamente la sua prontezza di acume quando giustamente intuisce che Elaida ha fatto questo a Shemerin, solo per dimostrare alle altre sorelle il suo presunto potere assoluto. Subito dopo la tenda di Romanda viene toccata da una Bolla di Male, perciò deve essere distrutta con tutto ciò che l'Aes Sedai vi tiene dentro. Alla fine dello stesso libro, Romanda dimostra di non appartenere all'Ajah Nera, giurando sulla Verga di fronte ad Egwene e al Consiglio, quindi appoggia i piani di Egwene sull'attacco a Tar Valon. Nel Libro XIII Romanda, Lelaine ed altre Adunanti hanno messo da parte le loro rivalità e hanno organizzato una sessione segreta del Consiglio, per cercare di mettere una serie di freni al potere di Egwene; ma quest'ultima, avvertita in tempo da Silviana Brehon e da alcune Ammesse, riesce ad intervenire, fermando i loro propositi ed anzi volgendo ancora una volta a proprio favore la situazione. Quindi Romanda, accettando la bontà di quanto è stato discusso, vota a favore delle riforme della convocazione del Consiglio, appena proposte da Egwene. Nello stesso libro partecipa al test di Nynaeve per diventare Aes Sedai e alla fine vota in suo favore. Nel corso del Libro XIV Romanda è tra le tre Adunanti che Egwene porta con sé durante il suo incontro con il Drago Rinato alla Piana di Merrilor. Successivamente Romanda partecipa ai combattimenti per contenere i nemici che hanno invaso il Kandor, ma rimane uccisa quando gli incanalatori Sharani assaltano a sorpresa il campo delle Aes Sedai nel sud del paese.

### Rubinde
Rubinde: Aes Sedai e Adunante dell'Ajah Verde che dopo lo scisma riconosce Elaida e resta alla Torre; mantiene il suo status di Adunante anche dopo la riunificazione. Proveniente da Mayene, viene descritta come alta e corpulenta, con capelli neri ed occhi verdi, inoltre mostra di avere un carattere piuttosto difficile e sembra essere sempre arrabbiata. Durante il IV Libro Rubinde si lascia convincere a votare per la deposizione di Siuan Sanche e quindi per l'elezione di Elaida. In seguito Rubinde entra inizialmente a far parte del consiglio personale di Elaida, ma ne viene presto allontanata. Nel Libro X appoggia i negoziati con le ribelli per ordine di Adelorna, il capo dell'Ajah, ma è evidente che personalmente dissente dalla cosa. Nel Libro XII Rubinde viene invitata da Elaida a cena, assieme ad altre Adunanti, ma non è una cena di piacere perché l'Amyrlin cerca di spadroneggiare su di loro, ottenendo di conseguenza i rimbrotti di Egwene che è presente per servirle; perciò Rubinde assiste esterrefatta al diverbio tra le due e poi Rubinde cerca vanamente di calmare la furia di Elaida che picchia Egwene. Quindi, alla fine dello stesso libro XII, Rubinde vota a favore della rielezione di Egwene quale Amyrlin Seat della Torre Bianca riunificata e poi dimostra di non appartenere all'Ajah Nera giurando sulla verga. Nel Libro XIII Rubinde è riconfermata nel suo ruolo di Adunante, e subito si dimostra particolarmente ostica nei confronti di Egwene, anzitutto è una delle tre che votano contro l'ottenimento dello scialle da parte di Nynaeve; poi partecipa alla convocazione segreta del Consiglio, indetta da Romanda, per limitare i poteri di Egwene e quindi vota no all'idea di lasciare a quest'ultima il potere di trattare con i sovrani; perlomeno Rubinde vota a favore della riforma che regola le convocazioni al Consiglio stesso. Alla fine del Libro XIV, Rubinde è tra le Adunanti che chiedono a Cadsuane di diventare la nuova Amyrlin Seat.

## S

### Saerin Asnobar
Saerin Asnobar: Aes Sedai e Adunante dell'Ajah Marrone; cacciatrice dell'Ajah Nera. Di origine altarana, presenta dei capelli bianchi ed una leggera cicatrice sul volto. Saerin è relativamente anziana, ha un'età compresa tra i 210 e i 230 anni, si trova nella fascia alta della gerarchia ed è stata Adunante per oltre quattro decenni (era anche la decana del Consiglio durante il governo di Elaida nella Torre spaccata). Questo è uno dei principali personaggi di supporto ai protagonisti, con anche alcuni capitoli che vengono narrati o descritti dal suo punto di vista. Saerin è una delle Adunanti che alla Torre Bianca partecipano alla deposizione di Siuan Sanche e poi all'elezione di Elaida come nuova Amyrlin Seat, ma se ne pente presto; quando viene descritta per la prima volta si viene a sapere che da giovane Saerin entrò a far parte del gruppo delle cosiddette Figlie del Silenzio, formato da alcune incanalatrici che avevano fallito nel diventare Aes Sedai e che poi avevano raccolto delle seguaci proprio come Saerin. Dopo lo smantellamento di questo gruppo da parte delle Aes Sedai, Saerin venne portata alla Torre Bianca, dove fu l'unica tra di loro a riuscire ad ottenere lo scialle. In seguito Saerin, assieme alle altre Adunanti Yukiri, Doesine e Talene si incuriosisce del comportamento sospetto tenuto da Pevara e Seaine, perciò scopre i loro intenti e diventa come loro una cacciatrice dell'Ajah Nera. Nel Libro XII assieme alle altre Adunanti cacciatrici delle nere, Saerin si incontra nei sotterranei con Egwene (portata lì da Meidani), rimanendo favorevole impressionata dai suoi intenti, perciò in seguito la appoggia più volte, ad esempio andando a liberarla dalla sua cella quando il Consiglio decide di scagionarla da ogni accusa e di punire Elaida per il suo comportamento. Di seguito, nel corso della battaglia contro i Seanchan che attaccano la Torre di sorpresa, Saerin riesce ad organizzare con successo il centro della resistenza contro i nemici; per questo merito il capo della sua Ajah, la propone senza successo come candidata all'Amyrlin Seat; infine Saerin è nel gruppo di Adunanti che elegge nuovamente Egwene, come nuova Amyrlin Seat della Torre riunificata: Egwene, che apprezza molto Saerin, prende anche in considerazione l'idea di nominarla come propria Custode degli Annali, ma alla fine le preferisce però Silviana come gesto di riconciliazione con le Rosse. Nel corso del Libro XIII Saerin appoggia più volte Egwene nel Consiglio della Torre, inoltre partecipa al test per l'elezione di Nynaeve ad Aes Sedai, dando il voto finale determinante. Viene inoltre incaricata da Egwene di indagare nei testi antichi su tutto ciò che si possa conoscere a proposito di Mesaana, perciò scopre che tra i Reietti, Mesaana e Demandred erano quelli che si facevano trasportare più facilmente dalla collera. Nello stesso libro partecipa al test di Nynaeve per diventare Aes Sedai e alla fine vota in suo favore. Durante l'attacco dell'Ajah Nera nel Tel'aran'rhiod, Egwene fa ritirare Saerin ed altre Aes Sedai, in alcuni luoghi sicuri da cui risvegliarsi, perché non sono ancora troppo esperte nel Mondo dei Sogni, da riuscire a contrattaccare efficacemente. Nel corso del Libro XIV Saerin è tra le tre Adunanti che Egwene porta con sé durante il suo incontro con il Drago Rinato a Merrilor. Successivamente partecipa ai combattimenti per contenere i nemici che hanno invaso l'Arafel e poi all'Ultima Battaglia, a Merrilor, contro gli incanalatori Sharani. Durante i colloqui con Mat e Tuon, Egwene lascia a Saerin la conduzione della discussione. Alla fine del libro Saerin è tra le Adunanti che chiedono a Cadsuane di diventare la nuova Amyrlin Seat.

### Salita Toranes
Salita Toranes: Aes Sedai Adunante dell'Ajah Gialla, è una Tarenese che viene eletta come Adunante a Salidar con l'appoggio di Magla, ha indossato lo scialle già da trentacinque anni (quindi dovrebbe avere attorno ai 60-65 anni), ma comunque non ha ancora raggiunto il requisito di avere un'età adeguata alla posizione di Adunante; Salita nel Consiglio a volte segue le direttive di Romanda, ma altre volte si mostra indipendente; nel Libro XIII si scopre che Salita è tra quelle che non sono riuscite a mantenere il ruolo di Adunanti, dopo la riunificazione della Torre sotto Egwene.

### Samitsu Tamagowa
Samitsu Tamagowa: Aes Sedai dell'Ajah Gialla, amica di Cadsuane Sedai; su iniziativa di quest'ultima, Samitsu governa Cairhien assieme a Sashalle Sedai e Lord Dobraine in assenza del Drago. Viene descritta come una sorella graziosa, con occhi nocciola e capelli neri, acconciati con i campanellini tipici del suo paese, l'Arafel; viene considerata tra le migliori guaritrici esistenti, infatti è una delle pochissime incanalatrici ad avere il talento di saper regolare l'intensità del flusso delle Tessiture di Guarigione per adattarlo ad esigenze diverse (se infatti il paziente fosse troppo debole, l'utilizzo di un flusso forte e non regolato potrebbe ucciderlo, anziché guarirlo), inoltre Samitsu riesce anche ad indirizzare l'intensità del flusso, solo sulla parte malata, anziché investire genericamente l'intero corpo, come fanno i guaritori meno capaci; Samitsu viene inoltre descritta come portata alla leadership, ha però il difetto di dover essere rassicurata di tanto in tanto sulle sue capacità. Questo è uno dei principali personaggi di contorno, con anche alcuni capitoli che vengono narrati o descritti dal suo punto di vista. Samitsu compare nella saga a partire dal Libro VII, dove viene presentata come amica di Cadsuane Melaidhrin e contribuisce a salvare Rand dalla ferita contaminata, infertagli da Padan Fain nel campo dei ribelli vicino a Cairhien. In seguito ad un attentato, subito proprio nel Palazzo del Sole, il Drago Rinato fugge di nascosto da Cairhien; perciò Cadsuane, con un variegato seguito, lo raggiunge fino a Far Madding, ma prima di andarsene lascia a Cairhien proprio la sua amica Samitsu, affinché gestisca la complicata situazione del regno. Samitsu però si trova sempre più in difficoltà ad affrontare i problemi del governo, a causa delle interferenze delle Sapienti Aiel e di Sashalle Anderly, una sorella Rossa guarita dalla quietatura. Nel Prologo del libro decimo Samitsu scopre nelle cucine del Palazzo del Sole il ritorno di Loial e Karlidin Manfor dalla loro missione per cercare di chiudere le Vie Ogier; perciò li torchia assieme a Sashalle per carpire loro informazioni; subito dopo Samitsu riesce a guarire quasi per miracolo il Sovrintendete del Drago, Lord Dobraine Taborwin, che ha subito un mortale attentato, da parte probabilmente di alcuni Amici delle Tenebre che hanno anche rovistato tra i suoi oggetti. In seguito, nello stesso libro, Samitsu accompagna Loial, Logain, Lord Davram Bashere (con un variegato seguito di Aes Sedai, Asha'man e Gaidin) fin dal Drago Rinato, che si riposa nell'est di Tear dopo la pulitura di Saidin; laggiù Samitsu fa brevemente rapporto a Cadsuane: la informa a proposito delle Aes Sedai che sono state legate come Custodi da parte degli Asha'man amici di Logain e poi si lamenta della situazione che si è venuta a creare a Cairhien, con le Sapienti e con le Rosse e le altre sorelle rimaste in città. L'anziana Sorella verde deve perciò rincuorarla, prima di rimandarla indietro per tenere d'occhio Sorilea e soprattutto la ventina di Aes Sedai ex fedeli di Elaida, e che, in maniera molto sospetta, hanno ormai tutte giurato fedeltà al Drago, soprattutto proprio le Rosse. Nel corso del Libro XIII Samitsu Sedai, assieme a Sashalle Sedai, accoglie la nuova regina Elayne Trakand, quando essa, con un corteo trionfale fa il suo ingresso nel Palazzo del Sole a Cairhien. Le due Aes Sedai subito dopo le consegnano simbolicamente il governo del regno in nome del Drago.

### Sammael
Sammael: è uno dei Reietti. È uno dei principali antagonisti dei protagonisti, con anche alcuni capitoli che vengono narrati o descritti dal suo punto di vista.
Tel Janin Aellinsar, questo il nome originale di Sammael nell'Epoca Leggendaria, viene descritto come una persona non troppo alta, biondo, dagli occhi azzurri e dalla barba tenuta corta e squadrata. Di corporatura compatta, solido, Sammael era considerato più che avvenente, se non fosse stato per una lunga cicatrice che gli scendeva sul volto, da un sopracciglio al labbro; essa fu causata da Lews Therin Telamon, e Sammael non volle mai farsela togliere, mantenendola come eterno ricordo del suo odio nei suoi confronti. Come incanalatore, alcuni lo consideravano più forte di Lanfear e quasi alla pari con Rand al'Thor. Sammael si era sempre risentito che la sua grande potenza non gli consentisse di diventare più alto, credendo che la gente solitamente lo giudicasse più per la sua statura che per la sua abilità. Viene descritto come una persona dalle maniere sbrigative e dai pensieri molto diretti, poco abile negli intrighi, che però ama cercare lo stesso di ingannare i propri nemici, nella convinzione di riuscire comunque a coglierli di sorpresa. Prima di passare all'Ombra, Sammael era stato un atleta ed uno sportivo di fama mondiale, soprattutto nella scherma e nel tiro con l'arco. In queste discipline egli fu secondo solo al suo allora amico Lews Therin Telamon (i due assieme riscoprirono molte antiche discipline ed Arti Marziali) e Graendal ha affermato che “Lui aveva sempre amato i giochi più violenti”. Allo scoppio della Guerra dell’Ombra, i due amici, all'inizio combatterono validamente assieme, finché Lews Therin non venne scelto come Comandante delle forze della Luce. Questo fece imbestialire Sammael che, accecato da un odio profondo nei confronti dell'ex amico, durante il quarto anno di guerra, si convertì all'Ombra e ne divenne rapidamente una delle maggiori guide. Graendal l'accompagnò personalmente a Shayol Ghul, dove ricevette il suo nome, che significa Distruttore della Speranza. Sammael fu ottimo come comandante degli eserciti, di solito preferiva la difesa all'attacco, ed in questo secondo caso attaccava solo da una posizione di sicura superiorità e con alte probabilità di vittoria. Come gli altri Reietti, anche Sammael restò imprigionato a Shayol Ghul per la sigillatura operata da Lews Therin Telamon e dai suoi Cento Compagni.
Dopo essersi risvegliato da tremila e quattrocento anni di sonno ed imprigionamento, Sammael si installò nella grande città-stato di Illian, posta nel sud del continente, dove assunse il nome di Lord Brend; laggiù conquistò rapidamente il potere cittadino, insediandosi nel Consiglio dei Nove e piegando la politica del paese alla sua volontà (Libro III) In seguito Sammael strinse un'alleanza con Lanfear, Graendal e Rahvin per attirare il Drago Rinato contro Illian, in maniera che restasse intrappolato da loro. Ma proprio mentre Rand si stava preparando ad attaccare Illian, la notizia della presunta morte di Morgase, fece cambiare i piani del Drago, che si rivolse contro Rahvin a Caemlyn, uccidendolo, mentre la stessa Lanfear veniva eliminata da Moiraine, a Cairhien. (Libri IV e V) Questa nuova situazione ed il venire meno di due potenti alleati, indussero Sammael a delle contromisure: assumendo l'identità di Caddar, venditore di ter'angreal, si presentò a Sevanna, a capo degli Shaido Aiel, e dopo averla ingannata, Sammael disperse gli Shaido in tutto il continente, in maniera da creare il caos e di far disperdere a sua volta le forze del Drago, e portare discredito su Rand, ritenuto ingiustamente responsabile dei guai causati. Nel frattempo Rand aveva però cominciato ad inviare verso Illian le sue truppe con al comando Matrim Cauthon. Utilizzando abilmente gli Asha'man e la Legione del Drago comandata da Lord Davram Bashere, in un momento in cui tutti lo credevano sul letto di morte, Rand seppe comunque controbattere e sorprendere Sammael e a conquistare Illian in breve tempo. Sammael però aveva a sua volta preparato un'ulteriore trappola, riuscendo a farsi inseguire da Rand fino alla città morta di Shadar Logoth. Laggiù il Drago riuscì a sopravvivere solo grazie all'intervento di Moridin, mentre Sammael veniva inghiottito per sempre da Mashadar (Libri VI e VII).

### Sarene Nemdahl
Sarene Nemdahl: Aes Sedai dell'Ajah Bianca, proveniente da Tarabon; ambasciatrice della Torre presso il Drago a Cairhien, catturata ai Pozzi di Dumai è in seguito tra le prime a giurare fedeltà al Drago e ad entrare nel suo entourage più ristretto. Sarene ha circa 45 anni, un Gaidin di nome Vitalien e si trova nella fascia alta della gerarchia delle Aes Sedai; diverse volte nei libri Sarene viene descritta come una delle più belle donne esistenti, anche se lei sembra essere totalmente inconsapevole della propria avvenenza; inoltre, nonostante sia una Bianca e quindi abbia dovuto imparare particolarmente a tenere a freno le proprie emozioni e ad apparire sempre fredda e distaccata, Sarene è conosciuta come una sorella con un certo temperamento ed anche per avere una lingua tagliente, inconsapevole, anche in questo caso, di quanto possa essere privo di tatto il suo atteggiamento. È uno dei principali personaggi di supporto ai protagonisti, con anche alcuni capitoli che vengono narrati o descritti dal suo punto di vista.
Sarene compare cronologicamente la prima volta nel prequel Nuova Primavera: è amica di Moiraine e come lei un'Ammessa inviata dall'Amyrlin Tamra Ospenya a raccogliere i nomi dei neonati per il censimento. A partire dal Libro VI, dopo lo scisma che divide le Aes Sedai, Sarene resta fedele alla Torre Bianca, guidata da Elaida. In seguito Sarene è tra le sei esponenti ufficiali dell'ambasceria che viene inviata a Rand al'Thor dall'Amyrlin Rossa. Lungo la strada, Sarene e le altre cinque ambasciatrici si incontrano ed accordano con Sevanna ed altre Sapienti degli Shaido. Mentre si trova a Cairhien in attesa del ritorno di Rand, Sarene si incontra con Lord Aracome e poi con Berelain, cercando di farle pressione, per il momento in cui il Drago se ne sarà andato e ci sarà bisogno di un nuovo governante. Si incontra quindi con Coiren, Galina ed Erian con le quali discute su chi possa essere la misteriosa sorella Verde che si accompagna a Rand. Subito dopo riprende le esercitazioni con il Potere, per il piano che stanno progettando. Dopo la cattura del Drago Rinato e la battaglia ai pozzi di Dumai, Sarene viene tenuta prigioniera presso le sapienti Aiel, nel loro campo fuori dalle mura di Cairhien; in queste condizioni viene quasi sicuramente compulsa da Verin ed è quindi tra le prime cinque Aes Sedai prese prigioniere, a giurare fedeltà al Drago Rinato. Quando assiste a questo evento Min Farshaw predice che Sarene servirà fedelmente il Drago Rinato, anche se alla propria maniera; inoltre Min predice che Sarene, inaspettatamente per una Bianca, avrà addirittura una focosa relazione con il suo Gaidin Vitalien (per il quale l'Aes Sedai ha scritto in segreto persino delle poesie e si vergognerebbe moltissimo se la cosa fosse risaputa). Poco tempo dopo, quando Rand è fuggito in seguito ad un attentato, Sarene, rimasta invece nel Palazzo del Sole di Cairhien, su ordine di Cadsuane, dà una severa lezione ad Harine, ambasciatrice del Popolo del Mare, perché quest'ultima sta importunando l'anziana e potente sorella verde. Successivamente Sarene raggiunge Rand a Far Madding, assieme a Cadsuane, Alanna e molti altri, tra sorelle, Asha'man ecc.; laggiù, sempre per ordine di Cadsuane, Sarene insegna ad Harine e alla sua Cercavento Shalon la storia di Far Madding ed i suoi strani usi e costumi. In seguito Sarene partecipa alla battaglia che scoppia durante la pulitura di Saidin, nel corso della quale si lega in cerchio a Corele Sedai e a Damer Flinn, per proteggere il lavoro del Drago; di conseguenza Sarene rimane seriamente ferita scontrandosi contro Demandred, ma viene subito dopo guarita completamente da Damer. Nel corso del Libro XII Sarene interroga per ore Semirhage, ma senza successo e quando Shaidar Haran libera la Reietta, Sarene, che si trovava di guardia, viene fatta svenire discretamente, per non fare allarmare il suo Custode. Durante il resto del libro Rand, sempre più preda dell'Ombra, allontana poco alla volta da sé le Aes Sedai che gli hanno giurato fedeltà, le quali perciò iniziano a compattarsi attorno a Cadsuane. Nel corso del Libro XIII Sarene va a chiamare Nynaeve per conto di Cadsuane quando Alanna scompare misteriosamente, quindi è tra le sorelle che riaccolgono Rand al suo rientro nella Pietra di Tear. Nel corso del Libro XIV Sarene è nel gruppo di incanalatori che combattono sulle pendici di Shayol Ghul assieme ad Aviendha, per impedire ai nemici di raggiungere il Drago Rinato. Durante uno degli scontri Aviendha ne loda le capacità combattive, affermando che Sarene sarebbe potuta diventare un'ottima Fanciulla della Lancia. Successivamente però Sarene viene catturata e compulsa da Hessalam, che poco prima ha ucciso il suo custode Vitalien; la Reietta quindi sfrutta in un circolo il potere di Sarene, fino a stremarla e probabilmente ucciderla.

### Saroiya
Saroiya: adunante dell'Ajah Bianca, è una sorella Domanese, alta e dalla corporatura massiccia, con un'indole molto arguta; prima dello scisma era già un'Adunante che, in seguito alla deposizione di Siuan Sanche, aderisce alla ribellione e si rifugia a Salidar (nel Libro XII si scoprirà però che l'ha fatto su iniziativa del capo dell'Ajah, per cercare di far rientrare la ribellione); nel Consiglio delle ribelli inizialmente Saroiya sembra far parte della fazione di Romanda; in seguito però, come la maggior parte delle Adunanti più anziane e che lo erano già state prima dello scisma, si prodiga per i colloqui di pace e cerca di contrastare tutte le azioni che possano dividere ancor di più dalle sorelle rimaste dentro alla Torre, però i suoi sforzi e quelli delle altre Adunati anziane come lei, sono inutili in quanto minoritari dentro al Consiglio; nel Libro XIII è stata confermata di nuovo come Adunante nella Torre riunificata, e che partecipa ai maneggi di Romanda e Lelaine per porre un freno al potere di Egwene, durante una nuova convocazione segreta del Consiglio; infatti Saroiya teme molto l'abilità di Egwene e guarda sempre con sospetto le sue mosse, in particolare teme il fatto che se venisse dichiarata di nuovo la guerra, l'Amyrlin di nuovo possa approfittarne per aumentare i propri poteri; durante questa convocazione Saroiya intuisce per prima che, se si approva la proposta di lasciare ad Egwene il controllo dei rapporti con i regnanti, le si lascia anche quello con il Drago Rinato (in quanto egli è anche re di Illian), ma non fa in tempo ad avvertire le colleghe o ad impedire che la votazione si svolga a favore dell'Amyrlin. Subito dopo Saroya vota però in favore della riforma della convocazione del Consiglio stesso, visti i guai che hanno provocato le votazioni segrete e senza tutte le Adunanti convocate e presenti.

### Sashalle Anderly
Sashalle Anderly: Aes Sedai dell'Ajah Rossa, è una delle sorelle che ha partecipato alla spedizione organizzata da Elaida per catturare il Drago Rinato a Cairhien; nel corso della battaglia dei Pozzi di Dumai Sashalle è una delle tre Aes Sedai che mantengono lo schermo su Rand al'Thor, perciò viene quietata da lui, mentre si libera dalla cassa in cui è stato rinchiuso; Sashalle viene quindi tenuta in custodia a Cairhien dalle Sapienti Aiel, che non la puniscono come le altre Aes Sedai catturate durante la battaglia, perché ritengono che la quietatura subita sia una punizione fin troppo grave, anzi le Sapienti cercano di aiutare Sashalle a rimanere in vita. Incredibilmente, poco tempo dopo, l'Asha'man Damer Flinn riesce a guarire completamente Sashalle dalla quietatura, permettendole perciò di incanalare di nuovo e di ritornare ad essere un'Aes Sedai. In seguito perciò Sashalle giura fedeltà al Drago Rinato e, trovandosi più in alto di tutte le sorelle nella gerarchia ed avendo l'appoggio della Sapienti Aiel, cerca di guidare le altre 17 Aes Sedai che sono rimaste a Cairhien e che hanno giurato fedeltà al Drago; Sashalle si intromette perciò negli affari di Lord Dobraine (Sovrintendente del Drago nel Regno) e di Samitsu Tamagowa (l'Aes Sedai lasciata da Cadsuane a gestire gli affari di Cairhien), diventando di fatto assieme a loro due, la principale governante del regno in assenza di Rand; Sashalle ha nel frattempo informato dettagliatamente la sua Ajah, a proposito della sua guarigione e di quella di Logain dalla quietatura/domatura, inoltre del fatto che le sorelle inviate contro la Torre Nera, sono state legate come Custodi; nel Prologo del Libro X Sashalle e Samitsu intercettano Loial e Karldin Manfor nelle cucine del Palazzo del Sole di Cairhien, quindi li torchiano per carpire informazioni sulle loro intenzioni, sulla loro missione e sul Drago; nel corso del Libro XIII Sashalle, assieme a Samitsu, accoglie Elayne Trakand all'ingresso del Palazzo del Sole a Cairhien, consegnandole simbolicamente il governo del regno. Nel corso del Libro XIV Sashalle è nel gruppo di incanalatori che combattono sulle pendici di Shayol Ghul, per impedire ai nemici di raggiungere il Drago Rinato. Viene catturata e compulsa da Hessalam che poi sfrutta in un circolo il suo potere, fino a stremarla.

### Seaine Herimon
Seaine Herimon: Aes Sedai e Adunante dell'Ajah Bianca; cacciatrice dell'Ajah Nera; dopo la riunificazione mantiene la sua posizione di Adunante, strettamente alleata di Egwene. Viene descritta di bell'aspetto con capelli neri ed occhi azzurri, ha circa 160 anni ed è un'Adunante da circa 15 anni; Seaine proviene dal regno del Murandy. È uno dei principali personaggi di supporto ai protagonisti, con anche alcuni capitoli che vengono narrati o descritti dal suo punto di vista. Seaine compare a partire dal Libro VII. Dopo lo scisma che ha diviso le Aes Sedai in due gruppi rivali, viene notata perché è rimasta alla Torre Bianca, contrariamente a tutte le Adunanti che non erano state convocate al Consiglio che ha deposto Siuan Sanche e che poi ha eletto Elaida come nuova Amyrlin Seat. Seaine stessa spiega la sua posizione: ha infatti deciso di non abbandonare Tar Valon non tanto perché si sente in accordo con la nuova Amyrlin e la politica da essa avviata, quanto per fedeltà alla Torre stessa. A sorpresa, non molto tempo dopo, proprio la stessa Amyrlin Elaida si reca negli appartamenti di Seaine e le affida in tutta segretezza il compito di stanare dei traditori all'interno della Torre Bianca. Seaine, sentendosi inadeguata ad affrontare da sola il compito, coinvolge la sua amica ed Adunante Rossa Pevara, iniziando una caccia alle sorelle dell'Ajah Nera dentro alla Torre; dopo alcune indagini ed utilizzando la Verga dei Giuramenti, le due amiche scoprono tutte le dodici sorelle inviate segretamente dalle ribelli per seminare dissenso; le loro mosse però suscitano anche il sospetto di un gruppo di altre Adunanti, che le sorprendono nei sotterranei. Durante un momento di chiarimento, Pevara e Seaine fanno capire alle altre i loro scopi. Di conseguenza le Adunanti Yukiri, Doesine e Saerin giurano di non essere Nere e si uniscono alle due amiche nella caccia, mentre finalmente viene svelato il primo membro dell'Ajah Nera, l'Adunante Talene; attraverso di lei e quelle a lei collegate, ottengono i nomi di altre sette nere, tra cui quello di Galina Casban, l'ex capo delle Rosse. Quando alla fine tutte le loro indagini giungono ad un punto di stallo, si scopre che la loro caccia era nata da un errore nell'interpretazione dell'ordine di Elaida, e che quindi la stessa è sospettabile di essere una Nera. Nel Libro XII assieme alle altre Adunanti cacciatrici, Seaine si incontra in segreto con Egwene quando Meidani la porta dal loro nei sotterranei; dopo un iniziale scontro, le quattro Adunanti restano favorevolmente impressionate dalla giovane donna, ne ascoltano i consigli e l'appoggiano; in seguito Seaine visita Egwene nella sua cella dopo che è stata arrestata, la informa sulle ultime novità e la rassicura che le accuse che Elaida le ha mosso sono infondate e che perciò cadranno, mentre l'Amyrlin dovrà rispondere del suo comportamento illegale. Verso la fine del libro, Ferane, il capo dell'Ajah Binca, rivela anche che nel corso della battaglia contro i Seanchan, Seaine ha guidato con successo la resistenza di un gruppo di sorelle, perciò la propone vanamente ai capi delle altre Ajah, come nuova Amyrlin Seat; infine Seaine è nel gruppo di Adunanti che elegge nuovamente Egwene come nuova Amyrlin Seat della Torre riunificata. Nel Libro XIII Seaine rimane nel gruppo di Adunanti più fedeli ad Egwene, la quale affida proprio a Seaine il compito di riuscire a capire come Mesaana abbia potuto aggirare la Verga dei Giuramenti; Seaine, al termine delle sue speculazioni, riesce a teorizzare tre metodi più o meno complicati; uno di questi appare il più semplice e quindi il più probabile: modificare segretamente con il Potere la propria voce e le proprie parole per giurare qualcosa, facendone in realtà udire un'altra. Nello stesso libro partecipa al test di Nynaeve per diventare Aes Sedai e alla fine vota in suo favore. Poco tempo dopo Seaine è una delle tre sorelle scelte da Egwene per il suo incontro segreto in Tel'Aran'Rhiod, per stabilire degli accordi di alleanza con le Sapienti Aiel e le Cercavento. Nel Libro XIV Seaine viene mandata in missione all'esterno della Torre Nera, dove incontra quel che resta della delegazione di ex ribelli, che informa sugli ultimi eventi e a cui procura nuove sorelle per legare gli Asha'man come Gaidin. Subito dopo la liberazione della Torre Nera dall'Ombra, Seaine, assieme a Myrelle, Lyrelle e altre discute della faccenda con Androl e Pevara. La stessa Seaine lega a sé un Gaidin. Successivamente è di nuovo al fianco di Egwene nell'Ultima Battaglia.

### Selucia
Selucia è una so'jhin di circa quarantacinque anni, che è stata istruita per la durata di venticinque anni per diventare l'istitutrice e la prima cameriera di Tuon sin dalla culla, ma soprattutto è stata istruita anche per essere la sua Ombra, cioè la sua guardia del corpo segreta, micidiale nei combattimenti anche solo corpo a corpo. Dopo che Tuon è diventata maggiorenne, Selucia ha rifiutato una parte degli onori che le sarebbero spettati ed ha preferito rimanere al fianco della principessa come sua prima cameriera, ma sempre anche come sua Ombra. Perciò Selucia segue Tuon al di qua dell'Oceano, resta sempre con lei quando Mat la porta con sé (rivelando a Thom le sue capacità di lotta a mani nude, quando vengono aggrediti a Maderin) e quindi assieme tornano ad Ebou Dar. Laggiù Tuon la nomina anche come sua Voce della Verità, vale a dire colei che è autorizzata a parlare in sua vece, verso gli inferiori ed inoltre ad offrire la sua opinione, anche a rischio di contraddire o rimproverare Tuon stessa.

### Semirhage
Semirhage: è una dei Reietti. È uno dei principali antagonisti dei protagonisti, con anche alcuni capitoli che vengono narrati o descritti dal suo punto di vista. Nemene Damendar Boann (nome della Reietta nell'Epoca Leggendaria) è una donna molto bella, alta più di molti uomini, dalla carnagione scura e dagli occhi neri. Poiché Lanfear veste sempre di bianco Semirhage veste sempre di nero. Accennare a questa rivalità la fa arrabbiare moltissimo. Nell'Epoca Leggendaria Nemene fu una delle Aes Sedai più potenti, la migliore nell'uso dell'Unico Potere per guarire le persone. Veniva spesso chiamata anche da terre remote per guarire con successo le malattie e le ferite più gravi. Questa suo grande talento era minato da un vizio di fondo: Nemene provava un piacere sadico nell'infliggere dolore ai propri pazienti nel corso della guarigione. Quando le Aes Sedai lo scoprirono Nemene venne convocata nell'Aula dei Servitori e sottoposta a processo. La posero d'innanzi ad una scelta: essere legata da una verga dei giuramenti, affinché non infliggesse più dolore, oppure essere tagliata fuori completamente da ogni accesso all'Unico Potere (quello che le Aes Sedai dell'epoca successiva avrebbero definito come quietatura). Nemene scappò e si volse all'Ombra, divenendo uno dei primi Reietti. Assumendo il nome di Semirhage, La Signora del Dolore. Presto si vendicò nei confronti di chi l'aveva condannata catturando e torturando i suoi giudici, finché anch'essi non si votarono pubblicamente all'Ombra. A lei si deve la scoperta della maniera per convertire con la forza altri incanalatori all'Ombra, attraverso un cerchio composto da tredici incanalatori e tredici Myrddraal. Nel corso della Guerra dell'Ombra Semirhage si distinse per la sua crudeltà e per il suo sadismo. I suoi prigionieri preferivano suicidarsi mordendosi le vene dei polsi, piuttosto che cadere nelle sue mani. Dai ricordi di Lews Therin si apprende come per puro dilettò si divertì a mettere sotto tortura un'intera città, forzando i cittadini a torturarsi l'un l'altro, finché non furono tutti morti. In un'altra occasione, agendo sui centri nervosi del corpo, per cinque anni consecutivi fece urlare dal dolore un uomo in ogni suo momento di veglia, mantenendolo al contempo sano di mente, finché alla fine il cuore non cedette. Nel suo estremo sadismo Semirhage guarisce dopo ogni sessione di tortura le sue vittime, in maniera che il suo piacere possa ricominciare in seguito. Nel Libro XI viene inoltre affermato che durante la Guerra dell'Ombra venne brevemente catturata dalle forze della luce. Dopo poco tempo dalla cattura, la Reietta riuscì a fuggire dalla stretta detenzione spaventando i suoi carcerieri al punto che furono loro stessi a farla evadere di nascosto. Alla fine della Guerra dell'Ombra, anche Semirhage venne intrappolata a Shayol Ghul assieme agli altri Reietti da Lews Therin e dai Cento compagni.
Nei primi libri si viene a sapere che Semirhage, svegliatasi dal lungo sonno, ha stabilito un accordo di collaborazione con Demandred e Mesaana per eliminare gli altri Reietti. Nel terzo libro, su ordine del Tenebroso, manda dei Trolloc nella Pietra di Tear per contrastare quelli inviati da Sammael contro il Drago Rinato. Nel sesto libro la Reietta opera le sue sadiche torture, nell'interrogatorio di Cabriana Sedai e del suo custode: Semirhage spezza la donna agendo sui centri di dolore e di piacere presenti nel cervello umano; il custode riesce invece a suicidarsi mordendosi la lingua durante un momento di distrazione della Reietta. In seguito si viene a scoprire che Semirhage si è camuffata in Anath Dorje ed è diventata la voce di Tuon, la Figlia delle nove lune, vale a dire l'erede al trono dell'impero Seanchan, che accompagna nel suo viaggio in nave attraverso l'Oceano. Ad Ebou Dar Semirhage si accorda poi con l'Alta Signora Suroth (una nota Amica delle Tenebre e la più alta in grado nella nobiltà Seanchan) affinché Tuon venga eliminata e Suroth diventi la nuova imperatrice (infatti Semirhage ha eliminato l'intera famiglia imperiale, precipitando l'impero nel caos della guerra civile). Successivamente Semirhage si finge Tuon ed accetta di incontrare Rand al'Thor per stipulare una tregua, organizzando in realtà una trappola per catturarlo. La trappola fallisce e la stessa Reietta viene imprigionata, ma nello scontro Rand perde la mano sinistra e la sua vista viene danneggiata leggermente. Nel corso del Libro XII Semirhage viene condotta in Arad Doman al seguito di Rand, tenuta in custodia dalle Aes Sedai comandate da Cadsuane. Rand permette che sia interrogata per carpire informazioni sugli altri Reietti e sul Tenebroso, ma vieta di farle del male. Dopo molti inutili tentativi di piegarla, Cadsuane riesce a capire come spezzare l'orgoglio di Semirhage umiliandola pubblicamente. Durante la notte successiva, prima che Semirhage riveli importanti informazioni, Shaidar Haran la libera e le ordina di catturare Rand con la Fascia di dominazione insieme alla sorella Nera Elza. Semirhage riesce a sorprendere Rand ed a catturarlo. Con estremo sadismo prima lo tortura, poi giunge addirittura a costringerlo a strangolare Min. Mentre cinge la gola della ragazza Rand viene investito dai ricordi di Lews Therin ed entrambi impazziscono per la disperazione all'idea di uccidere nuovamente la propria amata. Pazzo dal dolore Rand giunge a toccare il Vero Potere attraverso il suo legame con Moridin e nonostante l'orrore provato da Lews Therin all'idea di toccare il Tenebroso stesso, spezza in un impeto di potere la Fascia di Cuendillar e cancella definitivamente dal disegno Semirhage ed Elza con un colpo di Fuoco Malefico.

### Seonid Traighan
Seonid Traighan: Aes Sedai dell'Ajah Verde con due Gaidin; ambasciatrice delle ribelli presso il Drago a Caemlyn, ai Pozzi di Dumai gli giura fedeltà; successivamente entra nell'entourage di Perrin Aybara, collaborando attivamente con lui È Cairhienese ed ha due custodi; fa parte dell'ambasciata delle ribelli di Salidar inviata a Caemlyn al Drago Rinato. In seguito all'attentato subito da Demira Sedai, compiuto da falsi Aiel, Seonid è una delle sette Aes Sedai che si recano da Rand per protestare ed imporsi, venendo però scornate. Dopo la brusca rottura delle relazioni con il Drago, che avviene dopo questo episodio, Seonid è tra le nove sorelle che seguono Bera e Kiruna al salvataggio di Rand e perciò successivamente gli giura fedeltà ai Pozzi di Dumai; tornata a Cairhien con lui, viene dal Drago inviata nel sud, al seguito di Perrin Aybara; Seonid viene trattata da apprendista dalle Sapienti Aiel nel campo di Perrin, ma nonostante l'intervento di quest'ultimo in suo favore, lei accetta la situazione; durante la visita a So Habor, Seonid vorrebbe rimanere durante la notte per aiutare i cittadini spaventati dai fantasmi, ma Perrin glielo impedisce; in seguito lei ed i suoi custodi assistono sempre e validamente Perrin nelle sue imprese, soprattutto nella liberazione di Faile.

### Serancha Colvine
Serancha Colvine: Aes Sedai a capo dell'Ajah Grigia; con occhi chiari e capelli castano chiari, viene descritta dalle altre sorelle come una persona estremamente altezzosa, saccente e pedante; deve essere anche una sorella piuttosto anziana, perché due delle attuali Adunanti anziane, Pevara e Seaine, ricordano che le fecero alcuni scherzi, quando loro erano ancora novizie e lei era già un'Aes Sedai impegnata a dare loro delle lezioni.
Serancha Colvine viene citata per la prima volta nel Libro X quando si afferma che lei si trovava a capo dell'Ajah Grigia alla Torre Bianca mentre scoppiò la divisione tra le seguaci della nuova Amyrlin Elaida e le ribelli; perciò Serancha in quell'occasione scelse personalmente Andaya, in modo piuttosto irrituale, come nuova Adunante sostitutiva, mentre Varilin si rifugiava tra le ribelli radunate a Salidar. In seguito Serancha si mostra molto favorevole ai colloqui di pace con le ribelli e viene notata mentre si incontra in segreto con i capi di alcune delle altre Ajah, per concordare le loro mosse, anche se la cosa suscita diversi sospetti di connivenza da parte delle altre sorelle. Nel libro XI Serancha dà "lezione" ad Egwene al'Vere, catturata dalle seguaci di Elaida e ridotta nuovamente al rango di una novizia, ma la cosa non ha molto successo e la giovane donna viene punita. Nel corso del libro XII si viene a scoprire un complotto ordito da Serancha e dalle Aes Sedai a capo di altre quattro Ajah (Jesse Bilal, Adelorna Bastine, Ferane Neheran e Suana Dragand, quindi sono escluse dal complotto i capi della Rossa e dell'Azzurra): i capi di queste Ajah, sorprese dalla deposizione di Siuan, dall'elezione di Elaida ed infine dallo scoppio della ribellione, hanno deciso di intervenire in proprio favore; perciò hanno elaborato un piano per cercare di riunificare e controllare la Torre sotto la propria influenza, ad esempio attraverso l'elezione di Adunanti sostitutive troppo giovani e controllabili ed inviando alcune delle vecchie Adunanti tra le ribelli, per cercare di riappacificarle e riportarle a Tar Valon, chiudendo lo scisma. Alla fine dello stesso libro, dopo che la Torre è stata assaltata dai Seanchan ed Elaida è stata catturata, Serancha si incontra di nuovo in segreto con i capi delle altre Ajah; Serancha e le altre prendono atto del fallimento dei loro piani, perciò accettano l'idea di far rieleggere Egwene come nuova Amyrlin Seat della Torre riunificata, vista l'urgenza della situazione e poiché risulta per loro impossibile riuscire a trovare l'accordo su un'altra candidata. A questo proposito Serancha afferma: "Non sarete tanto sciocche da pensare che questa donna si farà tirare per il naso, vero? Non accetterò se stiamo semplicemente cercando di creare un altro fantoccio. Quel piano è fallito, fallito miseramente..."

### Sereille Bagand
Sereille Bagand: questa sorella dell'Ajah Bianca fu una Maestra delle Novizie particolarmente dura e perciò il suo nome viene tuttora usato come spauracchio per le Novizie; in seguito divenne anche una tra le più grandi e leggendarie Amyrlin Seat, che governò tra gli anni 866 e 890 della Nuova Era, imponendosi a tutte le Ajah grazie alla sua grande forza di volontà; in questo ruolo Sareille portò molto in alto il prestigio della Torre Bianca e perciò viene spesso citata come esempio da seguire. In seguito si viene a scoprire che Sereille e Cadsuane non si sopportavano a vicenda, essendo entrambe due Aes Sedai dotate di una fortissima personalità e di un'aria imperiosa; in seguito però Sareille dovette ringraziare proprio Cadsuane, perché quest'ultima sventò un colpo di Stato organizzato contro di lei, durante il suo regno da Amyrlin.

### Seta Zarbey
Seta Zarbey è una sul'dam che nel secondo libro, a Falme, viene catturata da Nynaeve, Elayne e Min che la usano per penetrare camuffate dove è tenuta prigioniera Egwene. Alla fine del libro Seta viene lasciata dunque assieme a Renna con un a'dam al collo, ma Suroth mette a tacere il fatto che le due sul'dam possono essere rese damane ed imparare ad incanalare, per non creare scompiglio. Bethamin però conosce il loro segreto perché le ha viste. Quando ad Ebou Dar, Mat chiede ad Egeanin di procurargli tre sul'dam per liberare le Aes Sedai tenute come damane, Bethamin, Seta e Renna sono proprio quelle ricattabili per il lor segreto e quindi quelle che vengono usate da Mat nella sua fuga. Seta, assieme alle altre ex sul'dam, si presta dunque a tener d'occhio le Aes Sedai per conto di Mat, ma alcuni conflitti sono inevitabili, finché Renna fugge e viene eliminata, mentre Bethamin, in un impeto di rabbia per essere stata legata in flussi d'aria, inizia ad incanalare e le Aes Sedai concordano che devono istruirla perché non sia un pericolo, per sé stessa o per altri. Anche Seta vorrebbe essere istruita, ma di fronte al rifiuto delle Aes Sedai anche lei con impeto inizia ad incanalare e perciò le sorelle vengono costrette ad insegnare anche a lei. Nel corso del Libro XIII Seta segue perciò le tre Aes Sedai fino alla Torre Bianca, dove probabilmente si incontrerà di nuovo con Egwene.

### Setalle Anan
Setalle Anan: locandiera della Donna Errante di Ebou Dar; ex Aes Sedai.

### Sevanna
Sevanna: Sapiente Aiel appartenente al clan degli Aiel Shaido, dei quali ha sposato in successione due Capiclan. Viene descritta come una donna molto bella, dagli occhi verdi, una bocca vogliosa, i capelli rosso dorati e dal seno prosperoso, che mette continuamente in mostra, infatti usa la sua bellezza come arma di seduzione per farsi strada. È uno dei principali antagonisti dei protagonisti, con alcuni capitoli che vengono narrati o descritti dal suo punto di vista.
Sevanna fa la sua comparsa a partire dal Libro IV della Saga. È la vedova dell'ex Capoclan Suladric che ha sposato a sedici anni solo per ambizione. In seguito Sevanna istiga il suo giovane ed irruente nuovo marito, Couladin, a proclamarsi Capoclan e persino car'a'carn, senza neppure essersi recato nel Rhuidean; in questo viene probabilmente assecondata od ingannata da Asmodean, che ha procurato a Couladin i marchi dei draghi sugli avambracci. In seguito Sevanna porta numerosi guerrieri Shaido ad Alcair Dal, per sostenere le pretese di Couladin, provocando quasi una battaglia, ma i due devono arrendersi di fronte al riconoscimento di Rand, come verocar'a'carn, da parte degli altri Capiclan. Sevanna quindi appoggia e forse istiga Couladin ad invadere Cairhien, rendendosi così complice delle sue atrocità, finché gli Shaido non vengono sbaragliati da Rand e Sevanna rimane vedova per la seconda volta. Quale vedova degli ultimi due ex Capiclan, Sevanna assume il comando degli Shaido, ponendo numerosi ostacoli affinché un nuovo Capoclan venga scelto. Inoltre, pur non essendo mai entrata nel Rhuidean riesce a farsi riconoscere come sapiente, sfruttando la sua autorevolezza e spesso anche l'inganno e stringendo quindi un patto con altre Sapienti Shaido (come la potente Therava) che non si fanno problemi ad assassinare chi si oppone loro. Quindi Sevanna fa rifugiare l'intero Clan sulle pendici del Pugnale di Kinslayer, inseguito da sud dagli altri Clan fedeli al Drago. A Sevanna però si offrono due nuove possibilità di rivincita. Anzitutto le Aes Sedai fedeli ad Elaida si accordano con lei per rapire Rand con l'inganno. Poi il Reietto Sammael le si presenta diverse volte come mercante di ter'angreal, promettendole numerosi strumenti di Potere, se riuscirà a catturare Rand. Dopo che l'ambasceria di Elaida è effettivamente riuscita a rapire Rand, Sevanna compie un tradimento e fa attaccare le Aes Sedai, per avere lei stessa il controllo di Rand e così obbligarlo a sposarla. Scoppia così la battaglia dei Pozzi di Dumai, che se inizialmente pare favorevole agli Shaido, successivamente diventa per loro un disastro, a causa dell'intervento degli Asha'man. Tornata sul Pugnale di Kinslayer con ciò che resta dei suoi guerrieri, Sevanna viene ingannata da Sammael che, fingendo l'uso di strani cubi ter'angreal, in realtà disperde gli Shaido in tutte le terre controllate dal Drago, così da diffondere il caos. Sevanna ha perlomeno la furbizia di tenere con sé tutte le Sapienti capaci di incanalare e con loro viene trasportata nel nord dell'Altara. Da laggiù Sevanna cerca di ricostituire la potenza degli Shaido, mandando esploratori alla ricerca dei dispersi, riuscendo quindi a raccogliere nei pressi di Malden un gruppo davvero consistente. Nel frattempo però i costumi degli Shaido si sono ormai completamente rilassati, spesso i guerrieri si lasciano andare all'ubriacatura; le Sapienti, tra cui Sevanna in testa, si concedono ai piaceri ed ai lussi delle Terre Bagnate, infine i prigionieri non Aiel, contrariamente a tutti gli usi, vengono ridotti al rango di gai'shain e costretti a servire come schiavi. Tra i gai'shain finiscono però anche Faile, Morgase e la Regina Alliandre e questo provoca l'intervento di Perrin Aybara. Perrin allendosi ai Seanchan e al Profeta Masema, sbaraglia completamente gli Shaido nel corso della battaglia di Malden, mentre Sevanna stessa diventa una da'covale dei Seanchan.

### Shaidar Haran
Shaidar Haran: Myrddraal dai poteri superiori al comune.

### Shai'tan
Shai'tan: chiamato in italiano il Tenebroso (the Dark One nell'originale inglese), è il principale antagonista.
Verin Sedai ha affermato che il Tenebroso è: "la personificazione del paradosso e del caos, il distruttore della ragione e della logica, colui che sbilancia ogni equilibrio, il disgregatore dell'ordine e l'opponente del Creatore".
Shai'tan è un'entità potente, malvagia, nata assieme alla creazione, ma relegato in un'altra dimensione dal Creatore affinché non influisse negativamente sulla Ruota. Ma con il ruotare delle ere, il Tenebroso ha avuto l'opportunità di interferire con il mondo (nelle sue varie realtà parallele), tramite le macchinazioni o le azioni inconsapevoli di persone, magari insospettabili; molte volte così egli è riuscito quasi a conquistare il mondo o ad influenzarlo in maniera notevole. Per contrastare questa minaccia, la Ruota provoca la perenne nascita del Drago, campione della Luce e incanalatore di immensa potenza.
A causa della natura ciclica della Ruota del Tempo, non ci può essere una vittoria definitiva per le forze della Luce o della Tenebra, questa guerra infatti è stata combattuta innumerevoli volte dal tempo della Creazione. Il Drago a volte riuscirà a sconfiggere Shai'tan e a sigillarlo di nuovo fuori dal mondo, finché la Ruota non girerà per millenni, richiedendo la sua rinascita per contrastare una rinnovata minaccia. L'unica speranza che Shai'tan ha di uscire da questo ciclo è riuscire a spezzare la Ruota stessa, annullando tutto l'esistente per poi riplasmare un Disegno a sua immagine.
I romanzi di Robert Jordan sono incentrati in particolare su una reincarnazione del Drago, Rand al'Thor. Tremila anni prima della nascita di Rand, nella cosiddetta Epoca Leggendaria o Seconda Età, l'uomo si era sviluppato in tutti i campi (società, tecnologia, genetica, ecc.), creando un mondo totalmente pacifico, con un alto tenore di vita, in cui le malattie erano rare o del tutto scomparse, e quelle rare facilmente curabili. La guerra non esisteva più da talmente tanto tempo che le armi (o l'uso dell'Unico Potere come arma) venivano ricordati solo nei libri antichi. Questo alto grado di sviluppo era stato possibile perché gli Aes Sedai, maschi e femmine, avevano usato la loro capacità di incanalare l'Unico Potere, mettendola al servizio dell'intera società. Grazie al loro potere e alla loro grande longevità gli Aes Sedai costituivano inoltre la classe dirigente.
Ma in questa epoca utopica, l'unica limitazione era costituita dal fatto che uomini e donne dovevano incanalare separatamente le due metà della Vera Fonte, saidin e saidar. Per ovviare a questo problema, nel prestigioso centro di ricerca del Collam Dan (presso la grande città di Paraan Disen) un gruppo di scienziati Aes Sedai, guidati da Mierin Eronaile, avevano individuato un nuovo potere (in seguito chiamato Vero Potere) che avrebbe potuto essere incanalato indistintamente da maschi e femmine. Quegli scienziati erano convinti che l'inizio di una nuova epoca sarebbe avvenuto nel momento in cui si fosse trovata la maniera per utilizzare correttamente questa nuova, grande, fonte di potere. Quegli scienziati perciò, facendo un esperimento sul Vero Potere ed usando lo Sharom, un enorme sa'angreal, nel centro di ricerca del Collam Dan, crearono accidentalmente il Foro nella prigione del Tenebroso, iniziando il cosiddetto Collasso. Con questo disastro si rivelò inoltre che il Vero Potere non era altro che l'emanazione della potenza di Shai'tan stesso.
Negli anni seguenti, l'ultimo Drago (Lews Therin Telamon) guidò le forze della Luce contro Shai'tan e i suoi Reietti, riuscendo infine a riparare e chiudere il varco aperto nella prigione del Tenebroso, con l'aiuto di altri incanalatori maschi, noti con il nome di Cento Compagni (questa sigillatura del Tenebroso venne fatta utilizzando sette sigilli fabbricati in un materiale indistruttibile, il cuendillar, o "pietra dell'anima"). Sfortunatamente il Tenebroso, prima di essere completamente imprigionato, riuscì con un contrattacco a contaminare saidin, la metà maschile dell'Unico Potere, una contaminazione che conduce sempre alla pazzia e alla malattia (una malattia che provoca la decomposizione del corpo ancora vivente) di ogni uomo che lo incanala. La contaminazione dunque sopraffece in breve tempo Lews Therin ed i suoi compagni ed infine portò ogni incanalatore maschio all'insania, con conseguenze catastrofiche che cambiarono la forma dei continenti: la cosiddetta "Frattura del Mondo".
Nell'epoca narrata nella serie dei romanzi della Ruota del Tempo, la rinascita del Drago, dunque, viene vista sia con grande speranza, sia con immensa paura: da un lato infatti il Drago Rinato sarà un incanalatore di saidin, vulnerabile alla contaminazione che Fratturò il Mondo l'ultima volta (e le profezie annunciano che la sua rinascita porterà simili devastazioni); dall'altro, egli sarà l'unico in grado di sconfiggere Shai'tan, che sta per uscire di nuovo dalla sua prigione.
Il Vero Potere sembra essere l'emanazione del potere di Shai'tan stesso. La sua azione pare molto simile a quella dell'Unico Potere, ma contrariamente ad esso, nel Vero Potere non vi è distinzione tra una parte maschile ed una femminile ed il suo utilizzo non viene percepito dagli incanalatori; inoltre il suo uso viene concesso o negato da Shai'tan stesso e la sua manifestazione appare come composta da fiamme nere.

### Shalon din Togara Marea Mattutina
Shalon din Togara Marea Mattutina: è una cercavento degli Atha'an Miere di sua sorella Harine, Maestra delle Onde del Clan Shodein, della quale segue strettamente le vicende. Nel palazzo reale di Cairhien, subito dopo l'attentato fallito contro il Drago Rinato, venne sorpresa da Rand assieme a Lady Ailil Riatin, lui schermò Shalon e lasciò entrambe legate con flussi d’aria. Di conseguenza Cadsuane le prese “in custodia” perché le ritenne in qualche maniera collegate all'attentato stesso. In realtà Verin riuscì a scoprire che la cosa che le due donne tenevano segreta, era la loro relazione sentimentale; perciò Cadsuane utilizzò questa scoperta come arma di ricatto, per ottenere informazioni da Shalon. A Far Madding Shalon presentò il suo punto di vista sulla strana città schermata completamente dal Ter’Angreal Guardiano. Durante la battaglia per la pulitura di Saidin, Shalon venne costretta a legarsi in cerchio con Verin e Kumira ed assieme affrontarono Graendal, la quale venne allontanata, ma riuscì ad uccidere Kumira. Alla fine Shalon seguì sua sorella ad Illian, ricongiungendosi al suo popolo.

### Sharina Melloy
Sharina Melloy: è una Novizia delle Aes Sedai del Murandy, già avanti con l'età, infatti è una nonna di 67 anni con numerosi nipoti, che ha gestito gli affari della sua famiglia per alcune generazioni. Quando Egwene apre l'Albo delle Novizie alle potenziali incanalatrici con più di trent'anni, molte Aes Sedai non vorrebbero ammettere Sharina, perché è fin troppo anziana, ma la donna ha un potenziale nell'Unico Potere che è superiore persino a quello di Nynaeve e perciò alla fine viene accettata ed Egwene sfrutta questo precedente per ammettere altre incanalatrici relativamente anziane. Dopo aver cominciato ad incanalare non solo Sharina interrompe il processo di invecchiamento, ma comincia a ringiovanire un poco nel suo aspetto esteriore. La presenza della donna si rivela un poco problematica, perché pur rispettando alla lettera tutti i regolamenti, Sharina dimostra una personalità ed un'autorevolezza che spesso fanno impallidire quelle delle sorelle; comunque i suggerimenti ed i consigli molto validi che offre, vengono accettati molto spesso da Tiana Noselle, la Maestra delle Novizie (ad esempio la riorganizzazione di tutte le numerosissime nuove Novizie in "famiglie"). Nel libro XII Sharina avverte Siuan delle manovre di Lelaine per prendere il posto di Egwene. Sharina mostra anche di avere una buona predisposizione verso le nuove Tessiture di Guarigione.

### Shein Chunla
Shein Chunla: fu un'Amyrlin Seat dell'Ajah Verde che governò per 23 anni dal 578 al 601 della Nuova Era. Cercò inizialmente di governare con pugno di ferro, imponendosi al Consiglio della Torre Bianca con la forza, ma ben presto venne ridotta al ruolo di un fantoccio, da parte delle Adunanti. Questa situazione provocò parecchi disastri e alla fine Shein Chunla venne deposta ed inviata in un esilio strettamente sorvegliato, mentre anche le Adunanti che avevano voluto manovrarla, creando gravi danni politici, vennero a loro volta rimosse. Dopo ben cinquanta anni dalla sua deposizione, e dopo ben quattro tentativi falliti per cercare di restaurarla, Shein Chunla venne infine uccisa dai suoi stessi guardiani, molto probabilmente soffocata nel suo letto. Tutta la sua vicenda venne però resa segreta ed edulcorata dalla storia ufficiale della Torre Bianca, infatti la sua morte risulta registrata come naturale negli Annali e Shein Chunla viene addirittura presentata come una buona governante; la sua disavventura viene narrata da Siuan ad Egwene, come esempio da non seguire assolutamente.

### Shemerin
Shemerin: Aes Sedai dell'Ajah Gialla, è una Sorella paffuta e di carattere debole e nervoso, che non è mai riuscita a padroneggiare bene la calma esteriore mostrata solitamente da ogni Aes Sedai; uno dei suoi compiti nell'amministrazione di Tar Valon era quello di occuparsi dei mendicanti. Durante il colpo di Stato che porta alla deposizione di Siuan Sanche, Shemerin entra a far parte del gruppo di sorelle guidate da Elaida, che prende in custodia l'ex Amyrlin; in seguito partecipa al consiglio personale di Elaida, con il compito di ritrovare le fuggitive Siuan e Leane. Elaida però resta molto delusa dai suoi insuccessi e poi quando Shemerin quasi sviene nel parlare del Drago Rinato, Elaida la rimuove dalla posizione di Aes Sedai per la sua inadeguatezza e la riduce nuovamente al rango di Ammessa, andando così al di là dei poteri dell'Amyrlin Seat. Shemerin è troppo debole per reagire adeguatamente e poi, frustrata dalla nuova situazione, fugge dalla Torre Bianca e si nasconde tra le lavandaie delle Aes Sedai ribelli, che assediano Tar Valon. Lì viene vista da Gawyn Trakand e quindi costretta da Romanda, Lelaine e Siuan a rivelare il passaggio segreto da cui è fuggita dalla città.

### Sheriam Bayanar
Sheriam Bayanar: Aes Sedai dell'Ajah Azzurra, Maestra delle Novizie per l'Amyrlin Siuan Sanche e Custode degli Annali per l'Amyrlin Egwene al'Vere. Viene descritta come una saldeana paffuta e dall'aria materna, ma severa quando occorre, con i capelli color rosso fiamma e gli occhi azzurro-verdi. È uno dei principali personaggi di supporto, con anche alcuni capitoli che vengono narrati o descritti dal suo punto di vista. Sheriam compare cronologicamente per la prima volta, già nel prequel della saga, Nuova Primavera, quando era un'Ammessa che ottenne lo scialle poco tempo dopo Moiraine e Siuan, di cui era molto amica; e proprio come queste due, Sheriam scelse di entrare nell'Ajah Azzurra. In seguito è diventata un'Aes Sedai che ha ricoperto numerosi incarichi di prestigio: è stata la Maestra delle Novizie durante il regno dell'Amyrlin Siuan Sanche, perciò grazie a questo suo ruolo di rilievo, comparve molto spesso già dai primi libri, ad esempio quando accolse Egwene e Nynaeve, la prima volta che arrivarono a Tar Valon e fu presente alla cerimonia durante la quale entrambe vennero elevate al grado di Ammesse. Successivamente Sheriam prese parte al cerchio che liberò Matrim Cauthon dal potere del pugnale malefico di Shadar Logoth, ma si comportò in maniera piuttosto sospetta quando un Uomo Grigio tentò di assassinare Egwene. Dopo la deposizione di Siuan, a partire dal Libro VI Sheriam è tra le sei Aes Sedai che prendono la guida delle sorelle che si sono ribellate all'elezione di Elaida ad Amyrlin, e che perciò organizzano una Torre Bianca in esilio a Salidar (tra le quali proprio le Azzurre hanno il ruolo più rilevante, mentre tra le sei leader, Sheriam era quella che occupava la posizione più elevata nella gerarchia). Nel villaggio di Salidar, Sheriam accoglie quindi, assieme alle sue cinque colleghe, prima Siuan, Leane, Min e Logain, che sono riusciti a sfuggire ad Elaida, ed in seguito Nynaeve ed Elayne con i loro amici, sfuggiti a Moghedien e all'Ajah Nera, che tutti assieme portano novità e nuovi talenti; infine Sheriam e le altre cinque leader, a causa dei maneggi di Siuan, ordinano ad Egwene, attraverso il Tel'Aran'Rhiod, di presentarsi al più presto da loro. Inaspettatamente Egwene, dopo essere stata da loro accolta a Salidar, viene fatta eleggere dalle sei leader ribelli come nuova Amyrlin Seat. Sheriam in persona è una delle tre Sorelle a presentare Egwene al Consiglio delle Adunanti, nella cerimonia di elezione della nuova Amyrlin e poi, subito dopo, si riserva il ruolo di Custode degli Annali, ottenendo perciò un'altra posizione di alto rilievo; successivamente però viene costretta a giurare fedeltà alla stessa Egwene, perché assieme alle altre cinque leader delle ribelli, in precedenza aveva spedito segretamente alcune sorelle a seminare dissenso dentro la Torre Bianca, ma senza informarne il Consiglio; in seguito Sheriam si presenta spesso molto scossa, forse perché viene continuamente ricattata e picchiata da un personaggio rimasto ancora misterioso (probabilmente Aran'gar). Perciò la sua posizione come Custode degli Annali viene compromessa dal suo comportamento. Nel libro XII Sheriam riguadagna un poco della sua influenza, approfittando dell'assenza di Egwene, che è stata catturata ed è tenuta prigioniera dentro alla Torre. In seguito Mesaana la visita nella sua tenda nel campo ribelle, confermando infine l'appartenenza di Sheriam all'Ajah Nera; Sheriam tra l'altro, in questa occasione confessa di aver aderito alla Nera per pura ambizione, infatti pur non credendo molto negli ideali degli Amici delle Tenebre, aveva deciso di associarsi per fare carriera più facilmente all'interno della Torre Bianca. La Reietta è andata ad incontrarla per ordinarle di sostituire al più presto Egwene con un'Amyrlin più manovrabile e meno efficace, inoltre le ordina anche di rubare i Ter'angreal che permettono di visitare Tel'Aran'Rhiod (non riuscendo a rubarli tutti, Sheriam verrà punita con l'amputazione di un dito). Intanto dentro alla Torre Bianca, anche Verin svela ad Egwene la vera appartenenza di Sheriam ed il suo ruolo di dirigente tra le Nere; perciò non appena la giovane Amyrlin ritorna al campo delle ribelli, Egwene con un abile gioco di parole, costringe Sheriam a smascherarsi. Infine Egwene la fa quietare e la condanna a morte, assieme a molte altre del suo stampo, che nel frattempo vengono a loro volta smascherate ed arrestate; prima di essere giustiziata, Sheriam confessa alcuni altri segreti e crimini dell'Ajah Nera ed anche che Mesaana si trovava nascosta dentro alla Torre. La scena della decapitazione di Sheriam è il compimento di una visione di Min Farshaw, rivelata sin dal IV Libro. Sheriam aveva tra i 45 ed i 50 anni d'età e si trovava nella fascia alta della gerarchia.

### Shevan
Shevan è alta, ossuta, con la faccia angolare, un mento prominente ed i capelli ricci; è una sorella influente e perciò viene eletta Adunante nella Torre, al posto di Takima, e tra le neoelette è l'unica ad avere il requisito di un'età adeguata; Shevan è tra le Adunanti della Torre che appoggiano l'apertura di colloqui di pace con le ribelli. Nel corso del libro XII Shevan viene descritta tra le più tiepide Adunanti nei confronti di Elaida e nel corso di una cena con l'Amyrlin, che svillaneggia proprio Shevan e le marroni, assiste all'umiliazione di Elaida da parte di Egwene e poi alla reazione esagitata di Elaida. Alla fine del medesimo libro è tra quelle che rieleggono Egwene come Amyrlin Seat della Torre riunificata. Nel corso del Libro XIII, dopo la riunificazione, Shevan non è riuscita a mantenere la sua posizione come Adunante a discapito di Saerin, Takima e Janya; comunque sia, da commenti di altri membri influenti della sua Ajah, è certo che Shevan dovrà diventare la prossima Adunante marrone, quando l'attuale più anziana tra di loro, cioè Saerin, si ritirerà. Inaspettatamente, sempre nel Libro XIII, Shevan viene però uccisa da alcune sorelle Nere, durante un assalto di sorpresa nel Tel'Aran'Rhiod.

### Sierin Vayu
Sierin Vayu: Aes Sedai dell'Ajah Grigia, compare brevemente nel prequel Nuova Primavera, nel corso del quale venne eletta Amyrlin Seat dopo la morte di Tamra Ospenya. Sierin, inaspettatamente scelse come proprie Custode degli Annali e Maestra delle Novizie le due rosse Duhara Basaheen e Amira Moselle, venendo così meno alle solite procedure (nel libro XII inoltre si scopre anche che Duhara appartiene all'Ajah Nera); come Amyrlin, Sierin si dimostrò particolarmente dura e spietata, nei suoi cinque anni di regno, durante i quali molte sorelle furono costrette a subire numerose fustigazioni pubbliche. Inoltre Sierin mostrava una forte avversione verso il sesso maschile, tanto che durante il suo regno da Amyrlin, licenziò e fece allontanare tutti gli impiegati e dipendenti maschi presenti nella Torre, persino quelli più anziani. Quando Siuan scoprì che l'Ajah Nera era sulle tracce del Drago Rinato e che aveva ucciso alcune Sorelle che erano alla ricerca del piccolo, lasciò una nota anonima a Sierin Vayu, per avvertirla di ciò che stava avvenendo. Ma Sierin venne quasi subito dopo eliminata dalle Rosse, su istigazione della gialla Chesmal, che temeva di essere scoperta come appartenente all'Ajah Nera.

### Silviana
Silviana Brehon: Aes Sedai dell'Ajah Rossa, Maestra delle Novizie per l'Amyrlin Elaida a'Roihan e poi Custode degli Annali per l'Amyrlin Egwene al'Vere. Viene descritta come una sorella dal volto serio e con i capelli neri tenuti raccolti in una crocchia sopra al capo. È uno dei principali personaggi di supporto, con anche alcuni capitoli o paragrafi che vengono narrati o descritti dal suo punto di vista. Silviana compare nei romanzi solo a partire dal Libro XI, ma assume subito un ruolo di rilievo nella politica interna della Torre Bianca, infatti è stata scelta dall'Amyrlin Elaida come la sua Maestra delle Novizie. Silviana viene descritta come molto dura e severa nell'impartire le punizioni, ma viene anche considerata da tutti molto giusta ed imparziale nel suo operato, oltre che una saggia e brava educatrice, tanto è vero che raramente una Novizia, dopo essere stata punita da lei, commette due volte lo stesso sbaglio (contrariamente a quanto capitava invece con Sheriam, la precedente Maestra). Dopo che Egwene è stata catturata e viene ridotta nuovamente al rango di una semplice Novizia, la giovane donna viene affidata alle cure di Silviana, la quale si ripromette di ridurrla a più miti consigli, perché non accetta la situazione; perciò Silviana punisce Egwene molto severamente, arrivando addirittura ad impartirle punizioni corporali più volte al giorno, con l'uso anche della Guarigione, per poter ricominciare a punirla di nuovo, a causa della sua continua ribellione ed ostinazione. Alla fine però Silviana si convince e si rassegna sempre di più, al fatto di non poter piegare la volontà ferrea di Egwene; inoltre inizia anche a provare un certo rispetto per lei, sia per il suo stoicismo, sia per le sue convinzioni su ciò che sia giusto e sbagliato per la Torre e sull'evidenza dei guasti che Elaida ha provocato. Nella prima parte del XII Libro Silviana, che in fondo tra le Aes Sedai rimaste dentro alla Torre, è l'unica ad aver avuto modo di conoscere al meglio Egwene, arriva quasi a riconoscere apertamente le sue ragioni. Poco dopo, quando la giovane donna viene duramente picchiata da Elaida in persona e poi inviata nelle segrete, con l'accusa assurda di essere una Amica delle Tenebre, la Maestra delle Novizie prende apertamente le difese di Egwene, sia di fronte ad Elaida che al Consiglio riunito; di conseguenza Elaida scarica su Silviana la responsabilità dei gesti di Egwene, la destituisce dal suo ruolo e la fa imprigionare a sua volta, accusandola addirittura di essere la causa della ribellione di Egwene e di non essere stata capace di guidarla correttamente. Queste azioni di Elaida causano però una forte reazione non solo da parte delle Adunanti nel Consiglio, ma provocano persino una grave spaccatura all'interno della stessa Ajah Rossa, dove Silviana viene molto rispettata ed ha un suo seguito. Quando Egwene riunifica la Torre e viene rieletta come unica Amyrlin, fa liberare immediatamente Silviana e la nomina addirittura come sua nuova Custode degli Annali, sia perché è stata tra le poche sorelle all'interno della Torre ad avere ricoperto bene il suo ruolo ed anzi, aver avuto il coraggio di opporsi apertamente ai guasti provocati da Elaida; sia perché, in quanto appartenente Rossa, può fungere da tramite per riappacificarsi con questa Ajah, che finora le era stata piuttosto avversa. Nel suo nuovo ruolo di Custode degli Annali, Silviana si dimostra immediatamente molto competente e poi, nel Libro XIII, continua a servire Egwene con fedeltà e capacità, ad esempio quando la avvisa che un gruppo di Adunanti sta riunendo segretamente il Consiglio, per cercare di porre dei freni al potere della giovane Amyrlin. Dal suo atteggiamento nei confronti di Gawyn, si nota però che Silviana è una delle Rosse che non hanno molto in simpatia il genere maschile. Nel Libro XIV Silviana accompagna Egwene ai Campi di Merrilor dove assiste alle trattative per stabilire la Pace del Drago. Successivamente accompagna Egwene sul teatro di guerra nel sud dell'Arafel, dove combatte più volte al fianco dell'Amyrlin. In seguito la affianca quando il teatro di guerra si sposta di nuovo a Merrilor. Quando Gawyn viene ferito gravemente, Silviana propone ad Egwene di passarle il Legame da Custode, così da risparmiarle i problemi connessi ad una simile situazione, ma l'Amyrlin rifiuta sdegnata. Quando infine Gawyn muore, lasciando Egwene sotto shock, Silviana apre un portale di viaggio, la porta Mayene e la affida alle cure di Rosil, la Gialla Maestra delle Novizie. Quando però Egwene si riprende, Silviana e Rosil non riescono a convincerla a desistere dal riprendere a combattere.

### Siuan Sanche
Siuan Sanche: Aes Sedai dell'Ajah Azzurra ed ex Amyrlin Seat, è tra i maggiori personaggi di supporto. Siuan era la figlia di un povero pescatore di Tear che venne mandata alla Torre Bianca per diventare Aes Sedai, quando, ancora adolescente, si scoprì la sua capacità innata di incanalare l'Unico Potere. È una donna di 42 anni, di bell'aspetto, ha una statura media, con i capelli neri e gli occhi azzurri. È molto intelligente ed autorevole e ha una forte attitudine a farsi obbedire dagli altri, anche se a volte risulta molto spiccia e sprezzante nei modi, inoltre nel perseguire le cause che ritiene giuste è molto abile nel convincere o nel manipolare le altre persone. Siuan ha una lingua tagliente, spesso utilizza proverbi marinareschi e quando perde il controllo usa espressioni volgari del gergo dei pescatori (rendendo involontariamente comiche, di conseguenza, molte situazioni). Grazie alla sua vita da giovane pescatrice in un ambiente duro e malfamato, Siuan ha imparato a cavarsela nelle situazioni più drammatiche e pericolose e da sola sarebbe in grado di manovrare una piccola nave, al contrario è proverbiale ed altamente comica la sua incapacità di cavalcare anche i cavalli più mansueti.
Alla Torre Bianca Siuan, come Novizia ed Ammessa, diventa amica intima della sua compagna Moiraine. Le due sviluppano una profonda relazione durante gli anni di studio, anche se non potrebbe esserci differenza sociale maggiore tra di loro, infatti Siuan è la figlia di un pescatore povero ed ha dovuto studiare moltissimo per ripulire il suo linguaggio dal gergo dei bassifondi di Tear, mentre Moiraine, al contrario, appartiene alla dinastia reale di Cairhien, potrebbe aspirare al trono di quel regno e quindi è stata educata come un'importante nobildonna, non solo nell'etichetta, ma anche negli intrighi di corte. Sorprendentemente però, come riconosce Moiraine stessa, tra le due è Siuan quella a prendere la guida con naturalezza. Quando sono ancora Ammesse e la Guerra Aiel imperversa, le due amiche assistono per caso al vaticinio di Gitara Sedai, che afferma che il Drago è rinato sulle pendici di Montedrago; alle due ragazze viene ordinato dall'Amyrlin Tamra, di mantenere il segreto su questo evento, ma riescono a intuire che nel frattempo alcune fidate Aes Sedai dell'Amyrlin, sono state inviate in tutta segretezza alla ricerca del neonato. Però, poco dopo aver ottenuto lo scialle per l'Ajah Azzurra, Siuan e Moiraine scoprono che queste ricercatrici sono state tutte uccise una alla volta dall'Ajah Nera e che probabilmente la stessa Amyrlin è stata torturata e poi uccisa in segreto, per estorcerle preziose informazioni: ne consegue che le sorelle Nere sono alla caccia del Drago Rinato. Le due amiche decidono perciò di proseguire da sole, ed in assoluto segreto, la ricerca del bambino e poi di proteggerlo nella sua crescita e infine aiutare il Drago nella sua missione, e tutto questo non solo contro le Nere, ma anche contro le sorelle dell'Ajah Rossa, che abitualmente catturano e domano tutti gli uomini in grado di incanalare. Mentre Moiraine lascia di nascosto la Torre Bianca (per non essere coinvolta nella successione al trono di Cairhien) e quindi si mette alla ricerca del bimbo, Siuan, nonostante il suo grande desiderio di viaggiare e di essere coinvolta in nobili cause, è costretta invece a restare a Tar Valon, perché la sua abilità nel risolvere enigmi viene messa al servizio della rete spionistica dell'Ajah Azzurra. In circa una decina di anni Siuan ottiene il controllo della rete spionistica delle Azzurre e dalla sua posizione aiuta segretamente l'amica Moiraine nella sua ricerca. Nello stesso periodo Siuan assiste ed affronta uno dei momenti più turbolenti della Torre Bianca, con continui intrighi, assassinii, Aes Sedai mandate in esilio e la successione di ben tre Amyrlin Seat nell'arco di pochi anni. Alla fine del periodo di torbidi, su suggerimento della bianca Seaine Sedai, sarà proprio Siuan a venire scelta come nuova Amyrlin Seat. Siuan risulta essere una delle più giovani Amyrlin che siano mai state elette, ma contrariamente alle aspettative, si rivelerà tutt'altro che un burattino nelle mani delle sorelle più anziane ed esperte. Il suo regno dura per circa un decennio, finché finalmente Moiraine, dopo circa venti anni di ricerche, riesce a rintracciare il Drago Rinato, Rand al'Thor, che ormai è diventato un giovane uomo. Perciò, in qualità di Amyrlin Seat, Siuan incontra informalmente Rand a Fal Dara nello Shienar, ma mantiene il segreto sulla vera identità del ragazzo e soprattutto lo lascia completamente libero di proseguire la sua missione (anche se sotto l'occhio attento prima di Verin e poi di Moiraine). Inoltre riporta con sé alla Torre Bianca Egwene e Nynaeve, affinché diventino Aes Sedai. Queste due ragazze, strette amiche del Drago Rinato, assieme ad Elayne Trakand ed a Min Farshaw, sono le uniche di cui Siuan possa fidarsi ciecamente all'interno della Torre Bianca, perciò, stretta dalla necessità, Siuan le addestra con attenzione e poi non si fa scrupoli a sfruttare il loro grande talento nella caccia all'Ajah Nera; in questo modo le espone ad una serie di pericoli mortali, ma contribuisce altrettanto allo sviluppo di numerosi ed importanti eventi. Il coinvolgimento con il Drago Rinato e le sue amiche, alla fine però provoca la caduta di Siuan: Elaida dell'Ajah Rossa e sua acerrima nemica, ha intuito il comportamento che l'Amyrlin ha tenuto con il Drago, all'insaputa di tutte le altre sorelle e del Consiglio della Torre; perciò organizza un colpo di Stato per deporla (inconsapevole di avere anche l'appoggio segreto dell'Ajah Nera, attraverso Alviarin). Dopo una sanguinosa battaglia all'interno della Torre Bianca, Siuan e la sua Custode degli Annali, Leane Sharif, vengono imprigionate, picchiate brutalmente per estorcere loro informazioni e poi quietate (vengono cioè tagliate fuori dall'accesso all'Unico Potere, il che comporta di solito la morte in breve tempo, per disperazione). Fortunatamente per loro, Min riesce a liberarle dalle segrete e le tre donne, assieme a Logain Ablar, fuggono da Tar Valon, alla ricerca delle numerose Aes Sedai ribelli, che sono a loro volta fuggite dalla Torre per opporsi ad Elaida. Grazie al suo carattere forte Siuan resiste alla quietatura, trova il luogo segreto in cui si stanno radunando le ribelli e guida i suoi compagni fino a Salidar in Altara. Durante il viaggio vengono però coinvolti in un incendio ed il generale Gareth Bryne, ex amante della regina Morgase di Andor, si mette al loro inseguimento e li raggiunge, perché secondo lui Siuan ha spergiurato di rimanere al suo servizio, per ripagare i danni. Appena giunto tra le ribelli, Gareth, in qualità di generale dall'alto prestigio, viene assunto come comandante in capo degli eserciti delle Aes Sedai di Salidar e Siuan è costretta a servirlo per tener fede al suo giuramento. Tra i due comincia nel frattempo una complicata e conflittuale relazione sentimentale. Inoltre Siuan, non avendo più accesso all'Unico Potere, a Salidar ovviamente non può più occupare il ruolo preminente di un'Aes Sedai, mette però a disposizione delle Ribelli la sua acuta intelligenza e la sua conoscenza della rete spionistica delle Azzurre e di quella personale dell'Amyrlin Seat; grazie a questo ruolo comincia anche a manovrarle in favore di Rand e dei suoi amici ed alleati; in particolare Siuan comincia a far circolare la notizia che Logain è stato indotto dalle rosse a proclamarsi Falso Drago, così da provocare un'ulteriore avversione nei confronti di Elaida e della sua Ajah. L'arrivo a Salidar di Nynaeve ed Elayne rafforza la posizione di Siuan presso le Aes Sedai, perché con l'aiuto delle due giovani donne e l'utilizzo dei ter'angreal per entrare nel Mondo dei Sogni, Siuan può ulteriormente manovrare le Aes Sedai per aiutare Rand e per deporre Elaida. Inoltre, inaspettatamente, Nynaeve riesce a guarirla dalla quietatura (una cosa ritenuta, fino a quel momento, impossibile da sanare). Siuan riesce così ad incanalare nuovamente l'Unico Potere, ma non ai livelli precedenti, perciò, anche se viene ristabilita la sua posizione come Aes Sedai dell'Ajah Azzurra, nella gerarchia si ritrova a livelli molto inferiori (perciò deve mostrarsi deferente verso molte di quelle che una volta le erano inferiori e che perciò ne approfittano per rivalersi). Comunque, con l'aiuto di Leane e delle ragazze, Siuan riesce a tenere sotto scacco le Aes Sedai che contano a Salidar, finché l'abilità di Siuan di manovrare le altre Sorelle, porta infine all'elezione di Egwene ad Amyrlin Seat delle Aes Sedai ribelli. Subito dopo questa elezione, Siuan, fingendo di dover insegnare, controvoglia, l'etichetta alla giovane Amyrlin, ne diviene in poco tempo la più stretta e fidata collaboratrice. Grazie alla guida di Siuan, Egwene riesce a giocare le une contro le altre, le fazioni che si contendono il potere tra le ribelli di Salidar, e poi ad ottenere i pieni poteri nella guerra contro Elaida. Dopo che Egwene è stata catturata dalle fedeli di Elaida, Siuan diventa la sua principale sostenitrice nel campo delle ribelli, perciò l'ex Amyrlin si impadronisce di nascosto di uno dei ter'angreal dei sogni e si incontra regolarmente con Egwene in Tel'Aran'Rhiod, per coordinare le loro mosse. Nel corso dei Libri XI e XII, Siuan non riesce però ad impedire totalmente che Lelaine estenda la sua influenza a discapito di quelle di Egwene e Romanda. Intanto, tra alti e bassi, si approfondisce il rapporto tra Gareth Bryne e Siuan, che spiega all'uomo il suo comportamento: per una persona ci sono giuramenti o impegni che hanno precedenza rispetto ad altri, ed il suo primo impegno è di aiutare il Drago Rinato a vincere l'Ultima Battaglia, e solo dopo, se sarà sopravvissuta, rispetterà tutti gli altri impegni presi. Durante l'attacco Seanchan alla Torre Bianca, Siuan si allarma molto per la sorte di Egwene, perciò convince Gareth a seguirla a Tar Valon, assieme a Gawyn Trakand. Gareth Bryne prima però la convince a sua volta a farsi legare come Custode. Nel corso della battaglia contro i Seanchan, Siuan e Gareth si salvano reciprocamente la vita (portando così a compimento una visione di Min Farshaw), quindi riportano tra le ribelli Egwene, che trovano svenuta per gli stremi dalla lotta. Il mattino seguente Egwene si arrabbia moltissimo con Siuan perché non ha rispettato il suo ordine di non andare a liberarla, alla fine però, pare un poco riconciliarsi con la sua amica. Inoltre quella stessa mattina Gareth Bryne le chiede di sposarlo, ma solo quando Siuan riterrà finito il suo impegno personale di aiutare il Drago Rinato a vincere l'Ultima Battaglia. Dopo che una delegazione di Adunanti dalla Torre Bianca si reca dagli assedianti per convocare Egwene come nuova Amyrlin, Siuan l'accompagna dentro alla Torre danneggiata ed assiste alla nuova elezione. All'inizio del Libro XIII, quando Rand si reca a far visita ad Egwene nella Torre Bianca, lungo la via si ferma a chiacchierare con Siuan, ringraziandola anche per la freccia che lei ha preso al suo posto molti anni prima; alcuni istanti prima lei e Gareth avevano discusso del fatto di come lei avesse preparato il terreno a che tutto ciò avvenisse. Successivamente Egwene invita Silviana a chiedere l'aiuto di Siuan e della rete spionistica delle Azzurre, per avere più dettagli sull'avanzata della Progenie dell'Ombra nelle Marche di Confine. In seguito Siuan viene coinvolta nei piani di Egwene per riuscire a stanare Mesaana in Tel'aran'rhiod; perciò Siuan si reca dalle Cercavento ed insegna loro ad adoperare alcuni ter'angreal per entrare in Tel'aran'rhiod e attirare i nemici allo scoperto; in seguito, quando viene il momento di eseguire il piano, Siuan avvisa Egwene e combatte al suo fianco assieme ad altre, contro l'Ajah Nera, uscendo vincitrice dallo scontro. All'inizio del Libro XIV Siuan è presente al Campo di Merrilor dove, grazie alla sua rete di informatori, aggiorna di continuo i presenti sull'avanzata dei nemici. Quando l'Amyrlin si sposta con gli eserciti della Torre Bianca per affrontare i nemici, Siuan la segue, restando quasi sempre nel posto di comando assieme a Gareth Bryne e Yukiri. Da lì sfruttano l'idea di Yukiri di osservare i nemici dall'alto, attraverso portali aperti in orizzontale, sopra il campo di battaglia. Quando il campo delle Aes Sedai viene colpito dall'incursione a sorpresa degli Sharani, anche la tenda del posto di comando viene distrutta, ma per fortuna Siuan, Yukiri e Gareth si salvano saltando proprio dentro al portale da cui stavano spiando. Quindi Siuan presta i soccorsi ai sopravvissuti all'assalto, preoccupandosi molto per la sorte di Egwene, della quale non si hanno notizie. Dopo il ritorno dell'Amyrlin e quando la guerra si sposta di nuovo a Merrilor, Egwene incarica Siuan di tenere d'occhio il posto di comando di Mat e dei Seanchan. Siuan arriva lì proprio nel momento che esso viene attaccato dai nemici e salva la vita a Min, che però l'avverte che la profezia che la riguardava non si è ancora compiuta, perciò non doveva allontanarsi dalla presenza di Gareth Bryne; Siuan non fa quasi in tempo ad ignorare l'avvertimento, che viene uccisa da un'esplosione provocata dai nemici.
Quando ha ottenuto lo scialle da Aes Sedai, Siuan si è ritrovata nella fascia più alta della gerarchia delle sorelle. La sua forza in saidar infatti era superata solo da quella di Cadsuane e da pochissime altre (nel frattempo quasi tutte ormai decedute) ed era alla pari con quella di Moiraine, in pochi anni ha poi anche raggiunto la potenza di Elaida, Lelaine e Romanda. Siuan, come riconosce la sua amica Moiraine in Nuova Primavera, è una leader naturale, sempre capace di prendere la guida e di farsi seguire; inoltre ha una spiccata capacità nel svelare gli intrighi, oppure nel risolvere enigmi, o nell'organizzare piani, perciò subito dopo aver ottenuto lo scialle, venne ingaggiata dalla sua Ajah nel "servizio di occhi ed orecchie" (il servizio investigativo e spionistico di un'Ajah). Siuan ha inoltre mostrato di essere una delle più rapide ed efficaci intessitrici di Saidar, una caratteristica che ha mantenuto anche dopo essere stata guarita dalla quietatura, nonostante la sua forza risultasse ormai ridotta di due terzi. Date queste attitudini e la sua forza nel potere, Siuan apparve subito, a molte sorelle, come predestinata a grandi ruoli all'interno della Torre Bianca. Difatti la sua abilità l'ha portata, nel giro di un decennio, ad ottenere anzitutto il controllo del servizio spionistico della sua stessa Ajah, e poi di venire eletta addirittura come Amyrlin Seat. Da questa posizione ha sfruttato abilmente le sue capacità per estendere il servizio personale di occhi ed orecchie dell'Amyrlin, ma mantenendo anche alcuni contatti vitali in quello delle Azzurre; perciò, dopo la sua deposizione, la sua fuga ed il raggiungimento di Salidar, Siuan ha potuto mettere a disposizione delle Aes Sedai ribelli entrambi i servizi spionistici. Dopo la quietatura e la sua guarigione solo parziale, Siuan si è ritrovata in una posizione estremamente inferiore rispetto alla precedente, nella gerarchia delle Aes Sedai (all'incirca in una posizione mediana), il che ora la costringe ad essere deferente verso persone che in precedenza aveva comandato e che perciò spesso approfittano della nuova situazione per umiliarla; perlomeno ha però mantenuto integralmente il suo discreto talento nelle Tessiture di Guarigione tradizionali delle Aes Sedai. Poco alla volta Siuan ha così dovuto imparare a gestire questa sua nuova situazione e a manipolare le altre sorelle da una posizione di apparente sottomissione, diventando nel frattempo nuovamente molto influente. Con la quietatura ha perso inoltre l'aspetto senza età delle Aes Sedai, però ha riacquistato quello di una giovane ventenne, dovuto al rallentamento dell'invecchiamento causato dall'incanalare. Siuan ha infine un talento molto particolare, che non è strettamente legato all'uso dell'Unico Potere, vale a dire la capacità di “vedere un ta'veren” cioè la capacità di vedere una specie di aura luminosa attorno a queste persone e quindi di saperle riconoscere.

### Someshta
Someshta: l'ultimo dei Nym, l'Uomo Verde.

### Sorilea
Sorilea: è la più autorevole tra le Sapiente Aiel, appartenente alla setta Jarra del clan degli Aiel Chareen ed è la signora della fortezza di Shende. Sorilea può incanalare saidar, sebbene in maniera così debole, che alla Torre Bianca non sarebbe mai riuscita a passare oltre il grado di Novizia, ma ciò che le manca nell'Unico Potere, viene più che compensato dalla sua ferrea e formidabile forza di volontà, tanto che viene considerata la più influente delle Sapienti, che nella maggior parte dei casi si mostrano deferenti nei suoi confronti. Sorilea inoltre è molto anziana, probabilmente la più anziana delle Sapienti, con oltre trecento anni di età. Viene descritta fisicamente come molto alta, magra, tutta muscoli ed ossa, con lunghi capelli bianchi, il volto pieno di rughe e la pelle scura ed incartapecorita per l'esposizione al sole, al freddo e alle intemperie, durante la sua lunghissima vita. I suoi occhi sono grigio verdi e molto penetranti, tanto che ben pochi riescono a sostenere il suo sguardo. È uno dei principali personaggi di contorno, con anche alcuni capitoli che vengono narrati o descritti dal suo punto di vista.
Sorilea fa la sua comparsa nella saga a partire dal Libro V, quando si incontra con il Drago Rinato ed i suoi amici e poi aiuta a curare i feriti durante la battaglia di Cairhien contro gli Shaido. Nel libro successivo, quando Rand viene rapito dalle Aes Sedai fedeli di Elaida e comandate da Galina Casban, Sorilea ed Amys guidano un gruppo di Aiel e di Sapienti al suo salvataggio, partecipando quindi alla battaglia dei pozzi di Dumai; questo è un evento particolarmente significativo per gli Aiel perché è la prima volta che le Sapienti partecipano ad una battaglia e per giunta adoperando anche l'Unico Potere. In seguito Sorilea cura personalmente l'"istruzione" delle Sorelle che hanno giurato fedeltà a Rand e poi di quelle che sono state imprigionate ed hanno poi raggiunto il loro toh. Perciò le prime vengono trattate come apprendiste e viene loro rigorosamente insegnato cosa sia l'onore. Le seconde vengono presentate al Drago, che alla fine accetta che anche loro lo servano, giurando fedeltà. Sempre in questo episodio Min Farshaw, osservando le loro aure, predice che Sorilea e le sorelle presenti, serviranno il Drago, anche se ciascuna alla propria maniera. Tra l'altro Sorilea dà a Verin il permesso di interrogare le sorelle prigioniere e quindi indirettamente e probabilmente in modo inconsapevole, le permette di usare la compulsione su di loro. Nel Libro VIII Sorilea si presenta a Cadsuane, che la considera “formidabile” ed una donna pari a sé stessa. Sorilea le insegna le Tessiture per Viaggiare (da poco imparate da Egwene) così che possa raggiungere velocemente Rand a Far Madding ed essergli d'aiuto. Inoltre Sorilea stipula con Cadsuane un "giuramento d'acqua" per insegnare nuovamente al Drago "a piangere e a ridere; ad essere forte anziché duro", perché si sono rese conto che Rand si sta avviando verso un drammatico incupimento e che in quelle condizioni sarà un disastro per lui affrontare l'Ultima Battaglia. Sorilea quindi segue gli Aiel nell'Arad Doman, dove la si ritrova nel Libro XII, quando si fa mostrare Semirhage prigioniera ed interrogata. Lei è l'unica tra l'altro a riuscire a carpire una reazione alla Reietta prigioniera, dando quindi a Cadsuane uno spunto per spezzarne la volontà. Subito dopo Sorilea si fa mostrare da Cadsaune la Banda di Dominazione e gli A'dam, mostrando di capire la necessità di Cadsuane di volerli studiare, per prevenire le mosse nemiche. Dopo il disastro causato dal trafugamento della Banda di Dominazione, Cadsuane, caduta in disgrazia ed esiliata, chiede aiuto a Sorilea e alle altre Sapienti per elaborare un nuovo piano, che riporti Rand verso la sua umanità. Coinvolgendo Nynaeve riescono così a farlo incontrare con suo padre, Tam al'Thor, scatenando in lui una reazione violenta, ma che a lungo andare porta comunque al successo.

### Suana Dragand
Suana Dragand: è un'Aes Sedai a capo dell'Ajah Gialla. Viene descritta come una persona piuttosto in carne e con il mento squadrato. Suana ha superato i 140 anni ed in passato è stata un'Adunante per oltre quarant'anni prima di lasciare il seggio e poi diventare capo dell'Ajah, circa una ventina di anni prima dell'inizio della saga. L'appartamento di Suana dentro alla Torre Bianca è totalmente occupato da vasi, dove vengono coltivate piante aromatiche e medicinali, quindi, contrariamente a quanto pensato da Nynaeve, non tutte le Sorelle Gialle disprezzano l'erboristeria, anzi, addirittura il loro capo ne è una cultrice. È uno dei principali personaggi di contorno, con anche alcuni capitoli che vengono narrati o descritti dal suo punto di vista.
Suana viene descritta per la prima volta a partire dal Libro X quando si dice che, come capo della sua Ajah, si è fatta rieleggere nuovamente come Adunante, per prendere il posto di Magla che si è recata Salidar, dopo la spaccatura con le ribelli che si oppongono ad Elaida. Nonostante la sua discrezione però, già dal libro precedente, Suana era stata notata da Seaine, mentre si incontrava in segreto con i capi di alcune delle altre Ajah come Ferane, per concordare le loro reciproche mosse; questo perciò ha suscitato i sospetti di alcune Adunanti e sorelle, che le avevano viste. Si afferma inoltre che Suana si era personalmente impegnata a favorire i colloqui di pace con le ribelli. Nel corso del libro XII Suana ha un lungo colloquio con Egwene (che dopo la cattura era stata nuovamente ridotta al ruolo di Novizia) e Suana resta così impressionata dalla giovane donna, che le propone, una volta ottenuto lo scialle, di entrare nella sua Ajah, anche se non ha una particolare talento per la guarigione, infatti spiega ad Egwene che essere una Gialla non significa solo guarire, ma anche impegnarsi molto nel rimettere a posto e riaggiustare le cose che si sono rotte (in quel caso la Torre Bianca stessa), una cosa a cui Egwene ha mostrato di dedicarsi con passione. Sempre nel corso del libro XII si viene a scoprire che i capi di cinque Ajah (ad esclusione quindi dell'Ajah Rossa e dell'Ajah Azzurra), dopo essere state colte di sorpresa dalla deposizione di Siuan, dall'elezione di Elaida e poi dallo scoppio della ribellione, avevano deciso di intervenire a proprio favore, elaborando un piano per cercare di riunificare e controllare la Torre; questo piano prevedeva di prendere il controllo della situazione attraverso l'elezione di Adunanti sostitutive giovani e controllabili ed inviando alcune Adunanti tra le ribelli, per cercare di riappacificarle; però alla fine del libro, in un incontro con gli altri capi, una volta preso atto del fallimento dei loro piani, Suana accetta l'idea di far rieleggere Egwene come nuova Amyrlin Seat della Torre riunificata. Nel corso del Libro XIII Suana non compare più tra le tre Adunanti Gialle nel Consiglio della Torre riunificata dopo lo scisma, ciò lascia supporre che sia tornata a ricoprire unicamente l'incarico di Capo della sua Ajah.

### Sulin
Sulin: è una Fanciulla della Lancia relativamente anziana e che ha un ruolo di rilievo in questa Società Guerriera. Sulin prende particolarmente a cuore la sorte di Rand al'Thor, comanda spesso le scorte di Fanciulle che lo proteggono e quando lui cerca di evitare di metterle in pericolo Sulin gli fa capire il suo errore. Quando Rand si presta a viaggiare a Shadar Logoth con gli Ogier, Sulin incorre in un toh per organizzare più in fretta la scorta e quindi in seguito, per rimediare al toh, si veste da cameriera e comincia a servire nel palazzo reale di Caemlyn. Quando Rand a Cairhien viene rapito dalle emissarie di Elaida, Sulin riveste il cadin'sor e riconquista a Nandera la guida delle Fanciulle che accorrono alla sua liberazione. In seguito Rand la manda ad assistere Perrin nel sud e Sulin aiuta quest'ultimo a ritrovare Faile che è stata rapita.

### Sumeko Karistovan
Sumeko Karistovan: è un membro particolarmente importante della Famiglia, molto dotata nella Guarigione, dopo Reanne era la seconda più anziana nel Circolo della Maglia (ha un'età compresa tra quella di Kirstian e quella di Reanne, cioè tra i 315 e i 411 anni) anche se all'apparenza sembra avere poco più di trenta anni. Dovette lasciare la Torre Bianca perché da Ammessa aveva fallito nel test per ottenere lo scialle, se l'avesse superato sarebbe diventata una Gialla, infatti Sumeko è brava nelle Tessiture di Guarigione, almeno quanto Nynaeve ed ha inventato un suo efficacissimo metodo di cura con tutti e i cinque poteri; rispetto a Reanne, risulta leggermente più debole nel Potere, ma comunque abbastanza forte da poter aprire Tessiture per Viaggiare da sola. Dopo la morte di Reanne a Caemlyn, essendo la più anziana, Sumeko ora avrebbe l'autorità per guidare la Famiglia, ma non ha molta attitudine al comando, perciò si contende con Alise la guida di questo gruppo; ha però sviluppato un carattere forte e non si fa più illusioni sull'autorevolezza delle Aes Sedai, le rispetta ma non porta verso di loro un'esagerata deferenza, come facevano in precedenza le altre Donne della Famiglia. Nel corso del Libro XIII Sumeko, poiché Egwene ha garantito una nuova chance a chi ha fallito in precedenza, ribadisce il suo proposito di voler tornare alla Torre per tentare di nuovo il test per lo scialle, mentre invece Alise sceglie di accettare l'offerta di Elayne di rimanere a collaborare con lei a Caemlyn; poco dopo Sumeko aiuta Mat ad eliminare il Gholam, aprendo un passaggio per il volo aleggiato dentro il quale viene fatto precipitare il mostro.

### Suroth
Suroth Sabelle Meldarath: è un'alta Signora Seanchan ed un'Amica delle Tenebre. Suroth è una donna di bell'aspetto, piuttosto alta e con occhi neri; i lati della sua testa sono completamente rasati, fino a lasciare in cima al suo capo una cresta di capelli neri che vengono fatti crescere all'indietro; infine le unghie dell'indice e del medio, in entrambe le mani, sono tenute molto lunghe e laccate di blu, ad indicare il suo alto rango secondo i costumi dei Seanchan. È uno dei principali antagonisti dei protagonisti, con alcuni capitoli che vengono narrati o descritti dal suo punto di vista.
Questo personaggio compare per la prima volta nel libro secondo della saga, infatti dopo l'Alto Signore Turak è la seconda nella gerarchia dei Seanchan, che sono sbarcati a Falme ed a Capo Toman, durante la prima ondata del Ritorno. Si scopre subito che Suroth è un'amica delle tenebre, mentre prende in custodia Egwene al'Vere, quando la ragazza viene ridotta a damane, dopo il tradimento di Liandrin Sedai dell'Ajah Nera. In seguito alla morte dell'Alto Signore Turak e alla sconfitta di Capo Toman, Suroth riesce a riorganizzare le forze Seanchan, assumendone il comando, quindi, con grandissima abilità, riesce a conquistare, uno dopo l'altro Tarabon, l'Amadicia ed Ebou Dar. L'avanzata degli eserciti dei Seanchan viene però fermata da Rand al'Thor e dagli Asha'man nell'entroterra di Altara, nonostante Suroth, grazie al suo sistema di spie, abbia alla fine capito che le loro forze non sono molto consistenti. Suroth nel frattempo ha stretto un accordo con il profeta Masema e gli ha rilasciato una carta che gli fornisce ampia discrezionalità di potere. Durante la conquista dell'Amadicia, Suroth ha anche ritrovato Liandrin, ormai completamente schermata da Moghedien e ridotta ad una serva, perciò la prende come una sua proprietà personale. Suroth stabilisce il suo quartier generale ad Ebou Dar, nel palazzo Tarasin dove stringe amicizia con la regina Tylin e dove accoglie la Figlia delle Nove Lune. All'inizio del libro undicesimo Semirhage informa Suroth che ha sterminato la famiglia imperiale, e che se lei riuscirà ad eliminare anche Tuon, potrà diventare la nuova imperatrice. Suroth perciò organizza una serie di complotti e spedizioni per eliminare l'erede al trono. Nel frattempo, agli ordini di Semirhage, prende accordi con gli inviati di Rand per stipulare una tregua, che in realtà è una trappola per catturarlo. Alla fine Tuon però riesce a sopravvivere e quando ritorna ad Ebou Dar, riconosciuta la responsabilità di Suroth, la riduce ad una proprietà da far vendere all'asta. Nel Libro XII viene rivelato che Suorth è stata interrogata ed ha ammesso di aver ricevuto ordini da una Reietta.

## T

### Takima
Takima: Aes Sedai e Adunante dell'Ajah Marrone; ha pelle d'avorio e capelli scuri portati lunghi fino al petto; è una sorella relativamente anziana ed esperta, che insegnava storia alla Torre Bianca, ha una memoria formidabile e conosce a memoria quasi ogni legge (tra queste, quella molto importante sulla dichiarazione di guerra); Takima era già stata un'Adunante alla Torre Bianca per nove anni prima dello scisma che ha diviso le Aes Sedai; in seguito si è rifugiata a Salidar con le ribelli, dove torna a ricoprire il suo ruolo di Adunante nel nuovo Consiglio delle ribelli (nel Libro XII si scopre però che vi è stata inviata dal Capo dell'Ajah, per cercare una riappacificazione con le ribelli). Dopo l'elezione di Egwene a Salidar, Takima si accorda con Lelaine ed altre Adunanti per cercare di limitare la presunta influenza di Sheriam sulla giovane Amyrlin; Takima infatti all'apparenza fa parte della fazione di Lelaine, ma comunque si prodiga per i colloqui di pace ed avversa la dichiarazione di guerra e l'alleanza con gli Asha'man. Nel corso del Libro XII giura sulla Verga di fronte ad Egwene, dimostrando così di non appartenere all'Ajah Nera. Durante il Libro XIII si scopre che Takima è riuscita a farsi riconfermare come Adunante della Torre riunificata sotto Egwene; la si rivede quando partecipa alla convocazione segreta del Consiglio, indetta da Romanda, per limitare i poteri di Egwene e quindi vota no, all'idea di lasciare a quest'ultima il potere di trattare con i sovrani; subito dopo vota però a favore delle modifiche al regolamento per la convocazione del Consiglio stesso.

### Talaan din Gelyn
Talaan din Gelyn: apprendista Cercavento di diciannove anni, figlia della Cercavento Caire. Talaan nell'Unico Potere è forte quanto Nynaeve (anche se forse ha già raggiunto tutto il suo potenziale, mentre Nynaeve dovrebbe avere ancora un margine di miglioramento), di conseguenza venne scelta per l'uso della Coppa dei Venti. Trasferitasi a Caemlyn assieme a tutto il suo gruppo, Talaan, in un duello di istruzione, fu capace di battere Nynaeve, riuscendo a schermarla; in seguito però le chiese di portarla alla Torre Bianca, perché non desiderava diventare una Cercavento, bensì un'Aes Sedai. Nynaeve cercò di convincerla del contrario, ma in seguito un'apprendista Cercavento scomparve assieme a Merilille Sedai dell'Ajah Grigia, perciò si sospetta che si tratti proprio di Talaan. La cosa viene confermata nel Libro XIV, quando Talaan ha aderito ad un gruppo di Fautori del Drago. Poco dopo la si ritrova a Shayol Ghul a combattere al fianco di Cadsuane contro Hessalam ed altri incanalatori nemici.

### Talene Minly
Talene Minly: Aes Sedai e anziana Adunante dell'Ajah Verde, depone Siuan ed elegge Elaida come Amyrlin Seat; in seguito è la prima Adunante ad essere scoperta come appartenente all'Ajah Nera. All'apparenza è molto amabile, bionda di capelli e statuaria, con un'età di circa 150 anni; era un'Adunante per le Verdi nella Torre Bianca, che ha votato a favore della deposizione di Siuan e per l'elezione di Elaida ad Amyrlin Seat; Talene è stata la prima Nera ad essere scoperta dal gruppo di Seaine e Pevara, che la costringono a svelare tutto ciò che sa con la sedia dei rimorsi e poi a prestare loro un giuramento di fedeltà ed obbedienza sulla Verga; in una riunione con Elaida, Alviarin nota che Talene è deferente verso Doesine e Yukiri, perciò, insospettita da questo comportamento, la convoca di fronte al Supremo Concilio; Talene spaventata non si presenta e si rifugia nei sotterranei sotto la protezione delle altre Adunanti che la controllano e la nascondono, di conseguenza Alviarin fa porre sotto stretta osservazione Yukiri e Doesine; infine Talene, terrorizzata, riesce a fuggire per sempre dalla Torre.

### Talmanes Delovinde

La con di Talmanes

Talmanes Delovinde: nobiluomo Cairhienese di alcuni anni più vecchio di Mat Cauthon, più basso di lui e asciutto; prima di incontrare Mat, Talmanes era un ufficiale di cavalleria e, come era tipico dei militari del suo paese, porta la fronte rasata ed impomatata. Viene descritto come una persona dal carattere calmo e prudente.
Talmanes e Mat si incontrano nel corso del Libro V: Mat vorrebbe sottrarsi alla battaglia che si svolge attorno a Cairhien tra gli Shaido e le forze del Drago Rinato, ma alla fine resta coinvolto proprio per cercare di salvare le truppe guidate da Talmanes e da altri, finiti in trappola. Una volta portati vittoriosamente in salvo Talmanes e gli altri diventano inseparabili da Mat, gli giurano fedeltà e diventando il nucleo attorno al quale si sviluppa poi la Banda della Mano Rossa. Quindi Talmanes segue tutte le vicende di Mat e della Banda da quel momento in poi, assumendo il comando del Primo Stendardo di Cavalleria. Nel Libro VI, quando Mat deve andare ad Ebou Dar assieme a Nynaeve, Elayne ed altre, lascia il comando della Banda a Talmanes, con l'ordine di scortare da una certa distanza, Egwene, le Aes Sedai ribelli ed il loro esercito, cosa che Talmanes esegue fedelmente. Durante questo inseguimento a distanza, la Banda al comando di Talmanes si ingrossa, reclutando nuovi soldati lungo il cammino, finché, sul confine tra l'Andor ed il Murandy, si arriva all'incontro di Egwene con un gruppo di grandi Lord Andorani e Murandyani. Durante quell'evento Talmanes riesce ad avere un breve colloquio con la giovane Amyrlin, pronta a viaggiare verso Tar Valon; Talmanes capisce quindi che da lì in avanti deve abbandonare quel rischioso inseguimento e prendere un'altra via, perciò decide di rimanere nel Murandy, mettendosi segretamente al servizio di re Reodren e continuando nel frattempo ad ingrossare la Banda con nuovi reclutamenti. Nel corso del Libro XI c'è il ricongiungimento tra Mat ed una parte della Banda: Talmanes infatti dal Murandy si dirige in Altara con la parte più mobile e leggera della Banda, formata prevalentemente dalla cavalleria, lasciando Daerid ed Estean al comando del resto con l'ordine di portarsi in Andor. Mat sfrutta perciò ciò che ha a disposizione della Banda (compreso un nuovissimo e veloce sistema di caricamento delle balestre, da poco inventato ed adottato da Talmanes), nel corso della sua spettacolare Campagna in Altara contro i Seanchan, per cercare di aprirsi una via di fuga. Durante il viaggio verso l'Andor nel Libro XII, Talmanes resta coinvolto assieme a Mat ed altri, nella Bolla di Male che colpisce il villaggio di Hinderstap ma riesce a salvarsi, quindi attraverso un portale di viaggio, aperto da Verin, la Banda raggiunge Caemlyn, dove la restante parte dell'esercito, guidata da Daerid ed Estean, era già arrivata. Nel Libro XIII Talmanes accompagna Mat al Palazzo Reale di Caemlyn, per incontrare Elayne e contrattare la costruzione dei dragons di Aludra; quindi dà di nuovo un aiuto fondamentale a Mat durante la sua lotta per sconfiggere il Gholam. Quando in seguito Mat parte per la Torre di Ghenjei, lascia ancora a Talmanes il comando della parte di Banda rimasta accampata al di fuori delle mura di Caemlyn. Nell'epilogo del libro, Talmanes, nella sua tenda nell'accampamento, gioca distrattamente con Olver a Volpi e Serpenti, quando incredibilmente il ragazzino riesce a vincere. Poi Olver apre la lettera di Verin che annuncia l'invasione Trolloc sulla città attraverso una Porta delle Vie Ogier; turbato Talmanes esce dalla tenda e osserva sconvolto che la capitale dell'Andor è già preda delle fiamme, perciò chiama a raccolta le truppe per cercare di evitare che i Trolloc si impadroniscano del deposito dei dragons. Metà dell'intero prologo del Libro XIV è dedicato a Lord Talmanes che con la Banda si prodiga nel salvare i dragons e nel far fuggire i profughi da Caemlyn, ormai in preda alle fiamme e alla Progenie dell'Ombra. Talmanes si assicura dapprima il controllo della porta sud della città ed ottenuto l'aiuto di un gruppo di mercenari, anche di quella ovest. Durante queste operazioni viene però ferito da un Fade con una spada contaminata, il cui veleno inizia ad ucciderlo lentamente. Viene raggiunto dal Capitano Guybon e da una donna del Kin, che gli spiegano la situazione disperata della città. Assieme raggiungono Aludra che ha salvaguardato i dragons con l'aiuto di una parte della popolazione. Circondati dai Trolloc, Talmanes decide di abbattere una parte delle mura per assicurarsi una via di fuga. Nel capitolo successivo la notizia di ciò che sta accadendo a Caemlyn, raggiunge il Campi di Merrilor ed i primi soccorsi vengono inviati, mentre Talmanes, ormai morente, viene portato al cospetto della regina Elayne e dell'Amyrlin Egwene. Quest'ultima si assicura di persona che Nynaeve lo guarisca. Perciò, pur con un notevole sforzo, pare che Nynaeve riesca alla fine a salvarlo. Nel corso dell'Ultima Battaglia Talmanes si occupa di comandare i reparti di artiglieria sui vari fronti, trovando infine anche un modo molto intelligente per colpire i nemici da un luogo segreto, sparando attraverso i portali di viaggio, preservando così le artiglierie dagli incanalatori avversari.

### Tallanvor
Il capitano Martyn Tallanvor è un fedele soldato della regina Morgase (ed anche innamorato di lei). Egli l'aiuta a fuggire da Ravhin e la segue in tutte le vicende successive; Morgase arriverà a ricambiare il suo amore e i due si sposeranno.

### Tam al'Thor
Tamlin al'Thor: soprannominato Tam, è padre adottivo di Rand al'Thor, ex ufficiale tra i Compagni di Illian. Viene descritto come un uomo robusto, di mezza età con i capelli che si stanno ingrigendo, saggio e risoluto.
Nella sua giovinezza Tam fu un valente soldato, divenne uno dei Compagni di Illian e fu capace di guadagnarsi una Spada con il marchio dell'airone sconfiggendo un Maestro Spadaccino davanti a alcuni testimoni. Alla fine della guerra Aiel, mentre infuriava la cosiddetta Battaglia delle Mura Lucenti, Tam trovò sulle pendici di Montedrago il neonato Rand, di fianco a sua madre morta, la Fanciulla della Lancia Shayel. Decise di prendersi cura del piccolo e di adottarlo, perciò, assieme a sua moglie Kari tornò nella sua patria, i Fiumi Gemelli, per condurre una dura ma tranquilla vita di campagna. Nel Libro I Tam resta gravemente ferito nel corso dell'attacco Trolloc alla sua fattoria e nel delirio rivela a Rand di non essere il suo vero padre. Preso dalla disperazione per le ferite apparentemente inguaribili di Tam, Rand promette di seguire Moiraine, se quest'ultima riuscirà a guarire quello che lui si ostina a credere suo padre; Moiraine lo esaudisce usando l'Unico Potere ed un Angreal, perciò Tam si salva dalle ferite ed una volta sveglio, incita Rand a partire. Nel libro IV Tam, assieme al padre di Mat, Abel Cauthon, si è opposto ai Manti Bianchi che sono venuti nei Fiumi Gemelli per cercare Perrin Aybara e che hanno arrestato alcuni dei loro amici. Di conseguenza Tam ed Abel si sono dovuti dare alla macchia. Quando torna anche Perrin, Tam ed Abel lo aiutano a liberare i prigionieri e poi lo convincono a guidare la resistenza contro una nuova armata di Trolloc che ha invaso un'altra volta i Fiumi Gemelli. In questi frangenti Tam mette in mostra le sue capacità militari, imparate quando era ancora giovane. Nel Libro XI Tam è convocato da Perrin per guidare i suoi uomini nel corso della battaglia di Malden: Tam porta con sé molti altri arcieri dai Fiumi Gemelli e comanda vittoriosamente l'esercito di Perrin nel corso della battaglia. In seguito, nel Libro XII, Tam rimane con Perrin dopo la battaglia e gli dà alcuni validi consigli. Successivamente Nynaeve scopre dove si trova Tam su ordine di Cadsuane, la quale combina un incontro tra il padre ed il figlio, nella speranza che Rand esca dall'inquietante condizione di cupezza in cui è precipitato. L'incontro, nella Pietra di Tear, è inizialmente positivo, ma alla fine si risolve in un disastro, quando Tam si lascia sfuggire di essere stato mandato proprio da Cadsuane e Rand, sentendosi raggirato e manovrato, arriva quasi al punto di uccidere suo padre con il Fuoco Malefico; in seguito a questo Tam ha un forte diverbio con Cadsuane, Nynaeve e Min e si preoccupa molto assieme a loro per la sorte di Rand, che se ne è andato da solo, apparentemente fuori di senno, per distruggere i Seanchan con il Choedan Kal. Alla fine però questo incontro tumultuoso è uno dei fattori che contribuiscono a sbloccare positivamente la situazione psicologica in cui è caduto il Drago Rinato. Nel Libro XIII Rand, ormai completamente rinsavito e consapevole del proprio ruolo, ritorna a Tear e riabbraccia commosso Tam, presentandogli ufficialmente Min. Quindi Rand manda Tam con un Asha'man nei Fiumi Gemelli, per raccogliere tutte le forze disponibili, visto che l'Ultima Battaglia si sta avvicinando rapidamente. Nel Libro XIV partecipa all'Ultima Battaglia comandando un gruppo di arcieri dei Fiumi Gemelli e alla fine del libro lo si vede accendere la pira funebre di Rand assieme a Elayne, Min e Aviendha.

### Tamra Ospenya
Tamra Ospenya: Aes Sedai dell'Ajah Azzurra ed Amyrlin Seat che compare in Nuova Primavera, ma che viene descritta da Siuan e Moiraine, già nei primi capitoli del Libro II; all'inizio del prequel Gitara Moroso muore annunciando in una predizione di fronte a Tamra, a Siuan e a Moiraine, la nascita del piccolo Drago Rinato, perciò l'Amyrlin ordina alle due Ammesse di mantenere il segreto su quanto hanno appena udito; poco tempo dopo Tamra istituisce una specie di censimento di tutti i nuovi nati, nelle zone attorno a Montedrago e che viene affidato alla cura di tutte le Ammesse; in seguito, una volta raccolti i nomi ed i dati dei neonati, Tamra organizza una ricerca segreta del bimbo, incaricando cinque Aes Sedai, forti e stimate, di cinque Ajah differenti e di sua particolare fiducia; Siuan scopre in seguito che il piano di Tamra è stato scoperto dall'Ajah Nera, che perciò in segreto la cattura e la tortura, per carpirle informazioni, prima di ucciderla, mascherando il tutto per una morte naturale; anche tutte e cinque le cercatrici di Tamra, una alla volta, vengono eliminate con i loro Gaidin; ma nonostante fosse stata torturata, appare evidente come Tamra sia stata almeno capace di mantenere segreto, il fatto che anche Siuan e Moiraine fossero al corrente della nascita del piccolo Drago; Siuan e Moiraine stimavano molto Tamra e proprio il suo esempio, tra le altre cose, le ha indotte a scegliere di entrare nell'Ajah Azzurra.

### Tarna Feir
Tarna Feir: Aes Sedai dell'Ajah Rossa e Custode degli Annali per l'Amyrlin Elaida a'Roihan. Tarna ha circa 50 anni i capelli biondo pallido e gli occhi azzurro ghiaccio; viene descritta come una sorella fredda e molto distaccata, ma capace e perspicace. Da Novizia ed Ammessa, Tarna aveva avuto un blocco sviluppato come Selvatica e che le impediva di iniziare ad incanalare ad occhi aperti, Galina Casban le ha fatto superare questo blocco picchiandola severamente. È uno dei principali personaggi di supporto, con anche alcuni capitoli che vengono narrati o descritti dal suo punto di vista.
Cronologicamente Tarna compare già nel prequel "Nuova Primavera" dove è ancora un'Ammessa quando Siuan e Moiraine ottengono lo scialle. Dopo la spaccatura della Torre Bianca per la deposizione di Siuan e l'elezione di Elaida ad Amyrlin Seat, nel Libro V Tarna viene inviata proprio da Elaida come ambasciatrice presso le ribelli a Salidar, ma le sue proposte di riappacificazione vengono accolte con dei temporeggiamenti. Sempre mentre si trova a Salidar, Tarna si reca a visitare Elayne e Nynaeve, cercando inutilmente di convincerle a tornare con lei alla Torre e propone anche a Nynaeve di aiutarla a liberarsi del suo blocco, visto che anche Tarna aveva sofferto dello stesso problema quando era stata più giovane. Al termine del suo viaggio di ritorno verso Tar Valon, nel Libro X Tarna si trova di fronte all'impossibilità di raggiungere la città, a causa dell'assedio delle ribelli. Perciò è costretta a sostare nel piccolo villaggio di Dorlan, dove nel frattempo si sono radunante le Aes Sedai sfuggite alla Battaglia dei Pozzi di Dumai ed essendo la più alta nella gerarchia, ne prende il comando. Laggiù viene raggiunta anche da Katerine Alruddin che a sua volta la soppianta nel comando, finché le due finalmente trovano il modo per tornare a Tar Valon, sulla piccola barca di un pescatore del fiume Erinin. Al suo ritorno nella Torre Bianca, Tarna viene nominata come nuova Custode degli Annali da Elaida, poiché quest'ultima nel frattempo è riuscita a rimuovere Alviarin da quell'importante posizione; nel Libro XI Tarna, in cuor suo, accetta malvolentieri questo prestigiosissimo incarico, anche perché non si trova a condividere molto della politica disastrosa di Elaida, alla fine però è comunque costretta ad adeguarsi alla situazione e fa del suo meglio per cercare di riparare ai guasti lasciati da Alviarin. In questa veste Tarna assiste al ritorno di Beonin, che era stata mandata tra le ribelli da Elaida come spia e per convincerle a ritornare. Beonin rivela le nuove Tessiture che sono state scoperte e Tarna perciò è tra le prime ad impararle, ma rimane molto contrariata quando Elaida le ordina di mantenerle segrete a tutte le altre Aes Sedai, perché vuole riservarle solo alle sue fedeli. Inoltre Tarna, dopo aver incontrato diversi Asha'man durante il suo viaggio di ritorno verso Tar Valon, capisce che d'ora in avanti, per le Aes Sedai e soprattutto per l'Ajah Rossa, sarà impossibile procedere con gli incanalatori maschi come in precedenza, perciò propone coraggiosamente di iniziare a legare alcuni di questi come Custodi; questa proposta viene spiegata in un lungo colloquio all'Adunante Pevara, che la fa sua, riportandola al capo dell'Ajah Rossa, Tsutama Rath, che incredibilmente accetta di portare avanti il piano. Di conseguenza Tarna viene scelta nel gruppo di sei Rosse che si recano alla Torre Nera al seguito di Pevara. Durante l'assenza di Tarna, Elaida perde ulteriormente il polso della situazione nella Torre e senza il suo freno diventa sempre più dispotica e si appoggia sempre più a Katerine. Nel corso del Libro XIII Pevara ottiene l'appoggio di Tarna a lasciare al più presto la Torre Nera legando solo Soldati o Dedicati; ma in seguito Tarna cambia inaspettatamente idea e inoltre Pevara si accorge con orrore che è improvvisamente cambiata anche nell'aspetto: il suo sguardo è diventato ancor più freddo e vuoto e descritto come quello di un cadavere, mentre il suo sorriso è diventato crudele. Questo fa supporre implicitamente che Tarna, in segreto, sia stata forzatamente convertita all'Ombra da un circolo misto, composto da 13 incanalatori e da 13 Fade. Il fato di Tarna e di altri, convertiti a forza come lei, viene confermato nel corso del XIV Libro.

### Temaile Kinderode
Temaile Kinderode: Aes Sedai dell'Ajah Grigia, rivelata come appartenente all'Ajah Nera nel gruppo di Liandrin. Viene descritta come apparentemente fragile, bassa e piccolina, con il viso volpino, capelli scuri e grandi occhi blu; è una sorella proveniente da Cairhien; Falion pensa che lei sia molto abile nell'interrogare i prigionieri, solo che vi indugia un po' troppo, infatti è molto sadica ed adora torturare a lungo le sue vittime (tra le altre la stessa Liandrin, dopo che è stata schermata e punita da Moghedien), tanto che le altre Sorelle Nere, che magari le sono superiori nella gerarchia, la temono e non osano contraddirla troppo. Durante il Libro IX Temaile spia Elayne in Tel'aran'rhiod, nonostante Eldrith glielo abbia proibito. Assieme alle altre, viene infine catturata da Elayne a Caemlyn. Nel corso del Libro XIII Temaile si scontra con Elayne e viene pugnalata a morte da Daved Hanlon nelle prigioni del Palazzo Reale di Caemlyn.

### Tenobia
Tenobia: è la regina di Saldea cugina di Faile.

### Teslyn Baradon
Teslyn Baradon: Aes Sedai ed ex Adunante dell'Ajah Rossa, resa damane dai Seanchan per un certo periodo, alleata ed amica di Matrim Cauthon. Teslyn è Illianese, ha un'età di circa 160 anni e viene sempre descritta come secca ed ossuta, di brutto aspetto e di carattere asciutto; nonostante questo carattere piuttosto indisponente Teslyn nel Libro XII in modo sorprendente mostra a Mat tutta la sua gratitudine ed amicizia. È uno dei principali personaggi di supporto ai protagonisti, con anche alcuni capitoli che vengono narrati o descritti dal suo punto di vista. Teslyn è stata Adunante per circa quindici anni e tra i suoi atti più notevoli in questo ruolo vi sono stati la partecipazione alla deposizione di Siuan Sanche e l'elezione di Elaida ad Amyrlin Seat. Però, poco tempo dopo questa elezione, Teslyn viene rimossa dalla sua posizione di Adunante, proprio dalla stessa Elaida, che vuole così dimostrare la propria autorità persino nei confronti della sua Ajah di provenienza; in seguito Elaida la invia ad Ebou Dar, come ambasciatrice della Torre Bianca, il che per Teslyn equivale quasi ad un esilio, perciò Teslyn si è ripromessa di vendicarsi di Elaida per come è stata trattata e per i guai in cui l'ha cacciata. Ad Ebou Dar Teslyn incontra ed avverte Mat di salvaguardare Elayne e Nynaeve dalle mire di Joline ed Elaida, inoltre garantisce alle due giovani sorelle che non interferirà nei loro piani con la Coppa dei Venti (arrivando persino a sedare Joline con la radice biforcuta, per impedirle di interferire a sua volta). Teslyn in seguito viene ridotta alla condizione di una damane (con il nome di Tessy) dai Seanchan, quando questi conquistano Ebou Dar. Assieme ad Edesina, viene però liberata da Mat, che si vuole sdebitare con lei per l'avvertimento ricevuto in precedenza. In seguito, tra le tre Aes Sedai che si trovano nel variegato gruppo di Mat, Teslyn è sicuramente quella che collabora con lui con più solerzia; perciò nel Libro XI induce Joline a smettere di tormentarlo e poi lo aiuta come può, durante le battaglie che lui intraprende per aprir loro la strada fuori dall'Altara. Inoltre Guarisce Egeanin, dopo che questa è stata pugnalata dalla fuggitiva sul'dam Renna. Nel Libro XII Teslyn rimane coinvolta nella Bolla di Male che colpisce il villaggio di Hinderstap, salvandosi ancora una volta grazie anche all'intervento di Mat. Nel Libro XIII si separa da Mat per tornare a Tar Valon, ringraziandolo profondamente per tutto ciò che ha fatto per lei, promettendogli sempre tutto il suo aiuto e garantendogli il suo appoggio incondizionato dentro alla Torre Bianca; però, poco prima di andarsene, Teslyn fa ancora in tempo a salvare Mat da un nuovo attacco del Gholam, sollevandolo lontano dal mostro che l'assalta e poi scagliando diversi oggetti contro il Gholam stesso, così da tenerlo distante. Nel corso del Libro XIV Teslyn è con un gruppo di Fautori del Drago, che combattono sulla Piana di Merrilor. Subito dopo Mat sfrutta Teslyn, legata in circolo con altri incanalatori, per aprire un portale e spostare parte del suo esercito sulle Alture Polov, così da prendere di sorpresa i nemici che attaccano.

### Theodrin Dabei
Theodrin Dabei è una giovane Aes Sedai dell'Ajah Marrone di origine Domanese, con un'età di circa 30 anni, è piuttosto potente in Saidar, al pari di Sheriam, quindi piuttosto in alto nella gerarchia; nel corso del Libro VI, quando Nynaeve al'Meara ed Elayne Trakand raggiungono le Aes Sedai ribelli a Salidar, Theodrin è ancora un'Ammessa, anche se pienamente pronta a diventare un'Aes Sedai a tutti gli effetti, perciò le viene riservata una posizione speciale e superiore a quella di tutte le altre Ammesse (questa posizione viene però riservata anche a Faolain Orande e quindi alle stesse Elayne e Nynaeve); successivamente, sempre a Salidar, su iniziativa di Myrelle, Theodrin cerca di aiutare Nynaeve a superare il suo blocco, ma senza troppo successo, perché lei stessa in passato aveva avuto lo stesso problema. Theodrin viene quindi innalzata allo scialle da Egwene al'Vere, il giorno stesso della sua elezione ad Amyrlin Seat e Theodrin sceglie l'Ajah Marrone, nonostante non abbia ancora potuto affrontare il classico test nel ter'angreal ovale, custodito nei sotterranei della Torre; questo fatto comporta che la maggior parte delle Aes Sedai non riconosca appieno il suo status come Sorella. Theodrin in seguito giura spontaneamente fedeltà ad Egwene, riconoscendone le capacità e perciò spia l'Adunante Romanda in nome della giovane Amyrlin; nel XII Libro si scopre che Theodrin è stata mandata alla Torre Nera, assieme alla delegazione di Sorelle che devono Legare parecchi Asha'man come Custodi, ma della delegazione non si hanno più notizie e la presenza di Theodrin tra di loro, in quanto seguace di Egwene, risulta alquanto strana, soprattutto perché le altre Aes Sedai finora non avevano ancora mostrato di riconoscerla come una piena Sorella. Nel Libro XIV Theodrin è al di fuori della Torre Nera, dopo che essa è stata liberata dall'Ombra. Subito dopo a Thedrin viene lasciato un Soldato Asha'man da legare, ma lei lo cede immediatamente ad un'altra, perché è invece attratta dal pieno Asha'man Jonneth, che invece non è incluso tra quelli che si possono Legare; perciò Theodrin da lì in poi lo segue ovunque lui vada. Di conseguenza si ritrova Theodrin nell'Ultima Battaglia a Merrilor, nel gruppo di Pevara, Androl, Jonneth ed Emarin; visto il reciproco attaccamento che si crea tra i due, Pevara si aspetta che ben presto Theodrin e Jonneth si "Leghino" a vicenda, proprio come hanno fatto lei stessa ed Androl.

### Therava
Therava: è la più autorevole tra la Sapienti Aiel degli Shaido e la sua forza in saidar è davvero notevole. Therava asseconda inizialmente tutti i piani di Sevanna, ma in seguito, di fronte ai ripetuti smacchi, comincia ad orientare le altre Sapienti contro di lei, ottenendo infine di venire consultata prima di importanti decisioni e facendosi anche consegnare la Verga dei Giuramenti, donata da Sammael/Caddar. Therava è particolarmente interessata a Galina Sedai che obbliga a giurare sulla Verga e che trasforma nel suo gai'shain personale, punendola spesso sadicamente. Dopo la disfatta di Malden, Therava si ripromette di raccogliere ciò che rimane degli Shaido e di ricondurli nella Triplice Terra.

### Thomdril Merrilin
Thomdril Merrilin: soprannominato Thom, è un menestrello ed avventuriero, amico dei protagonisti. È un uomo di quasi sessanta anni, con lunghi baffi e capelli candidi, molto abile come musicista, menestrello e giocoliere, ma altrettanto esperto negli intrighi politici. Inoltre è molto abile anche a combattere all'arma bianca ed a lanciare coltelli, che sono nascosti in gran numero nelle sue maniche, sotto i suoi vestiti e negli stivali (Thom insegna questa abilità a Matrim Cauthon ed a Min Farshaw). Quando è nelle sue vesti di menestrello di strada indossa un mantello svolazzante, formato da molte pezze colorate. È uno dei principali personaggi di supporto, con numerosi capitoli che vengono narrati o descritti dal suo punto di vista.
Thom compare già nei primi capitoli del primo libro della saga, è un menestrello giunto per caso nei Fiumi Gemelli, che rimane coinvolto nelle vicende degli altri protagonisti. Scappa perciò con loro, passando prima da Baerlon e poi da Shadar Logoth, quindi, quando il gruppo si separa, si accompagna a Mat e a Rand sulla nave di Bayle Domon, fino a Ponte Bianco; sempre sulla nave fluviale, insegna ai due ragazzi un po' di musica e dei trucchi da giocolieri. A Ponte Bianco però deve affrontare un Myrddraal, per permettere ai due ragazzi la fuga e perciò viene ritenuto morto. Nel corso della storia si era venuto a sapere che Thom, venti anni prima circa, era stato un Alto Bardo alla corte di Andor. In quelle circostanze aiutò la giovane regina Morgase dopo la sua ascesa al trono, eliminando suo marito, Lord Taringail Damodred, che aveva intenzione di sostituirla sul trono; in seguito Thom divenne, per alcuni anni, anche l'amante della regina. La loro relazione finì quando il nipote di Thom, Owyn, venne trovato capace di incanalare l'Unico Potere, da alcune sorelle dell'Ajah Rossa, e venne domato illegalmente e lasciato morire. Thom non riuscì ad impedire la tragedia e litigò con Morgase, accusandola di essere un pupazzo della Torre Bianca; arrabbiata di fronte a simili accuse, la regina diede ordine di arrestarlo e giustiziarlo; quindi a Thom, non restò altro che fuggire ed iniziare una ben più modesta vita come menestrello di strada. Nel secondo libro Rand lo ritrova a Cairhien: Thom è sopravvissuto al Myrddraal ma è rimasto zoppo, inoltre ha iniziato una nuova vita, con la sua giovane apprendista e amante Dena. Rand lo coinvolge, suo malgrado, negli intrighi della corte cittadina, perciò Dena viene uccisa e Thom, grazie alla sua abilità negli intrighi, si vendica provocando addirittura la morte del re, Galldrian Riatin, responsabile del delitto. In seguito, in preda alla disperazione, Thom si rifugia nell'alcol e ricomincia a girovagare di città in città. Quando, nel terzo libro, Mat fugge dalla Torre Bianca, ritrova Thom in una taverna di Tar Valon, e lo convince ad andare con lui fino a Caemlyn, per portare a Morgase un messaggio di Elayne. I due si spingono in seguito fino a Tear, per cercare di salvare le ragazze loro amiche. Proprio a Tear tutti i personaggi principali, alla fine si riuniscono e Rand è finalmente riconosciuto pubblicamente come il Drago Rinato. In quelle circostanze, Thom aiuta Rand a gestire gli intrighi politici di quella città e sempre laggiù, comincia la sua intesa con Moiraine, che gli promette di rivelare il nome delle sorelle rosse che hanno domato suo nipote. Thom, assieme a Juilin Sandar, diventa in seguito inseparabile compagno ed assistente di Elayne e Nynaeve, e perciò i due le seguono a Tanchico, in Amadicia, nel circo di Valan Luca, a Salidar e ad Ebou Dar. Inoltre Thom instaura uno speciale rapporto, quasi paterno, con Elayne, la figlia della sua vecchia amante Morgase. Ad Ebou Dar si separa da Elayne e Nynaeve e resta in compagnia di Mat. Dunque lo assiste e lo segue nella sua successiva fuga dalla città, finché Mat non libera e sposa Tuon. Sempre in Altara, nel corso del Libro XI, si svela il mistero della lettera che Moiraine aveva lasciato a Thom: lei è viva, ma tenuta prigioniera nel mondo parallelo dei 'Finn, solo Thom, Mat ed un altro personaggio sconosciuto, potranno tentare di liberarla. La lettera implica anche che l'intesa tra Thom e Moiraine fosse ben più profonda di quanto era trasparito fino a quel momento. Nel corso del Libro XII Thom partecipa all'avventura di Mat ad Hinderstap, contribuendo ancora una volta a salvargli la vita. Quindi ritorna a Caemlyn con il resto della Banda della Mano Rossa. Nel Libro XIII Thom, dopo alcune incomprensioni, viene invitato assieme a Mat a palazzo reale, dove viene accolto con molta gioia e commozione da parte di Elayne. Quando anche Perrin visita la città, Thom e Mat lo incontrano e gli raccontano di Moiraine, ottenendo quindi di servirsi di Jur Grady per andare a liberarla alla Torre di Ghenjei. Thom dunque contribuisce a liberarla e dopo la fuga dalla Torre Moiraine gli chiede di sposarla e di diventare il suo nuovo gaidin.

### Tiana Noselle
Tiana Noselle: Aes Sedai dell'Ajah Grigia, è una Sorella che viene scelta per ricoprire il ruolo di Maestra delle Novizie presso le ribelli di Salidar, ancor prima che Egwene al'Vere venga eletta come Amyrlin Seat. Tiana non pare essere particolarmente di polso, ad esempio, pur accettando i validi consigli che le offre, Tiana sembra essere sempre un po' intimidita dalla forte personalità della novizia anziana Sharina, che ha anche una notevolissima potenzialità in Saidar. Nel Libro XIII Tiana è presente nella Torre riunificata, ha perciò dimostrato di non essere una Nera, però ha perso il suo ruolo di Maestra delle Novizie in favore di Rosil; quando il Drago Rinato visita la Torre Bianca, Tiana si fa avanti fra la folla che lo osserva, per consegnare a Rand una lettera, probabilmente da parte di Verin.

### Tigraine Mantear

Bandiera della Casa Mantear

Tigraine era la figlia-erede al trono di Andor e sua madre era la regina Mordrellen. Il suo primo matrimonio fu con il Lord Cairhienese Taringail Damodred, da cui ebbe il suo primo figlio, Galadedrid; dopo che suo fratello Lord Luc scomparve nella Grande Macchia, l'Aes Sedai Gitara Moroso dell'Ajah Azzurra, che era la consigliera personale della regina Mordrellen, istigò Tigraine a lasciare il marito ed il piccolo figlio, per attraversare la Dorsale del Mondo e recarsi nella desolazione Aiel. Laggiù Tigraine venne soccorsa da alcune Fanciulle della Lancia e decise di unirsi a loro prendendo il nome di Shayel. Nel frattempo Tigraine-Shaiel si innamorò del capo-clan Janduin degli Aiel Taardrad. Già incinta di Rand al'Thor, Shayel tornò quindi assieme a Janduin nelle Terre Bagnate per partecipare alla Guerra Aiel. Infine Tigraine/Shayel, portando a compimento tutte le grandi profezie che la riguardavano, giunta sulle pendici di Montedrago durante la Battaglia delle Mura Lucenti, diede vita al Drago Rinato, morendo durante il parto.

### Toveine Gazal
Toveine Gazal: Aes Sedai ed ex Adunante dell'Ajah Rossa. Ha superato i 120 anni, viene descritta come bassa e leggermente abbondante, con una carnagione ramata e lucida, occhi scuri e lunghi e lucidi capelli neri. È attraente ma non bella. Rispetto a tante altre rosse, lei stessa confessa di essere attratta dagli uomini piuttosto giovani ed immaturi, e nelle relazioni con essi, le piace mantenere la parte dominante. È uno dei principali personaggi di supporto, con anche alcuni capitoli o paragrafi che vengono narrati o descritti dal suo punto di vista.
Toveine Gazal è un'ex Adunante; circa quindici anni prima dell'inizio della saga, assieme alle altre due Adunanti della sua Ajah, Lirene e Tsutama, venne severamente punita e mandata in esilio dall'Amyrlin Seat Marith Jaen, come monito e punizione per l'intera Ajah Rossa, resasi colpevole di domature illegali e forse anche di altri comportamenti illeciti, come il coinvolgimento nell'uccisione della precedente Amyrlin, Sierin Vayu. Toveine viene richiamata dall'esilio da Elaida, dopo che è diventata Amyrlin, quindi mandata da quest'ultima a distruggere la Torre Nera al comando di una cinquantina di sorelle; le informazioni ricevute da Elaida sono però scorrette, perciò Toveine viene facilmente fermata e catturata da Logain Ablar, che la lega addirittura con un legame da Custode; Toveine perciò si ripromette di vendicarsi di Elaida, per i guai in cui l'ha cacciata recentemente e per il fatto che quindici anni addietro, pur essendo altrettanto colpevole, non venne punita assieme a lei; di conseguenza Toveine invia una dettagliatissima lettera all'Altissima dell'Ajah che lei crede sia ancora Galina Casban, sottolineando le colpe di Elaida nell'organizzare la spedizione e rivelando anche che Logain è stato recentemente guarito dalla Domatura. Alla Torre Nera Toveine viene maltrattata dalle altre sorelle, perché la ritengono responsabile della loro cattura e solo l'intervento deciso di Logain la salva da gravi conseguenze. La marrone Gabrelle, un'altra sorella catturata e legata come lei da Logain, convince inoltre Toveine a mantenere un atteggiamento collaborativo verso gli Asha'man, così da trovare una via di fuga; inoltre Gabrelle convince Toveine a rinunciare a voler comandare le sorelle della spedizione, che sono state nel frattempo tutte catturate, e di accettare la guida di Desandre e Lemai, le due tra di loro, che risultano più alte nella gerarchia. Quando Logain se ne va dalla Torre Nera, porta Toveine e Gabrelle con sé, perciò loro due lo seguono in quasi tutti gli eventi successivi. Di conseguenza partecipano alla battaglia contro le orde di Progenie dell'Ombra, che investono la tenuta Pendaloan nell'est di Tear e poi aiutano a liberare i campi dai cadaveri dei nemici abbattuti. Nel corso del Libro XIV si scopre che Logain, Toveine e Gabrelle sono tornati alla Torre Nera e stati catturati da Mazrim Taim e dai suoi seguaci. Toveine viene convertita forzatamente all'ombra, perciò Logain quando viene liberato, rilascia il suo legame con lei.
Il cosiddetto gruppo di Toveine è composto dalle cinquanta Aes Sedai, che Elaida manda a distruggere la Torre Nera, sotto la guida appunto di Toveine. Si sa che è composto da Sorelle provenienti da tutte le Ajah, tranne l'Azzurra; inoltre si sa che tra di loro non vi sono Sorelle Nere, perché il capo di queste ultime, Alviarin Sedai, temendo che la spedizione si possa concludere con un disastro, evita che le Nere restino coinvolte. La totalità delle sorelle di questa spedizione viene catturata e legata come un Gaidin dagli Asha'man del gruppo di Logain. Inoltre la maggior parte di esse viene in seguito convertita forzatamente all'Ombra, assieme agli Asha'man che le hanno legate.
1. Adrielle, Ajah Grigia, viene legata da Mezar Kurin, entrambi vengono convertiti forzatamente all'Ombra
2. Aisling Noon, Ajah Verde, viene legata da Arel Malevin; non tornano alla Torre Nera con Logain e perciò non vengono catturati o convertiti all'Ombra; successivamente partecipano all'Ultima Battaglia
3. Akoure Vayet, Ajah Grigia, informa la propria Ajah su ciò che è successo alla spedizione
4. Ayako Norsoni, Ajah Bianca, informa la propria Ajah su ciò che è successo alla spedizione; viene legata da Donalo Sandomere, entrambi vengono convertiti forzatamente all'Ombra
5. Carniele, Ajah sconosciuta, probabilmente Gialla; guarisce Toveine dopo che le altre sorelle l'hanno picchiata, ritenendola responsabile del fallimento della spedizione
6. Desandre, Ajah Gialla, è più forte di Toveine e viene designata a guidare le Sorelle catturate dagli Asha'men
7. Gabrelle, Ajah Marrone, viene legata personalmente da Logain
8. Jenare, Ajah Rossa, viene legata da Welyn Kajima, entrambi vengono convertiti forzatamente all'Ombra
9. Lemai, Ajah Rossa, è più forte di Toveine e viene designata a guidare le Sorelle catturate dagli Asha'men
10. Nelavaire Demasiellin, Ajah Verde, viene legata da Naeff

### Tsutama Rath
Tsutama Rath: Aes Sedai, ex Adunante e capo dell'Ajah Rossa. Ha superato i 120 anni di età e in "Nuova Primavera", viene definita bellissima, dagli occhi duri e fieri, con lunghi capelli neri ed un seno prosperoso. È uno dei principali personaggi di contorno, con anche alcuni capitoli che vengono narrati o descritti dal suo punto di vista. Tsutama era già comparsa brevemente nel prequel "Nuova Primavera": è infatti la settima Adunante a prendere da parte Moiraine nella stessa giornata per parlarle di Cairhien, ma è la prima a chiederle esplicitamente se ha mai preso in considerazione di diventare regina di Cairhien lei stessa, in quanto esponente della Casata Damodred. A partire dal settimo libro, si viene a sapere che Tsutama è ormai un'ex Adunante e che, circa quindici anni addietro, assieme a Lirene e Toveine, venne rimossa dalla sua posizione e severamente castigata e mandata in esilio a lavorare in una fattoria, come monito e punizione per l'intera Ajah Rossa, colpevole di aver compiuto diversi atti illegali. Negli ultimi libri pubblicati si viene a sapere che Tsutama è stata richiamata dall'esilio e che quindi è stata eletta come Altissima, cioè come nuovo capo dell'Ajah Rossa, dopo la scomparsa di Galina Casban. Come Altissima, Tsutama, viene descritta da Pevara come una persona dal nervosismo tenuto a freno a mala pena, molto più feroce di quanto fosse stata prima dell'esilio e fin troppo amante del lusso, forse perché nei quindici anni di punizione, ha dovuto subire molte privazioni. Comunque Tsutama si dimostra particolarmente aperta e determinata; dopo aver preso atto delle ormai indifendibili e disastrose azioni di Elaida decide di tutelare almeno l'Ajah Rossa, distaccandola da un'Amyrlin così compromessa e non garantendole più un appoggio totalmente incondizionato. Inoltre Tsutama prende atto anche della nuova situazione venutasi a creare con gli incanalatori maschi, perciò appoggia l'idea di Tarna Feir di fare legare come Custodi delle Rosse alcuni Asha'man (e nonostante lei non ami affatto il genere maschile), di conseguenza incarica proprio l'Adunante Pevara di raccogliere un adeguato numero di sorelle e di portare a termine questa delicata e pericolosa missione.

### Tuon
Tuon Athaem Kore Paendrag: la Figlia delle Nove Lune, erede designata dell'Impero Seanchan. Viene descritta come bassa di statura, magra e dalla pelle scura, il volto ha forma di cuore e con occhi scuri e penetranti. Il suo ruolo nella società Seanchan le impone di rasarsi completamente la testa. È uno dei principali personaggi di supporto, con anche diversi capitoli che vengono narrati o descritti dal suo punto di vista.
Tuon appare per la prima volta nel corso del nono libro quando, quando la principessa è a bordo di una nave della flotta Seanchan, mentre si prepara a sbarcare nella città di Ebou Dar, recentemente conquistata dalle sue truppe. Nel capitolo viene narrato molto sulla sua personalità e sulle sue capacità: anzitutto si scopre che Tuon, nel passato, è stata molto abile a prevenire la mortale rivalità delle sue sorelle e così guadagnarsi la fiducia della madre, perciò a diventare l'erede designata dell'impero; inoltre viene mostrato che Tuon ha la capacità di fare la sul'dam (ciò significa che potrebbe imparare ad incanalare, una cosa che viene ritenuta abominevole presso i Seanchan). Quella di sul'dam inoltre è un'attività che la principessa pratica spesso (tra l'altro ha salvato un'Aes Sedai che si stava lasciando morire per essere stata ridotta alla condizione di damane); infine quando nello stesso capitolo si presenta in pubblico, Tuon decide di farlo con un velo in testa e quindi solo come "Alta Signora Tuon" e non come erede al trono; Tuon lo fa come gesto di auto punizione, abbassando il proprio status, per essersi comportata in modo sciocco con una damane (il che avrà diverse conseguenze una volta sbarcata, infatti solo i Seanchan sono a conoscenza del suo vero status, cioè che lei in realtà è la Figlia delle Nove Lune, seconda solo all'imperatrice nella loro gerarchia sociale).
Tuon, una volta giunta nel palazzo Tarasin di Ebou Dar, conosce Mat (che è diventato l'amante della regina Tylin) e ne rimane incuriosita, anche perché una damane le ha rivelato una profezia che potrebbe riguardarlo; perciò prima si propone di comprarlo come da'covale, mentre successivamente continua ad osservarlo di nascosto. Quando in seguito Mat fugge dalla città, liberando alcune delle Aes Sedai ridotte a damane, Tuon lo sorprende ed interviene, ma viene fatta prigioniera assieme alla sua inseparabile cameriera (e guardia del corpo segreta), Selucia. Tra l'altro, in quei frangenti, Mat pronuncia senza saperlo, metà della formula matrimoniale in uso presso i Seanchan, sconvolgendo così non pochi dei presenti. Successivamente Tuon rimane nel gruppo di Mat, nelle sue peregrinazioni in Altara, prima al seguito del circo di Valan Luca, poi nelle sue scaramucce per aprirsi una strada verso il Murandy.
Nel frattempo Mat inizia il suo corteggiamento nei confronti della restia Tuon, che se da un lato è molto incuriosita da lui, dall'altro non gli dà molti motivi di speranza, se non la promessa di non tentare di scappare. Quando si capisce che la stessa vita di Tuon è minacciata da traditori, Mat organizza una spettacolare guerra contro l'intero esercito Seanchan, per aprirsi la strada verso la salvezza; in seguito vengono raggiunti dal fedele generale Furyk Karede, perciò Mat lascia a Tuon ogni libertà di scelta: solo in quel momento la principessa, che ha potuto apprezzare appieno tutte le qualità di Mat, completa la formula Seanchan di nozze, facendolo suo marito e Principe dei Corvi. In seguito, mentre Mat elimina l'ultimo gruppo di traditori, Tuon ritorna con i suoi fedeli ad Ebou Dar, e lì scopre che la famiglia imperiale è stata completamente sterminata da Semirhage e che quindi è diventata la nuova imperatrice. Come atto finale del libro undicesimo, per il suo alto tradimento, Tuon riduce l'Alta Signora Suroth ad una da'covale che verrà presto venduta all'asta.
Nel corso del Libro XII Tuon cerca di tenere uniti i domini dei Seanchan, scossi dalla ribellione nella madre patria e da mille problemi al di qua dell'Oceano. Accetta perciò di incontrare il Drago Rinato per stabilire una tregua con lui. Però l'incontro non ha successo e Tuon, pur resistendo valorosamente all'effetto ta'veren di Rand, in quel momento distorto dalla sua condizione oscura, ne resta comunque molto scossa. Perciò, dopo aver assunto pienamente la carica di Imperatrice con il nome di Fortuona Athaem Devi Paendrag, decide di fare attaccare la Torre Bianca con un raid di to'raken volanti e damane, nella convinzione di indebolire la posizione avversaria e di ottenere alcuni vantaggi strategici, come le Tessiture per Viaggiare.
Nel Libro XIII l'Imperatrice Fortuona si fa mostrare dalla damane Suffa (l'ex Amyrlin Elaida) come si aprono dei portali per viaggiare, annunciando quindi un nuovo attacco contro la Torre Bianca.
Nel Libro XIV Fortuona viene raggiunta da suo marito Mat ad Ebou Dar. Viene così salvata appena in tempo da un attentato compiuto da uomini grigi. Il mattino dopo entrambi vengono raggiunti dal Drago Rinato, che convince l'imperatrice a sottoscrivere la Pace del Drago, con alcune clausole a favore dei Seanchan. Mat e Fortuona quindi portano le truppe Seanchan in soccorso a quelle delle Aes Sedai che combattono in Kandor contro gli Sharani e la Progenie dell'Ombra. Mat arriva giusto in tempo a capire che Gareth Bryne viene manipolato con la Coercizione, da parte dei Reietti, ed impone a tutti di ritirarsi nuovamente a Merrilor, dove combattere l'Ultima Battaglia.
Nel frattempo Fortuona ha una vivace discussione con l'Amyrlin Egwene, sulle filosofie di fondo che i Seanchan e gli altri popoli hanno nei confronti degli incanalatori. Alla fine le due donne stipulano una serie di accordi, corollario alla Pace del Drago, che riguardano proprio come dovranno essere trattati gli incanalatori nelle rispettive zone di influenza. Sempre in Kandor, Fortuona ha modo di conoscere Min Farshaw e le sue straordinarie capacità di predizione, perciò la prende con sé, come nuova "Voce della Verità".
Durante le prime fasi dell'Ultima Battaglia a Merrilor, Mat e Fortuona vengono raggiunti da Elayne che li salva da un attacco di Draghkar. Intanto Mat capisce che nel suo centro di comando si nasconde una spia, perciò comunica ad Elayne che d'ora in avanti terrà per sé i piani di combattimento e si accorda con Fortuona per inscenare una lite tra di loro, così da ingannare i nemici che li spiano. Quando il centro di comando viene travolto dagli Sharani, Mat e Fortuona si salvano grazie all'intervento di Min Farshaw e Siuan Sanche, che però muore subito dopo. Quindi i due inscenano la lite programmata e gli eserciti dei Seanchan fingono di ritirarsi dalla battaglia.
Alcuni dei generali Seanchan però, controllati da Moghedien attraverso la Coercizione, cercano di convincere Fortuona a ritirarsi veramente dalla battaglia, che viene ormai data per persa. Min ancora una volta però interviene provvidenzialmente: smaschera Moghedien, che si nasconde tra i So'jhin e convince l'imperatrice che deve tornare a combattere non appena Mat ne faccia richiesta.
Finalmente arriva l'ordine di Mat di tornare a combattere e i Seanchan contribuiscono così alla disfatta finale dei nemici sui campi di Merrilor. Dopo essere tornato vittorioso anche da Shayol Ghul, Mat regala a Fortuona uno spettacolo di fuochi d'artificio, mentre l'Imperatrice gli annuncia di essere incinta del loro primo figlio.

### Turak
Turak di Casa Aladon: è un nobile dell'Alto Sangue Seanchan, undicesimo nella linea di successione al trono; Turak compare nel libro secondo quando viene posto alla guida dell'Hailene, il Ritorno dei discendenti di Luthair Paendrag alla terra d'origine, quindi della spedizione e dello sbarco Seanchan a Falme ed a Capo Toman. È di alta statura, con occhi scuri, porta i capelli completamente rasati ed inoltre le unghie dell'indice e del medio, in entrambe le mani, sono tenute molto lunghe e laccate di blu. A Falme Turak si intrattiene con il capitano Bayle Domon al quale ha sottratto la sua collezione di rarità, compreso uno dei sigilli di cuendillar (lui era già in possesso di uno di essi). In seguito Padan Fain si presenta a Turak che gli sequestra la cassa con il Corno di Valere ed il pugnale di Shadar Logoth. Perciò Padan Fain cerca di influenzarlo a suo favore ed uccide anche il so'jhin di Turak. Quando il gruppo di Rand al'Thor penetra nella sua abitazione, Turak ed i suoi uomini li affrontano. Turak è un maestro spadaccino con una Spada dell'Airone, ma alla fine Rand riesce a batterlo ed ucciderlo in duello.

### Tylee Khirgan
Tylee Khirgan: generale di stendardo dell'esercito Seanchan. Nel corso del Libro XI Tylee si accorda con Perrin Aybara per attaccare gli Shaido che hanno rapito Faile e che la tengono prigioniera nei pressi di Malden. Il piano viene preparato con molta cura e Tylee e Perrin alla fine sviluppano un forte rispetto reciproco. La successiva Battaglia di Malden si risolve in una completa vittoria: gli Shaido vengono facilmente sbaragliati con poche perdite, centinaia di Sapienti (compresa Sevanna) vengono catturate, inoltre la potenza dell'infido Profeta Masema rimane annichilita. Di fronte a tali successi Tylee viene perciò elevata al Basso Sangue. Nel prologo del Libro XII Tylee viene sorpresa da una Banda di Trolloc a poche miglia da Ebou Dar, ma si salva. Perciò in seguito si presenta davanti a Tuon, mostrando i resti dei Trolloc; narra quindi del suo coinvolgimento con Perrin e contribuisce infine a convincere Tuon a tentare di stabilire una tregua con il Drago Rinato. Nel Libro XIV Tylee è tra gli ufficiali che cercano di convincere l'imperatrice a tornare a combattere l'Ultima Battaglia.

## V

### Vandene Namelle
Vandene Namelle: Aes Sedai dell'Ajah Verde e gemella di Adeleas Namelle. È una delle Aes Sedai più anziane conosciute (con più di 250 anni), con i capelli completamente bianchi, non è molto forte nel potere, tanto che da sola non può aprire portali di viaggio; ha una sorella gemella, Adeleas, dell'Ajah Marrone; le due si sono ritirate per anzianità nell'Arafel ed entrambe sono amiche di Moiraine, che nel corso del secondo libro le va a trovare in cerca di informazioni. In seguito le due gemelle aderiscono alla ribellione di Salidar ed accompagnano Elayne Trakand e Nynaeve al'Meara ad Ebou Dar, per la ricerca della Coppa dei Venti; sulla via del ritorno, le due gemelle prendono in custodia la nera Ispan, ma poco prima di giungere a Caemlyn, Adeleas viene assassinata (assieme ad Ispan), perciò Vandene si mette alla caccia dell'assassina; otterrà vendetta poco prima di restare uccisa lei stessa.

### Varilin
Varilin: Aes Sedai e Adunante dell'Ajah Grigia, è una sorella con più di cento anni, snella, molto alta e dalla capigliatura rossa; era Adunante prima della spaccatura della Torre e dopo la deposizione di Siuan e l'elezione di Elaida, Varilin si rifugia tra le ribelli di Salidar, dove riprende la sua posizione di Adunante nel nuovo Consiglio (in seguito si scopre che vi è stata inviata dal capo dell'Ajah per cercare di riportare le ribelli alla Torre). Varilin fa apparentemente parte della fazione di Romanda e come la maggior parte delle Adunanti più anziane si prodiga per i colloqui di pace ed avversa fortemente tutte le iniziative che potrebbero portare altre divisioni, come la dichiarazione di guerra ad Elaida o la proposta di un'alleanza con gli Asha'man; in seguito, quando i colloqui di pace iniziano effettivamente ai ponti di Darein, Varilin esautora in pratica Beonin, prendendo al suo posto la guida delle trattative, ma non ottiene molti risultati; nel corso del Libro XII giura sulla Verga dei Giuramenti, di fronte ad Egwene, dimostrando di non appartenere all'Ajah Nera; nel Libro XIII si viene a sapere che Varilin è riuscita a mantenere il suo seggio di Adunante nel Consiglio della Torre riunificata, quando partecipa alla convocazione segreta del Consiglio, indetta da Romanda, per limitare i poteri di Egwene e poi vota no all'idea di lasciare a quest'ultima il potere di trattare con i sovrani; subito dopo vota però a favore delle modifiche al regolamento per la convocazione del Consiglio.

### Verin Mathwin
Verin Mathwin: personaggio di grande rilievo, è un'Aes Sedai dell'Ajah Marrone. Ha 151 anni, d'aspetto è piuttosto rotondetta, con una faccia squadrata; ha occhi scuri ed un tocco di grigio nei capelli, è bassa di statura ed a volte i suoi modi sono materni. Come tutte le marroni pare spesso presa dai propri pensieri, ma in realtà risulta sempre ben consapevole di tutto ciò che la circonda ed a volte viene descritta, con i suoi occhi sempre guizzanti, come “un uccello pronto a ghermire un verme”. Proviene da Far Madding, una città dalla quale è stata esiliata moltissimi anni prima, per ragioni rimaste ancora sconosciute. Verin, per la sua forza in Saidar, si trova nella fascia medio-alta nella gerarchia delle Aes Sedai (è tra quelle che riescono ad aprire da sole un portale abbastanza largo per viaggiare), ma comunque deve mostrarsi deferente nei confronti delle sorelle più forti ed obbedire loro, ciononostante Verin riesce quasi sempre a perseguire i propri scopi, manovrando abilmente le altre sorelle verso la direzione da lei desiderata o addirittura esercitando di nascosto una debole forma di coercizione. È uno dei principali personaggi di supporto, con anche molti capitoli che vengono narrati o descritti dal suo punto di vista.
Fa la sua comparsa nel secondo libro della saga: Verin, dopo aver copiato e tradotto un'oscura profezia, è l'unica tra tutte le Aes Sedai che accompagnano l'Amyrlin Siuan a Fal Dara, a capire chi sono i tre ragazzi arrivati con Moiraine, e perciò di trovarsi di fronte al Drago Rinato. Di conseguenza resta in qualche maniera coinvolta da Siuan e Moiraine nei loro piani, sebbene le due non siano completamente convinte di quanto possano fidarsi di lei. Quando la caccia al Corno di Valere è già iniziata, Verin raggiunge Perrin, Mat e gli Shienaresi, nei pressi del Pugnale di Kinslayer, dicendo di essere stata mandata da Moiraine (cosa successivamente smentita). Il loro gruppo si ricongiunge con Rand a Cairhien e dopo varie vicende sono costretti a seguire Padan Fain fino a Falme, attraverso una Pietra Portale, il cui uso viene in parte spiegato proprio da Verin. Verin affianca Rand nelle sue imprese ma evita alla fine di recarsi a Falme, per il pericolo delle damane seanchan. Dopo Falme, Verin riconduce a Tar Valon le tre ragazze amiche di Rand (Egwene, Elayne e Nynaeve), Mat per essere guarito e porta con sé anche il Corno di Valere. Racconta a Siuan cosa è successo ed assieme le due nascondono il Corno, probabilmente dentro la stessa Torre Bianca. Successivamente, su indicazione di Siuan Sanche, consegna ad Egwene i documenti riguardanti le componenti dell'Ajah Nera che hanno compiuto delitti dentro la Torre; di sua iniziativa però, Verin consegna alla ragazza anche l'anello ter'angreal per entrare in Tel'Aran'Rhiod, il Mondo dei Sogni (Verin fa questo all'insaputa di tutti, inoltre, in maniera sospetta, non consegna ad Egwene gli appunti riguardanti precedenti esperienze nel Mondo dei Sogni). Nei libri seguenti Verin ed Alanna Sedai si recano nei Fiumi Gemelli per testare le giovani ragazze nell'uso dell'Unico Potere, scoprendo molti talenti tra le giovani. Le due però restano coinvolte nell'arrivo dei Manti Bianchi ed Alanna perde uno dei suoi custodi. Dopo l'arrivo di Perrin e l'attacco di un'orda di Trolloc, le due Aes Sedai aiutano la gente dei Fiumi Gemelli a risolvere i loro problemi, per mettersi infine in viaggio verso Caemlyn con le ragazze. Nella capitale di Andor hanno un incontro turbolento con Rand e Verin manovra abilmente le altre Aes Sedai presenti, per far fallire la missione diplomatica di Salidar. Successivamente Verin è nel gruppo di Aes Sedai che raggiunge i Pozzi di Dumai assieme a Perrin, partecipa alla battaglia ed aiuta a liberare Rand, infine è tra le prime a giurare fedeltà al Drago Rinato. Nel campo Aiel vicino a Cairhien, Verin, utilizzando un piccolo angreal (tenuto nascosto alle altre sorelle da oltre quaranta anni), induce segretamente le sorelle prigioniere a servire il Drago Rinato (ed in questo modo trasgredisce una legge della Torre Bianca che proibisce la coercizione usando l'Unico Potere). Dopo l'arrivo di Cadsuane, Verin si aggrega al gruppo di questa Aes Sedai, fino a raggiungere Rand a Far Madding; solo dopo essersi assicurata delle reali intenzioni di Cadsuane (arriva molto vicino ad avvelenarla o narcotizzarla con una fiala di potente sonnifero), Verin l'aiuta e partecipa alle difese durante la battaglia per la Pulitura di Saidin, durante la quale, assieme ad altre sorelle e alla cercavento Shalon, si confronta con la Reietta Graendal. Da come gestisce questa situazione, forse si ottiene indirettamente un indizio che Verin non appartiene all'Ajah Nera. Segue quindi Rand e gli altri nell'est di Tear, partecipa alla battaglia contro l'orda di Trolloc, ma poi se ne va misteriosamente, lasciando a Rand solo una lettera di spiegazioni, molto elusiva. Nel libro XII Verin incontra Mat nel Murandy, spiegando di essere stata spinta dal Disegno ad incontrarsi con lui; gli consegna una misteriosa lettera, con il patto che lui la aprirà e la leggerà, se entro un certo periodo di tempo lei non tornerà da lui, quindi con una tessitura di viaggio trasporta lui e tutta la sua Banda fin nei pressi di Caemlyn. Infine si presenta alla Torre Bianca da Egwene, che è appena stata liberata dalle celle sotterranee in cui l'aveva relegata Elaida; Verin le spiega di appartenere all'Ajah Nera e racconta che circa settanta anni prima, si era spinta troppo oltre nelle sue ricerche, perciò si era trovata di fronte alla scelta terribile di venire uccisa o di diventare una nera. In tutti questi anni però, quando ha potuto, Verin ha sempre aiutato la luce e poiché uno dei suoi giuramenti neri le impone di mantenere il segreto fino all'ultima ora dalla sua morte, Verin beve un veleno ad azione lenta e proprio nell'ultima ora di vita, rivela ad Egwene tutti i segreti che ha pazientemente raccolto sull'Ajah Nera, durante tutti quegli anni, compreso un elenco quasi completo di tutti i suoi membri. Mentre Verin muore tra le sue braccia, Egwene ne loda il coraggio e la determinazione. Nel Libro XIII viene svelato che la misteriosa lettera che Verin ha consegnato a Mat, rivelava l'invasione di Caemlyn da parte dell'Ombra, cosa che effettivamente avviene durante l'Epilogo, ma di cui Mat non viene a conoscenza perché fino all'ultimo ha resistito ad aprire la busta. Sembra inoltre che Verin abbia consegnato anche altre lettere: una viene data da Tiana a Rand; un'altra viene data a Galad Damodred; infine una ha indotto Alanna a fuggire di nascosto dalla Pietra di Tear.

## W

### Welyn Kajima
Welyn Kajima: è un Asha'man nel gruppo di amici di Logain. È un fedele alla fazione di Logain; lega come Custode la Rossa Jenare Sedai, con la quale sembra sviluppare un buon rapporto; nel Libro X Welyn, assieme a Logain e molti altri, raggiunge Rand nell'est di Tear e lì successivamente partecipa alla battaglia alla Tenuta Pendaloan contro la Progenie dell'Ombra. Nel Libro XI resta nella scorta, mentre Rand si dirige al finto incontro con la Figlia delle Nove Lune, che in realtà è una trappola di Semirhage. Nel secondo capitolo del Libro XIV Evin rivela ad Androl e Pevara che Welyn è appena tornato, inoltre che osservandolo in faccia Welyn e probabilmente anche la sua Jenare, sono stati convertiti forzatamente all'Ombra; successivamente Welyn si reca alla locanda nella Torre Nera, cercando di convincere i presenti che Logain si è accordato con Taim; poco dopo si reca nei magazzini di Canler, alla ricerca di vino al seguito di Dobser, ma viene messo fuori combattimento da Pevara.

## Y

### Yukiri
Yukiri: Aes Sedai ed Adunante dell'Ajah Grigia; cacciatrice dell'Ajah Nera; dopo la riunificazione dallo Scisma, mantiene la sua posizione di Adunante, strettamente alleata ad Egwene. Viene descritta come una sorella dagli occhi verdi, che ha un atteggiamento regale ma in realtà è la figlia di un oste ed ha fama di essere ribelle ed ostinata; il suo Gaidin è morto circa una dozzina di anni prima e recentemente Yukiri, visti i pericoli costanti in cui si trova, sta considerando di trovarne un altro. È uno dei principali personaggi di supporto ai protagonisti, con anche alcuni capitoli che vengono narrati o descritti dal suo punto di vista. Yukiri è una delle Adunanti che alla Torre Bianca partecipano alla deposizione di Siuan Sanche e all'Elezione di Elaida, ma se ne pente presto. Nella saga vera e propria Yukiri si presenta a partire dal Libro VII, quando assieme alle altre Adunanti Saerin, Doesine e Talene segue Pevara e Seaine nei sotterranei, e le sorprende con la Verga dei Giuramenti. Durante un momento di chiarimento, Pevara e Seaine fanno capire che il loro scopo è la caccia all'Ajah Nera. Di conseguenza Yukiri, Doesine e Saerin giurano a loro volta sul Ter'angreal e si uniscono alle due amiche nella caccia, mentre finalmente viene svelato il primo membro delle Nere, proprio l'Adunante Talene, a cui presto se ne aggiungono altre, come Galina Casban, l'ex capo delle Rosse; alla fine tuttavia le loro indagini giungono ad un punto di stallo e si scopre che la loro caccia era nata da una sbagliata interpretazione dell'originale ordine di Elaida, che quindi è sospettabile lei stessa di essere una Nera. Nel frattempo Yukiri partecipa ad un incontro con Elaida per richiedere di accettare i colloqui di pace con le ribelli ai ponti di Tar Valon (ed in questa occasione Alviarin nota come Talene si mostri deferente nei confronti di Yukiri e Doesine); nel Libro XII assieme alle altre Adunanti cacciatrici, si incontra con Egwene e poi la appoggia più volte; tra l'altro Yukiri assiste sconvolta alla cena con Elaida in cui Egwene viene da quest'ultima pesantemente battuta, perciò è tra quelle che prendono l'iniziativa di punire Elaida stessa; alla fine del libro Yukiri è quindi nel gruppo di Adunanti che elegge nuovamente Egwene come nuova Amyrlin Seat della Torre riunificata. Nel Libro XIII Yukiri rimane nel gruppo di Adunanti più fedeli ad Egwene, la quale affida proprio a lei ed a Seaine il compito di riuscire a capire come Mesaana abbia potuto aggirare la Verga dei Giuramenti. In seguito Yukiri arriva giusto in tempo per votare a favore della concessione ad Egwene del potere di trattare direttamente con i sovrani, poi, subito dopo vota a favore della riforma sulle regole per la convocazione del Consiglio della Torre. Nello stesso libro partecipa al test di Nynaeve per diventare Aes Sedai e alla fine vota in suo favore. Poco tempo dopo Yukiri è una delle tre sorelle scelte da Egwene per il suo incontro segreto in Tel'Aran'Rhiod, per stabilire degli accordi di alleanza con le Sapienti Aiel e le Cercavento. Nel corso del Libro XIV Yukiri si trova per la maggior parte del tempo nel centro di comando delle Aes Sedai assieme a Siuan e Gareth Bryne, dove segue le varie operazioni di guerra. Tra l'altro inventa un Portale che si apre in orizzontale e che si rivela molto utile per spiare i nemici dall'alto o per osservare direttamente il campo di battaglia. Quando il campo delle Aes Sedai viene distrutto dall'attacco a sorpresa degli Sharani, Yukiri salva Siuan e Gareth buttandosi con loro dentro al portale e poi attutendo la caduta con un'altra tessitura sperimentale. Alla fine del libro Yukiri è tra le Adunanti che chiedono a Cadsuane di diventare la nuova Amyrlin Seat.

## Z

### Zaida din Parede Ali Nere
Zaida din Parede Ali Nere: ambasciatrice degli Atha'an Miere, appartiene al Clan Catelar di cui era anche la Maestra delle Onde, la sua Cercavento è Shielyn (vedi sotto). Venne sbarcata da Harine ad Aringill ed inviata via terra Caemlyn come ambasciatrice presso il Drago Rinato, ma non riuscì mai ad incontrarlo, sia perché quando lui era in città, non venne mai ricevuta, sia poi per i continui spostamenti di Rand da una città all'altra. In seguito però, al palazzo reale di Caemlyn Zaida riuscì ad incontrare Elayne e Nynaeve, di ritorno dalla loro missione in Altara, con la Coppa dei Venti e numerose Cercavento al seguito. Perciò Zaida, essendo la più alta in grado, si assunse il controllo degli accordi stipulati dalle Aes Sedai con la Maestra delle Navi. Di conseguenza ottenne la custodia della Coppa dei Venti e che alcune Aes Sedai iniziassero ad istruire le Cercavento sull'uso dell'Unico Potere. Zaida inoltre stipulò un accordo commerciale con Elayne per permettere l'approvvigionamento della capitale assediata, utilizzando le Cercavento per aprire portali di viaggio in cambio di un miglio quadrato di terreno a completa disposizione del suo popolo. Quando giunse la notizia della morte di Nesta din Raes ad Ebou Dar, ad opera dei Seanchan, Zaida si recò ad Illian alla riunione del suo Popolo. Il suo comportamento venne giudicato positivamente e perciò venne eletta dalle altre Maestre delle Onde come la loro nuova sovrana, cioè la Maestra delle Navi. Logain, in qualità di ambasciatore del Drago Rinato si recò in seguito a visitarla nel corso del libro undicesimo, per ottenere che venissero rispettati gli accordi stipulati da Harine. Durante questo incontro viene annunciata la triste sorte del popolo degli Amayar.